# Spätantike

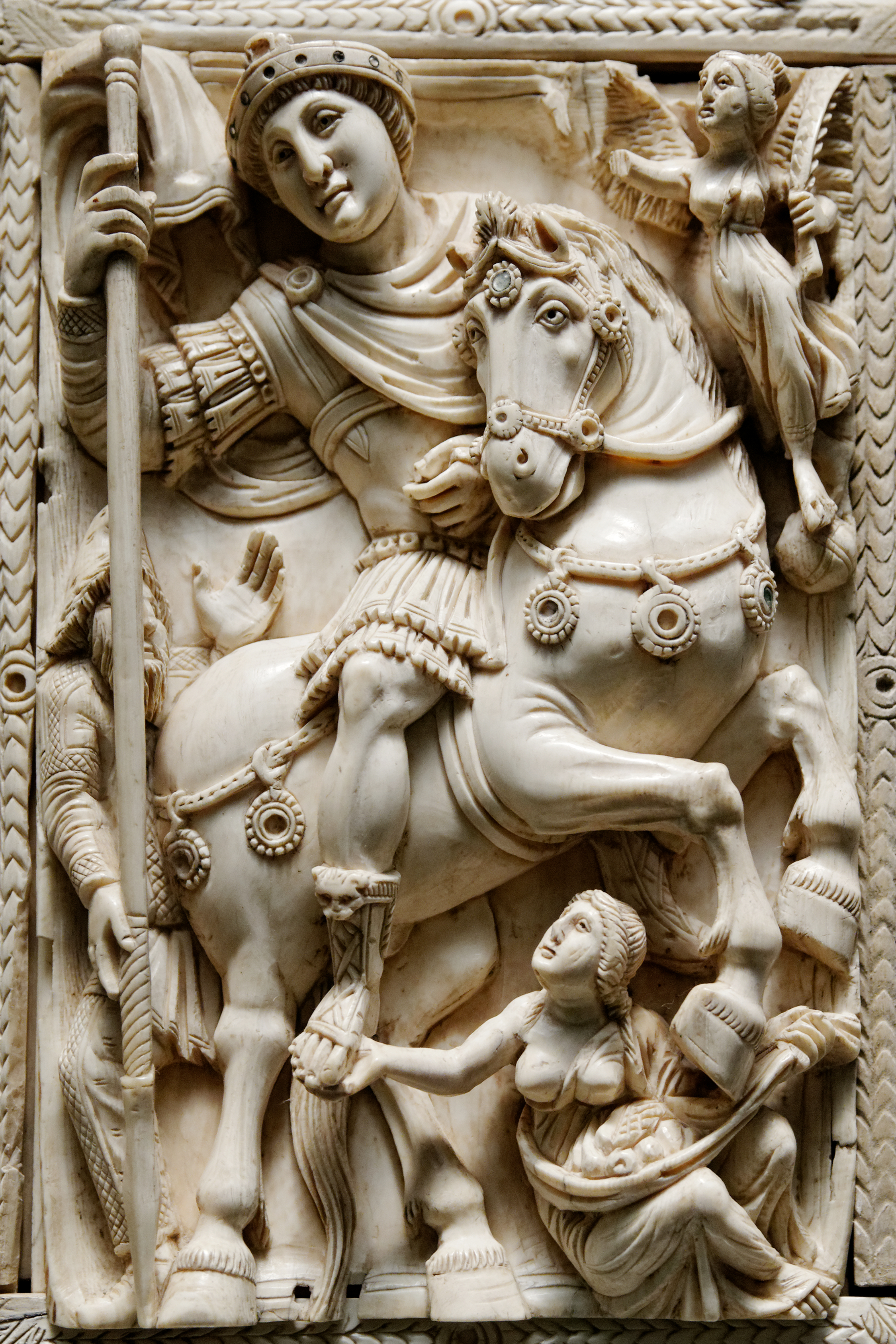
Sogenanntes Barberini-Diptychon aus dem 6. Jahrhundert mit der Darstellung von entweder Anastasios I. oder (wahrscheinlicher) Justinian I. als triumphator omnium gentium.

Spätantike ist eine moderne Bezeichnung für das Zeitalter des Übergangs von der Antike zum Frühmittelalter im Mittelmeerraum und dem Vorderen Orient. In der neueren Forschung werden auch die an das Römische Reich angrenzenden Kulturräume, besonders der sassanidische Iran, als Teil der spätantiken Welt betrachtet.
Wenngleich die genaue zeitliche Abgrenzung der Spätantike in der Forschung umstritten ist, gilt als Beginn dieser Übergangsepoche meist der Regierungsantritt des römischen Kaisers Diokletian 284 n. Chr. Als grober Rahmen für das Ende der Epoche kann gelten, dass die Spätantike im Westen des Römischen Reiches mindestens bis zur Absetzung des letzten Kaisers in Italien im Jahre 476 dauerte; in der heutigen Forschung wird aber eher der Einfall der Langobarden in Italien im Jahr 568 als Einschnitt betrachtet. Der römische Westen zerfiel dabei bereits im 5. Jahrhundert in eine Reihe faktisch unabhängiger germanisch-romanischer Reiche (regna), die die kaiserliche Oberhoheit zumindest formal noch längere Zeit anerkannten. Im Osten des Reiches reicht die Epoche entweder bis zum Tod des oströmischen Kaisers Justinian 565 oder bis zur arabischen Expansion im 7. Jahrhundert. 
Neben politikgeschichtlichen und militärgeschichtlichen werden hierbei kulturelle, wirtschaftliche, religiöse, soziale und neuerdings auch ökologische Aspekte betrachtet. Teilweise wird der zeitliche Rahmen im kulturgeschichtlichen Kontext und im Hinblick auf den östlichen Mittelmeerraum und den Vorderen Orient bis ins späte 8. Jahrhundert ausgedehnt (long Late Antiquity, „lange Spätantike“). In diesem Sinne hat sich die aktuelle Forschung davon gelöst, Beginn und Ende der Spätantike als starres chronologisches Gebilde zu begreifen, um stattdessen vielmehr unterschiedlich lange (regional verschiedene) Übergangszeiträume zu betrachten.
Die Spätantike weist ein eigenständiges kulturhistorisches Profil mit einer Vielzahl von wechselseitigen Einflüssen auf. In diesem Sinne war die spätantike Welt, die vom Mittelmeerraum bis nach Zentralasien reichte, von vielfältigen und dynamischen Entwicklungen geprägt. Überlappende Handelsnetzwerke verbanden die spätantiken Großreiche Rom und Persien direkt oder indirekt mit Zentralasien, Indien und dem chinesischen Kulturraum, wobei neben Waren auch technische, kulturelle und religiöse Ideen ausgetauscht wurden. In der neueren Forschung wird entsprechend den Entwicklungen jenseits des Mittelmeerraums im Vorderen Orient (vor allem Persien) und in Zentralasien, aber auch im südarabischen Raum Beachtung geschenkt.
Der Begriff Spätantike hat sich seit Max Weber in der Forschung durchgesetzt. Der Kulturhistoriker Jacob Burckhardt hatte bereits 1853 die Wendung spätantike Zeit gebraucht, die am Ende des 19. Jahrhunderts vom österreichischen Kunsthistoriker Alois Riegl übernommen wurde. Die Bezeichnung hat den Vorteil, auf den gesamten Mittelmeerraum anwendbar zu sein, während der ebenfalls gebräuchliche Terminus frühbyzantinisch nur den Osten treffend charakterisiert. Im Verlauf der ausgehenden Spätantike durchlief Ostrom/Byzanz einen Transformationsprozess und musste zuletzt im 7. Jahrhundert große territoriale Verluste hinnehmen. Die zweite spätantike Großmacht, das neupersische Sassanidenreich, das vier Jahrhunderte lang Roms großer Rivale gewesen war (Römisch-Persische Kriege), ging mit dem Tod des letzten persischen Großkönigs im Jahr 651 sogar ganz unter.
Ein herausragendes Ereignis dieser Epoche stellt der Siegeszug des Christentums dar und damit verbunden das langsame Verschwinden vorchristlicher Kulte und Traditionen. In der Kunst und der Literatur entsteht durch die Ablösung bzw. Überformung klassischer griechisch-römischer durch christlich geprägte Formen und Themen ein eigener, charakteristischer Stil, der auch orientalische Einflüsse aufweist. Die Spätantike steht außerdem unter den Zeichen der Reformierung von Heer und Verwaltung durch Diokletian und Konstantin, der Zementierung der sakralen Stellung des Kaisers, vollendet unter Justinian, der sogenannten Völkerwanderung und in deren Folge schließlich der Transformation des westlichen Teils des Römischen Reiches in jene germanisch-romanische Welt, die das europäische Mittelalter prägen sollte. Sowohl der Westen als auch der Osten waren ab Mitte des 6. Jahrhunderts von den Folgen der sogenannten Justinianischen Pest betroffen.
Die Spätantike bildet den letzten Abschnitt des Altertums, der zwar nicht mehr der „klassischen“ Antike angehört, aber auch noch nicht dem Mittelalter zugerechnet werden kann. Sie ist durch ein Neben- und oft Ineinander von antiken Traditionen und christlich-germanischer Überformung gekennzeichnet. Statt wie früher von einem Niedergang, spricht man dabei heute für die Jahre von etwa 300 bis 600 von einer Transformation des antiken Erbes und betont die Kontinuitätslinien („Kontinuitätstheorie“).

## Zeitliche Abgrenzung

### Allgemeines
Die zeitliche Abgrenzung der Spätantike ist – wie Epocheneinschnitte allgemein – Gegenstand der geschichtswissenschaftlichen Diskussion und bis zu einem gewissen Grad willkürlich, da sie nicht zuletzt von den definierten Kriterien abhängt. Die Jahrhunderte zwischen Diokletian und Mohammed stellen eine Übergangsepoche dar, bei der es schwerfällt, eindeutige Schnitte zu setzen. Nicht alle Forschungsrichtungen gewichten die verschiedenen politik-, kunst-, kultur- und religionshistorischen Faktoren des allmählichen Wandels gleich. Zudem gibt es erhebliche regionale Unterschiede, im östlichen Mittelmeerraum hielten sich antike Strukturen fraglos länger als etwa am Rhein oder in Britannien. Für den Beginn wird meist das Jahr 284 n. Chr. (Herrschaftsantritt Diokletians) angegeben, aber auch die Zeit Konstantins mit ihrer religiösen Neuorientierung kann als entscheidender Einschnitt gelten. Hingegen ist das Ende der Spätantike weitgehend offen, da je nach Lehrmeinung und Forschungsinteresse verschiedene Ansätze möglich sind; die meisten diskutierten Daten liegen zwischen 476 und 641 n. Chr., es wurden aber auch noch spätere Zeitpunkte vorgeschlagen. Insgesamt hat es sich als sinnvoller erwiesen, von Übergangszeiträumen in den unterschiedlichen Regionen auszugehen statt von starren Jahreszahlen.

### Die Frage nach dem „Ende der Antike“
In der älteren Forschung wurde das Ende der Antike oft mit der Absetzung des Romulus Augustulus und dem faktischen Ende des Römischen Reiches im Westen 476 n. Chr. gleichgesetzt, so beispielsweise von Otto Seeck, der eine einflussreiche Darstellung der Spätantike verfasste (für einen deutlich späteren Zeitpunkt plädierten dagegen bereits früh Wilhelm Enßlin und Ernst Kornemann). Diese Vorstellung lässt sich in den Quellen, etwa bei Marcellinus Comes, aber erst gut 40 Jahre später fassen. Es erscheint heute als mehr als fraglich, ob die Menschen des Jahres 476 dieses ebenfalls als Zäsur begriffen haben: Es gab zwar fortan in Ravenna keinen Kaiser mehr, aber das bedeutete nur, dass die Herrschaftsrechte im Westen nun auf den zweiten römischen Kaiser in Konstantinopel übergingen. Noch Justinian hat diese Ansprüche auch tatsächlich verwirklichen wollen. In der heutigen Forschung wird dem Jahr 476 daher in der Regel nicht mehr so viel Gewicht beigemessen wie früher (siehe im deutschsprachigen Raum etwa Alexander Demandt, Heinz Bellen, Jochen Martin, Mischa Meier, Hartmut Leppin, Roland Steinacher, Henning Börm, Rene Pfeilschifter oder Hartwin Brandt).

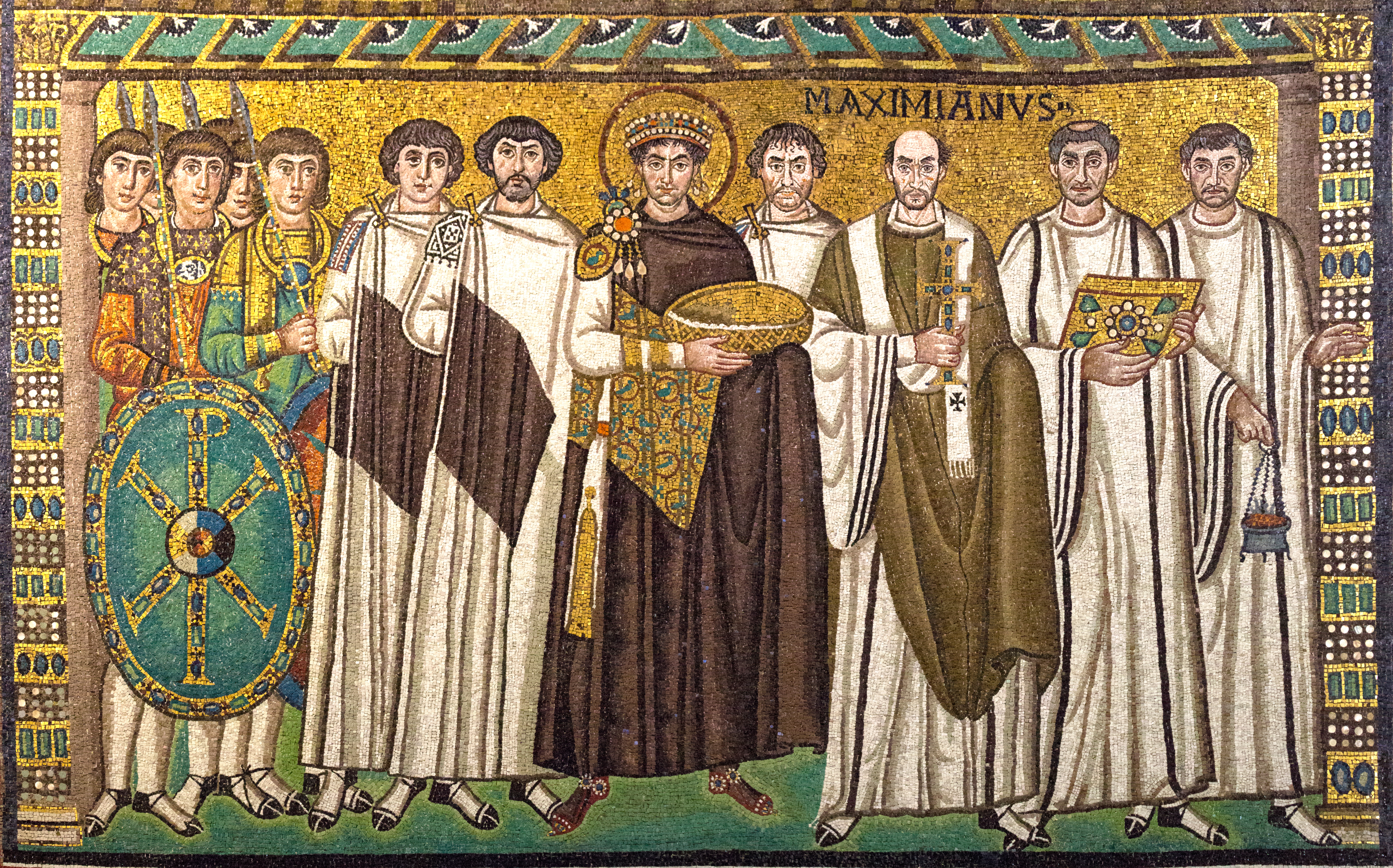
Justinian, Mosaikbild aus San Vitale in Ravenna. Der Kaiser gilt als einer der bedeutendsten Herrscher der Spätantike.

In der deutschsprachigen althistorischen Forschung wird heute vielmehr in der Regel erst das Ende der Herrschaft Justinians im Jahre 565 als entscheidende Zäsur gewählt. Justinian stand noch klar in der Tradition der antiken römischen Kaiser, was unter anderem in seiner universalen Herrschaftsauffassung deutlich wird. Er war überdies der letzte Kaiser, dessen Muttersprache Latein war, und betrieb zudem eine Politik, die wohl auf die Wiederherstellung des Reiches in seinen alten Grenzen abzielte (Restauratio imperii), was in Teilen sogar gelang. Der letzte große Zug der spätantiken „Völkerwanderung“, der Einfall der Langobarden in Italien, erfolgte 568, nur drei Jahre nach Justinians Tod, so dass die 560er Jahre für den ganzen Mittelmeerraum einen deutlichen Einschnitt markieren. Damit ergeben sich also die Jahre von 284 bis 565 als die derzeit in der (deutschsprachigen) Forschung gängigste Begrenzung der Epoche. Sie waren bereits im Humanismus vorgeschlagen worden, so insbesondere von Carlo Sigonio in seinen 1579 erschienenen Historiae de occidentali imperio a Diocletiano ad Iustiniani mortem.
Nicht wenige Historiker, insbesondere im anglo-amerikanischen Raum, setzen das Ende der Epoche aber deutlich später an, und zwar häufig mit dem Einbruch der Araber in den Mittelmeerraum (sogenannte Pirenne-These). Diese Einschätzung der Bedeutung des arabischen Vormarsches ist für den Osten zweifellos berechtigt, kaum aber für das Fränkische Reich, denn Pirennes Annahme, islamische Seeräuber hätten die antike „Einheit der Mittelmeerwelt“ als Kultur- und Wirtschaftsraum zerstört, ist spekulativ und gilt heute allgemein als widerlegt. Andererseits: Dass die Kontakte zwischen Ost und West noch zu Beginn des siebten Jahrhunderts recht eng waren, wird heute kaum mehr bestritten; und da Ostrom sich nach den persischen und arabischen Invasionen ab etwa 610 weitgehend aus dem Westen zurückziehen musste, waren diese zumindest indirekt auch für den Westen bedeutsam. Das letzte antike Monument auf dem Forum Romanum ist die Säule des oströmischen Kaisers Phokas (602–610). Für das Oströmische Reich stellt die arabische Expansion einen massiven Einschnitt dar, da das Imperium nun im Wesentlichen auf Kleinasien und den Balkan beschränkt war und sich unter dem äußeren Druck auch im Innern vieler römisch-antiker Traditionen entledigte. Die spätrömische Phase des Ostreiches endete somit unter Kaiser Herakleios (610–641). Dementsprechend betrachten viele Forscher 284 und 641 als die Epochengrenzen der Spätantike.
Zu den anglo-amerikanischen Forschern, die in ihrer Behandlung der Spätantike über die Herrschaft Justinians hinausgreifen, gehören etwa John Bagnell Bury und – mit einer etwas eigenwilligen Epochengrenze beim Tod des Kaisers Maurikios 602 – Arnold Hugh Martin Jones. Die letzten beiden Bände der neuen Cambridge Ancient History behandeln die Jahre von 337 bis 600; die Prosopography of the Later Roman Empire die Zeit von (etwa) 260 bis 641. Averil Cameron behandelt in der 2011 erschienenen Neuauflage ihres Standardwerkes The Mediterranean World in Late Antiquity sogar die Zeit bis 700 (die Erstauflage von 1993 hatte noch 600 als Endpunkt gewählt). Vertreter dieser Ansätze, die zumeist kulturgeschichtliche Fragen in den Mittelpunkt rücken, sprechen oft von einer Long Late Antiquity, die ungefähr von 200 bis 800 gedauert habe. In Hinblick auf die politische Geschichte ist dieser Ansatz hingegen kaum haltbar.
Eine Ausweitung der Epoche bis 632/641 erscheint für Ostrom aber in der Tat sinnvoll und setzt sich zunehmend durch, da wie gesagt erst der Einfall der Araber (siehe dazu Islamische Expansion) den entscheidenden Einschnitt markierte. Die arabischen Truppen eroberten damals nicht nur den römischen Orient, sondern vernichteten auch das Neupersische Reich der Sassaniden. Das Sassanidenreich war die gesamte Spätantike hindurch als zweite Großmacht neben Rom ein bedeutender Machtfaktor und wird von einer wachsenden Zahl von Althistorikern (so etwa Josef Wiesehöfer, Erich Kettenhofen, Udo Hartmann, Andreas Luther, Henning Börm, Geoffrey B. Greatrex, Zeev Rubin oder Michael Whitby) in die Erforschung der Epoche mit einbezogen (vgl. auch Römisch-Persische Kriege).
Betrachtet man nur den römischen Westen, so stellt 476/480 zwar nach wie vor eine wichtige Zäsur dar – unabhängig davon, ob die Zeitgenossen das Ende des westlichen Kaisertums nun als Einschnitt empfanden oder nicht –, dennoch muss man die Zeit Theoderichs des Großen eher zur Antike als zum Mittelalter zählen, so dass es fast unmöglich ist, ein exaktes Datum festzulegen. Mindestens bis zum Langobardeneinfall 568 lässt sich antike Kultur in Italien nachweisen: Der Hof in Ravenna wurde erst 554 abgeschafft, und der weströmische Senat verschwindet sogar erst Anfang des siebten Jahrhunderts aus den Quellen. In ähnlicher Weise knüpften auch die frühen Merowinger an das antike Erbe an. Chlodwig (482–511) legte großen Wert auf römische Ehrentitel und die Anerkennung durch den Kaiser. Man muss so von einer Übergangsphase sprechen, die je nach Region unterschiedlich lange andauerte.
In Gallien markierte der Übergang der Franken zum Christentum unter Chlodwig und seinen Nachfolgern, in Italien der Einfall der Langobarden insgesamt betrachtet die Anfänge des Mittelalters in diesen Regionen. Das Problem lässt sich auch umkehren: So greifen auch viele Mediävisten, die sich mit dem Frühmittelalter beschäftigen (etwa Friedrich Prinz, Hans-Werner Goetz, Walter A. Goffart, Patrick J. Geary, Chris Wickham, Peter J. Heather, Herwig Wolfram, Ian N. Wood, Roger Collins und andere) „rückwärts“ auf die Spätantike zurück, um die Veränderungen im frühen Mittelalter zu erklären. So gehört die Spätantike zwar vornehmlich in den Zuständigkeitsbereich der Althistoriker, doch während diese eher am Fortbestand und langsamen Auslaufen antiker Strukturen interessiert sind, achten Mediävisten und Byzantinisten naturgemäß eher auf jene Entwicklungen, die in dieser Zeit ihren Anfang nahmen. Blickrichtung und Fragestellungen unterscheiden sich dementsprechend.
Die Problematik liegt letztlich darin begründet, dass die Spätantike eine Epoche des Um- und Aufbruchs und der beschleunigten Transformation in diversen regionalen Räumen war. Einerseits war noch eine starke Kontinuität zur Antike gegeben, andererseits zeichnete sich bereits die Welt des Mittelalters ab. Diese war mit der Spätantike vor allem durch die Verklammerung der Gesellschaft mit der christlichen Kirche verbunden. Kulturell kann als wichtiger Unterschied zur späteren Zeit der in der Spätantike noch vorhandene Zugriff auf die meisten klassischen Traditionen gelten. Noch im 6. Jahrhundert blühte die spätantike, an klassischen Vorbildern orientierte Literatur (Boethius, Cassiodor, Gorippus, Prokopios von Caesarea, Agathias). Die mittelalterliche Welt mit ihrer weitaus geringeren Arbeitsteilung verfügte nicht mehr über die Kapazität, die gesamte klassische Bildung zu bewahren, so dass viele Werke im lateinischen Westen verlorengingen (Bücherverluste in der Spätantike) und auch die Bildungsinstitutionen ab dem 7. Jahrhundert verfielen. Die besagte geringere Arbeitsteilung führte zudem zu einem gesunkenen Lebensstandard und dem Verlust vieler Spezialfähigkeiten, über die die (spät-)antike Gesellschaft noch verfügt hatte und über die Byzanz weiterhin prinzipiell verfügte. Allerdings hat die neuere Forschung gezeigt, dass man die einzelnen Regionen separat betrachten muss und das Frühmittelalter keineswegs eine reine Niedergangszeit war.

### Die Existenz von Byzanz in einer „intakten Spätantike“
Das Oströmische bzw. Byzantinische Reich existierte in einer relativ intakten „Spätantike“ bis zum Fall Konstantinopels 1453, da es im Osten zu einem weniger radikalen Abreißen der antiken Tradition kam als im Westen. Die Bewohner des Reiches sahen sich selbst weiterhin als „Römer“ (dagegen ist „Byzantiner“ ein moderner Begriff). Die Byzantinistik und viele Archäologen dieses Kulturraumes bezeichnen daher in etwa den gleichen Zeitraum, der auf dem Boden des Weströmischen Reichs als Spätantike gilt, in Ostrom zugleich auch als frühbyzantinisch. Für den Osten des Imperiums sind beide Begriffe mithin praktisch gleichbedeutend.
Allerdings waren auch in Ostrom trotz größerer Kontinuität die Unterschiede zwischen den Zuständen im vierten bis sechsten Jahrhundert und der dann folgenden mittel- und spätbyzantinischen Zeit sehr erheblich. Das 7. Jahrhundert war eine entscheidende Umbruchszeit. Im Ostreich ist dabei neben der arabischen Expansion auch die endgültige Verdrängung der lateinischen Amtssprache durch das Griechische unter Kaiser Herakleios als signifikanter Einschnitt zu betrachten.
Die Angriffe der Araber führten in Ostrom zudem zum Untergang der spätantiken Senatsaristokratie und zu einem erheblichen Rückgang an antiker Bildung. Zudem brachte der weitgehende militärische und ökonomische Zusammenbruch des Reiches nach 636 auch das endgültige Ende der klassischen Städte (Poleis) mit sich, die seit der Archaik den Mittelmeerraum geprägt hatten. Die Entwicklung der byzantinischen Themenordnung schließlich bedeutete auch im administrativen Bereich einen deutlichen Bruch mit der spätrömischen Tradition. All dies führt viele Forscher dazu, erst ab dieser Zeit des beschleunigten Wandels, als die Spätantike ihr Ende fand, vom „Byzantinischen“ Reich des Mittelalters zu sprechen.

## Zeitleiste
- 284: Regierungsantritt Diokletians. Reichsreform und erfolgreiche Stabilisierung der Grenzen.
- 285: Ernennung Maximians zum Caesar.
- 286: Maximian wird zum Augustus im Westen ernannt.
- 293: Constantius Chlorus wird im Westen, Galerius im Osten zum Caesar erhoben (Römische Tetrarchie).
- 298: Galerius gelingt ein wichtiger Sieg über die Sassaniden, der im Frieden von Nisibis zu erheblichen Gebietsgewinnen für die Römer führt.
- 1. Mai 305: Rücktritt Diokletians, der auch Maximian zu diesem Schritt zwingt.
- 306: Tod des Constantius Chlorus. Konstantin der Große wird in York zum Kaiser ausgerufen. Zusammenbruch der tetrarchischen Ordnung.
- 308: Kaiserkonferenz von Carnuntum, die jedoch keine dauerhafte Lösung bringt.
- 311: Galerius toleriert im Osten des Reiches offiziell die Christen (Toleranzedikt des Galerius).
- 28. Oktober 312: Schlacht an der Milvischen Brücke; Sieg Konstantins über Maxentius und Bekehrungserlebnis.
- 313: Mailänder Vereinbarung: Die Christen werden durch Licinius und Konstantin offiziell toleriert.
- 324: Alleinherrschaft Konstantins nach dem Sieg über Licinius in der Schlacht von Chrysopolis.
- 325: Erstes Konzil von Nicäa.
- 337: Taufe und Tod Konstantins in Achyrona, einer Vorstadt von Nikomedia. Im Anschluss daran kommt es zu einer Reihe von Morden, die die konstantinische Dynastie dezimieren. Constantius II. erhält 338 den Ostteil des Reiches, seine Brüder Constans und Konstantin II. den Westen.
- 337/38: Zwischen Rom und Persien brechen erneut Kampfhandlungen aus, die sich über Jahre hinziehen. 350 kommt es zu einer Waffenpause, die von den Persern 359 gebrochen wird.
- 340: Constans ist im Westen Alleinherrscher, wird aber 350 von Magnentius umgebracht.
- um 350: Auftauchen der Chioniten im Nordosten des Perserreichs, die Bedrohung durch nomadische Angreifer nimmt wieder zu.
- 351: Sieg Constantius’ II. bei Mursa über den Usurpator Magnentius. Nach dem Selbstmord des Magnentius 353 ist Constantius II. Alleinherrscher.
- 361: Kaiser Julian zieht gegen Constantius, der jedoch vor dem Zusammenstoß stirbt, und Julian angeblich zu seinem Nachfolger ernannt hat. Letzte Renaissance des Heidentums.
- 363: Tod Julians während seines Persienfeldzugs. Jovian folgt ihm nach und schließt einen Friedensvertrag mit den Sassaniden, durch den die unter Galerius eroberten Gebiete wieder an Persien fallen.
- 364: Valentinian I. wird Kaiser. Er führt erfolgreich Feldzüge gegen die Germanen am Rhein und setzt seinen Bruder Valens als Kaiser im Osten ein.
- Ab 375: Beginn der „Völkerwanderung“ im engeren Sinne. Die Hunnen vernichten das Reich der Ostgoten in Südrussland. Gratian wird Kaiser im Westen.
- 376: Donauübergang der Goten und Aufnahme ins Römische Reich.
- 9. August 378: Schlacht von Adrianopel. Strategische Fehler führen zur Vernichtung des Großteils des oströmischen Heeres und zum Tod des Valens.
- 379: Gratian setzt Theodosius I. als Kaiser im Osten ein.
- 382: Gotenvertrag. Theodosius siedelt die Donaugoten als Foederaten auf römischem Boden an.
- 384: Streit um den Victoriaaltar in Rom.
- 388: Theodosius lässt den Usurpator Magnus Maximus, der sich nach der Ermordung Gratians 383 im Westen behaupten konnte, hinrichten und überträgt Valentinian II. den Westen.
- 392: Valentinian II. stirbt unter unklaren Umständen, Eugenius wird von Arbogast zum Kaiser im Westen erhoben.
- 394: Theodosius marschiert in den Westen und wirft die Erhebung des Eugenius in der blutigen Schlacht am Frigidus nieder. Dies bedeutet zugleich den endgültigen Triumph des Christentums. Ein letztes Mal wird die Reichseinheit auch faktisch verwirklicht.
- 17. Januar 395: Tod Theodosius’ des Großen und anschließende „Reichsteilung“. Sein Sohn Arcadius erhält den Osten, sein anderer Sohn Honorius den Westen. Es kommt in der Folgezeit zu latenten Spannungen zwischen den beiden Reichsteilen, da die Höfe um den Vorrang streiten. Raubzüge meuternder Goten unter Alarich I. auf der Balkanhalbinsel.
- Neujahrsnacht 406/407: Rheinübergang von 406 und Zusammenbruch der Rheingrenze. Germanische Gruppen ziehen in großer Zahl nach Gallien und Spanien (nach Ansicht einiger Forscher geschah dies bereits ein Jahr früher).
- 408: Ermordung Stilichos. Die Konflikte im Westreich eskalieren.
- 24. August 410: Plünderung Roms durch Alarichs Krieger. Endzeitstimmung im Westreich.
- 418: Ansiedlung der Westgoten als römische Foederaten in Aquitanien.
- um 420: zunehmende Angriffe nomadischer Gruppen auf die Nordostgrenze des Sassanidenreichs (Iranische Hunnen).
- 439: Einnahme Karthagos durch die Vandalen unter Geiserich und damit für fast 100 Jahre Verlust der Provinz Africa.
- 451: Einbruch der Hunnen in den Westen des Römischen Reiches. Der Heermeister des Westens, Aëtius, stoppt Attila in Gallien.
- 453: Tod Attilas. Zusammenbruch des Hunnenreichs an der Donau (454/55).
- 454: Valentinian III. versucht sich vom Einfluss seines mächtigen Heermeisters Aëtius zu befreien und ermordet ihn. Der Kaiser fällt nur wenige Monate später einem Attentat zum Opfer. Ende der theodosianischen Dynastie.
- 455: Plünderung Roms durch die Vandalen. Westrom wird in den folgenden Jahren von eher schwachen „Schattenkaisern“ regiert und verliert endgültig die Kontrolle über die verbliebenen Provinzen außerhalb Italiens.
- 468: Eine gemeinsame Aktion west- und oströmischer Truppen gegen das Vandalenreich scheitert katastrophal.
- Anfang September 476: Absetzung des Romulus Augustulus durch meuternde Truppen unter Odoaker. Ende des weströmischen Kaisertums.
- 480: Tod des letzten von Ostrom anerkannten Westkaisers, Julius Nepos.
- 481/82–511: Chlodwig I. begründet das merowingische Frankenreich.
- 493–526: Der Ostgote Theoderich der Große herrscht über Italien.
- 502: Beginn erneuter Kampfhandlungen mit Persien unter Kavadh I., unterbrochen von kurzen Pausen bis zum sogenannten „ewigen Frieden“ im Jahr 532.
- 527–565: Kaiser Justinian herrscht über Ostrom.
- 529: Schließung der athenischen Akademie und Gründung des Benediktinerordens (Kloster Monte Cassino).
- 533: Rückeroberung Nordafrikas durch oströmische Truppen.
- 535–552: Rückeroberung Italiens durch kaiserliche Armeen im verlustreichen Gotenkrieg; die einstige Kernprovinz Westroms ist ausgeblutet.
- 540: Chosrau I. bricht den Frieden mit Ostrom, Beginn eines jahrzehntelangen Ringens zwischen Ostrom und Persien, unterbrochen von kurzen Friedenszeiten.
- 541: Ausbruch der Pest im Mittelmeerraum. Die folgenden verheerenden Krankheitswellen dauern bis ins 7. Jahrhundert an.
- 552: Rückeroberung Südspaniens durch oströmische Truppen.
- 554: Abschaffung des weströmischen Hofes durch Justinian.
- 568: Einfall der Langobarden in Italien. Ende der Völkerwanderungszeit.
- 572: Erneuter Ausbruchs des Kriegs zwischen Ostrom und Persien; die Römer nehmen Kontakt zu den Türken in Zentralasien auf (Sizabulos); der Krieg dauert bis 591 an.
- Um 580: Beginn der slawischen Landnahme auf dem Balkan.
- 602/3–628: Letzter und größter Krieg zwischen Ostrom und den Sassaniden. Der Perserkönig Chosrau II. leitet die Eroberung der orientalischen Provinzen Ostroms ein. Kaiser Herakleios gelingt es schließlich mit größter Mühe, die Perser zu schlagen, die die besetzten Territorien um 630 räumen.
- Um 625: In Ostrom löst Griechisch endgültig Latein als Amtssprache ab.
- ab 628: Persien versinkt für Jahre in innenpolitischen Wirren. Die Folgen sind rasche Thronwechsel und eine Destabilisierung der staatlichen Ordnung.
- 632: Tod Mohammeds und Beginn der islamischen Expansion, die durch die Erschöpfung Ostroms und Persiens erheblich begünstigt wird.
- 636: Die Schlacht am Jarmuk führt in der Folge zum Verlust des römischen Orients (Syrien und 642 Ägypten) an die Araber.
- 651: Ermordung des letzten sassanidischen Großkönigs Yazdegerd III. und Ende des Perserreiches.
- 662/63: Kaiser Konstans II. verlegt die oströmische Residenz vorübergehend nach Sizilien; nach seiner Ermordung 668 wird dies rückgängig gemacht.
- 693: In den für den Islam eroberten Gebieten werden erstmals neue Münzen geprägt, nun mit islamischen Motiven. Bald darauf wird Griechisch als Amtssprache offiziell durch Arabisch ersetzt.
- 698: Karthago fällt an die Araber.
- um 700: Die Araber beginnen nach der Eroberung Irans mit dem Angriff auf Zentralasien, wo ihnen aber jahrzehntelang erbittert Widerstand geleistet wird
- 711: Untergang des Westgotenreichs in Spanien, Ende der Herakleischen Dynastie in Byzanz.
- 750: Die Abbasiden stürzen im Kalifat die Umayyaden.
- 751: Absetzung des letzten Merowingers Childerich III. im Frankenreich. Im selben Jahr ereignet sich die Schlacht am Talas (Ende der chinesischen Expansion nach Zentralasien) und die Langobarden erobern das Exarchat von Ravenna.
- 800: Karl der Große wird zum Kaiser gekrönt.

## Politische Geschichte

### Voraussetzungen: Die Zeit der Reichskrise im 3. Jahrhundert
Die sogenannte Reichskrise des 3. Jahrhunderts (235–284/85) hatte das Römische Reich destabilisiert. Im Inneren flackerten immer wieder Bürgerkriege auf, denn die auf Augustus zurückgehende römische Monarchie, das Prinzipat, erwies sich bereits seit dem Tod des Commodus 192 als zunehmend instabil. Von außen war das Imperium seit den 220er Jahren zudem verstärkt der Gefahr eines Mehrfrontenkrieges ausgesetzt: Durch die fast zeitgleich stattfindende Errichtung des persischen Sassanidenreichs, des großen Gegners Roms im Osten (siehe Römisch-Persische Kriege), sowie die Formierung tribaler germanischer Großverbände in der Rheinregion (gentes wie die Alamannen und Franken) verkomplizierte sich die außenpolitische Lage Roms.
Die Römer verloren seit etwa 240 – erstmals seit Jahrhunderten – wohl zeitweilig die militärische Initiative: Das Sassanidenreich gilt gemeinhin als schlagkräftiger und aggressiver als das Partherreich, das es ablöste; allerdings ist diese herkömmliche Ansicht in der neueren Forschung teils auch bezweifelt worden. Dem Perserkönig Schapur I. gelangen im Rahmen seiner Feldzüge mehrere Erfolge; der größte war sicherlich der Sieg über Kaiser Valerian im Jahr 260, der sogar in persische Gefangenschaft geriet, in der er auch starb.
Fest steht, dass vor allem die militärische Sicherung des von Septimius Severus annektierten Nordmesopotamien in den folgenden vier Jahrhunderten dauerhaft ein Problem für die Römer darstellen sollte. Die daher notwendige Verlegung von Einheiten von Rhein und Donau in den Orient verschlechterte zugleich die Lage an der Nordgrenze des Imperiums. Denn auch die Schlagkraft der neuen germanischen Großverbände lag höher als die der kleineren Stammesgruppen früherer Zeit; zudem scheint es hier bereits im späten 2. Jahrhundert zur Zuwanderung aggressiver, kaum romanisierter Gruppen aus dem Inneren Germaniens gekommen zu sein. An der Donau bedrohten unter anderem die Goten und Sarmaten den römischen Balkanraum. In den 250er und 260er Jahren unternahmen Goten, Heruler und Boraner Plünderungszüge bis nach Griechenland und (per Schiff) in das nördliche Kleinasien. Eine wichtige Quelle für diese Geschehnisse stellen die (fragmentarisch erhaltenen) Schilderungen des Dexippos dar.
Der äußere Druck hinterließ deutliche Spuren, denn ganze Legionen wurden an den Fronten im Norden und Osten förmlich aufgerieben. Die verschlechterte geopolitische Lage des Imperium Romanum verlangte nach einer Vergrößerung der kaiserlichen Armee; die Finanzierung dieser Maßnahme machte wiederum eine intensivere Nutzung der Ressourcen – vor allem also Steuererhöhungen – notwendig. Bereits die Severer (193–235) hatten den Sold der Armee massiv erhöht, um sich der Loyalität der Truppen zu versichern, und damit den Finanzbedarf des Staates stark vergrößert. Zugleich sank das Ansehen des Kaisertums. Die Soldatenkaiser hatten seit 235 notgedrungen Wege suchen müssen, diese Probleme zu meistern. Im Inneren war es unter ihnen teilweise zu einer Handlungsunfähigkeit der zentralen Verwaltung gekommen sowie zur zeitweiligen Loslösung von Teilgebieten des Imperiums (siehe Gallisches Sonderreich und Palmyra). Speziell der zeitweise Verlust der orientalischen Provinzen erwies sich als problematisch, zumal Persien weiterhin eine potentielle Bedrohung darstellte.

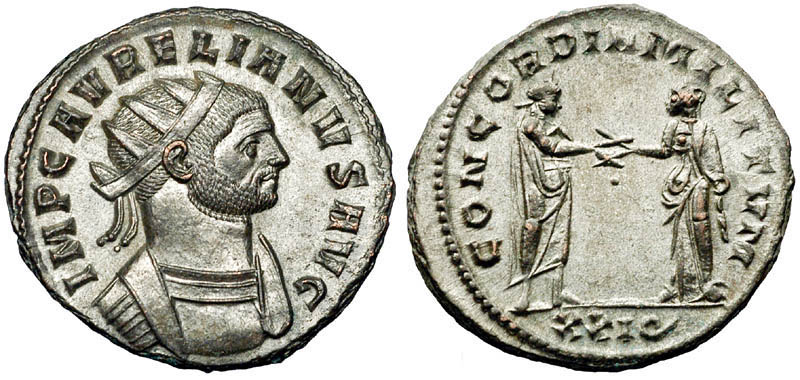
Münze mit dem Bildnis Kaiser Aurelians

Immer wieder hatten zudem einzelne Heeresabteilungen eigene Kaiser ausgerufen; diese Usurpatoren hatten dann Bürgerkriege mit dem jeweils amtierenden princeps geführt, die die Verteidigungskraft des Reiches gegen die äußeren Feinde noch weiter schwächten. Insgesamt ist umstritten, ob die inneren Konflikte und Bürgerkriege eine militärische Schwäche hervorriefen, die die zeitweiligen Erfolge der äußeren Feinde Roms überhaupt erst möglich machte, oder ob umgekehrt die Bedrohungen von außen die inneren Probleme des Reiches verursachten – da beides untrennbar miteinander verknüpft war, lässt sich kaum eine eindeutige Antwort geben. Allerdings war es den Kaisern seit 268 langsam gelungen, der Krise (die keineswegs alle Bereiche des Imperiums gleichermaßen betroffen hatte) Herr zu werden. Ab 270 konnte die Herrschaft der Zentralregierung über das Gesamtreich gewaltsam wiederhergestellt werden; anschließend stabilisierten sich auch die Außengrenzen wieder, da die römischen Truppen nicht mehr durch ständige Bürgerkriege gebunden waren. Als schwieriger erwies es sich, die schwer erschütterte Autorität des Kaisertums wieder dauerhaft zu festigen.
In den drei Jahrhunderten seit der Begründung der römischen Monarchie durch Augustus (27 v. Chr.) war die staatliche Organisation des Imperiums im Wesentlichen stets dieselbe geblieben; erst seit den späten 250er Jahren hatten die Soldatenkaiser hier notgedrungen nach neuen Ansätzen gesucht und dabei vielfach improvisiert. Wesentliche Weichenstellungen nahmen dabei die Kaiser Gallienus, Aurelian und Probus vor, die das Imperium Romanum schrittweise wieder konsolidierten, die Legitimitätskrise der Monarchie aber noch nicht überwinden konnten.
Trotz aller außen- und innenpolitischen Probleme in der Zeit der sogenannten Reichskrise sollten die Krisensymptome aber auch nicht übertrieben herausgestellt werden. Denn während manche Teile des Reiches von den folgenden Ereignissen hart getroffen wurden, prosperierten andere weiterhin. In diesem Sinne dürfen einzelne Krisensymptome nicht verallgemeinert und überbewertet werden – zumal fraglich ist, ob selbst auf dem Höhepunkt der Krise um 260 von einer wirklich existentiellen Bedrohung gesprochen werden kann.

### Diokletian – Stabilisierung und Reform
Mit dem Regierungsantritt Diokletians im Jahr 284 trat das Römische Reich in seine Spätphase ein. Diokletian, im Grunde selbst ein Soldatenkaiser, bemühte sich nun, den römischen Staat weiter zu stabilisieren und systematisch zu reformieren. Dabei griff er zahlreiche Ansätze auf, die bereits von seinen Vorgängern als Antwort auf die Krise entwickelt worden waren. Mit seinen Reformen lässt die Forschung traditionell und mit gutem Grund den Prinzipat enden, da sie in vielerlei Hinsicht einen Neuanfang bedeuteten, obwohl sie zugleich keineswegs einen vollständigen Bruch mit der Vergangenheit darstellten. Die Maßnahmen waren für die folgenden drei Jahrhunderte prägend; die von Diokletian und Konstantin (s. u.) geschaffenen Strukturen wurden erst am Ende der Antike wieder aufgegeben.

Karte des Römischen Reichs zur Zeit der ersten Tetrarchie, ab 293 n.Chr

So kam es unter Diokletian zu einer grundlegenden Reform der Verwaltung, zu einer stärkeren Zentralisierung und Bürokratisierung. Die Provinzen wurden verkleinert. Der zivile Sektor wurde grundsätzlich vom militärischen getrennt, an diesem Prinzip wurde dann bis zum Ende der Epoche festgehalten. Das Reich wurde in Diözesen eingeteilt, um so eine bessere Verwaltung zu garantieren; gleichzeitig wurden die Provinzen verkleinert. Um dem Staat stetig fließende Steuereinnahmen zu sichern, wurde das Capitatio-Iugatio-System (im Wesentlichen handelt es sich um eine Kombination von Kopf- und Grundsteuer, die regelmäßig geschätzt wurde) geschaffen, das die Berechnung der Abgaben erleichterte. Es wurde eine Währungsreform in Angriff genommen – um der grassierenden Inflation noch entgegenzutreten, hatte Diokletian auf einschneidende Maßnahmen zur Preiskontrolle gesetzt –, der jedoch wohl kein durchschlagender Erfolg beschieden war.
Zentrales Element der Heeresreform war die Aufteilung in ein Feldheer (Comitatenses) und ein Grenzheer (Limitanei) mit dem Ziel, dass Durchbrüche an der Grenze leichter mit dem Bewegungsheer abgefangen werden konnten (die Trennung zwischen ihnen war allerdings wohl nicht so strikt, wie die Forschung lange annahm). Diese Reformen sollten sich insgesamt bewähren und dem Chaos, das teils noch in der Zeit der Soldatenkaiser geherrscht hatte, ein Ende bereiten sowie die Grenzverteidigung an Rhein und Donau stärken. Im Osten behauptete sich Rom nun auch gegen die Sassaniden, die 297/98 von Diokletians Caesar Galerius geschlagen und 298/99 zu einem für sie unvorteilhaften Frieden gezwungen wurden, der bis 337 hielt.
Weniger Erfolg hatte Diokletian allerdings mit dem von ihm erdachten Regierungssystem der Tetrarchie (Viererherrschaft), das je zwei Seniorkaiser (Augusti) und zwei Juniorkaiser (Caesares) vorsah und zudem religiös durch die künstliche Adoption durch die Götter zementiert wurde: So nahm etwa Diokletian selbst, der als senior Augustus auch in diesem System weiterhin die bestimmende Figur war, den Beinamen Iovius an (etwa = Schützling und Abkömmling des Gottes Jupiter). Die Überhöhung und sakrale Legitimation des Kaisertums sollte offensichtlich dazu dienen, den Verlust an Ansehen und Autorität, den es während der Reichskrise erlitten hatte, zu kompensieren. Dieser Ansatz sollte später von Konstantin unter ganz anderen – christlichen – Vorzeichen aufgegriffen werden.
Vermutet wird, dass die demonstrative Bindung der Kaiser an die traditionellen Kulte ein Grund für die Durchführung der letzten großen Christenverfolgung war, die 303 begann. Nach über vier Jahrzehnten der faktischen Duldung traf diese Attacke die Gemeinden hart und überraschend. Allerdings erwies sich die kirchliche Struktur bereits als derart gefestigt, dass sie durch eine Verfolgung nicht mehr zu zerstören war. Zudem scheinen die Maßnahmen nur im Osten des Reiches in aller Härte umgesetzt worden zu sein. 311 beendete Galerius in einem Toleranzedikt endgültig die Christenverfolgung und sanktionierte die Ausübung der christlichen Religion.
Die Auflösung der Tetrarchie nach Diokletians freiwilligem Rücktritt im Jahr 305 zeigte, dass sich deren System letztlich nicht gegen die dynastische Idee durchsetzen konnte, die vor allem Konstantin der Große wieder intensiv propagierte. Das diokletianische Konzept eines Mehrkaisertums hingegen sollte sich bewähren: außer zwischen 361 und 364 gab es fortan bis 476/80 immer mehr als einen Kaiser (Augustus oder Caesar) im Römischen Reich, zwei Kaiserhöfe sogar noch bis 554.

### Konstantin der Große und der Durchbruch des Christentums

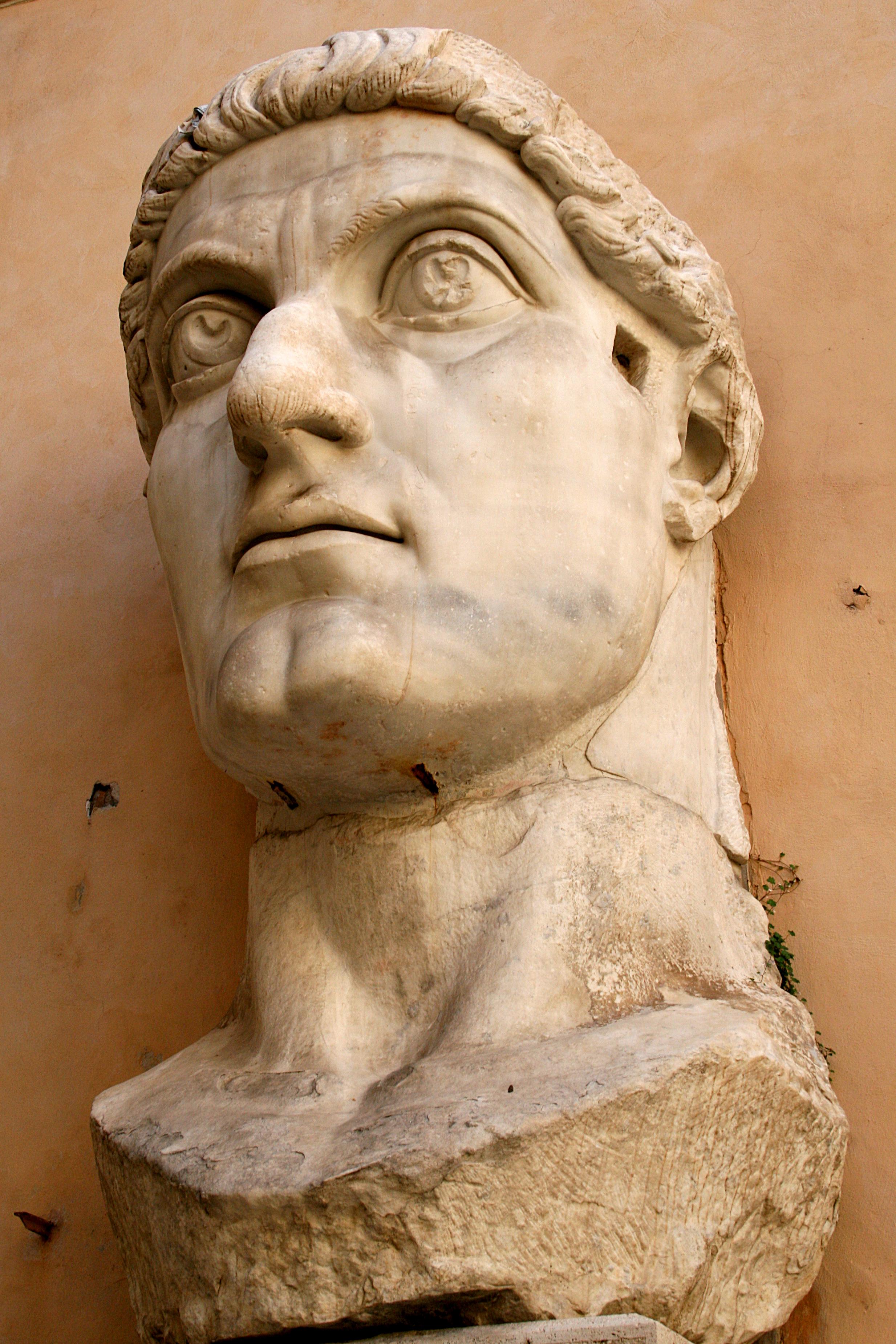
Kopf der Kolossalstatue Konstantins des Großen, Kapitolinische Museen, Rom

Konstantin der Große, der Sohn des Tetrarchen Constantius Chlorus, setzte sich in dem blutigen Machtkampf durch, der kurz nach dem Rücktritt Diokletians 305 entbrannt war. 306 war er nach dem Tod seines Vaters von dessen Soldaten in York zum Kaiser ausgerufen worden, wurde von den anderen Tetrarchen aber nicht akzeptiert. Zuerst bekämpfte Konstantin Maxentius, den Sohn des Tetrarchen Maximian, der sich ebenfalls gegen die diokletianische Ordnung gestellt hatte und Italien kontrollierte. Im Zuge des Machtkampfes zwischen Konstantin und Maxentius kam es schließlich 312 zur Schlacht an der Milvischen Brücke, die ersterer für sich entschied. Damit hatte Konstantin den Westen des Imperiums für sich gewonnen.
Ab 324 war Konstantin dann Alleinherrscher des Römischen Reiches (mit seinen Söhnen als Caesares), nachdem er auch seinen letzten Konkurrenten Licinius, mit dem er sich 313 noch verständigt hatte (Mailänder Vereinbarung, in der die ungestörte Ausübung des Christentums reichsweit legalisiert wurde), in zwei Kriegen ausgeschaltet hatte. Konstantin baute anschließend die Reformen Diokletians weiter aus. In der Verwaltung schuf er neue Hofämter, wandelte den praefectus praetorio in den höchsten Zivilbeamten um und führte zusätzliche Steuern ein, wobei er den Solidus als neue Leitwährung etablierte. Im militärischen Bereich gehen das Amt des magister militum (Heermeister) und die endgültige Teilung des Heeres in ein Bewegungs- und ein Grenzheer auf ihn zurück.
Unter seiner Herrschaft erfolgte auch der am weitesten reichende Schritt eines römischen Kaisers seit der Begründung des Prinzipats durch Augustus: die Förderung des nur Jahre zuvor noch verfolgten Christentums als staatlich anerkannte und sogar privilegierte Religion (Konstantinische Wende). Es hieß, ihm sei bereits vor der Schlacht an der Milvischen Brücke das Zeichen des Kreuzes erschienen, und er habe seinen anschließenden Sieg unter diesem Zeichen errungen. Ab 324 setzte er diese neue Religionspolitik reichsweit um.
Konstantins Verhältnis zum Christentum – das er keineswegs schon zur Staatsreligion erhob – ist in der Forschung weiterhin umstritten. Am ehesten kann man ihn vielleicht als Anhänger des Christengottes und Förderer des Christentums bezeichnen, ohne dass dies etwas über seine Beziehung zu den anderen Kulten aussagen muss; allerdings betonen manche Forscher durchaus die persönliche Religiosität des Kaisers. Heiden konnten jedoch weiterhin ihre Kulte ausüben und hatten Zugang zu hohen und höchsten Staatsämtern, wenngleich Christen nun oft bevorzugt wurden. Uneins ist sich die Forschung vor allem in Hinblick auf die Motive hinter der veränderten Religionspolitik. Mehrere Historiker nehmen an, dass das Bekenntnis des Kaisers zum neuen Glauben religiös-persönlichen, nicht politischen Motiven entsprang und daher ernst zu nehmen sei. Andere dagegen sehen in Konstantins Wendung zum Monotheismus christlicher Prägung eine eher rationale Entscheidung, nämlich eine flankierende Maßnahme, die sein Streben nach der alleinigen Macht legitimieren und die prekäre römische Monarchie auf eine solidere Grundlage habe stellen sollen: So wie es nur einen Gott gebe, so solle es auch auf Erden nur einen Kaiser geben. Diese gezielte Verflechtung von Herrschaft und Religion wird teils als „imperialer Monotheismus“ bezeichnet. Ebenso ist es möglich, dass beide Aspekte eine Rolle gespielt haben. Fest steht jedenfalls, dass Konstantin seine Söhne im christlichen Glauben erziehen ließ, der Kirche reiche Geschenke machte und die Macht der Bischöfe stärkte. Er sicherte außerdem die Rhein- und Donaugrenze, konnte die Goten in die Schranken weisen und schloss 332 einen Vertrag mit ihnen ab. Außenpolitisch stand das Reich unter ihm zuletzt so gut da wie seit dem frühen 3. Jahrhundert nicht mehr.
Ein weiteres in die Zukunft weisendes Ereignis in seiner Regierungszeit war die Errichtung einer neuen Residenz: Konstantinopel, die „Stadt des Konstantin“, das Neue Rom, das 330 eingeweiht wurde, entwickelte sich in den folgenden Jahrzehnten zur Hauptstadt des östlichen Reichsteils. Damit verlagerte sich der Schwerpunkt nach Osten, in die ökonomisch stärkere Hälfte des Imperiums. Kurz vor dem Beginn eines geplanten Feldzugs gegen das Sassanidenreich verstarb Konstantin im Mai 337 in der Nähe von Nikomedia. Er ließ sich, wie zur damaligen Zeit keineswegs unüblich, erst kurz vor seinem Tod taufen.

### Das Ende der konstantinischen Dynastie

Julians Persienfeldzug 363.

Nach dem Tod Konstantins 337 entbrannte ein blutiger Machtkampf, der die konstantinische Dynastie dezimierte (siehe Morde nach dem Tod Konstantins des Großen). Konstantins Sohn Constantius II., seit 337 Kaiser im Osten, setzte sich schließlich 353 als Alleinherrscher durch, nachdem er den Usurpator Magnentius in einem sehr verlustreichen Bürgerkrieg geschlagen hatte. Magnentius hatte zuvor 350 den Bruder des Constantius, Constans, ermordet. Der dritte überlebende Sohn Konstantins des Großen, Konstantin II., war bereits 340 im Kampf gegen Constans gefallen. Constantius II. setzte nach seinem Sieg zunächst seinen Vetter Gallus als Caesar ein, nach dessen Hinrichtung dann 355 dessen Bruder Julian (siehe unten). Der Kaiser förderte im sogenannten arianischen Streit die Homöusianer. Die durch den christologischen Streit entstandene Kluft innerhalb der Reichskirche konnte er aber nicht überbrücken.
Constantius II. war bei der Stabilisierung der Grenzen recht erfolgreich, wenngleich die seit 338 andauernden Kämpfe gegen die Perser unter Schapur II. für beide Seiten wechselhaft verliefen (Sieg der Römer bei Singara 344, persische Großoffensive 359 und Fall der römischen Festung Amida), wobei Schapur zwischenzeitlich einige Jahre an seiner Nordostgrenze im Kampf gegen die Chioniten gebunden war. Für die Zeit von 353 bis 378 steht uns das letzte große in Latein abgefasste Geschichtswerk der Antike zur Verfügung, die Kaisergeschichte des römischen Offiziers Ammianus Marcellinus. Sein Werk ist aber nicht völlig frei von Parteinahme, vor allem für Julian, den Vetter und Caesar des Constantius. Dieser war auch bei dem von ihm geführten gallischen Heer sehr beliebt, sodass es bald zu Spannungen zwischen ihm und Constantius kam. Julian, der die Rheingrenze wenigstens vorläufig wieder gesichert hatte, wurde 360 von den Truppen in Paris zum Augustus ausgerufen, und nur der natürliche Tod des Constantius im November 361 bewahrte das Reich vor einem neuen Bürgerkrieg.
Den neuen Alleinherrscher Julian (361 bis 363), der hochgebildet und auch literarisch aktiv war, nannten später christliche Polemiker Julian Apostata („Julian den Abtrünnigen“), da er kurz nach seinem Herrschaftsantritt im Jahre 361 eine Renaissance des „Heidentums“ einleitete. Diese hatte jedoch keinen nachhaltigen Erfolg, zumal Julians Versuch, aus den vielen Kulten eine vereinheitlichte pagane („heidnische“) Staatskirche zu schaffen, um so das Christentum zurückzudrängen, misslang. Nach dem Tod Kaiser Julians auf einem Feldzug gegen die Sassaniden im Jahr 363, der gleichzeitig eine der größten Militäroperationen der Spätantike darstellte und in einem Fiasko für die Römer endete, blieb das Christentum die beherrschende Religion.
Alle nachfolgenden Kaiser waren Christen, auch Julians direkter Nachfolger, der nur kurze Zeit regierende Jovian. Dieser konnte mit den Persern nach dem missglückten Feldzug seines Vorgängers Frieden schließen. Die unter Galerius eroberten Gebiete um Nisibis fielen im Frieden von 363 wieder an die Sassaniden; damit wurde in Mesopotamien eine Grenze festgelegt, die für beide Seiten grundsätzlich akzeptabel war und bis 591 Bestand hatte. Der Osten wurde nun immer stärker christianisiert, aber auch der Westen, vor Konstantin weitgehend von den alten Götterkulten geprägt, öffnete sich mehr und mehr dem Christentum, wenngleich es in der Folgezeit zu einer ganzen Reihe von schweren innerkirchlichen Krisen kam. Bereits zur Zeit Konstantins kam es zum Streit bezüglich der Donatisten und der Arianer, später kam im Osten noch das Problem des Monophysitismus hinzu. Allerdings hielten sich pagane Kulte noch bis zum Ende der Spätantike, befanden sich aber seit dem 4. Jahrhundert freilich auf dem Rückzug (siehe unten „Religiöse Entwicklungen außerhalb des Christentums“).
Außenpolitisch kam das Reich nicht mehr zur Ruhe. Am Rhein und entlang der Donau wurde es von Germanen und später von den Hunnen bedrängt, während im Osten die Gefahr durch die Sassaniden weiter bestand. Trotz des Rückschlags von 363 verloren die Römer allerdings zunächst noch nicht die militärische Initiative – hier sollte erst 378 ein Paradigmenwechsel eintreten.

### Von Valentinian I. bis zum Tod Theodosius’ des Großen: der Beginn der „Völkerwanderung“

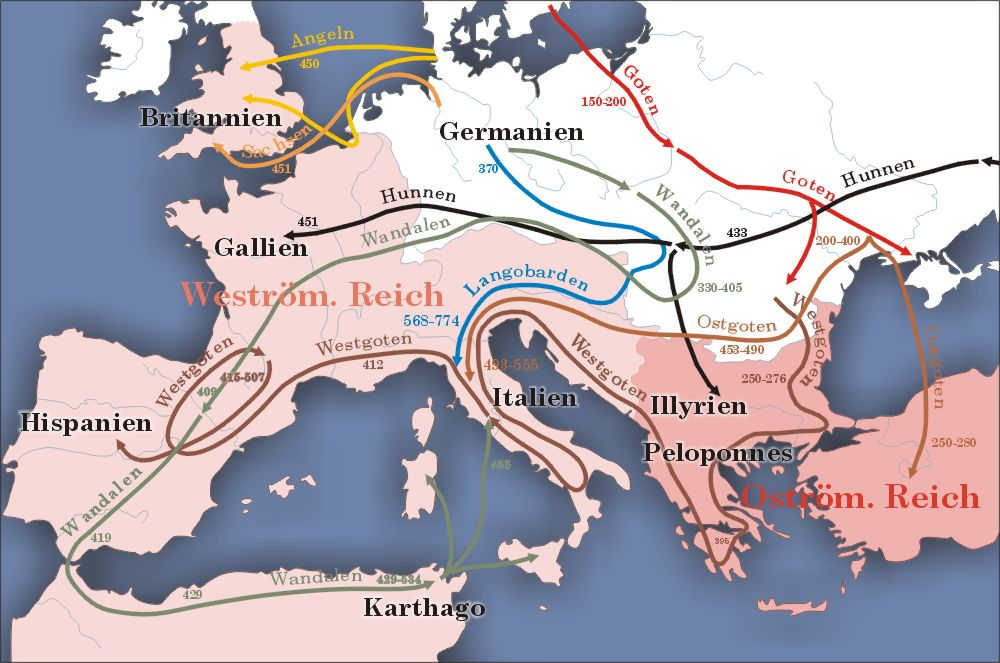
Europa mit den wesentlichen Bewegungen der „Völkerwanderung“. Diese herkömmliche Rekonstruktion ist allerdings in vielen Punkten umstritten; zum Beispiel gilt die skandinavische Herkunft der Goten heute gemeinhin als Fiktion.

Das Reich wurde seit Kaiser Valentinian I. (364 bis 375), der Jovian 364 nachfolgte, wieder von je zwei Kaisern regiert. Offenbar sah man sich ansonsten nicht in der Lage, der äußeren Bedrohung Herr zu werden. Valentinian setzte seinen Bruder Valens (364 bis 378) im Osten ein und widmete sich selbst intensiv der Grenzverteidigung. Es gelang ihm denn auch, die Rhein- und Donaugrenze nachhaltig zu stabilisieren und mehrere militärische Erfolge zu verbuchen. Währenddessen ereigneten sich im Osten umwälzende Veränderungen.
In den 70er Jahren des 4. Jahrhunderts setzte die sogenannte Völkerwanderung in Europa ein. In diesem Zusammenhang ist zu beachten, dass im Gegensatz zur älteren Forschung heute auf die Problematik des Begriffs Völkerwanderung und des damit verbundenen Geschichtsbildes hingewiesen wird. Nicht ganze Völker „wanderten“, es waren vielmehr unterschiedlich große, heterogen zusammengesetzte Kriegergruppen mit Anhang, die im Laufe der Zeit zu Verbänden zusammenwuchsen und schließlich eine gewisse eigene Identität beanspruchten (siehe Ethnogenese, in der neueren Forschung wird der Identitätsbegriff betont). Diese Verbände waren in erster Linie an einer Teilhabe am Reichtum des Imperiums interessiert und zielten keineswegs auf dessen Zerstörung ab. Vielfach wurden die Krieger angeheuert, um in den römischen Bürgerkriegen zu kämpfen. Der Begriff „Völkerwanderung“ gilt einer wachsenden Zahl von Forschern daher als ungeeignet und überholt.
Die Hunnen, eine heterogen zusammengesetzte Kriegergruppe aus Zentralasien (Hunne war wahrscheinlich ein Prestigename für Gruppen aus der eurasischen Steppenregion und wurde so auch von einigen oströmischen Geschichtsschreibern später noch als ethnographischer Gattungsbegriff für ganz verschiedene Reitervölker aus dem Steppenraum benutzt), überrannten zunächst das Reich der Alanen am Kaspischen Meer und vernichteten um 375 das Gotenreich (Greutungen) Ermanarichs in der heutigen Ukraine. Anschließend drängten sie andere Gruppen, darunter auch die Donaugoten (Terwingen), nach Westen ab.
Die vor den Hunnen über die Donau geflüchteten Goten unter Fritigern wurden zunächst vom Imperium aufgenommen, revoltierten dann aber aufgrund unzureichender Versorgung. Sie fügten dem Ostkaiser Valens am 9. August 378 in der Schlacht von Adrianopel eine vernichtende Niederlage zu, in der auch Valens fiel und mit ihm einige der besten Offiziere und Einheiten der östlichen Feldarmee. Von manchen Zeitgenossen wurde diese Niederlage bereits als Zeichen des Niedergangs Roms interpretiert, und bis heute ist diese Sicht weit verbreitet. Auch wenn dem inzwischen mehrere Forscher widersprechen, ist zu konstatieren, dass die Niederlage von 378 wohl mittelfristig eine militärische Wende einleitete: Fortan versuchte das Imperium kaum noch, die Barbaren durch verlustreiche Präventiv- und Vergeltungskriege unter Kontrolle zu halten, sondern die Kaiser setzten jetzt immer öfter auf die Zahlung von als Hilfsgelder geschönten Tributen an Germanen, Hunnen und Perser.
Unmittelbar nach der Katastrophe von Adrianopel war die Lage Roms im Osten dramatisch, aber keineswegs unrettbar. Gratian (375 bis 383), der älteste Sohn Valentinians I. und seit dessen Tod 375 Kaiser im Westen, setzte 379 den aus Hispanien stammenden Theodosius, dessen Vater ein erfolgreicher General gewesen war, als Kaiser im Ostteil des Imperiums ein. Theodosius übernahm dann die schwierige Aufgabe, den Osten des Reiches wenigstens vorläufig wieder zu stabilisieren. 380 erklärte dieser im Edikt Cunctos Populus das katholische Christentum zur offiziellen Konfession des Reiches und ließ dies im folgenden Jahr durch ein Ökumenisches Konzil bestätigen. 382 schloss er einen Vertrag mit den Goten. Sie konnten im Reich bleiben und sollten dem Kaiser als vertraglich gebundene Soldaten (foederati) dienen, durften aber autonom bleiben und wurden keine römischen Bürger. Dieser – in Inhalt und Bedeutung umstrittene – Gotenvertrag ebnete nach Ansicht einiger Forscher den Weg für die Reichsbildungen der Germanen innerhalb des Imperiums, stabilisierte aber zunächst vor allem die sehr heikle Lage im Osten, da Theodosius nun wieder über ausreichend Truppen verfügen konnte.
387 folgte ein Vertrag mit Persien in Bezug auf den alten Zankapfel Armenien, das seit Jahrhunderten zwischen den beiden Großmächten umstritten war. Rom erhielt etwa ein Fünftel (Römisches Armenien), Persien den Rest des Landes (das sogenannte Persarmenien). Mit dieser Lösung waren beide Seiten offensichtlich zufrieden, denn abgesehen von zwei kurzen Konflikten (421/22 und 441) herrschte bis 502 Frieden zwischen Römern und Sassaniden. Auch die Perser waren an anderen Fronten durch Attacken hunnischer Gruppen gebunden. Die Ruhe an der Euphratfront sollte ein wesentlicher Grund dafür sein, dass die östliche Reichshälfte das fünfte Jahrhundert überstehen konnte. Darüber hinaus betrieb Theodosius eine formal anti-pagane Politik (die in der Umsetzung jedoch sehr maßvoll war), für die ihm von den Christen später der Beiname der Große gegeben wurde.

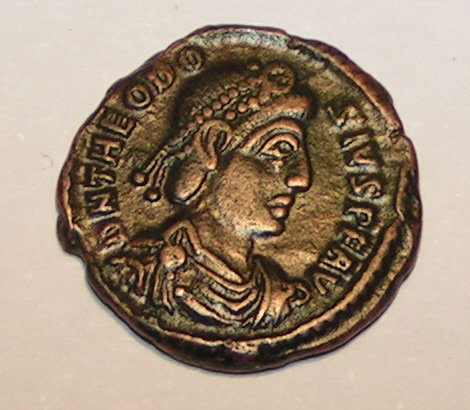
Darstellung Theodosius’ I. auf einer römischen Münze

Im Westen hatten sich währenddessen die Ereignisse überschlagen: Gratian, der einige erfolgreiche Feldzüge etwa gegen die Alamannen geführt hatte, wurde 383 infolge eines Soldatenaufstandes in Britannien, der sich rasch auf das Festland ausgebreitet hatte, in Lyon ermordet. Theodosius konnte sich mit dem Usurpator Magnus Maximus zunächst noch einigen, hat ihn aber schließlich 388 in der Schlacht bei Poetovio besiegt und hingerichtet. Daraufhin übergab er dem 17-jährigen Valentinian II., dem jüngeren Bruder Gratians, die Herrschaft im Westen. Der faktischen Macht des Heermeisters des Westens, des Franken Arbogast, hatte der junge Kaiser aber wenig entgegenzusetzen. Er fand 392 ein gewaltsames Ende durch Mord oder (wahrscheinlicher) Selbstmord.
Nach mehreren Wochen ohne westlichen Augustus ließ der pagane Heermeister Arbogast schließlich den Hofbeamten und Rhetor Eugenius zum Kaiser erheben; dieser verfolgte, obwohl selbst Christ, gegenüber den Anhängern paganer Kulte eine relativ tolerante Politik. Dies ist auch im Zusammenhang mit dem sogenannten Streit um den Victoriaaltar zu sehen. Die Usurpation des Eugenius wollte Theodosius allerdings nicht akzeptieren, so dass er wieder nach Westen marschierte, wo er das Heer des Eugenius Anfang September 394 in der blutigen Schlacht am Frigidus vernichtend schlagen konnte, in der mehrere der besten Einheiten des Westreichs vernichtet wurden, die wohl nie wieder ersetzt werden konnten. Eugenius wurde hingerichtet, woraufhin Arbogast sich das Leben nahm. Erst im Nachhinein wurde dieser Bürgerkrieg zu einem religiösen Konflikt umgedeutet. Dennoch: Die pagane Kultausübung, die Theodosius bereits 380/81 in mehreren Gesetzen empfindlich beeinträchtigt und durch weitergehende Gesetz in Jahren 391 und 392 verboten hatte, erhielt damit den endgültigen politischen Todesstoß bzw. verlor im Grunde alle Hoffnung auf offizielle Duldung. Es sollte aber noch mindestens 200 Jahre lang eine recht beachtliche, allerdings stetig abnehmende Zahl von Anhängern der alten Götterkulte im Römischen Reich geben.
Theodosius einte das Reich faktisch noch einmal für kurze Zeit, bevor es nach seinem überraschenden Tod unter seinen Söhnen Honorius (im Westen) und Arcadius (im Osten) 395 zur faktisch endgültigen Reichsteilung kam. Die Zeitgenossen nahmen diese Teilung der Herrschaft, die nur zufällig die letzte in einer ganzen Reihe war, allerdings nicht als besondere Zäsur wahr, war man doch längst an ein Nebeneinander mehrerer Kaiser gewöhnt. Und tatsächlich wurde die prinzipielle Reichseinheit auch weiterhin betont: Nicht das Imperium Romanum war geteilt worden, sondern die Herrschaft über das unteilbare Reich war wieder, wie unter Valentinian I., auf zwei Brüder verteilt worden. Arcadius agierte dabei als der senior Augustus.
Die prinzipielle Reichseinheit sollte offiziell nie aufgegeben werden. Die Gesetze der Kaiser galten jeweils im ganzen Reich, und der Westkonsul wurde bis zum Erlöschen des Konsulats unter Justinian (541) ebenso in Ostrom anerkannt wie umgekehrt der östliche im Westreich. Dennoch kam es seit 395 faktisch zu einer langsamen kulturellen und administrativen Auseinanderentwicklung der beiden Hälften. Der Westen stand dabei offenbar bereits bald nach 400 ökonomisch schlechter da als der Osten.

### Von der Reichsteilung von 395 bis zur Eroberung Roms 410

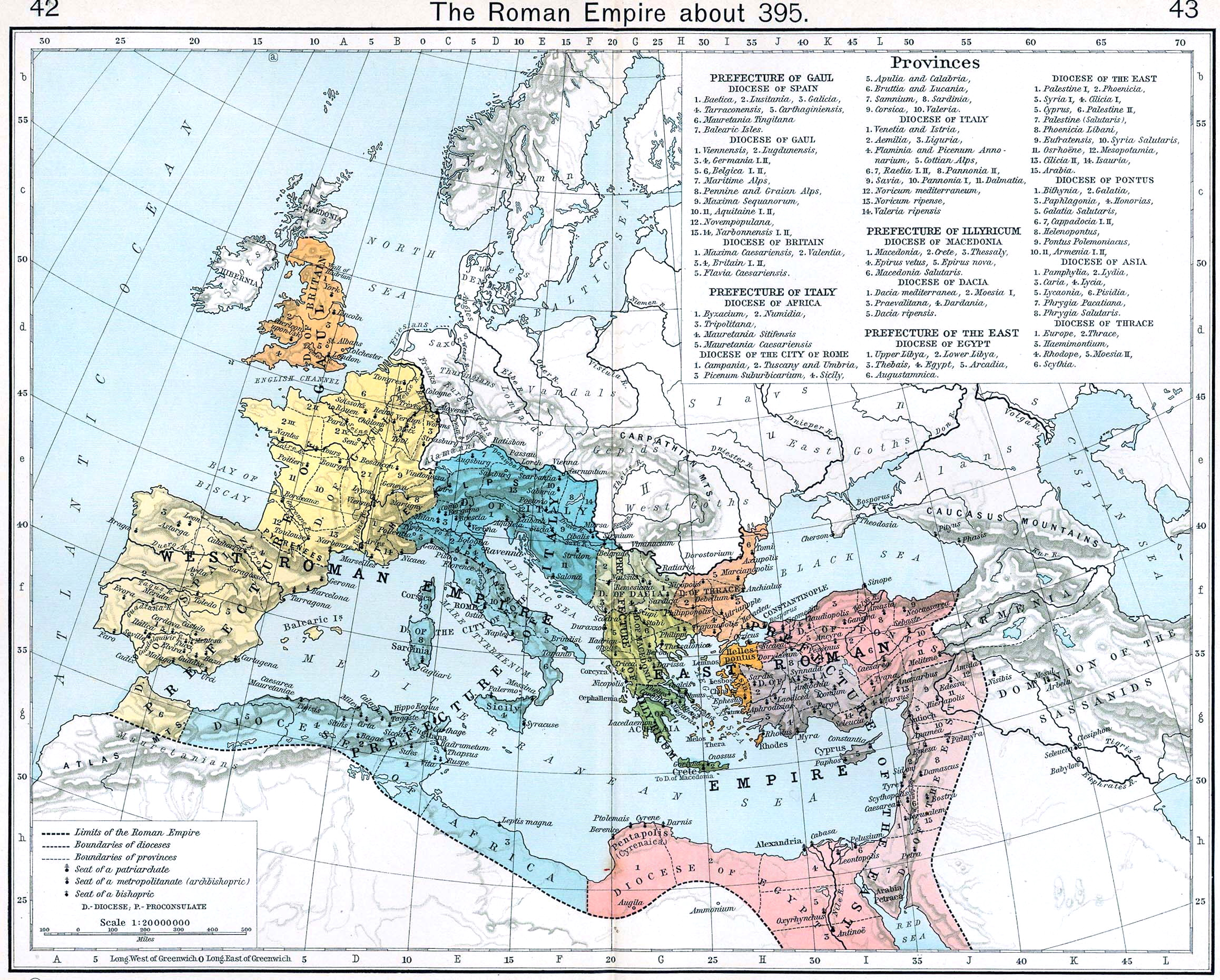
Das römische Reich zum Zeitpunkt des Todes Theodosius I. 395 n. Chr.

Im Osten begann eine Periode relativen Friedens, der nur von gelegentlichen Kämpfen an der Donaufront (Hunnen und Germanen) sowie 420–422 und 441 durch zwei kurze Kriege gegen das Sassanidenreich gestört wurde. Erst in der zweiten Hälfte des 5. Jahrhunderts musste sich auch das Ostreich wieder verstärkt der Verteidigung seiner Grenzen zuwenden. Der Osten war wirtschaftlich weiterhin der stärkere Reichsteil und konnte noch immer große Summen Geldes mobilisieren. Der oströmischen Diplomatie gelang es offenbar auch, mehrere Angriffswellen nach Westen „umzuleiten“. Allerdings ist sehr fraglich, ob Ostrom bewusst den Westen geopfert hat; eher gehören die Vorgänge in den Zusammenhang zeitweiliger Konflikte zwischen den beiden Kaiserhöfen: Herrschte hingegen Frieden zwischen den Reichshälften, half der Osten dem Westen wiederholt.
Vor allem konnte im Osten der Einfluss der Heermeister, die oft barbarischer Abstammung waren, teils eingedämmt und schließlich zurückgedrängt werden. Arcadius (395 bis 408) und sein Sohn Theodosius II. gelten zwar traditionell nicht als besonders fähige Herrscher, doch funktionierte die Verwaltung des Reiches weiterhin relativ reibungslos. Der zu Beginn der Regierungszeit des Arcadius mit dem Westreich aufgebrochene Konflikt um den Besitz des Illyricum konnte beigelegt werden, und die lange Dauer der Herrschaft des Theodosius, der den Osten von 408 bis 450 regierte, sorgte für Stabilität.
Dagegen kam das Westreich nicht mehr zur Ruhe. Der Westkaiser Honorius (395 bis 423) hatte eine Zeit lang, vom mächtigen Heermeister Stilicho gedrängt, erwogen, gegen das Ostreich militärisch vorzugehen, um Ansprüche auf eine Oberhoheit im Gesamtreich durchzusetzen. Der zivilen Reichsadministration im Westen entglitt vor allem in der Folgezeit immer mehr die Kontrolle über den ranghöchsten westlichen magister militum, so dass spätestens seit den 430er Jahren die Heermeister die wahre Macht im Westen waren, gestützt auf ihre militärische Verfügungsgewalt. Die Reichsgrenze am Rhein kollabierte zum Jahreswechsel 406/7 (siehe Rheinübergang von 406) und sich ganze Stammesverbände Zutritt zum Westreich verschafften (so etwa Vandalen, Sueben und Alanen, später auch Burgunden). Ob die fremden Krieger vor den Hunnen flohen oder, wie einige Quellen behaupten, von den Römern selbst ins Land gerufen worden waren, ist unklar und umstritten. Fest steht, dass seit 406 die inneren Konflikte im Westreich zu neuen Bürgerkriegen führten. 408 wurde Stilicho – der einerseits ein fähiger Militär war und sich zudem durchaus loyal gegenüber dem Kaiser verhielt, andererseits aber die politische Rolle des Heermeisteramts im Westen weiter aufgewertet hatte – mit dem Wissen seines Schwiegersohnes Honorius gestürzt und umgebracht. Doch da der Kaiser unfähig war, selbst tatkräftig die Regierung zu übernehmen, eskalierte die Krise immer weiter. Zum einen kämpfte man am Kaiserhof um Einfluss auf den schwachen Herrscher, zum anderen versuchten Militärführer römischer und nichtrömischer Herkunft, sich gewaltsam Einfluss im Reich zu verschaffen.
In Britannien erhoben sich 406/7 kurz nacheinander mehrere Usurpatoren (siehe Marcus und Gratian), zuletzt Konstantin III. (411 folgte die Usurpation des Jovinus in Gallien). Nicht ganz zu Unrecht bezeichnete der Kirchenvater Hieronymus Britannien denn auch als „eine an Tyrannen (Usurpatoren) fruchtbare Provinz“. Konstantin führte 407 den größten Teil des noch bestehenden britannischen Feldheeres nach Gallien, wo er in Kämpfen mit den dort eingefallenen Germanen und loyalen weströmischen Truppen aufgerieben wurde. Die wenigen in Britannien zurückgebliebenen Verbände dürften sich im Laufe der Zeit aufgelöst haben, als die Insel faktisch sich selbst überlassen wurde, weshalb es dort 409 zum Aufstand gegen die römische Autorität kam. Es bildete sich lokale romano-britische Herrschaften (Sub-Roman Britain), doch sind kaum Details bekannt. Die im Laufe des 5. Jahrhunderts eingewanderten Angelsachsen drängten die Romano-Briten bis ins 7. Jahrhunderts immer weiter zurück. Es bildeten sich nun angelsächsische Herrschaften, einzelne romano-britische Gebiete konnten jedoch ihre Unabhängigkeit bewahren (so Wales und das heutige Cornwall).
Da eigene Truppen immer schlechter finanziert werden konnten, musste man in Westrom verstärkt auf weitaus billigere Foederaten zurückgreifen, also reichsfremde Krieger, die als Verbündete galten und nur indirekt römischem Befehl unterstanden. Dies war eine Folge des zunehmenden Verlusts von Ansehen und Mittel der kaiserlichen Regierung im Westen. Einer dieser Befehlshaber von foederati war der Gote Alarich, der schon zuvor im Ostreich aktiv gewesen, teils auf eigene Faust, teils als Verbündeter Stilichos. Alarich wollte für seine Männer vor allem die Zuweisung von Land erkämpfen, um dem Kriegerverband eine dauerhafte Versorgung (annona) zu sichern. Als die Verhandlungen mit dem weströmischen Kaiser Honorius scheiterten, sah sich Alarich zu einem radikalen Schritt gezwungen.
Ende August 410 kam es zur Plünderung Roms durch Alarichs westgotische Truppen. Die Stadt war zwar längst nicht mehr hauptsächlicher Regierungssitz des Westreiches, aber immer noch wichtiges Symbol des Gesamtreichs. Diese dreitägige, systematische Plünderung war ein Fanal – für die Altgläubigen war dies ein untrügliches Zeichen dafür, dass die Götter das Reich für die Abkehr vom alten Glauben bestrafen wollten. Augustinus von Hippo schrieb daraufhin sein großes Werk De civitate Dei („Über den Gottesstaat“), als direkte Antwort auf diesen Vorwurf, und auch Orosius versuchte zu beweisen, dass die Katastrophe nichts mit der neuen Religion zu tun habe, sondern dass es den Römern unter den christlichen Kaisern im Gegenteil sogar besser gehe als früher. Sicher ist, dass das Ansehen der weströmischen Regierung durch die Vorgänge schweren Schaden nahm. Die neuere Forschung betont dabei vermehrt, dass es sich bei der Plünderung nicht um eine Eroberung Roms durch fremde Barbaren handelte, sondern um Ereignisse, die eher in den Kontext eines Bürgerkrieges gehören, an dem Alarich und seine foederati beteiligt waren.

### Das fünfte Jahrhundert im West- und Ostreich

#### Der Zusammenbruch des Westreichs
Der Zusammenbruch der Rheingrenze 406 hatte das Westreich für mehrere Jahre gelähmt, auch wenn die germanischen Kriegergruppen (die nun vor allem unter der Führung von Heerkönigen bzw. reges auftraten) in der Regel nach wie vor primär an einer Integration in das Imperium und an verlässlichen Einkünften interessiert waren. Ihre Absicht bestand nie darin, das Imperium zu zerstören, vielmehr wollten sie an der römischen Zivilisation teilhaben. In diesem Zusammenhang kam es jedoch wiederholt zum Konflikt mit der immer schwächer werdenden weströmischen Zentralregierung.
Der Westen erlebte im 5. Jahrhundert einen Kreislauf von finanziell-ökonomischem und politischem Niedergang, der die Wehrkraft des Reiches verringerte, und daraus folgenden Plünderungszügen, die zu ökonomischen Einbußen führten, die es den Kaisern noch schwerer machten, Soldaten zu bezahlen. Von Germanen und Hunnen bedroht, oft von Bürgerkriegen zerrissen, zudem immer der Gefahr eines Putsches durch einen ehrgeizigen Heermeister ausgesetzt (die durch ihre Kontrolle der Armee die wahre Macht hinter dem westlichen Kaiserthron waren und durch ihren Einfluss auf die Kaiser herrschten) und teils von unfähigen Kaisern regiert, verlor die weströmische Regierung nach und nach die Kontrolle über ihre wichtigsten Provinzen. Zeitweilig konkurrierten im Westen bis zu sechs Kaiser gleichzeitig um die Macht. Die Kontrolle über einige der wichtigsten Provinzen des Reiches ging dem seit Ende 402 in Ravenna residierenden weströmischen Kaiser Honorius verloren, aber zunächst (mit Ausnahme Britanniens) noch nicht dauerhaft. Denn ab 411 gelang unter dem Heermeister und kurzzeitigen späteren Kaiser Constantius III. eine vorläufige Stabilisierung. Dieser setzte sich nacheinander skrupellos gegen seine Rivalen durch und brachte Honorius und die Zentralregierung unter seine Kontrolle. 421 erzwang er seine eigene Kaisererhebung und rüstete anschließend zum Bürgerkrieg gegen Theodosius II., der ihn als Usurpator ansah. Die Westgoten waren besiegt und 418 in Aquitanien angesiedelt worden, sie kämpften als Söldner im Auftrag des Kaisers gegen Bagauden, brachten später auch den Sueben eine schwere Niederlage bei und standen noch 451 auf römischer Seite. Erst 469 sollten sie das foedus mit Rom brechen.

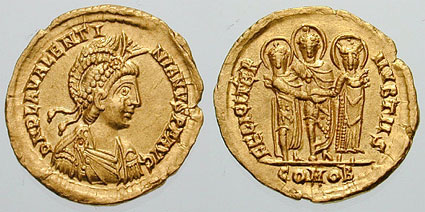
Solidus, geprägt 437 zur Feier der Hochzeit Valentinians III. mit Licinia Eudoxia, der Tochter des oströmischen Kaisers Theodosius II. Auf der Rückseite werden sie zu dritt in Hochzeitskleidung dargestellt, Theodosius hinter dem Brautpaar und größer, was seine überlegene Stellung illustrieren soll. Auf der Vorderseite Valentinian III. im Profil.

Nach dem überraschenden Tod von Constantius III. (421) und Honorius kam es 423 erneut zu inneren Wirren und einer Usurpation, bis der Ostkaiser Theodosius II. seinen jungen Vetter Valentinian III. mit Truppen nach Italien schickte und Ende 425 als neuen Kaiser des Westens installierte. Sowohl Honorius als auch Valentinian III. waren Kindkaiser, die bei der Regierung von anderen (vor allem dem obersten Heermeister im Westen) abhängig waren. Mitten in diese scheinbare Erholungsphase fiel aber die nächste Katastrophe: Der Verband der Vandalen setzte unter ihrem rex Geiserich 429 von Spanien nach Africa über und eroberte 439 unter Bruch eines foedus Karthago. Geiserich entriss damit unter Ausnutzung erneuter innerrömischer Machtkämpfe die reichste Provinz des Westreiches dem Zugriff der weströmischen Zentralregierung, die danach effektiv nur noch über Italien, Dalmatien und Noricum sowie Teile Galliens, Hispaniens und Mauretaniens herrschte. Alle Versuche, das für den Westen überlebensnotwendige Africa zurückzugewinnen, waren vergebens. Damit verlor Westrom den Großteil seiner Einnahmen und den Hauptlieferanten seines Getreides, und Geiserich besaß mit Kartago zudem eine Machtbasis, die ihm Eingriffe in die Innenpolitik des Reiches ermöglichte. 442 musste man seine Stellung durch ein neues foedus anerkennen.

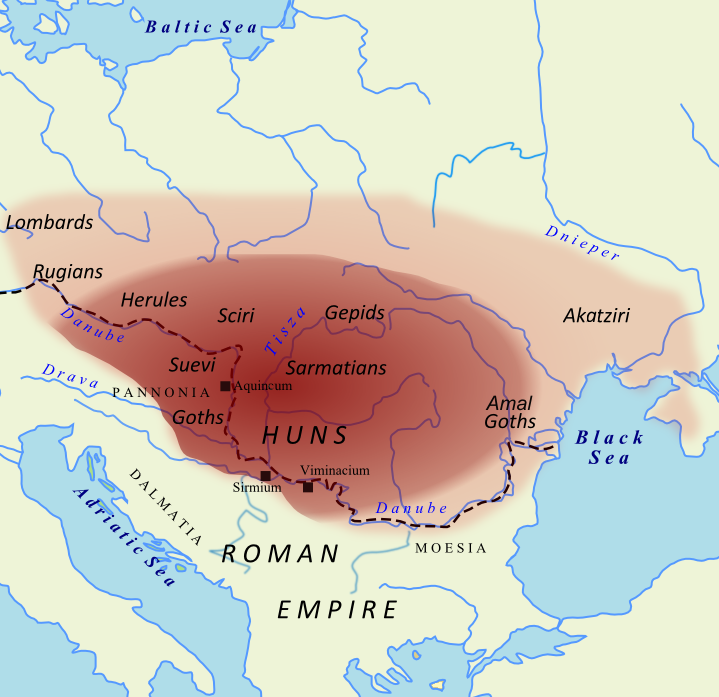
Ungefähre Ausdehnung des Hunnenreichs unter Attila bzw. die von den Hunnen abhängigen Stämme

Der neue starke Mann in Ravenna war der magister militum und patricius Aëtius, der sich 433 dank hunnischer Militärhilfe in einem blutigen Machtkampf durchgesetzt hatte und der nun die Regierungsgeschäfte leitete, so dass Valentinian III. weiterhin ohne reale Macht war. Aëtius war durchaus fähig, doch konnte er den Verfall der Zentralgewalt nur sehr bedingt und vorläufig aufhalten, aber nicht umkehren – zu groß waren die militärischen und (vor allem nach dem Verlust der reichen Provinz Africa) die wirtschaftlich-fiskalischen Probleme. Der weströmische Herrschaftsbereich schmolz im Wesentlichen auf Italien, Teile Galliens und Hispaniens zusammen, doch selbst diese Gebiete konnte nicht dauerhaft gehalten werden, wobei das weströmische Heer zunehmend „barbarisiert“ wurde. Aëtius stütze sich sowohl bei internen Machtkämpfen als auch bei der Abwehr äußerer Angriffe teils auf angeworbene hunnische Kontingente.
Die Bedrohung durch den mächtigen Hunnenkönig Attila, der an der mittleren Donau ein Steppenreich errichtet hatte, betraf grundsätzlich West- und Ostrom, von denen sich Attila dringend benötigte Geldmittel erpresste. In den 440er Jahren gelang es Attila, dem Ostreich mehrmals empfindlichen Schaden zuzufügen, als Konstantinopel die Geldzahlungen an die Hunnen vorübergehend einstellte. Die Folge waren hunnische Angriffe auf oströmisches Gebiet 441/42 und 447, bevor der Ostkaiser Theodosius II. einlenkte und im sogenannten Anatoliusfrieden erheblichen Zahlungen zustimmen musste.
Die Hunnen waren aber nicht nur Gegner, sondern agierten auch als Partner Roms. Die Kaiserhöfe im West- und Ostreich waren grundsätzlich bestrebt, möglichst gute Beziehungen zu den Hunnen zu unterhalten, um so die Gefahr von Angriffen der Hunnen oder ihnen untergebenen gentes aus dem Barbaricum zu reduzieren. Attilas Vorgänger Rua agierte mehrmals als Gegner und Partner Roms und erhielt dafür offenbar Zahlungen. Die Hunnen konnten ihr Ziel, am Wohlstand des Imperiums zu partizipieren, im Grunde als angeworbene Söldner, als plündernde Kriegergruppen oder durch indirekten Druck und Erpressung von Tributen erreichen. Die materielle Abhängigkeit der Hunnen ist durchaus typisch für das Beziehungsgeflecht zwischen Reitervölkern und den an sie grenzenden sesshaften und staatlich organisierten Gemeinwesen: Infolge einer oft prekären Existenzgrundlage waren Reitervölker auf die Ressourcen sesshafter Gesellschaften angewiesen, wodurch sich eine Spannungssituation ergab, die die Forschung als „endemischen Konflikt“ bezeichnet.
Die Hunnen waren ökonomisch stets auf erzwungene römische Tributleistungen bzw. auf Beute angewiesen, um mit diesen Mitteln die eigene Gefolgschaft an den Herrscher zu binden und so den nur locker aufgebauten Herrschaftsverband zusammenzuhalten. Diese Gefolgschaft umfasste neben hunnischen Gruppen auch mehrere germanische Verbände, die unter hunnischer Herrschaft ihre eigene Identität behielten. Bis 450 attackierte Attila vor allem Ostrom und hatte durch seine Hegemonie über viele barbarische gentes Westrom eine kleine Ruhepause verschafft. Für die Zeit Attilas ist die wichtigste erzählende Quelle das (nur fragmentarisch erhaltene) Werk des Priskos, der als Mitglied einer oströmischen Gesandtschaft im Jahr 449 selbst an den Hunnenhof reiste (wo ein vom oströmischen Hof dilettantisch geplanter Mordversuch an Attila scheiterte). Bis zu diesem Zeitpunkt war das Verhältnis zwischen Attila und dem mächtigen Heermeister Aëtius im Westreich nicht frei von Spannungen, aber insgesamt besser als das Verhältnis Attilas zum Ostreich. 451 jedoch griff Attila wohl auf Bitten der Augusta Honoria in weströmische Machtkämpfe ein und attackierte Aëtius in Gallien; dort konnte der Heermeister ihn im Juni 451 in der Schlacht auf den Katalaunischen Feldern abwehren. Aëtius musste dabei aber bezeichnenderweise massiv auf zumeist westgotische foederati zurückgreifen. Die reguläre weströmische Armee, die wegen fehlender Mittel kaum noch finanziert werden konnte, war bereits im Verschwinden begriffen; sie erlitt in der Schlacht hohe Verluste, die sich nicht mehr ausgleichen ließen. Attila führte 452 einen wenig erfolgreichen Feldzug in Italien, doch die Macht der Hunnen befand sich bereits im Niedergang.
Mit Attilas Tod endete 453 der Machtkampf zwischen ihm und Aëtius um die Kontrolle des Westens. Der patricius schien auf dem Höhepunkt seiner Macht zu sein, doch hatte er sich wohl überschätzt, als er dem Kaiser eine Heiratsverbindung zwischen seinem Sohn Gaudentius und einer Tochter Valentinians vorschlug. Ende 454 erschlug Valentinian III., der letzte Kaiser der theodosianischen Dynastie, eigenhändig den übermächtigen Heermeister, um sich von seinem Einfluss zu befreien und wieder selbst die Regierung zu übernehmen. Diesen Mord musste der Kaiser bald darauf selbst mit seinem Leben bezahlen: Er wurde im März 455 von früheren Gefolgsleuten des Aëtius ermordet. Anschließend brach ein neuer Bürgerkrieg aus, in den auch Geiserich eingriff, der, herbeigerufen von den Feinden des neuen Kaisers Petronius Maximus, im Mai 455 Rom plünderte. Das nur locker aufgebaute Hunnenreich löste sich derweil nach der Schlacht am Nedao 454/55 auf, wobei verschiedene gentes die Gunst der Stunde nutzten und eigene Reiche auf vormals weströmischen Boden errichteten. Der Zerfall des Attilareichs, das große Teile des Barbaricums kontrolliert hatte, hätte das Eingreifen der Römer als Ordnungsmacht erfordert, was aber Ostrom nur bedingt und Westrom überhaupt nicht mehr leisten konnte.
Nach dem Tod des überaus ehrgeizigen Aëtius, der seine Stellung als Heermeister durch eine offene Konfrontation mit dem weströmischen Hof erlangt hatte, beschleunigte sich der staatliche Erosionsprozess im Westreich. Die nachfolgenden Kaiser im Westen waren durchweg glücklos und eher Schattenkaiser, wenngleich einige tatkräftige Herrscher wie Majorian oder Anthemius durchaus bemüht waren, wieder die Initiative zu gewinnen. Doch die eigentliche Macht im Westreich lag nun endgültig bei den Anführern der Armeen statt bei der Zivilverwaltung. Das Verhältnis zwischen den Heermeistern und den Kaisern war seit der Reichsteilung von einer zunehmenden Interaktion geprägt, womit der Einfluss der Heermeister stieg. Die hohen Militärs im Westen erlagen schließlich der „Versuchung der Macht“. Im Ostreich sollte es den Kaisern hingegen gelingen, das Militär wieder unter kaiserliche Kontrolle zu bringen (siehe unten).
Von 456 bis 472 führte in Westrom der magister militum Ricimer faktisch die Regierungsgeschäfte. Er war für den Tod mindestens zweier Kaiser verantwortlich, die sich ihm widersetzten; 472 kam es zwischen ihm und Anthemius zu einem regelrechten Bürgerkrieg, in dem der Kaiser dem Heermeister unterlag. In der neueren Forschung wird allerdings auf den eingeengten Handlungsspielraums des Heermeisters hingewiesen, da ihm nach dem Verlust der reichen Provinz Africa, dem faktischen Verlust Hispaniens und mit der fragilen Situation in Gallien kaum militärische und finanzielle Ressourcen zur Verfügung standen. Die Sicherung Italiens war der zentrale Punkt in Ricimers Reichspolitik, womit er aber die gallischen Eliten verlor, da Gallien faktisch aufgegeben wurde. Ricimer konnte zwar durchaus einige kleinere Erfolge im Abwehrkampf Westroms verbuchen. Eine große, gemeinsame Operation des West- und Ostreiches gegen Geiserich scheiterte jedoch 468, was 474 zur faktischen Anerkennung des nordafrikanischen Vandalenreiches durch Ostrom führte. Um 469 lösten dann die Westgoten das formale Abhängigkeitsverhältnis zum Kaiser endgültig auf, nachdem sie schon zuvor im weitgehenden Einvernehmen mit der gallorömischen Aristokratie einen Staat im Staate errichtet hatten.
Festzuhalten bleibt, dass sich alle Westkaiser nach 455 in einer prekären Situation befanden, mit einem immer weiter zusammenschmelzenden Herrschaftsbereich, mit instabilen politischen Verhältnissen sowie immer geringer werdenden finanziellen und militärischen Ressourcen. Ihr Handlungsspielraum wurde zunehmend kleiner, woran der Einfluss des obersten Heermeisters (magister utriusque militiae) einen nicht geringen Anteil hatte. Westrom fiel letztlich einem politischen Desintegrationsprozess zum Opfer. Spätestens seit dem frühen 5. Jahrhundert nahm der politische Einfluss der hohen Militärs im Westreich derart zu, dass die Heermeister die wahre Macht ausübten. Neben dem Militär entglitten aber auch zusehends wichtige Provinzen (vor allem Africa, bald darauf aber auch große Teile Hispaniens und Galliens) der kaiserlichen Kontrolle. Die Westkaiser (die von sehr unterschiedlicher Qualität waren) waren bei schwindenden Ressourcen mit erheblichen strukturellen Problemen konfrontiert, die sich schließlich als nicht mehr lösbar erwiesen.
Andere Militärführer oder auch Anführer diverser gentes agierten währenddessen als Warlords auf eigene Rechnung und profitierten so von der politischen Erosion im Westreich. Die gentes traten schrittweise an die Stelle der zerfallenden weströmischen Zentralgewalt, ohne dass dies – so zumindest die Ansicht von Forschern wie Walter Goffart – zunächst spürbare Folgen für die Bevölkerung der Gebiete gehabt zu haben scheint. Die exakten Modalitäten der Ansiedlung (erhielten die foederati Land oder nur einen Anteil an den Steuereinnahmen?) werden noch in der Forschung diskutiert. Die Westgoten nahmen in den Jahrzehnten ab 450 schrittweise auch den größeren Teil Hispaniens in Besitz, während sich die Franken in der Belgica im Norden Galliens einrichteten. Die römischen Verwaltungsstrukturen wurden dabei zunächst übernommen, da die Generäle der föderierten Truppen auf sie angewiesen waren, um die annona militaris für ihre Krieger eintreiben zu können. Sie wollten den römischen Staat nicht zerstören, sondern mit ihren Truppen an die Stelle der römischen Armee treten.
Mit der Absetzung des Usurpators Romulus Augustulus am 4. September 476 durch Odoaker, den Anführer der föderierten Truppen in Italien (reguläre weströmische Truppen existierten zu diesem Zeitpunkt kaum noch, nachdem 471 der letzte weströmische Verband in Gallien unter dem Kommando des Anthemiolus von den Westgoten vernichtet worden war), erlosch de facto das weströmische Kaisertum. Der letzte legitime Kaiser des Westens war allerdings Julius Nepos, der 475 zur Flucht aus Italien gezwungen war und erst 480 in Dalmatien verstarb. Das Westreich war jedoch bereits seit dem Verlust von Africa ökonomisch kaum noch lebensfähig gewesen, wenn man auch die Bedeutung des Zusammenbruchs der kaiserlichen Herrschaft in Italien vielleicht nicht unterschätzen sollte. Die Zeit des Mehrkaisertums war vorüber, da der Westen keines eigenen Augustus mehr bedurfte: Die machtlosen Kaiser in Ravenna hatten zuletzt eher destabilisierend gewirkt, die wahre Macht lag im 5. Jahrhundert bei den weströmischen Militärbefehlshabern, die untereinander um das oberste Heermeisteramt konkurrierten. 
Dass es im 6. Jahrhundert noch einmal kurzzeitig gelingen sollte, Italien, Nordafrika und Südspanien mit dem Ostreich zu vereinen, war um 480 kaum abzusehen. Es ist denn auch bezeichnend, dass bereits vor 476 mit dem Dahinschwinden der staatlichen Autoritäten die Kirche im Westen eine zunehmende gesellschaftliche Rolle spielte. In Nordgallien hielt sich zunächst noch ein vom ehemaligen weströmischen Feldherrn Aegidius 461 (vielleicht im Bündnis mit dem Frankenkönig Childerich I.) gegründetes gallorömisches Restreich unter Syagrius, bevor dieses 486/87 von den Franken erobert wurde (siehe unten). Im Moselraum konnte sich der gebildete Arbogast der Jüngere noch bis etwa 480 in Trier halten, wo er Reste der römischen Verwaltungsordnung bewahrte, bevor die Stadt an die Franken fiel. Im Alpenraum (wie in Noricum, siehe Severin von Noricum und Limes Noricus) brach die römische Herrschaft etwa zeitgleich mit der Herrschaftsübernahme Odoakers zusammen.
Um nicht selbst als Usurpator zu gelten, erkannte Odoaker den Kaiser des Ostens offiziell als seinen Herren an. Auch die Könige der übrigen „barbarischen“ Föderatenreiche auf weströmischem Boden sahen nun den oströmischen Kaiser als ihren nominellen Oberherren an. Und in der Tat verlor Konstantinopel den Westen in den folgenden Jahrzehnten keineswegs aus den Augen.

#### Ostrom: Stabilität in schwieriger Zeit
Der Osten des Imperiums, ökonomisch reicher und stabiler als der Westen, erwehrte sich weitaus erfolgreicher der äußeren Bedrohung. Vor allem gelang es der Zentralregierung (trotz einiger Probleme) im Unterschied zum Westen, die Kontrolle über das Reich und die Armee zu behalten. Der Einfluss der Heermeister konnte eingedämmt werden, zumal in Konstantinopel der Senat, der Patriarch und die Zirkusparteien politisch relevante Faktoren blieben. Anders als Westrom wurde der Osten nicht durch endlose Bürgerkriege geschwächt; erst nach 470 kam es zu einer Krisenphase, die aber überwunden werden konnte.
In seiner langen Regierungszeit hat Kaiser Theodosius II. (408 bis 450) seit 424 verstärkt den Gedanken der Einheit des Imperium Romanum vertreten und auch dafür gesorgt, dass der Codex Theodosianus von 438 im Gesamtreich Gültigkeit erlangte. Als senior Augustus beanspruchte er grundsätzlich das letzte Wort auch in Fragen, die den Westen betrafen. 425 ließ er beispielsweise Truppen in den Westen verlegen, um gegen den Usurpator Johannes den Anspruch Valentinians III. durchzusetzen. Im Inneren konnte Theodosius, den die neuere Forschung positiver bewertet als die ältere, die Vorrangstellung des Kaisers gegenüber den hohen Militärs bewahren. Zwei kurze Kriege mit den Sassaniden 421/22 (gegen Bahram V.) und 441 (gegen Yazdegerd II.) sowie Konflikte mit dem Hunnenherrscher Attila an der Donaugrenze stellten keine existentielle Gefahr für das Ostreich dar.
Kaiser Markian (450 bis 457), der 450 (ohne Zustimmung Valentinians III.) die Nachfolge von Theodosius II. angetreten hatte, verweigerte Attila den Tribut, den man seit 447 zu zahlen hatte. Markian sicherte sowohl die Donaugrenze als auch die Wüstengrenze in Syrien und dem südlichen Ägypten gegen feindliche Stämme. Des Weiteren betrieb er eine recht erfolgreiche Finanzpolitik. Eine von ihm in der Religionspolitik angestrebte dogmatische Einigkeit gelang allerdings nicht. Im Gegenteil: Das Konzil von Chalcedon im Jahr 451 vertiefte vielmehr die Gräben zwischen der monophysitischen Kirche in den orientalischen Provinzen und der orthodoxen Kirche in Rom und Konstantinopel.
Außen- wie innenpolitisch stand das Ostreich in der zweiten Hälfte des 5. Jahrhunderts trotz mancher Probleme relativ gut da. Attila richtete seine Angriffe 451, wie gesagt, gegen das Westreich – wohl auch deshalb, weil der Hunne wusste, dass die oströmischen Balkanprovinzen bereits verwüstet und ausgeblutet waren. Die übrigen Provinzen des Ostens befanden sich aber nicht in Reichweite von Hunnen oder Germanen, da die starke Festung Konstantinopel den Hellespont kontrollierte und ein Übersetzen von Europa nach Asien verhinderte; um seine auf Erfolg beruhende Herrschaft zu wahren, musste Attila daher fast zwangsläufig nach Westen ausweichen. Den traditionellen Vorwurf, Ostrom habe den Westen bewusst den Barbaren ausgeliefert, hat die moderne Forschung angesichts der wiederholten Hilfsversuche Konstantinopels, das auf dem Balkan und insbesondere an der Perserfront selbst militärisch gebunden war, inzwischen aber in der Regel fallen gelassen: Mindestens in den Jahren 410, 425, 441, 452, 456, 468 und 472 schickten die Ostkaiser Heere nach Westen, um dort einzugreifen bzw. ihren Mitherrschern zu helfen; doch all diese Versuche scheiterten.
An der römischen Ostgrenze konnte mit den Sassaniden, die selbst an ihrer Nordostgrenze gegen nomadische Invasoren kämpften (Iranische Hunnen), von 441 bis 502 weiter Frieden gehalten werden, was eine große Entlastung darstellte, da die Regierung in Konstantinopel daher ungestört auf die Einkünfte der reichen Orientprovinzen zurückgreifen konnte. Das im Inneren ebenso wie nach außen befriedete, deshalb ökonomisch leistungsfähigere und dichter bevölkerte Ostreich konnte sich darum im Gegensatz zum Weströmischen Reich behaupten. Offenbar gelang es dem Staat hier zudem bereits früh, weitaus besser auf seine Ressourcen zurückzugreifen. Im fünften Jahrhundert betrugen die östlichen Staatseinnahmen ein Vielfaches der westlichen.

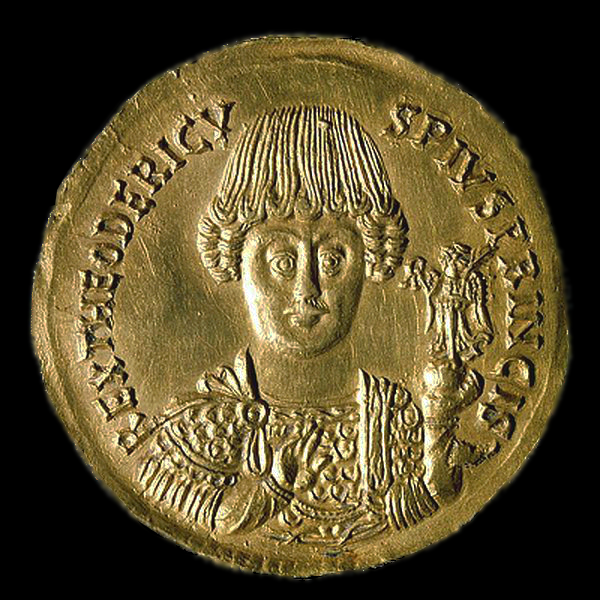
Medaillon aus Senigallia mit dem Bildnis des Ostgotenkönigs Theoderich des Großen.

Kaiser Leo I. (457 bis 474) schaltete zudem 471 den mächtigen Heermeister Aspar aus, der versucht hatte, eine ähnlich dominante Stellung zu erlangen wie Aëtius oder Ricimer im Westen. Durch diesen Befreiungsschlag gelang es Leo, die Handlungsspielräume des Ostkaisers gegenüber dem Militär wieder entscheidend zu erweitern. Nicht wenige „barbarische“ Soldaten in oströmischen Diensten wurden in der Folge erschlagen, und die Kaiser griffen bei der Rekrutierung fortan wieder stärker auf Reichsangehörige zurück. Diese stammten zwar meist aus jenen Gebieten, die am wenigsten romanisiert waren, waren aber insgesamt loyal.
Zeno (474 bis 491), der selbst Isaurier war, konnte dann nicht zuletzt mit Hilfe von Soldaten aus diesem als halbbarbarisch geltenden Volk die Lage des Oströmischen Reiches verbessern. Er legte damit den Grundstein für die Vormachtstellung, die die Kaiser des folgenden Jahrhunderts im Mittelmeerraum einnehmen sollten. Andererseits war die Legitimität seiner Herrschaft bis zuletzt umstritten, weshalb seine Regierungszeit von Bürgerkriegen und Usurpationsversuchen (siehe Basiliskos und Illus) geprägt war und sich erst gegen Ende stabilisierte. Kirchenpolitisch brachte das 482 erlassene Edikt (Henotikon) nicht das erhoffte Ende der theologischen Streitigkeiten im Ostreich.
Auf dem Balkan sah sich der Kaiser zudem mit der Gefahr durch gotische Kriegergruppen konfrontiert. Zeno schloss 488 einen Vertrag mit dem rex der Ostgoten, Theoderich, und schickte ihn im Jahre 489 mitsamt seinen gotischen foederati nach Italien. Die Hintergründe sind allerdings trotz scheinbar eindeutiger Aussagen der Quellen umstritten. Der Kaiser profitierte jedenfalls insofern, als er eine potentielle Gefahr umleitete, während Theoderich Zugriff auf neues und reiches Siedlungsland erlangte. Theoderich, den man später aufgrund seiner Leistungen „den Großen“ nannte, gelang es binnen vier Jahren, das gesamte Land unter seine Kontrolle zu bringen. 493 ermordete er Odoaker und regierte fortan formal als Statthalter des Kaisers in Italien, wobei er jedoch eine sehr eigenständige Politik betrieb. Im Ostgotenreich hielt man allerdings an der römischen Verwaltungspraxis fest und hielt auch den Senat weiterhin in Ehren, während das Land kulturell eine späte Blütezeit erlebte (siehe auch Boethius).

### Die Mittelmeerwelt im sechsten Jahrhundert: Oströmische Hegemonie
Anastasios I. (491 bis 518) befreite den oströmischen Staat kurz vor 500 vom Einfluss der Isaurier und erwies sich auch ansonsten als tatkräftiger Kaiser. Anastasios hinterließ aufgrund einer klugen Wirtschaftspolitik und der konsolidierten Finanzen seinen Nachfolgern den gewaltigsten Staatsschatz in der römischen Geschichte (angeblich 320.000 Goldpfund). Er bekämpfte erfolgreich Usurpationsversuche, so den Staurotheis-Aufstand der ohnehin oft unruhigen Zirkusparteien in Konstantinopel im Jahr 512 und die Revolte Vitalians im Jahr 513. In der Religionspolitik betonte er die Unterschiede zur päpstlichen Position. Der Kaiser hatte, anders als seine Vorgänger und Nachfolger, Sympathien für die Monophysiten, ging aber nicht aktiv gegen chalcedonensische Christen vor. Im Osten befand sich Ostrom seit 502 wieder im Krieg mit Persien, wo schwere Kämpfe um Amida ausbrachen. 506 konnte ein befristeter Waffenstillstand mit Kavadh I. geschlossen werden, der sogar 20 Jahre hielt. Im Westen scheinen die Herrscher der poströmischen regna die zumindest formale Oberhoheit Konstantinopels weitgehend akzeptiert zu haben, wenngleich weiterhin gewisse Spannungen bestehen blieben; dies gilt vor allem für die Beziehungen zum Ostgotenreich in Italien.
Kaiser Justin I. (518 bis 527) beendete 519 das Akakianische Schisma, das die Kirchen von Konstantinopel und Rom etwa 30 Jahre lang getrennt hatte. Er verschärfte durch diese Wiederannäherung an den Westen aber den Konflikt mit den Monophysiten. Des Weiteren nahmen die Spannungen mit dem Ostgotenreich zu, zumal die Goten arianische Christen waren. Justin unterstützte das Vorgehen Ella Asbehas, des Negus von Aksum, im südarabischen Raum, was den oströmischen Handelsinteressen diente und gleichzeitig den Einfluss der Perser (für einige Jahre zumindest) zurückdrängte. Im Osten brach jedoch 526 erneut ein Krieg mit Persien aus, nachdem der iberische König Gurgenes Justin um Hilfe gebeten hatte und Justin bereits zuvor den oströmischen Einfluss im kleinen Reich Lasika verstärkt hatte. Der Krieg dauerte noch nach dem Tod Justins bis 532 an.

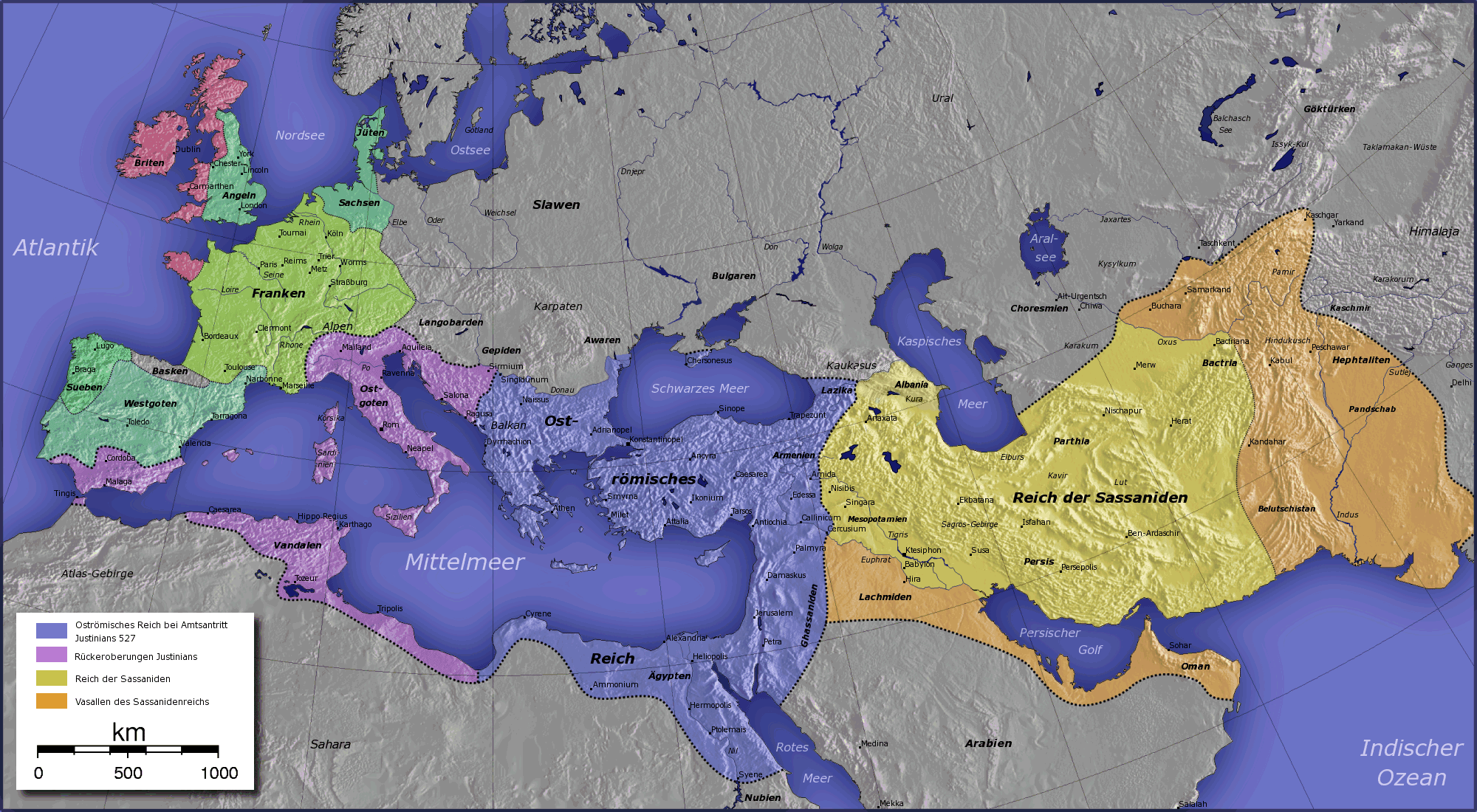
Die spätantike Welt um 560 n. Chr.: Ostrom auf dem Höhepunkt seiner Macht.

Justins Neffe und Nachfolger Justinian (527 bis 565), der als eine der großen Herrschergestalten der Spätantike angesehen wird, gelangte 527 an die Macht. Seine Regierungszeit ist aufgrund der recht reichhaltigen Quellenlage (Geschichtswerke, Gesetzestexte und archäologische Funde etc.) besonders gut dokumentiert, wobei vor allem die Werke des Prokopios von Caesarea hervorzuheben sind, speziell dessen Historien in acht Büchern. Der 532 ausgebrochene Nika-Aufstand wurde blutig unterdrückt, anschließend kam es nicht mehr zu einer innenpolitisch bedrohlichen Machtprobe. Justinian betrieb seit 533/34 eine offenbar großangelegte Restaurationspolitik, die auf Rückgewinnung ehemals weströmischer Gebiete abzielte. Diesem Versuch der Wiederherstellung des Imperiums war ein zwar nur beschränkter, aber dennoch zunächst erstaunlicher Erfolg beschieden: Mit Nordafrika (Vernichtung des Vandalenreichs, siehe auch oströmische Herrschaft im Maghreb), Italien (Eroberung des Ostgotenreichs) und Südspanien (Eroberung einiger westgotischer Gebiete, siehe Spania) wurden zwischen 533 und 552 die Kerngebiete des Reiches wieder der römischen Herrschaft unterworfen. Dies war vor allem den Leistungen von Justinians fähigen Generalen (Belisar, Sittas und Narses) zu verdanken. Allerdings gingen wichtige Teile Italiens, das erst nach harten Kämpfen im Gotenkrieg erobert worden war, an die Langobarden verloren, als diese 568 in Italien einfielen.
Zudem wurde das Reich seit 541 von einer verheerenden Pestepidemie heimgesucht, was offenbar zu einer demografischen und – daraus folgend – ökonomischen Krise führte. Hinzu traten seit 536 schwere klimatische Probleme. Im Osten musste sich Justinian außerdem (nachdem es 532 zu einem Friedensvertrag gekommen war) seit 540 wieder gegen die Perser zur Wehr setzen, deren König Chosrau I. sich zum großen Gegenspieler des Kaisers entwickelte und ab 540 mehrmals auf oströmisches Gebiet vorstieß. Der Perserkrieg, für den Prokopios die wichtigste Quelle ist, band erhebliche Kräfte und sollte bis 562 andauern – und schon zehn Jahre später wieder aufflammen.

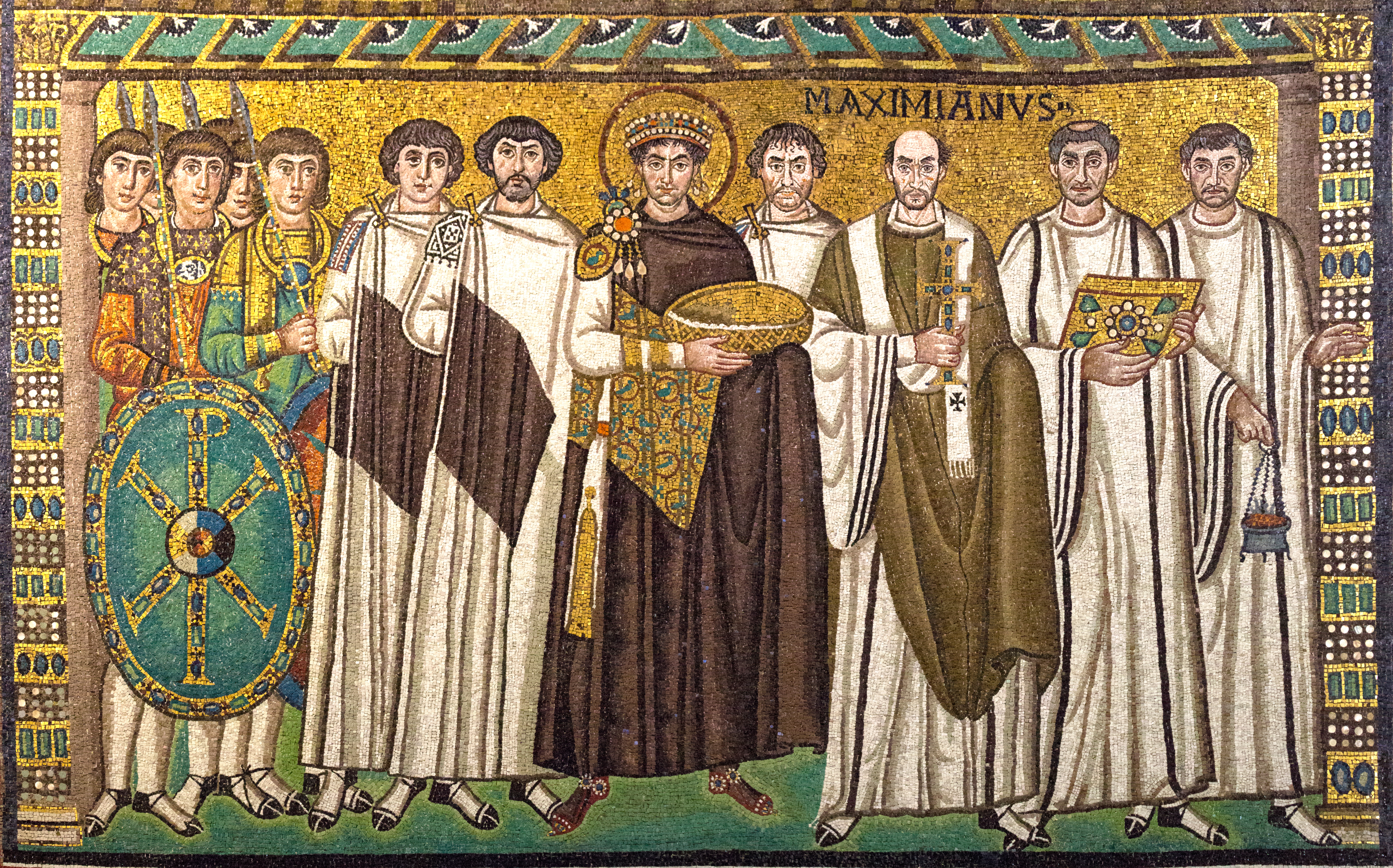
Mosaik mit der Darstellung Kaiser Justinians.

Dennoch erlebte die spätantike Kultur unter Justinian einen letzten Höhepunkt. Innenpolitisch stützte sich der Kaiser zu Beginn seiner Regierungszeit unter anderem auf Tribonianus (der 542 an Folgen einer Pesterkrankung verstarb) und Johannes den Kappadokier (der 541 in Ungnade fiel). Bis zu ihrem Tod im Jahr 548 gehörte auch seine Ehefrau Theodora I. zum engeren Beraterkreis des Kaisers, wogegen Prokopios in seiner Geheimgeschichte polemisierte. Justinian kümmerte sich persönlich intensiv um die Religionspolitik, dennoch konnten mehrere der schwierigen theologischen Probleme nicht gelöst werden, so dass die Durchsetzung eines einheitlichen christlichen Glaubensbekenntnisses für das gesamte Reich nicht gelang. Der Kaiser betrieb des Weiteren eine energische Bau- und Rechtspolitik (siehe Corpus iuris civilis). Die auf seinen Befehl hin vorgenommene Kodifikation des römischen Rechts erwies sich als dauerhafte Errungenschaft und der kaiserliche Machtanspruch wurde auch von den meisten verbliebenen Germanenreichen (möglicherweise mit Ausnahme des Frankenkönigs Theudebert I.) akzeptiert. Als Justinian 565 nach 38-jähriger Herrschaft starb, war Ostrom ungeachtet aller Krisensymptome die Vormacht der Mittelmeerwelt. Allerdings hatte die Restaurationspolitik Justinians letztlich auch die Ressourcen Ostroms bis an die Grenze strapaziert, zumal das Reich nun einen wesentlich größeren Herrschaftsbereich sichern musste, was sich militärisch und fiskalisch bemerkbar machte.

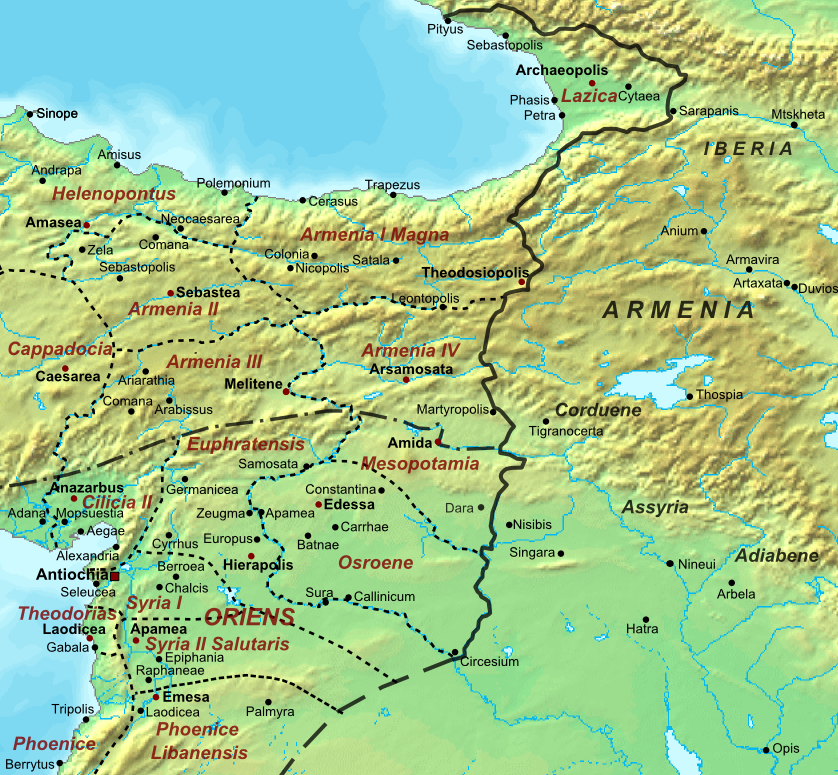
Die römisch-persische Grenze zum Zeitpunkt des Todes Justinians im Jahr 565.

Justinians Nachfolge trat sein Neffe Justin II. an (565 bis 574/78), der leere Kassen und ein von den Kriegen und Pestwellen erschöpftes Reich übernahm. Das kulturelle Leben im Osten erfuhr in dieser Zeit einen zunehmenden Wandel und das Reich ging schon recht bald nach Justinian, der als letzter römischer Kaiser Latein zur Muttersprache hatte, eigene Wege als der Westen. Eine Reihe innerer Reformen ließen das Reich langsam seinen römischen Charakter verlieren. Hinzu kam der stetig zunehmende äußere Druck. Zwischen 540 und 630 befand sich Ostrom die meiste Zeit in einem immer verbissener geführten Krieg mit dem Sassanidenreich, der nur von zwei kurzen Friedensperioden (562 bis 572 und 591 bis 602) unterbrochen wurde (siehe Römisch-Persische Kriege). 572 brach der Krieg erneut aus, nachdem Justin fällige Tributzahlungen verweigert hatte und es generell zu weiteren Spannungen kam. Bereits zuvor hatten die Oströmer Kontakt zu Sizabulos, einem Herrscher der Kök-Türken aufgenommen, wobei es zu einem zeitweiligen Bündnis kam, das aber nicht die erhoffte Wirkung hatte und nach 576 zerbrach.
Der Krieg mit Persien verlief zäh, kostete erhebliche Ressourcen und war mit Rückschlägen verbunden. Justin II. erwies sich dem nicht gewachsen, so dass Tiberios I. (574/78 bis 582) Ende 574 in seiner Rolle als Caesar faktisch die Regierungsgeschäfte übernahm, wenngleich Justin formal bis 578 weiterhin als übergeordneter Kaiser fungierte. In seiner Regierungszeit konnten die Römer zwar in der Schlacht bei Melitene 575/76 einen Sieg über die Perser verbuchen, bei dem Chosrau I. fast in Gefangenschaft geraten wäre, doch blieb die Kriegslage ansonsten unverändert. Friedensgespräche des Kaisers mit Chosraus Sohn und Nachfolger Hormizd IV. brachten kein Ergebnis. Am Nordrand des Schwarzen Meeres war Ostrom zudem in einen kurzen militärischen Randkonflikt mit den Kök-Türken unter Turxanthos verwickelt. Aufgrund der kritischen Lage an der Ostgrenze war Tiberios auf dem Balkan bestrebt, Konflikte mit den mächtigen Awaren durch Diplomatie und Zahlungen zu verhindern. Die Awaren waren vor den Kök-Türken nach Westen geflohen und hatten ein Reich mit dem Schwerpunkt im heutigen Ungarn gegründet. Währenddessen drangen Gruppen von Slawen, die um die Mitte des 6. Jahrhunderts erstmals in spätantiken Quellen belegt sind und weitgehend unter awarischer Oberherrschaft lebten, bereits nach Griechenland vor. Im Inneren verfolge Tiberios wie Justin II. vor ihm die Gegner der Beschlüsse des Konzils von Chalcedon, doch blieb die religiöse Spaltung im Reich bestehen.

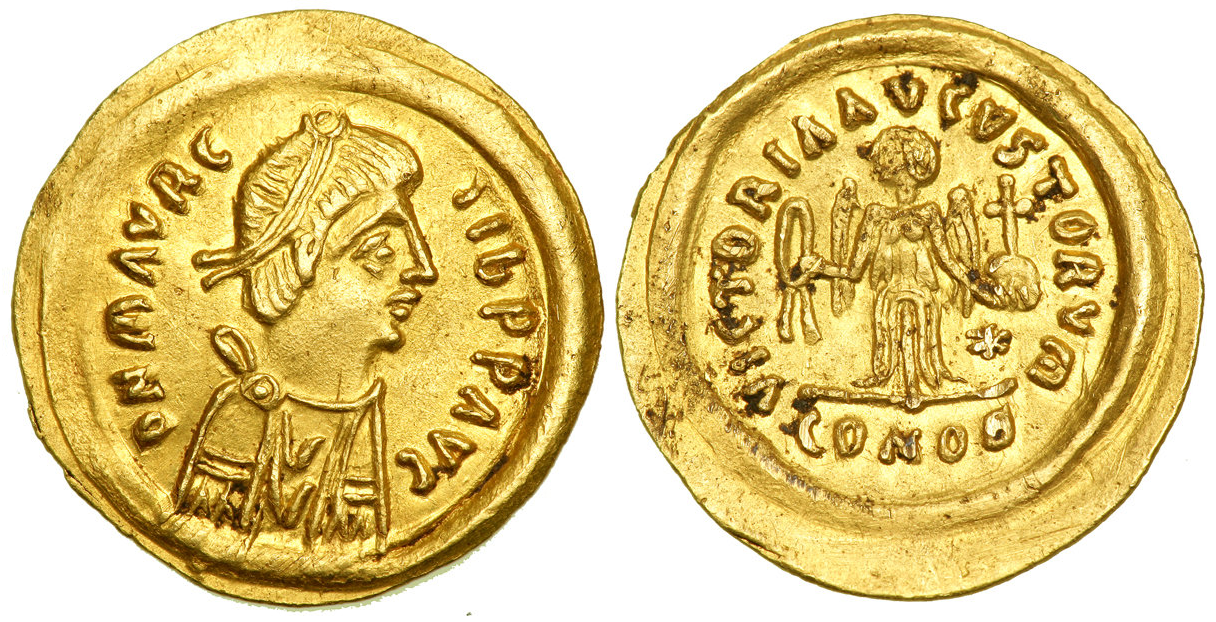
Tremissis des Maurikios.

Die Nachfolge des Tiberios trat 582 Maurikios (582 bis 602) an, der zuvor als General recht erfolgreich an der Perserfront gekämpft hatte. Für seine Regierungszeit steht das letzte erhaltene spätantike Geschichtswerk zur Verfügung, die Historien des Theophylaktos Simokates. Der Perserkrieg dauerte zu diesem Zeitpunkt immer noch an und keiner Seite gelang ein entscheidender Erfolg. Maurikios konnte jedoch 591 einen günstigen Frieden mit Persien schließen, nachdem er dem geflüchteten Perserkönig Chosrau II. gegen den Usurpator Bahram Tschobin auf den Thron verhalf – ein einmaliger Vorgang in der römisch-persischen Geschichte. Maurikios agierte auch gegen Awaren und Slawen auf dem Balkan, nachdem diese zu einer stetigen Gefahr für Ostrom geworden waren. 582 war das strategisch wichtige Sirmium an die Awaren gefallen, doch nach dem Ende des Perserkriegs konnten die nun frei gestellten römischen Truppen auf dem Balkan eingesetzt werden, wo den Römern einige Siege gelangen. Allerdings gingen die Balkanprovinzen dennoch nur wenige Jahre später weitgehend verloren (siehe Landnahme der Slawen auf dem Balkan). Zur Sicherung der oströmischen Besitzungen im Westen wurden die Exarchate eingerichtet, in denen (im Gegensatz zur bisherigen spätantiken Praxis seit Konstantin) die militärischen und zivilen Befugnisse zusammengefasst wurden. Innenpolitisch verhielt sich Maurikios in religiösen Fragen gegenüber den Monophysiten ebenso ablehnend wie seine Vorgänger. Aufgrund weitgehend leerer Kassen betrieb er zudem eine rigorose und recht unbeliebte Finanzpolitik.

### Die östliche Mittelmeerwelt im siebten Jahrhundert: Der „Untergang“ der Alten Welt

Der römisch-persische Grenzraum zur Zeit Chosraus II.

Der 591 abgeschlossene Frieden zwischen Ostrom und Persien hielt nur ein gutes Jahrzehnt. 602 wurde Kaiser Maurikios im Rahmen eines Putsches ermordet und der Offizier Phokas gelangte an die Macht, der in den meisten Quellen als unbeliebter Herrscher geschildert wird. Der persische Großkönig Chosrau II., einer der schillerndsten Sassanidenherrscher, nahm die Ermordung seines Gönners Maurikios zum Vorwand, um in römisches Gebiet einzufallen. Von 603 bis 628 tobte der „letzte große Krieg der Antike“ (James Howard-Johnston), der Ostrom – im Gegensatz zu allen vorherigen römisch-persischen Kriegen – an den Rand des Untergangs brachte. Die Sassaniden eroberten von 603 bis 619 Syrien, Ägypten (die Kornkammer Ostroms und die Provinz mit dem höchsten Steueraufkommen) und Teile Kleinasiens.
Das Ostreich schien kurz vor dem Zusammenbruch zu stehen, zumal die Perser nun offenbar entschlossen waren, die eroberten Territorien dauerhaft in ihr Reich einzubinden. Nur unter größten Anstrengungen gelang es schließlich Herakleios (reg. 610–641), der Phokas im Jahr 610 gestürzt hatte und als einer der bedeutendsten oströmisch-byzantinischen Kaiser gilt, ab dem Jahr 622 eine erfolgreiche Gegenwehr einzuleiten. In einer Reihe von Feldzügen im Osten drang der Kaiser mit seinen Truppen tief in persisch besetztes Gebiet vor. Es gelang ihm zudem, ein Bündnis mit den Kök-Türken zu schließen, die die Sassaniden nun in ihren iranischen Kerngebieten bedrohten. Die Perser, deren awarische Verbündete noch 626 erfolglos Konstantinopel belagert hatten, wurden Ende 627 in der Schlacht bei Ninive geschlagen. Der Sieg hatte wohl weniger militärische als politische Folgen, denn Chosrau II. verfiel nun in Panik. Er wurde im Februar 628 von seinem Sohn Kavadh II. entthront und kurz darauf ermordet, der auch alle seine Brüder töten ließ (darunter den potentiellen Thronfolger Chosraus von seiner Lieblingsfrau Schirin, Mardanschah). Chosraus Nachfolger traten nun mit Herakleios in sich längere Zeit hinziehende Friedensverhandlungen ein. Die Sassaniden räumten bis 630 die besetzten Gebiete und stellten damit den status quo ante von 602 wieder her, während Persien bis 632 in inneren Wirren versank.

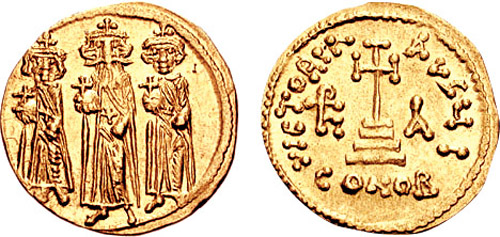
Solidus des Herakleios mit seinen Söhnen Konstantin III. und Heraklonas.

Herakleios feierte den Sieg, dessen Dimensionen er wohl übertrieb (er hatte lediglich unter großen Mühen die Grenzen des Reiches wiederhergestellt, den Persern aber keine zusätzliche Territorien abnehmen können). Doch sogar im fernen Frankenreich wurde sein Triumph positiv wahrgenommen. Dieser Erfolg war aber nicht von Dauer, zumal die Kampfhandlungen offenbar unerbittlich geführt worden waren. Im Inneren misslang der Versuch des Kaisers, mit der von ihm favorisierten Formel des Monotheletismus die theologischen Streitigkeiten im Reich zwischen Monophysiten und den Anhängern der orthodoxen Kirche beizulegen. Des Weiteren waren die Finanz- und Wirtschaftslage am Ende des Krieges kritisch. Staat und Kultur des sich verstärkt gräzisierten Reiches wandelten sich derweil immer mehr zum mittelalterlichen Byzanz.
Das von jahrzehntelangen Kämpfen militärisch und ökonomisch erschöpfte Oströmische Reich konnte der in den 30er Jahren des 7. Jahrhunderts beginnenden Expansion der Araber nur noch wenig entgegensetzen. Die Frühgeschichte des Islams (für die die Quellenlage sehr komplex ist) wird in der neueren Forschung verstärkt diskutiert. In diesem Zusammenhang ist festzuhalten, dass sich die Entwicklung der neuen, von Mohammed gestifteten Religion im geschichtlichen Kontext der ausgehenden Spätantike vollzog und diese von diversen zeitgenössischen intellektuellen Strömungen beeinflusst wurde. Die Oströmer unterlagen 636 den Muslimen in der Schlacht am Jarmuk und verloren in den folgenden Jahren wiederum ihre Ost- und Südprovinzen, diesmal aber endgültig. Ein zeitgenössischer Text fasst die damalige Stimmung, in der viele das Weltende nahen sahen, eindrucksvoll zusammen:

„Vom Ozean, von Britannien, Hispanien, Francia und Italien bis Hellas, Thrakien, Ägypten und Afrika waren bis in unsere Tage römische Grenzsteine und die Standbilder der Kaiser zu sehen, denn auf Gottes Geheiß waren ihnen all diese Völker untertan. Doch nun sehen wir das Römerreich geschrumpft und erniedrigt.“

Syrien und Ägypten wurden bis 642 von den Arabern erobert, zuletzt fiel 698 auch das oströmische Karthago, womit die oströmische Herrschaft im Maghreb endgültig endete. Damit waren die reichsten oströmischen Provinzen dem Zugriff Konstantinopels dauerhaft entzogen. Besonders kritisch war der Verlust Ägyptens, der Kornkammer des Reiches und die Provinz mit dem höchsten Steueraufkommen. Allein die Einkünfte Ägyptens betrugen im späten 5. und im 6. Jahrhundert etwa zwischen 1,4 und 2,6 Millionen Solidi, womit die Provinz mindestens zu 35/40 % der Gesamteinkünfte der östlichen Präfektur beitrug. Es wurde geschätzt, dass die jährlichen Gesamteinkünfte Ostroms um die Mitte des 7. Jahrhunderts nur etwa 1,5 Millionen Solidi betrugen, während Justinian auf dem Höhepunkt seiner Macht über etwa 5 bis 6 Millionen Solidi verfügte. Einen derartigen finanziellen Einbruch konnte Ostrom nicht kompensieren. Bei den arabischen Eroberungen haben wiederum wirtschaftliche Faktoren durchaus eine Rolle gespielt.
Das Oströmische Reich befand sich zudem in den folgenden Jahrzehnten in einem verzweifelten Abwehrkampf, so dass die Kaiser den Westen weitgehend sich selbst überlassen mussten. Um die Mitte des 7. Jahrhunderts (nicht jedoch unter Herakleios, wie noch die ältere Forschung annahm) entstand aufgrund der unablässigen Abwehrkämpfe die Themenordnung, in der militärische und zivile Aufgaben gebündelt wurden. Auch das kulturelle Leben veränderte sich: So gingen viele Städte unter, andere wandelten sich zu wesentlich kleineren, befestigten Siedlungen – das kastron stellte nun in vielen Teilen des Reiches den einzigen urbanen Lebensmittelpunkt dar.

Die islamische Expansion (eingezeichnet sind die heutigen Staatsgrenzen)

Konstans II. (641 bis 668) führte die unter seinem Großvater Herakleios begonnenen Abwehrkämpfe gegen das Kalifenreich fort. 655 unterlag die römische Flotte in der Schlacht von Phoinix den Arabern, die nun den maritimen Lebensnerv von Byzanz bedrohten. Konstans konnte den weiteren Vormarsch der Araber nicht stoppen, aber die Front im Osten Kleinasiens halten, wenngleich Armenien verlorenging. Der Kaiser schloss 657/58 einen Waffenstillstand mit Muʿāwiya I., als im Kalifat ein Bürgerkrieg herrschte. Nachdem Muʿāwiya allerdings 661 im Bürgerkrieg gesiegt hatte, nahm dieser die Angriffe gegen Byzanz wieder auf. Konstans, der auch gegen die Slawen in Griechenland vorgegangen war, verlegte 662/63 den Sitz der Regierung nach Syrakus auf Sizilien, doch blieb dies eine Episode, die mit seinem Tod 668 endete. Er war der letzte oströmische Kaiser, der Rom besuchte (663).
Die ersten Angriffe auf Konstantinopel werden traditionell auf 674 bis 678 datiert, doch handelte es sich hierbei der neueren Forschung zufolge um keine regelrechte Belagerung, da in der betreffenden Hauptquelle (der Chronik des Theophanes) unterschiedliche Aussagen vermischt wurden. Den Römern/Byzantinern gelang es, diese ersten Angriffe und vor allem die Belagerung der Hauptstadt 717–718 abzuwehren; diese war der letzte ernsthafte Versuch der Araber, den byzantinischen Staat zu vernichten. Im 8. Jahrhundert sollte Byzanz unter den Kaisern der syrischen Dynastie wieder erfolgreich in die Offensive gehen, wenngleich fast zeitgleich der sogenannte Bilderstreit ausbrach. Als sich die Lage im späten achten Jahrhundert wieder stabilisiert hatte, war aus dem spätantiken Ostrom endgültig das mittelalterliche, griechische Byzanz geworden, das sich noch Jahrhunderte behaupten konnte.
Das von dem langen Krieg gegen Ostrom und zusätzlich von Bürgerkriegen geschwächte Sassanidenreich erlitt zwei schwere Niederlagen gegen die Araber (638 in der Schlacht von al-Qādisīya und 642 in der Schlacht bei Nehawand). Zwar leisteten die Perser teils sehr erbittert Widerstand, doch brach ihr Reich schließlich zusammen. Der letzte Großkönig Yazdegerd III. wurde 651 ermordet, seine Söhne flohen an den chinesischen Kaiserhof der Tang-Dynastie. Die Araber drangen anschließend bis an die Grenzen Indiens und nach Zentralasien vor. Persien konnte seine kulturelle Identität unter der islamischen Herrschaft aber weitgehend bewahren und wurde relativ langsam islamisiert, ähnlich wie die christlichen Gebiete in Ägypten und Syrien.
Die alte Weltordnung im Mittelmeerraum und Vorderen Orient, die die gesamte Spätantike zwischen Ostrom und Persien bestanden hatte, war damit zerstört. Diese wurde infolge der arabischen Eroberungen durch eine neue Ordnung ersetzt, in der das Kalifat den Platz des Sassanidenreichs einnahm und gegen das Ostrom-Byzanz um die reine Existenz kämpfen musste.
Elemente der spätantiken Kultur blieben jedoch sowohl im Westen wie vor allem im Osten lebendig. In der Umayyadenzeit entstanden sogar prächtige Jagdschlösser im spätantiken Baustil (so Chirbat al-Mafdschar nördlich von Jericho und Qasr al-Heir asch-Scharqi in Syrien). In der Verwaltung des Kalifenreichs waren noch lange Zeit Christen tätig, die mit der effektiven spätrömischen Verwaltungspraxis vertraut waren. Sie bekleideten auch hochrangige Posten, wie etwa der einflussreiche Sarjun ibn Mansur und sein Sohn, der später als Johannes von Damaskus bekannt wurde. Erst um 700 wurden Christen aus der Verwaltung weitgehend verdrängt.

### Der Westen in der ausgehenden Spätantike: Von der antiken Welt ins Mittelalter

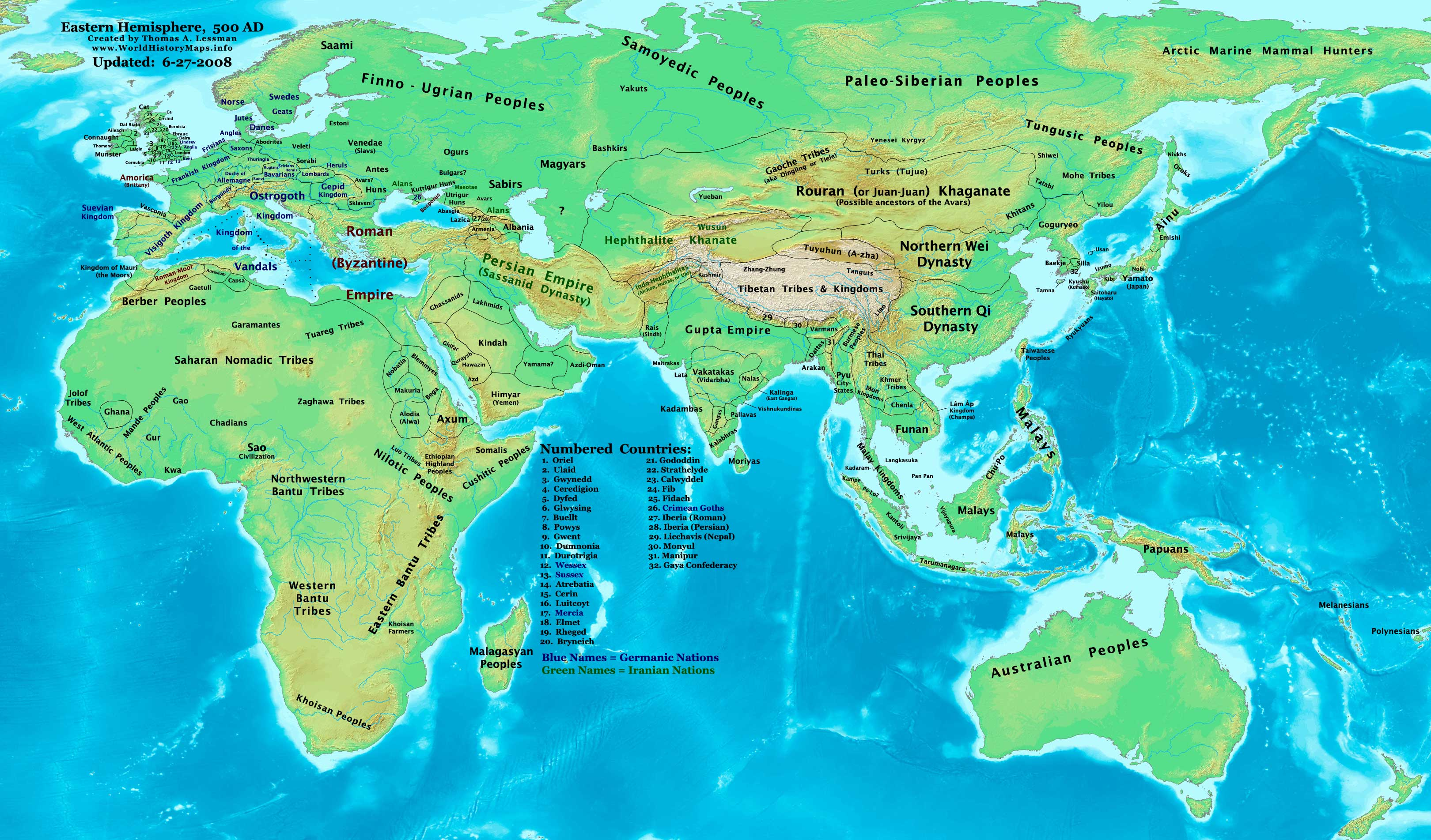
Die globale territoriale Situation 500 n. Chr.

Im Verlauf des sechsten und siebten Jahrhunderts kam es im Westen zu einer langsamen Transformation hin zu einer germanisch-romanischen Welt. Dieser Prozess verlief nicht geradlinig oder zwangsläufig, sondern war vielmehr geprägt von Kontingenzerfahrungen für die damalig handelnden Personen.
In Britannien ging die römische Kultur allerdings wohl schon bald nach der Eroberung durch die Angeln, Sachsen und Jüten unter, die ursprünglich nach dem Abzug der kaiserlichen Truppen um 407 von der römischen Bevölkerung als Föderaten ins Land gerufen worden waren. Nur in Wales wurden noch im 6. Jahrhundert lateinische Inschriften gesetzt. Das nach der Hauptstadt Tolosa (Toulouse) benannte Tolosanische Reich der Westgoten, das sich seit dem späten 5. Jahrhundert auch auf ganz Hispanien ausbreitete, ist hingegen in vielerlei Hinsicht ein Beispiel für die Symbiose von spätrömischer Gesellschaft und germanischer Herrschaft. Die Westgoten verloren den größten Teil Galliens bereits 507 an die Franken und zogen sich weitgehend auf die Iberische Halbinsel zurück. Hauptstadt wurde nun Toledo (Toledanisches Reich). Ihr Reich wurde indes im frühen 8. Jahrhundert von den nach Norden drängenden Muslimen überrannt und ausgelöscht. Das von Geiserich in Nordafrika begründete Reich der Vandalen erlebte im 5. Jahrhundert eine Blüte, geriet dann aber unter immer stärkeren Druck durch maurische Stämme und fiel 533 dem Angriff einer oströmischen Armee unter Belisar zum Opfer.
In Italien hatte der Ostgote Theoderich der Große sein Reich weiterhin nach römischem Muster führen lassen, doch verschwand das Ostgotenreich um die Mitte des 6. Jahrhunderts im Zuge der von Justinian I. eingeleiteten Restauratio imperii (siehe Gotenkrieg). Als die Langobarden dann 568 große Teile Italiens eroberten, war dies die letzte postimperiale Reichsgründung auf weströmischem Boden und zugleich das Ende der großen „Völkerwanderung“. Der weströmische Senat verschwand um das Jahr 600 aus den Quellen. Nur eine einzige der germanischen Reichsgründungen der ersten Stunde hatte letztlich dauerhaften Bestand, das Frankenreich der Merowinger, das sich Ende des 5. Jahrhunderts herausbildete und zunächst durchaus auf spätantike Strukturen aufbaute. Um 500 hatte sich der Frankenkönig Chlodwig I. taufen lassen und damit das römische Erbe in Gallien angetreten. Die Geschichte des Frankenreiches geht bereits fließend ins Mittelalter über, sodass es schwerfällt, hier einen klaren Schnitt zu setzen (siehe auch Gallorömische Kultur).

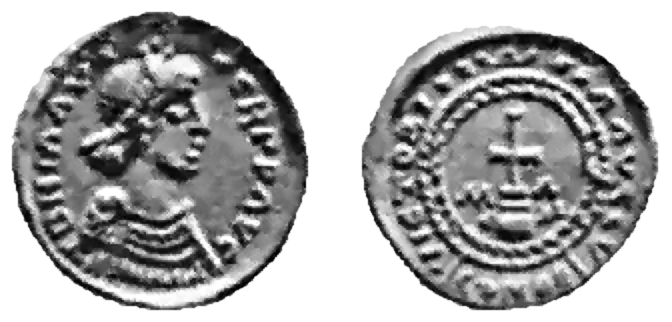
Denar mit dem Abbild des Merowingers Chlothar I., der als der letzte spätantike Frankenkönig gilt.

Noch lange akzeptierten die germanischen reges in der Regel die oströmische Oberhoheit. Sie bemühten sich um kaiserliche Anerkennung und die Verleihung römischer Titel. Ein Symbol dafür, dass nur der Kaiser und der sassanidische Großkönig wahrhaft souveräne Monarchen waren, war unter anderem das Privileg, das Herrscherbild auf Goldmünzen zu prägen. Im sechsten Jahrhundert wurde dies auch noch von den meisten Germanenkönigen akzeptiert. Sie setzten ihr eigenes Porträt nur auf die Silbermünzen. Nur der Merowingerkönig Theudebert I. ließ Goldmünzen mit seinem Bildnis prägen und distanzierte sich vom kaiserlichen Vorrangsanspruch. All dies änderte sich erst grundlegend, als die Kaiser seit etwa 600 durch die Angriffe der Perser und Araber zu sehr geschwächt waren, um weiter im Westen aktiv zu werden. Der Fernhandel im Mittelmeerraum nahm dann im 7. Jahrhundert an Bedeutung rapide ab; ob dies direkt oder indirekt eine Folge der islamischen Expansion war, ist in der Forschung nach wie vor umstritten. Die arabischen Invasionen zerstörten jedenfalls endgültig die freilich nur noch bedingt gegebene Einheit der Mittelmeerwelt (siehe auch Islamische Expansion und vgl. Pirenne-These). Auch die Kontakte zwischen Konstantinopel und dem Westen lockerten sich nun zusehends. Um 700 bildeten sich aber auch neue Handelsrouten heraus und entgegen der älteren Lehrmeinung kam es bereits im späten 8. Jahrhundert zu einem nicht unerheblichen wirtschaftlichen Aufschwung. Auch im Mittelmeerraum ist in dieser Zeit ein reger Warenaustausch zwischen den lateinisch-christlichen Reichen, Byzanz und dem Kalifat nachweisbar.
Das Frühmittelalter nahm in den folgenden Jahrzehnten langsam Gestalt an. Im Westen kam es parallel zu einem schleichenden kulturellen Niedergang, wie unter anderem am Rückgang der Schriftlichkeit oder dem Verfall mehrerer Städte ersichtlich. Oft wurde antikes Schriftgut nur in Klöstern wie Cassiodors Vivarium gerettet, wobei der Schwerpunkt in der Regel auf dem Erhalt christlicher Werke lag, wenngleich auch antike pagane Werke weiterhin kopiert und benutzt wurden. Mehrere Regionen des ehemaligen Reichs fielen dennoch zunächst in fast völlige Überlieferungslosigkeit zurück, wenngleich es große regionale Unterschiede gab. In der neueren Forschung wird zudem verstärkt betont, dass durchaus Kontinuitätslinien vorhanden waren.
In der aktuellen Forschung spielt das Konzept von „Romanness“ im Hinblick auf den Übergang von der Spätantike ins Frühmittelalter eine zunehmend wichtige Rolle. Mit diesem Begriff, der sich vielleicht am ehesten als „Römertum“ übersetzen lässt, soll verdeutlicht werden, dass die soziale Identität von Angehörigen des Imperiums sehr vielschichtig sein konnte, keineswegs nur ethnisch definiert und auch nicht unveränderlich war. Nicht zu unterschätzen ist die soziale Integrationskraft des römischen Imperiums, das einerseits einen politisch-überregionalen Bezugsrahmen bot und andererseits soziokulturelle Vielfalt akzeptierte, wobei der Prozess der Romanisierung integrativ wirkte. Auf einer Grabinschrift aus der Region Aquincum heißt es denn auch: „Ich bin ein Franke, römischer Bürger, Soldat in Waffen“ (Francus ego cives Romanus miles in armis).
Dieser Aspekt ist speziell für den Übergang ins beginnende Frühmittelalter von Bedeutung, als im Westen die zentralen Strukturen des Imperiums zusammenbrachen und durch neue germanisch-romanische Herrschaftsbildungen ersetzt wurden. Innerhalb relativ kurzer Zeit brach der politisch-wirtschaftliche Bezugsrahmen weg, der für Jahrhunderte den westlichen Mittelmeerraum geprägt hatte, auch wenn dies in verschiedenen Regionen in unterschiedlichen Zeiten und Intensitäten passierte. Im Kontext der Erosion des Westreichs agierten einige ehemalige römische Befehlshaber nun auf eigene Rechnung als Warlords. Währenddessen orientierten sich die germanischen reges in den römischen Nachfolgereichen im Westen einerseits noch längere Zeit am Ostkaiser in Konstantinopel und emanzipierten sich andererseits politisch zunehmend vom Imperium; sie wurden nun als „postimperiale Könige“ zum neuen Bezugspunkt der Eliten und Gemeinschaften in ihren jeweiligen Reichen. In diesen post-römischen Kontext gehört der Aufstieg der Merowinger in Gallien unter Childerich I. und Chlodwig I., die in Kooperation mit der gallorömischen Elite ihre Herrschaft etablieren und ausbauen konnten, wobei sie die noch vorhandenen spätantiken Strukturen nutzten.
„Romanness“ als dominierender kultureller Faktor erlosch damit nicht, sondern bestand in den überschaubareren politischen Gemeinschaften weiterhin längere Zeit fort, bevor der Wegfall des Imperiums von den Zeitgenossen mehr und mehr als Einschnitt verstanden wurde und sich so der Bezugsrahmen verschob. Von nun an war im Westen das Verständnis, sich als „römisch“ zu verstehen, nicht mehr primär politisch definiert, wenngleich dies nicht für den Osten gilt, wo weiterhin der Kaiser in Konstantinopel über das fortbestehende Imperium herrschte. Um 600 gewann, neben der kulturellen römischen Identität, das „korrekte“ christliche Bekenntnis (d. h. die Zugehörigkeit zur Reichskirche und nicht etwa zum Arianismus) an Bedeutung. Dies war eine Zeit, in der die alten und einflussreichen senatorischen Eliten langsam, aber erkennbar verschwanden, also die Gruppe, die ein wichtiger Träger der Romanitas gewesen ist. In Gallien etwa war der gallorömische Senatsadel noch bis ins 7. Jahrhundert einflussreich gewesen, speziell im Hinblick auf hohe Kirchenposten. Gregor von Tours, Bischof und bedeutender Geschichtsschreiber, stammte aus solch einer Familie und war erkennbar stolz auf seine römische Abstammung; er mochte im Frankenreich leben, sich selbst verstand er jedoch als Römer. Diese Identität beruhte auf verschiedenen Aspekten, so seiner Abstammung, seinem religiösen Bekenntnis und seiner kulturellen Prägung als literarisch Gebildeter. Eine römische Identität in der spätantiken-frühmittelalterlichen Umbruchsphase konnte denn auch auf multiplen Faktoren basieren (etwa ethnische, religiöse, kulturelle und politisch-militärische) und war zudem wandlungsfähig.
Völlig entschwunden waren die Antike und die klassische Zivilisation dem Mittelalter nie, wenngleich es schließlich unbestreitbar zu einem teilweise dramatischen Verlust an Kulturgütern und einem Niedergang der materiellen Kultur kam, der jedoch regional unterschiedlich ausgeprägt war und im Westen früher auftrat als in Ostrom. In Italien, im südlichen Gallien und in Hispanien waren antike Elemente zudem noch längere Zeit stärker präsent; so war die Laienschriftlichkeit in mehreren italienischen Städten relativ verbreitet. Ein deutlicher Niedergang setzte nicht vor dem 7. Jahrhundert ein. Im späten 8. und im frühen 9. Jahrhundert wandte man sich aber im Westen wieder stärker dem antiken Erbe zu. Die sogenannte Karolingische Renaissance, die Karl der Große aktiv förderte, führte dann um 800 wieder zu einer verstärkten Beschäftigung und Bewahrung antiker Werke, worunter mehrere Schriften paganer Autoren waren.
Vor allem die Kirche fungierte als Übermittler des (freilich nun christlich tradierten und oft gefilterten) antiken Bildungsguts, wobei man sich vor allem auf Isidor von Sevilla und Martianus Capella stützte. Es kam zwar zu einer deutlichen Umorientierung der Bildung (weg von der klassischen Paideia und hin zu biblischen Inhalten), doch bewirkte dies gleichzeitig eine relative kulturelle Einheitlichkeit der frühmittelalterlichen Welt. Diese Einheitlichkeit erstreckt sich freilich fast nur auf jene Zeugnisse der spätantiken christlich-mönchischen „Hochkultur“, die spätere Jahrhunderte der Überlieferung würdig fanden.
Andererseits ist für die nachfolgende Zeit oft nicht einmal das Fortbestehen der wichtigen Bistümer gesichert. Köln weist etwa eine Lücke in seiner Bischofsliste zwischen etwa 400 bis in die Mitte des 6. Jahrhunderts auf. Dennoch scheint die materielle und wirtschaftliche antike Kultur mancherorts auch im Norden, zum Beispiel in Trier, länger weitergelebt zu haben, als dieses Dunkel der Geschichte erwarten lässt. Schon der Umstand, dass viele römische Ortsnamen gebräuchlich blieben, ist ein Zeichen für Kontinuität. Das Mittelalter erhob sich nicht überall zur gleichen Zeit aus diesem relativen Dunkel. Das fränkische Mittelalter mit der merowingischen Reichsgründung und dynastischen Konsolidierung auf den Fundamenten der spätrömischen Verwaltungsstrukturen setzte bereits sehr früh ein. Römische Städte weiter im Norden und Nordosten hatten dagegen oft ein anderes Schicksal. So wird Wien (spätantik Vindomina oder Vindomana) zuletzt bei Jordanes in seiner Gotengeschichte genannt und erst 881 ist von der Stadt (nun Wenia) wieder die Rede.
Im Zusammenhang neuerer Untersuchungen wird deutlich, wie verhältnismäßig eingeschränkt die Gestaltungskraft der Nachfolgereiche im lateinischen Westen verglichen mit anderen Großreichen dieser Zeit war. Das gilt auch für das Karolingerreich, das immerhin das mächtigste Herrschaftsgebilde im Westen seit dem Fall Westroms war, was schon an einem einfachen Beispiel deutlich wird: 792 ordnete Karl der Große den Bau eines 3 km langen Kanals in Mittelfranken an, der die Flusssysteme Rhein und Donau verbunden hätte. Die Bauarbeiten blieben jedoch bald stecken, so dass 793 der Bau abgebrochen wurde. 767 waren demgegenüber weitaus umfangreichere Bauvorhaben in Byzanz (wo Wasserleitungen über eine Distanz von mehr als 300 km instand gesetzt wurden) und im Kalifat (Runde Stadt Bagdad, an deren Bau über 100.000 Arbeiter beteiligt waren) ohne größere Probleme gelungen. Im China der Tang-Dynastie wiederum war 742/43 ein Kanal von rund 150 km Länge planmäßig gebaut worden. All diese Reiche hatten universale Herrschaftsansprüche, ähnlich wie das Karolingerreich nach der Kaiserkrönung Karls im Jahr 800; die Ressourcen und die darauf basierenden Gestaltungsspielräume waren jedoch im Fall der Karolinger wesentlich eingeschränkter. Den neuen Reichen im Westen standen schlicht nicht mehr die Ressourcen zur Verfügung, die der spätantike römische Staat noch recht mühelos mobilisieren konnte.

## Die spätantike Welt außerhalb desOrbis Romanus

### Rom und die „Barbaren“: Die Germanen und die post-römischen Reichsbildungen im Westen

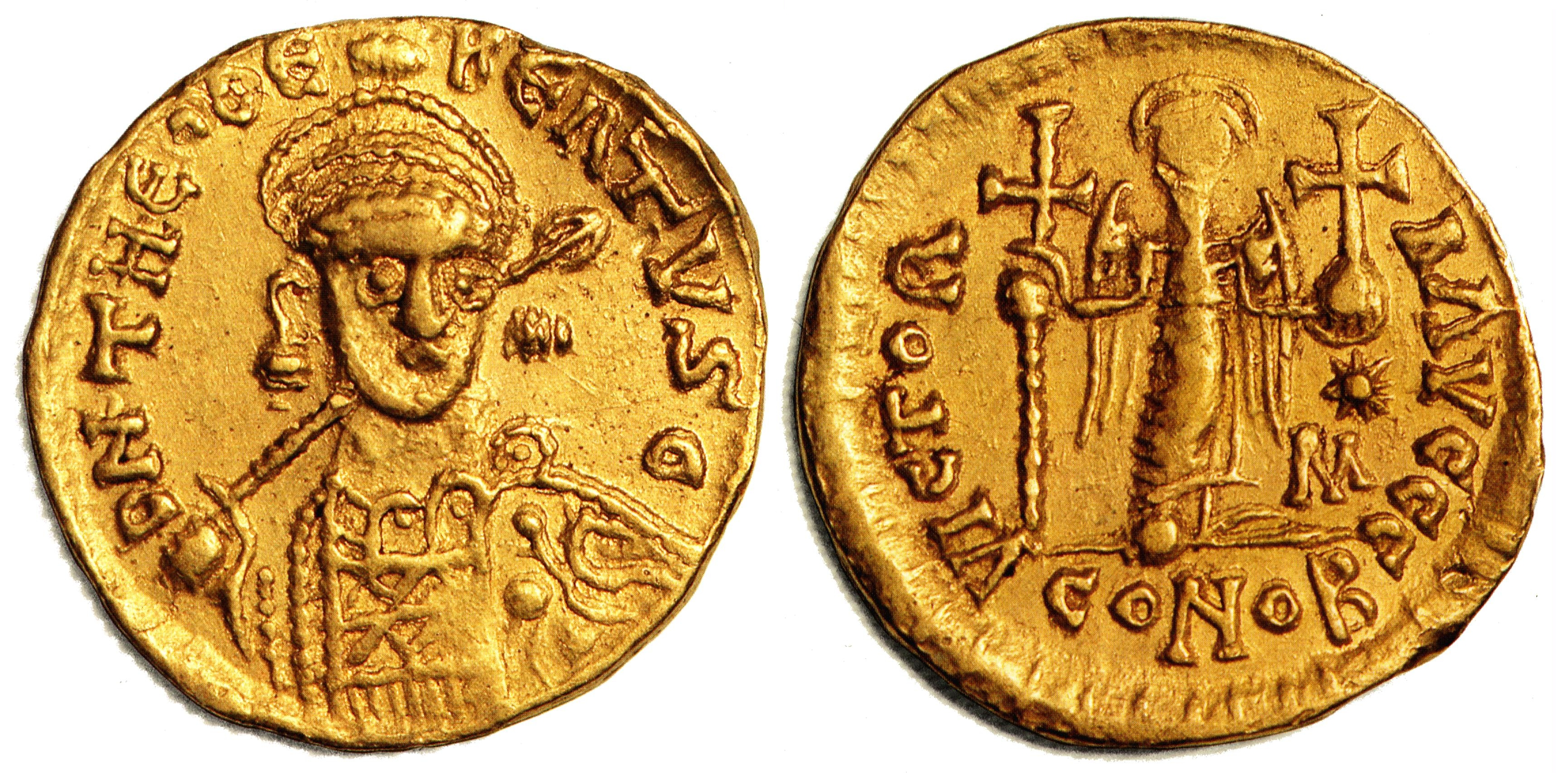
Gold-Solidus des Frankenkönigs Theudebert nach oströmischem Vorbild

Eine nicht zu unterschätzende Leistung der römischen Staatlichkeit war das Entstehen post-römischer Nachfolgereiche an der Peripherie und auf dem Boden des Imperiums im 5. Jahrhundert: Die Reiche der Ostgoten in Italien (wobei 568 auch die Langobarden in Italien einfielen) und der Westgoten in Hispanien, der Vandalen in Nordafrika sowie der Franken und Burgunden in Gallien. Die Kleinreiche der Angelsachsen in Britannien nehmen dabei in gewisser Weise eine Sonderrolle ein. Die Herrschaftsbildungen der Heruler, Rugier und Gepiden hatten nur kurzfristig Bestand.
In diesem Zusammenhang ist zu beachten, dass die neuere Forschung auf die Problematik des Begriffs Völkerwanderung und dem damit verbundenen Geschichtsbild verstärkt hinweist. Nicht einheitliche Völker „wanderten“ aus ihrer alten Heimat aus und siedelten sich woanders geschlossen an, es waren vielmehr unterschiedlich große, heterogen zusammengesetzte Kriegergruppen mit ihrem Anhang, die erst im Laufe der Zeit zu Verbänden zusammenwuchsen und eine eigene Identität beanspruchten. Dieser Vorgang kann nicht anhand von biologischen Kategorien erfasst werden. Die moderne Forschung hat zudem nachgewiesen, dass Gleichartigkeiten der Sprache, der Kleidung oder der Waffen allein für eine ethnische Zuordnung kaum aussagekräftig sind.
Die Entstehung von ethnischen Identitäten (Ethnizität) in der Spätantike bzw. dem beginnenden Frühmittelalter wird heute nicht mehr als biologische Kategorie verstanden, wobei die neuere Forschung begrifflich statt der Ethnogenese den Identitätsbegriff betont. Identitäten entstehen in einem wechselhaften sozialen Prozess, bei dem mehrere Faktoren eine Rolle spielen. In der Völkerwanderungszeit konnten sich so durchaus verschiedene Gruppen unter einem neuen Anführer (den man als Heerkönig oder Warlord bezeichnen kann) zusammenschließen, wobei es in der Regel ausreichte, dem Verband loyal zu dienen. Auf diese Weise hatten sich tribale Verbände wie die Franken überhaupt erst bilden können. Es handelte sich hierbei um Identitätsbildungsprozesse. Die Mitglieder dieser Gruppen einte nicht zuletzt das Bemühen, am Wohlstand des Imperiums, das sie keineswegs zerstören oder erobern wollten, teilzuhaben. Lange Zeit versuchten sie dieses Ziel zu erreichen, indem sie in die Dienste der Römer traten und für diese gegen äußere und innere Feinde kämpften. Spätantike Autoren bedienten sich oft ethnographischer Bilder, Muster und Stereotypen, um die ursprünglich von außerhalb des römisch-griechischen Kulturraums stammenden gentes zu beschreiben und in einen ethnographischen Ordnungsrahmen einzuordnen (siehe auch Origo gentis).
Die zuvor von den Römern im Westen praktizierte Strategie, sich ruhige Verhältnisse an den Grenzen des Barbaricums mit Zahlungen zu erkaufen – so speziell gegenüber den Hunnen, die diverse germanische Gruppen unterworfen hatten, die allerdings ihre Identität bewahrten und nicht in den Hunnen aufgingen, deren locker aufgebautes Reich nach dem Tod Attilas 453 rasch zerfiel – und Gruppen gegeneinander auszuspielen, war im 5. Jahrhundert nicht mehr effektiv. Vielmehr scheinen die vielfältigen Kontakte der Römer zu den „Germanen“ (wobei dieser Begriff in der neuen Forschung zunehmend kritischer betrachtet wird) den sozialen Prozess der Bildung gentiler Verbände, die seit dem 3. Jahrhundert zunehmend Druck auf die römischen Grenzen ausübten, gefördert zu haben: Wer über Kontakte ins Imperium verfügte, gewann bei den eigenen Leuten an Ansehen und konnte so seine Gefolgschaften vergrößern. In der Regel scheinen die germanisch-romanischen Reiche im Westen entstanden zu sein, als der schrittweise Zusammenbruch der weströmischen Zentralregierung vielerorts ein Machtvakuum entstehen ließ, das die Anführer bzw. reges reichsfremder Kriegergruppen füllten. Diese trugen ganz wesentlich zum Werden Europas im Mittelalter bei. Ohne das Vorbild und den Einfluss des spätantiken Römerreiches wären diese Reichsbildungen im Westen, die in vielerlei Weise unmittelbar an das spätantike Imperium Romanum anknüpften, undenkbar gewesen, wenngleich der Entstehungsprozess der neuen Reiche auch mit militärischen Konflikten verbunden war.
Nach Ansicht der jüngeren Forschung traten die germanischen Kriegerverbände nach und nach an die Stelle der kaiserlichen Regierung. Dies war allerdings kein von Beginn an geplanter Prozess; so entwickelten sich die meisten der neuen Herrschaftsgebiete erst im Verlauf der Auflösung des Westreichs (beschleunigt von internen römischen Machtkämpfen und begünstigt durch äußere Faktoren wie der Bedrohung durch das Hunnenreich unter Attila). Damit handelte es sich in erster Linie um eine Herrschaftsübernahme, wobei die neuen Herren oft bestrebt waren, die vorhandenen römischen Strukturen zu nutzen und die einheimische römische Elite nicht selten kooperierte. Andererseits wurde die Integration der Germanen oft durch das unterschiedliche christliche Bekenntnis erschwert. Die in das Imperium eingedrungenen reichsfremden Krieger nahmen, sofern vorher Heiden, recht rasch den christlichen Glauben an, oft aber in Form des Arianismus: Dieser galt zunehmend als das wichtigste Merkmal, um einen „barbarischen“ Krieger von einem römischen Soldaten zu unterscheiden. Die verhältnismäßig kleinen germanischen Kriegerverbände (keiner dürfte wesentlich größer als 20.000 Krieger gewesen sein) mit ihrem familiären Anhang bildeten eine verschwindend geringe Minderheit gegenüber der römischen Provinzbevölkerung, füllten aber die Leerstelle, die das Verschwinden der weströmischen Armee hinterlassen hatte.
Ein Beispiel für den gleitenden gesellschaftlichen Wandel von der römischen in die post-römische Zeit ist die Darstellung in der erhaltenen Vita des Severin von Noricum, die das Ende der römischen Herrschaft in Noricum Ende des 5. Jahrhunderts beschreibt. Römische Bildung und kulturelle Traditionen, die eng mit der spätantiken urbanen Gesellschaft zusammenhingen, gingen im Westen während des 6. Jahrhunderts allerdings zunehmend zurück. Währenddessen füllte auf gesellschaftlicher Ebene vor allem die Kirche die Lücke der sich in Auflösung befindlichen römischen staatlichen Strukturen aus und bildete in diesem Zusammenhang über Grenzen hinweg eine ideelle Einheit. Politisch präsentierten sich viele der germanischen Herrscher in der Nachfolge der römischen Staatsgewalt und akzeptierten bis ins 6. Jahrhundert die Oberherrschaft des Kaisers im fernen Konstantinopel zumindest formal weitgehend. Sie ließen die jeweiligen Stammesrechte lateinisch kodifizieren und gingen zu einer (wenigstens bedingten) Kooperationspolitik mit den zivilen Eliten über, da es ihr Ziel war, das überlegene spätrömische Staats- und Steuerwesen zu nutzen. Die wichtigsten Verwaltungsposten wurden deshalb auch unter germanischer Herrschaft überwiegend von Römern bekleidet, wie das Amt des referendarius, der als Leiter der königlichen Kanzlei fungierte. Die Vorstellung, es habe sich bei den neuen Herren nur um gewalttätige „Barbaren“ ohne Bezug zur römischen Kultur gehandelt, hat sich längst als falsch erwiesen, trotz manch topisch geprägter Barbarenkritik in den Quellen (allerdings stellt Britannien in diesem Kontext einen Sonderfall dar). „Römisch“ und „barbarisch“ sind in diesem Prozess unzureichend klare Begriffe. Die germanisch-romanischen Reiche waren ebenso wie Ostrom ein fester Bestandteil der post-römischen Welt um 500, die trotz mancher Brüche immer noch starke Kontinuitätslinien aufwies.

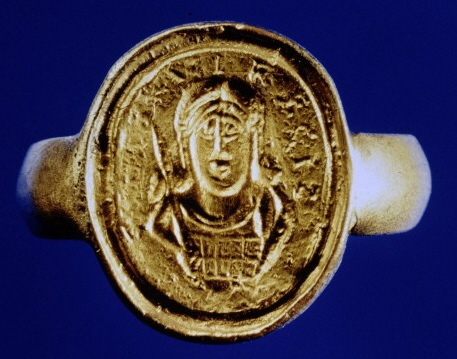
Kopie eines verschollenen Siegelrings mit dem Bildnis Childerichs I. und Aufschrift CHILDIRICI REGIS („[Besitz] des rex Childerich“)

Die wohl erfolgreichste Reichsbildung im Westen stellte das Frankenreich der Merowinger dar. Die fränkischen foederati nutzten die instabilen Verhältnisse in Gallien und agierten seit Mitte des 5. Jahrhunderts weitgehend selbstständig. Nach dem Fall Westroms hatte sich in Nordgallien, gestützt auf die Reste der Rheinarmee und vielleicht zunächst noch im Bündnis mit dem Frankenkönig Childerich I., bis 486/87 ein nordgallische Sonderreich gehalten. Dieses war 461 vom römischen Feldherrn Aegidius gegründet worden, nachdem dieser sich mit der weströmischen Regierung überworfen hatte. Im Kern handelte Aegidius nun als ein Warlord, der von den zeitgenössischen Umständen profitierte und aus dem zerfallenen weströmischen Reich einen Teil nun für sich beanspruchte. Nach seinem Tod 464 herrschte wohl kurzzeitig ein gewisser Paulus (der aber vielleicht auch eigenständig agierte) und anschließend Aegidius’ Sohn Syagrius. Letzterer scheint, wiewohl Römer, ähnlich wie Odoaker und andere Heerführer von seiner Armee angesichts der Erosion der Macht der weströmischen Zentralregierung zum rex, zum faktisch unabhängigen Territorialherren, erhoben worden zu sein. Er wurde nach seiner Niederlage 486/87 gegen Chlodwig I. (gest. 511), den fränkischen administrator der römischen Provinz Belgica secunda und Sohn Childerichs, von diesem in dieser Rolle beerbt.
Nacheinander schaltete Chlodwig seine fränkischen Konkurrenten aus und ließ sich zu einem nicht genau datierbaren Zeitpunkt gegen Ende seiner Regierungszeit katholisch taufen. Die Franken vermieden mit der Annahme des katholischen Bekenntnisses die innenpolitischen Probleme, die die arianischen Herrscher plagten. Chlodwig zog die gallorömische Oberschicht und hierbei speziell die Bischöfe (wie Gregor von Tours, dessen Geschichtswerk die wichtigste Quelle zur fränkischen Geschichte des 6. Jahrhunderts ist) heran. Nicht zufällig hat Gregor den Frankenherrscher im Rahmen der Schilderung seiner Taufe als „neuen Konstantin“ stilisiert. Chlodwig konnte sich außerdem auf das System der vor allem in Südgallien verbreiteten römischen civitates stützen, wo der gallorömisch-senatorische Adel (deren Vorfahren einst römische Staatsämter bekleidet hatten und nun als lokale und vor allem kirchliche Würdenträger fungierten) noch längere Zeit nachweisbar ist. Die Verwaltung orientierte sich zunächst noch weitgehend an spätrömischen Institutionen, bevor diese langsam verschwanden. In diesem Zusammenhang ist festzuhalten, dass Mitglieder des senatorischen Adels Galliens nach dem Ende Westroms im 5. und 6. Jahrhundert versuchten, ihre soziale Stellung nun durch die Ausübung hoher lokaler, vor allem kirchlicher Posten zu bewahren. Auch in anderen Teilen der post-römischen Welt spielte die Kirche als ein Erbe des römischen Imperiums im Westen eine wichtige gesellschaftliche und politische Rolle. Nach dem Sieg über die Westgoten 507 war Chlodwig neben dem Ostgotenherrscher Theoderich der mächtigste Herrscher im Westen. Seine Nachfolger sollten das Reich 531/32 noch um die Gebiete der Thüringer und Burgunden erweitern, doch waren die inneren Verhältnisse recht instabil, so wurde das Frankenreich auch durch Bruderkriege zerrissen. Dennoch zerbrach es nicht und sollte unter den Karolingern im späten 8./frühen 9. Jahrhundert eine neue Blütezeit erleben.
Die Geschichte der Goten vom späten 4. Jahrhundert, nachdem die Hunnen das Reich Ermanarichs in der heutigen Ukraine vernichtet hatten und diverse germanische Gruppen unterworfen hatten, bis ins späte 5. Jahrhundert war davon geprägt, sich Siedlungsland und damit verbunden eine ausreichende Existenzgrundlage zu sichern. Die Westgoten, die teils als Gegner, teils als Verbündete Roms agiert hatten, wurden 418 im südwestlichen Gallien angesiedelt, bevor sie 466 den Vertrag mit Westrom brachen (siehe oben). Das neue Westgotenreich umfasste neben Südgallien auch Teile Hispaniens. Nach der schweren Niederlage in der Schlacht von Vouillé gegen die Franken 507, mussten die Westgoten Gallien bis auf die Region um Narbonne räumen. Toledo wurde die neue Hauptstadt der Westgoten (Toledanisches Reich) und im Laufe des 6. Jahrhunderts entwickelte sich eine westgotische Reichsidee. Das Verhältnis zwischen König und einflussreichen Adeligen war nicht selten angespannt und es kam wiederholt zu Auseinandersetzungen. Die Westgoten waren zudem Arianer, was zu Konflikten mit der katholischen Mehrheitsbevölkerung führte. Leovigild eroberte 585 das Suebenreich im Nordwesten Hispaniens, scheiterte jedoch bei seinem Versuch, die kirchliche Einheit des Reiches durch einen gemäßigten Arianismus herzustellen. Das Problem löste sein Sohn Rekkared I., der 587 zum katholischen Glauben übergetreten war, indem er 589 auf dem 3. Konzil von Toledo den Übertritt der Westgoten erreichte. Dies begünstigte den ohnehin recht großen Einfluss der Westgotenkönige auf ihre Reichskirche. Das Reich profitierte von der Anknüpfung an spätrömische Traditionen und erwies sich insgesamt als gefestigt, um 600 erlebte es eine kulturelle Blütezeit, deren wichtigster Repräsentant Isidor von Sevilla war. Im frühen 8. Jahrhundert wurde das Reich von den Arabern erobert, die 711 König Roderich in der Schlacht am Río Guadalete schlugen.

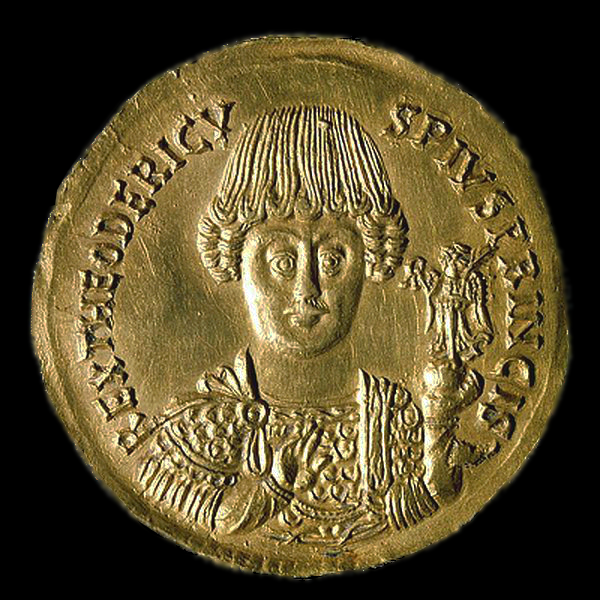
Münze mit dem Bildnis Theoderichs

Die Ostgoten hatten sich Ende des 5. Jahrhunderts, nachdem sie die zuvor herrschende Oberherrschaft der Hunnen abgeschüttelt hatten, zunächst vergeblich um neues sicheres Siedlungsland bemüht und das oströmische Reich unter Druck gesetzt. Kaiser Zenon entledigte sich dieses Problems, indem er die Ostgoten nach Italien verwies, das sie für ihn erobern sollten. 489 fielen sie in Italien ein, Odoaker wurde 493 getötet. Über das italische Ostgotenreich herrschte nun Theoderich, der sich als fähiger Herrscher erwies. Obwohl selbst „arianischer“ Christ, respektierte er den Besitz und die Privilegien der katholischen Kirche in seinem Reich; das galt auch für die senatorische Elite. Unter ihm erlebte das Land ein letztes Mal ein Aufblühen der spätantiken Kultur, wie an den Philosophen Boethius und Symmachus oder den Werken Cassiodors u erkennen ist.
Theoderich zollte auch der senatorischen Elite Respekt und bemühte sich, im Einvernehmen mit den Römern zu herrschen. Er nutzte die Kenntnisse der senatorischen Führungsschicht in Italien und zog Römer für die Zivilverwaltung heran, so dass die spätrömische Verwaltung und Kanzlei weiterarbeiten konnte, trennte aber zivile und militärische Gewalt nach ethnischen Prinzipien auf. Die effiziente römische Steuerverwaltung wurde im Wesentlichen übernommen und bescherte dem Gotenkönig fließende Einnahmen. Seine Goten übten die Militärverwaltung aus und erhielten außerdem Land zugewiesen. Es scheint, als habe die Privilegierung der Ostgoten das Verschmelzen des römischen Adels mit der gotischen Führungsgruppe behindert, zumal die Ostgoten Arianer blieben. Außenpolitisch kam es durchaus zu Spannungen mit Konstantinopel, die aber nicht zum offenen Konflikt führten. 508 kam er den Westgoten gegen die Franken zur Hilfe und regierte bis zu seinem Tod das westgotische Hispanien. Nach Theoderichs Tod 526 kam es bald zu Thronwirren, wobei Ostrom die günstige Gelegenheit nutzte und in der Regierungszeit Justinians in Italien intervenierte. Der anschließende Gotenkrieg (535–552) verwüstete die Halbinsel. Diese wurde nun vorläufig wieder eine oströmische Provinz, doch schon bald darauf fielen 568 die Langobarden unter Alboin in Italien ein, eroberten weite Teile das Landes und beendeten damit endgültig die Spätantike in diesem Raum.
Die Vandalen waren durch den Rheinübergang von 406 in Gallien eingefallen, bald darauf aber weiter nach Hispanien gezogen. Sie setzte unter Geiserich im Jahr 429 von Südspanien nach Nordafrika über, wo die Krieger bis 439 ganz Africa, die reichste weströmische Provinz und die Kornkammer Westroms, eroberten. Vollkommen überraschend erwiesen sich die Vandalen als recht geschickt darin, mit einer Kriegsflotte zu operieren, womit sie zu einer ernsten Bedrohung für die weströmische Regierung wurden. Geiserich griff in der Folgezeit denn auch immer wieder in die weströmischen Machtkämpfe ein: Im Jahr 455 plünderte er Rom, 468 wehrte er eine gesamtrömische Flottenexpedition ab. Neben dem Vandalenreich existierten im ehemaligen weströmischen Nordafrika aber auch maurische Kleinreiche (siehe Masuna und Masties). Im Inneren erwiesen sich die Vandalen (ähnlich wie viele andere foederati) nicht als Barbaren, sondern durchaus als Anhänger der römischen Kultur, die weiter in Africa gepflegt wurde. Allerdings kam es zwischen den arianischen Vandalen und den katholischen Romanen zu erheblichen religiösen Spannungen, die nicht überwunden wurden, bis in den Jahren 533/534 oströmische Truppen das Vandalenreich nach einem nur kurzen Feldzug eroberten und die Provinz bis zum Einbruch der Araber um 670 zu Ostrom gehörte.

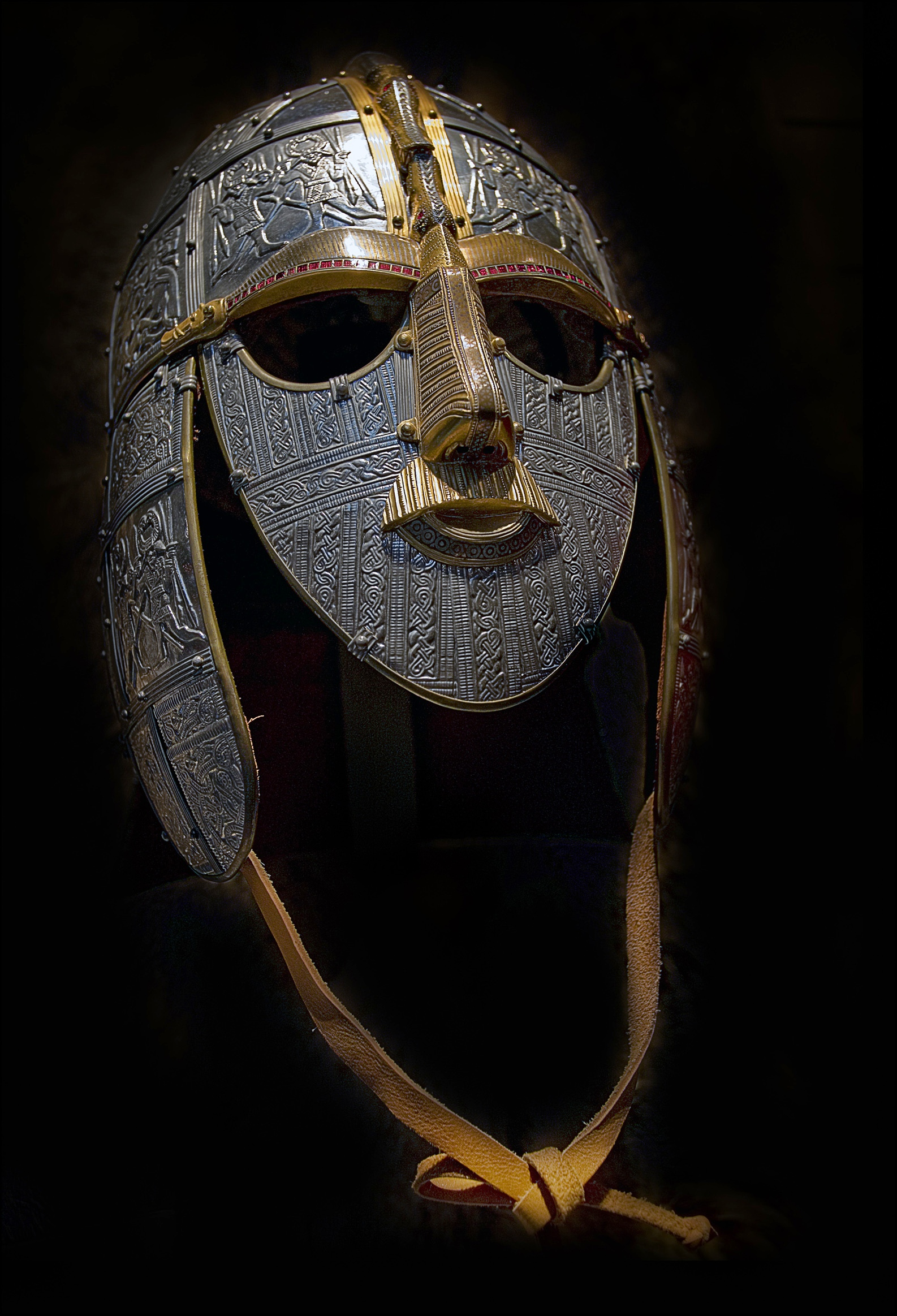
Rekonstruierter Helm eines Fürsten (vermutlich König Rædwald) aus Sutton Hoo (British Museum)

In Britannien ging die römische Ordnung bereits in der ersten Hälfte des 5. Jahrhunderts unter. Um 440 rebellierten hier Sachsen, später auch Jüten und Angeln, die als foederati gedient hatten, und gründeten eigene Kleinreiche, nachdem Westrom die Insel zu Beginn des 5. Jahrhunderts praktisch sich selbst überlassen hatte. Nur vereinzelt gelang es römisch-britannischen Truppen, den Invasoren Widerstand zu leisten, doch ist über die Details wenig bekannt. Die lokale Verwaltung scheint anschließend zumindest teilweise noch einige Zeit funktioniert zu haben, es entstanden schließlich mehrere romano-britische Kleinreiche (Sub-Roman Britain), wobei sich die Romano-Briten in Wales und im heutige Cornwall halten konnten. Britannien wurde von allen weströmischen Provinzen am schlimmsten von den Folgen des Zerfalls Westroms getroffen. Die antike urbane Kultur, die in Britannien ohnehin weniger stark ausgeprägt war als etwa in Gallien oder in Africa, ging bald schon unter, die schriftlichen Quellen sind äußerst rar. Das Christentum befand sich auf dem Rückzug, wohingegen die Christianisierung in Irland, das nie Teil des Imperiums war und über keine urbanen Zentren verfügte, erfolgreich verlief (siehe auch Iroschottische Mission). Der späteren Christianisierung der Angelsachsen gelang im 7. Jahrhundert der Durchbruch. In dieser Zeit bildete sich die sogenannte Heptarchie aus, die sieben bis ins 9. Jahrhundert dominierenden angelsächsischen Königreiche (Essex, Sussex, Wessex, Kent, East Anglia, Mercia und Northumbria).

### Das spätantike Persien – Roms Rivale im Osten

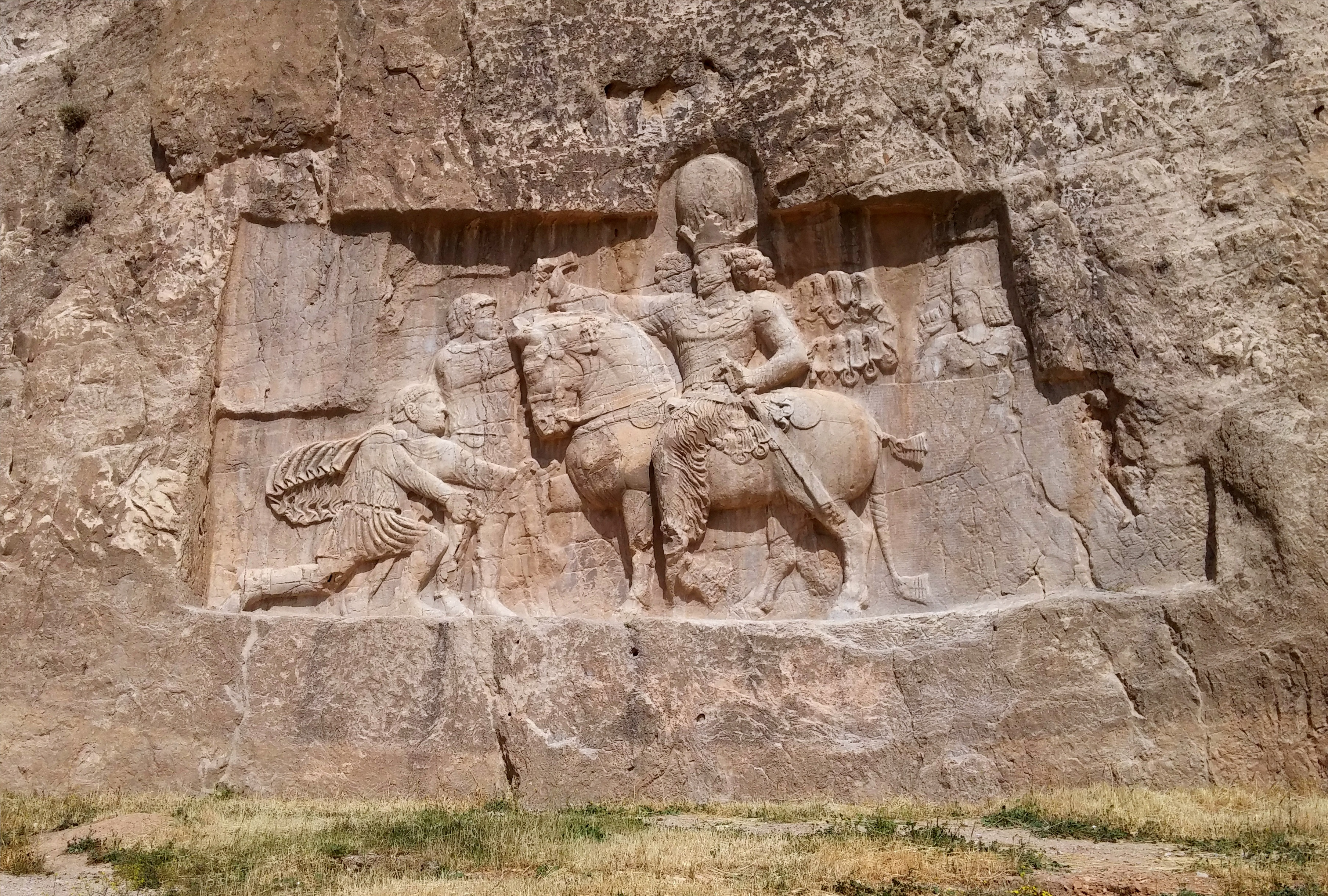
Triumphrelief Schapurs bei Naqsch-e Rostam: Vor dem Perserkönig (zu Pferd) kniet Kaiser Philippus Arabs; Kaiser Valerian steht neben Schapur, der ihn zum Zeichen der Gefangenschaft am Arm gepackt hat.

Neben Rom war die zweite spätantike Großmacht das neupersische Sassanidenreich (benannt nach der herrschenden Dynastie der Sāsāniden). Es erstreckte sich über weite Teile der heutigen Staaten Iran, Irak und Afghanistan sowie mehrere angrenzende Randgebiete.
Persien war Roms großer Rivale im Osten, militärisch und kulturell hochentwickelt. Nachdem der erste Sassanidenkönig Ardaschir I. 224/26 das Partherreich gestürzt und sich bei ersten Kämpfen gegen die Römer im Westen behauptet hatte, wurde die Königsgewalt vergleichsweise gestärkt, wenngleich die mächtigen Adelsfamilien aus parthischer Zeit weiterhin sehr einflussreich waren. Es fand eine Rückbesinnung auf ältere iranische Traditionen statt, wobei in diesem Zusammenhang die Religion des Zoroastrismus eine wichtige Rolle spielte und geschickt Propaganda betrieben wurde. Seit Schapur I. propagierten die spätantiken Perserkönige einen zumindest formal universalen Herrschaftsanspruch (šāhān šāh [König der Könige] von Ērān und Anērān), der wohl nicht zuletzt stabilisierend nach innen wirken sollte. Vor allem aber agierten die Sassaniden stärker als die Parther offensiv gegenüber Rom.
Es gelang den Persern vor allem in der Regierungszeit von Schapur I. (240/42–270), der 260 sogar Kaiser Valerian gefangen nahm, Schapur II. (309–379), Chosrau I. (531–579) und Chosrau II. (590–628) sich militärisch erfolgreich gegen Rom zu behaupten (siehe Römisch-Persische Kriege), wobei Aggressionen durchaus von beiden Seiten ausgingen und die Römer unter Herakleios im „letzten großen Krieg der Antike“ (603 bis 628) am Ende die Oberhand behielten. Außer kriegerischen Auseinandersetzungen – diese dominierten die wechselseitigen Beziehungen außer im vergleichsweise friedlichen 5. Jahrhundert, in dem es nur zu kleineren Konflikten kam – gab es aber auch zahlreiche friedliche Kontakte zwischen Römern und Persern, die sich in vielerlei Hinsicht gegenseitig beeinflussten.

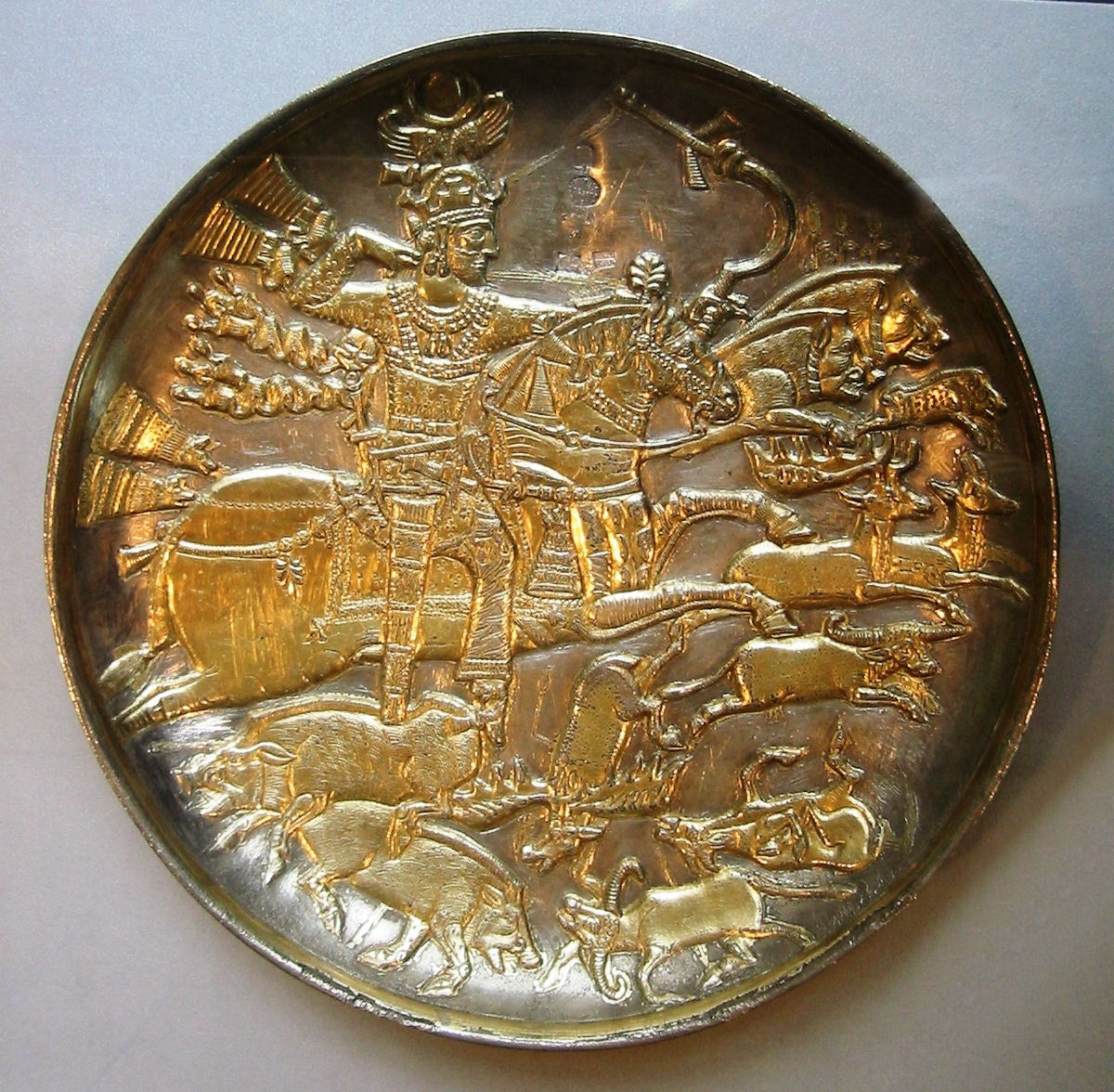
Darstellung einer Jagdszene mit Chosrau II. (sassanidische Darstellung des 7. Jahrhunderts), Cabinet des Medailles, Paris

Das spätantike Persien war kein barbarischer Nachbar Roms, sondern ein durchaus ebenbürtiges Reich. Im diplomatischen Verkehr wurde die Metapher von den „zwei Brüdern“ hinsichtlich dem Kaiser und dem persischen šāhān šāh bzw. von den beiden „Augen der Welt“ verwendet, um die politische und militärische Gleichrangigkeit beider Reiche zu betonen. Persien war über vier Jahrhunderte hinweg ein wichtiges Bindeglied zwischen Ost und West, über das wichtige Handelsrouten (insbesondere die Große Chorasan-Straße) verliefen, die den Westen mit Zentralasien, China und Indien verbanden (siehe auch Indienhandel). In der neueren Forschung eröffnet denn auch eine übergreifende Betrachtung des damaligen Verbindungsgeflechts zwischen der Mittelmeerwelt, Persien und Zentralasien neue Perspektiven.
Erschwerend zum Konflikt mit Ostrom kam für Persien die Bedrohungslage durch die Steppenvölker Zentralasiens hinzu, wie den iranischen Hunnen und später den Kök-Türken, die die persische Nordostgrenze bedrohten (siehe dazu das folgende Kapitel). Ērān stand in diesem Zusammenhang gegen Hrōm/Rūm (Rom) und Tūrān (Steppenraum in Zentralasien).
Neben dem iranischen Hochland war vor allem das reiche untere Mesopotamien von Bedeutung für das Sassanidenreich, wo die meisten Steuereinkünfte eingetrieben wurden und dessen landwirtschaftliche Produktion ein wichtiger wirtschaftlicher Faktor war. Die Perserkönige residierten prunkvoll in Seleukeia-Ktesiphon, wo sich eine prächtige Hofkultur entfaltete. Mehrere von ihnen traten als Kulturförderer auf. In der orientalischen Überlieferung (at-Tabarī, Firdausi, Nezami u. a.) sind Herrscher wie Bahram V. (der als großer Krieger, Jäger und Liebhaber galt) und Chosrau I. (der den Beinamen Anuschirwan [„mit der unsterblichen Seele“] trug und von dessen Name die arabische Bezeichnung Kisra für König abgeleitet ist) berühmt und bis in die Moderne bekannt.
Das Reich verfügte über eine effektive Verwaltung, an deren Spitze der Wuzurg-Framadar stand. Wenngleich von der mittelpersischen Literatur fast nichts erhalten ist, zeigt die darauf beruhende spätere perso-arabische Überlieferung, wie reichhaltig diese gewesen sein muss. In Berichten wird geschildert, wie im Thronsaal Chosraus I. neben dem Thron des Königs auch drei zeremonielle Thronsessel für den Kaiser von Rom, den Kaiser von China und den Khagan der Türken standen, wenn sie als Vasallen zum König der Könige kommen sollten. Neben dem damit formulierten (zumindest formalen) Vorherrschaftsanspruch verdeutlicht dies auch auf den politischen, kulturellen und wirtschaftlichen Horizont des Sassanidenreichs in dieser Zeit. Religionspolitisch war der Zoroastrismus die vorherrschende Religion (jedoch nicht Staatsreligion), doch auch große christliche Minderheiten existierten und in spätsassanidischer Zeit sind Christen im engsten Hofkreis belegt, zumal sich die Assyrische Kirche des Ostens nicht illoyal gegenüber dem Königtum verhielt.
Der Untergang des Sassanidenreichs im Verlauf der arabischen Eroberungen von 636 bis 642/51 war vor allem eine Folge der geschwächten Königsgewalt nach dem Ende eines langen Krieges gegen Ostrom im Jahr 628. Chosrau II. hatte die Römer zuvor an den Rand der Niederlage gebracht, als ab 603 persische Truppen Syrien, Ägypten und weite Teile Kleinasiens erobert hatten und 626 sogar Konstantinopel bedrohten, bevor der Gegenschlag unter Kaiser Herakleios und Angriffe der Türken an der Steppengrenze zum Sturz und der Ermordung Chosraus führten. Persien musste die eroberten Gebiete räumen und war durch folgende interne Machtkämpfe erheblich geschwächt. Nach 628 brachen mehrjährige Thronwirren aus, der letzte Großkönig Yazdegerd III. hatte keine Zeit mehr, seine Stellung ausreichend zu festigen, als die Angriffe der Araber gegen Persien 636 einsetzten. Er wurde 651 ermordet, seine Söhne flohen an den Hof der Tang-Kaiser (siehe Peroz von Persien).
Persien bewahrte jedoch viel von seinem kulturellen Erbe, wobei sich die Islamisierung (wie im christlichen Syrien und Ägypten) über lange Zeit hinzog. Die Perser behielten auch im Gegensatz zu den meisten anderen von den Arabern eroberten Völkern ihre Sprache bei, und mehrere mächtige Adelsgeschlechter, die sich rechtzeitig und notgedrungen mit den Arabern arrangiert hatten, behielten ihre Stellung noch über Jahrhunderte. Sassanidische Traditionen im Bereich der Kultur und der Verwaltungspraxis (die wiederum oft von älteren altorientalischen Elementen geprägt waren) hatten später noch großen Einfluss auf die Umayyaden, die Samaniden und vor allem die Abbasiden.

### Zentralasien und der fernere Osten: Reitervölker und die chinesische Großmacht

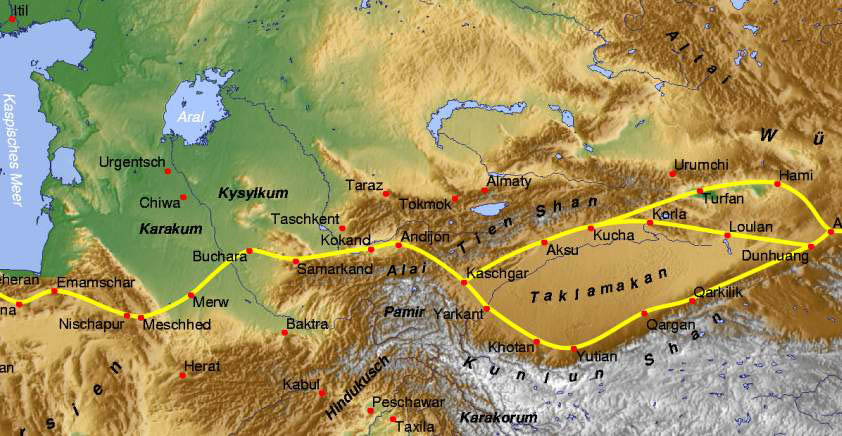
Zentralasien mit Tarimbecken (rechts) und dem Verlauf der Seidenstraße (gelb)

Zentralasien war nicht erst oder nur in der Spätantike ein Raum, der (was besonders betont werden muss) politisch, wirtschaftlich, kulturell und religiös äußerst vielfältig gestaltet war. Neben (halb)nomadischen Gruppen verschiedener Reitervölker, die ihre teils weiträumigen Steppenreiche zumindest oberflächlich beherrschten (wenngleich die sehr heterogen zusammengesetzten Verbände aufgrund ihres sehr lockeren Aufbaus nur eine begrenzte Lebensdauer hatten), existierten Stadtstaaten und andere, eher regionale Herrschaftsgebilde sesshafter Kulturen. Die verschiedenen Landschaften reichten von fruchtbaren Zonen über Steppen und Wüstenregionen mit Oasen bis zu gewaltigen Gebirgszügen wie dem Hindukusch.
Ein grundlegendes Problem bei der Rekonstruktion der Geschichte Zentralasiens in der Spätantike ist der Mangel an erzählenden Quellen. Ganz im Gegensatz zur reichhaltigen Geschichtsschreibung über Ereignisse im Westen, berichten spätantike Geschichtsschreiber über Zentralasien nur sehr selten und oft sind selbst die knappen Bemerkungen eher aus zweiter Hand, wenngleich neben den Schilderungen westlicher Geschichtsschreiber auch umfassendere chinesische Berichte vorliegen. Eine eigenständige Geschichtsschreibung aus dem zentralasiatischen Raum existiert nicht, während von der mittelpersischen Literatur kaum etwas erhalten ist; nur bei einigen späteren perso-arabischen Autoren finden sich vereinzelte Informationen, die auf älteren Vorlagen zu basieren scheinen. Münzen, archäologische sowie epigraphische Befunde und Fragmente von Texten bieten zwar Einblick in die Geschichte Ostirans und Zentralasiens, wo es im Laufe der Spätantike zu dramatischen Veränderungen kam, doch sind viele dieser Ereignisse nur in Grundzügen erkennbar.

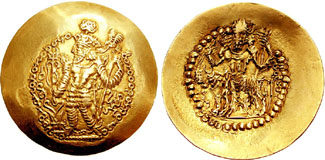
Münze mit Abbildung des letzten kuschano-sassanidischen Herrschers Bahram Kuschanschah (Mitte 4. Jahrhundert).

Die Perser mussten sich nicht nur mit dem Römerreich im Westen auseinandersetzen, sondern des Weiteren an der Nordostgrenze des Sassanidenreichs nach Transoxanien/Sakastan immer wieder aggressive Nomadengruppen abwehren, die oft ebenfalls eine große Bedrohung darstellten. Das einst mächtige Kuschanareich stellte im 3. Jahrhundert zwar keine ernsthafte Gefahr mehr dar, weshalb die Sassaniden im Osten ihres Reiches zum Schutz der Grenze eine Art Vizekönigreich errichten konnten (Kuschano-Sassaniden). Dann jedoch erschienen seit Mitte des 4. Jahrhunderts in mehreren Wellen neue Angreifer in Transoxanien.
Es handelte sich zunächst um die Chioniten, die Schapur II. in einem längeren Konflikt mit erheblichen Kräften banden (siehe Grumbates); im Anschluss daran erschienen verschiedene andere Gruppen in Transoxanien. Die den Chioniten nachfolgende Gruppen (halb)nomadischer Reitervölker werden in der Forschung als Iranische Hunnen bezeichnet, die aber nicht mit den um 375 im Westen auftauchenden Hunnen gleichgesetzt werden können (der Name Hunnen diente wohl als „Prestige- und Übertragungsname“ für verschiedene Gruppen und stellte keine genaue ethnische Bezeichnung dar). Es handelte sich dabei um die Kidariten, die wohl in enger Verbindung zu den Chioniten stehen und deren Erbe antraten, sowie die Alchon (die im frühen 6. Jahrhundert nach Nordindien expandierten und das Gupta-Reich empfindlich destabilisierten), die nur regional in Kabulistan herrschenden Nezak und vor allem die mächtigen Hephthaliten.
Es war die Zeit der „großen Invasion“, unter der die Region teils erheblich zu leiden hatte. Sie kann durchaus als Parallele zur Bedrohung Roms durch Invasoren wie im Rahmen der sogenannten Völkerwanderung oder der fast permanenten Gefährdung der chinesischen Nordgrenze durch Steppenvölker (wie den südlichen Xiongnu, die als Söldner angesiedelt worden waren, aber unter Liu Cong in den Jahren 311 und 316 beide chinesische Hauptstädte der Jin-Dynastie plünderten) betrachtet werden. Allerdings liegen nur verstreut schriftliche Quellen vor, so gefundene Textfragmente oder knappe Schilderungen bei westlichen Geschichtsschreibern, etwa bei Ammianus Marcellinus (zu den Chioniten), Priskos (zu den Kidariten) und Prokopios von Caesarea (über die Hephthaliten).
Während die Alchon und die Nezak wohl nicht in engeren Kontakt mit den Persern traten, zwangen Chioniten, Kidariten und besonders die Hephthaliten die Perserkönige wiederholt zu Feldzügen im Osten, die für die Sassaniden nicht immer siegreich ausgingen und teils erhebliche Kräfte banden. Bahram V. konnte sich in den 420er-Jahren behaupten, doch bereits sein Nachfolger Yazdegerd II. hatte Mühe, die Grenze zu stabilisieren. Peroz I. wiederum konnte zwar die Kidariten endgültig niederzwingen, wurde aber von den neu auftauchenden Hephthaliten geschlagen und fiel 484 sogar im Kampf gegen sie. Während die Chioniten und Kidariten eine ständige, aber noch überschaubare Bedrohung dargestellt hatten, waren die Hephthaliten ein wesentlich ernsthafterer und besser organisierter Gegner. Sie fügten den Persern nicht nur militärische Niederlagen zu, sondern mischten sich sogar in die persische Innenpolitik im Rahmen interner Thronkämpfe ein. Prokopios von Caesarea zufolge verfügten die Hephthaliten zudem über eine recht effektive Herrschaftsstruktur mit einem König an der Spitze und waren nach Abschluss ihrer Eroberungen in Baktrien und Transoxanien offenbar keine Nomaden mehr.

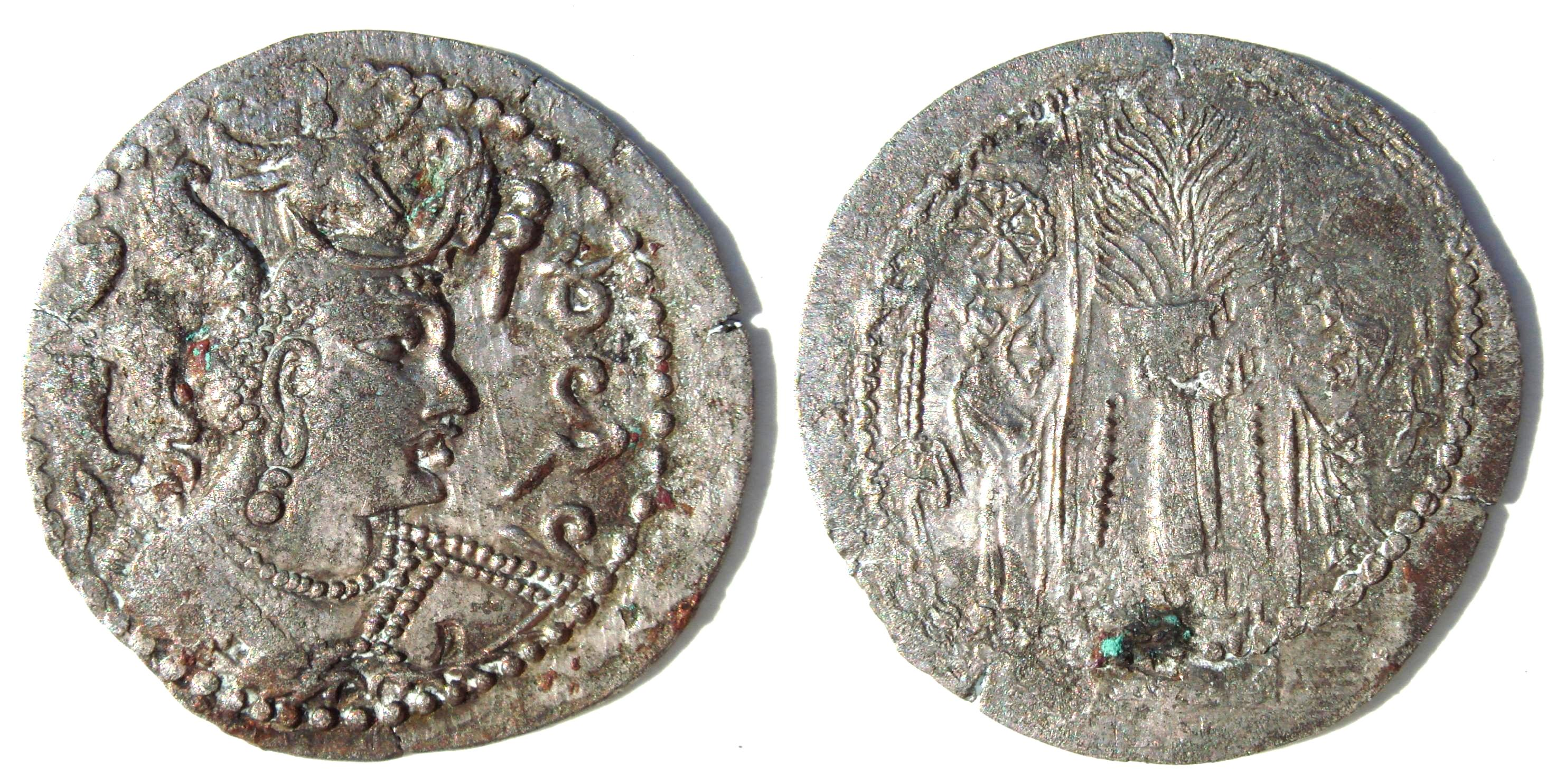
Nezakmünze

Die Perser sahen sich gezwungen, für die Verteidigung der Nordostgrenze ein spezielles Militärkommando einzurichten, dessen Befehlshaber (marzban) den Titel kanārang trug und seinen Sitz in Nischapur hatte. Ein grundlegendes Problem für die Perser stellte in diesem Zusammenhang die konstante Bedrohungslage durch die Halbnomaden dar. Unterschiedliche Gruppen wechselten sich ab, war ein Gegner ausgeschaltet, erschien oftmals bald ein neuer auf der Bildfläche. So wie die Chioniten von den Kidariten und diese von den Hephthaliten abgelöst wurden, traten nach Vernichtung des Hephthalitenreichs um 560 durch Perser und Kök-Türken letztere als neue und gefährliche Gegenspieler der Perser in Erscheinung. All diese Gruppen waren wie andere Reitervölker auf Beute bzw. Tributleistungen angewiesen, um ihre Lebensgrundlage zu decken und die eigene Herrschaft zu stabilisieren. Dieses Spannungsfeld in den Beziehungen zwischen Reitervölkern und den angrenzenden, wohlhabenderen sesshaften Gesellschaften wird auch als „endemischer Konflikt“ bezeichnet.
Die Perser mussten unter allen Umständen einen Zweifrontenkrieg vermeiden (im Westen gegen Rom und im Nordosten gegen die Steppenvölker) und schenkten daher der Entwicklung an ihrer Nordostgrenze, aber auch der Sicherung des Zugangs im Kaukasusraum durch Grenzfestungen, stets eine hohe Beachtung. Dennoch sah sich Persien im späten 6. und dann wieder im frühen 7. Jahrhundert mit dem Dilemma eines Zweifrontenkriegs konfrontiert, als die Türken in den 570er Jahren zeitweise römische Bündnispartner wurden und dann während des Perserkriegs des Herakleios mit ihren (mit dem Kaiser abgestimmten) Angriffen entscheidend zur persischen Niederlage 627/28 beitrugen.
Durch Zentralasien verliefen wichtige Handelsrouten, wenngleich die sogenannte Seidenstraße inzwischen nicht mehr ihre alte Bedeutung hatte. Großen Anteil daran hatten die Invasionen der iranischen Hunnen, was den wirtschaftlichen Niedergang Baktriens und eine wirtschaftliche Verschiebung herbeiführte. So belegen archäologische Befunde den wirtschaftlichen, teils auch kulturellen Verfall Baktriens, aber ebenso die wirtschaftliche und kulturelle Prosperität Sogdiens, das unter neuen Herrschern zunehmend an Bedeutung gewann. Die neuen Überlandrouten zwischen China, Zentralasien, Persien und dann weiter nach Ostrom, vermieden viele der alten, inzwischen verfallenen Regionen, so auch Baktrien. Währenddessen wurde ein Großteil des Indienhandels vor allem über die Seeroute abgewickelt (siehe folgenden Abschnitt), wobei die Perser sehr aktiv waren. Dennoch war der Überlandhandel nie ganz zum Erliegen gekommen und gewann auch wieder an Bedeutung. In diesem Zusammenhang kam dem Sassanidenreich eine wichtige Rolle als Transitland zu; so wachten die Perser streng auf die Kontrolle des lukrativen Zwischenhandels mit chinesischer Seide und verweigerten sogdischen Händlern den direkten Zugang zum persischen und letztlich dem oströmischen Markt (siehe auch Maniakh). Die sogdischen Händler vertraten dabei die Interessen der Kök-Türken, die Ende des 6. Jahrhunderts einige Zeit jährlich 100.000 Ballen Seide als chinesische Tributleistungen erhielten. Seide diente nicht nur entlang der Seidenstraße, sondern auch in China als leicht transportables Zahlungsmittel.
Konstantinopel war sich über die Bedeutung Zentralasiens vollkommen im Klaren. Dies gilt sowohl in politischer als auch in wirtschaftlicher Hinsicht. Die römische Diplomatie, die keineswegs immer erfolgreich agierte, war seit Justinian darum bestrebt, im Steppenbereich nördlich des Schwarzen Meeres und weiter nach Zentralasien Verbündete zu gewinnen; zunächst die Awaren, anschließend die Kök-Türken (deren Delegation unter Führung des einflussreichen Sogdiers Maniakh hatte zuerst Kontakt zu Kaiser Justin II. aufgenommen), was aber nicht zuletzt aufgrund der unterschiedlichen Interessen langfristig nicht gelang. Ein wichtiges Zeugnis dafür ist der ausführliche und zuverlässige Bericht des Menander Protektor über die oströmischen Gesandtschaften zu den Türken in Sogdien (die erste unternahm Zemarchos im Sommer 569).
Die Kök-Türken spielten eine wichtige Rolle in Zentralasien, nachdem sie 552 die Macht der mächtigen Stammesföderation der Rouran gebrochen hatten. Ihr Reich erstreckte sich über ein gewaltiges Territorium vom Aralsee bis in die Mandschurei und umfasste ganz unterschiedliche Bevölkerungsgruppen. Es war seit etwa 582 in zwei Khaganate (ein westliches und ein östliches) aufgeteilt: Im Westen kam es oft zu Auseinandersetzungen mit den Sassaniden, während die Türken im Osten die chinesische Reichsgrenze bedrohten. Herrscher wie Sizabulos und Tardu tauchen sowohl in westlichen als auch in (später entstandenen) orientalischen und in chinesischen Quellen auf, wenngleich viele Fragen aufgrund der dünnen Quellenlage offen sind. Offenbar war das Khaganat, deren beide Oberherrscher zur Sicherung ihrer Herrschaft auf Beute und Prestige angewiesen waren, wie viele andere Steppenreiche nicht besonders stabil. 630 wurde das östliche Khaganat von den Chinesen erobert, Mitte des 7. Jahrhunderts löste sich das westliche Khaganat faktisch auf. Im Jahr 682 erhoben sich die Türken jedoch gegen ihre chinesischen Oberherren und eroberten weite Teile ihres ersten Reiches in Zentralasien und der Mongolei zurück. Im folgenden Kampf gegen die Araber brach das zuvor neu etablierte westliche Khaganat jedoch erneut zusammen, wobei die türkischen Türgesch für einige Jahre zu einem wichtigen Machtfaktor wurden. Das östliche Khaganat, das sowohl von den Kämpfen gegen Araber und Chinesen als auch durch interne Konflikte geschwächt war, ging in den 740er-Jahren unter, nachdem die Türken von den Uiguren besiegt wurden.

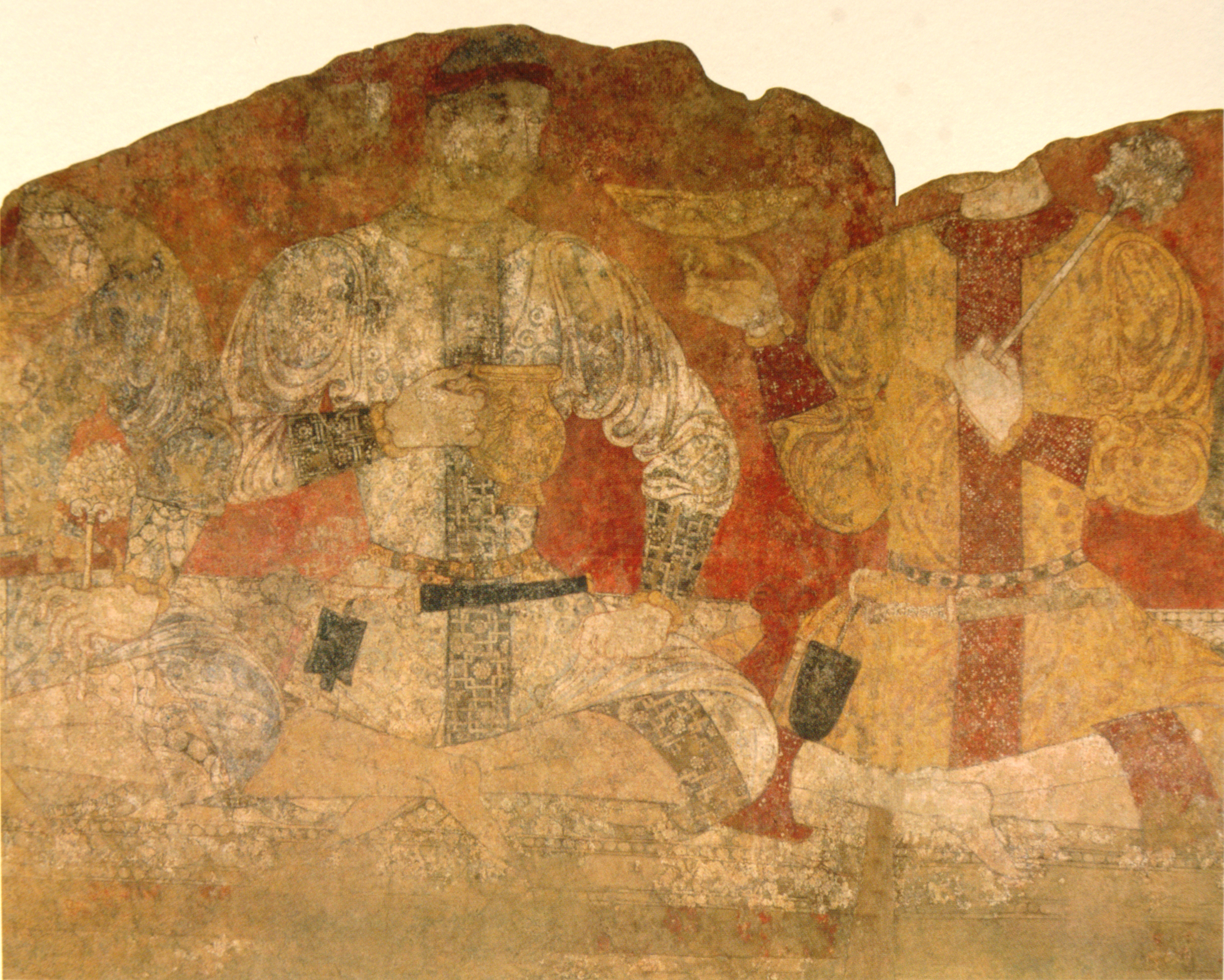
Szene eines Herrenbanketts auf einer Wandmalerei im sogdischen Pandschakent

Sogdien war eine Region mit mehreren wirtschaftlich bedeutenden Stadtstaaten in den Oasen und ein kultureller Schmelztiegel. Die Region stand politisch lange unter Kontrolle der verschiedenen eingebrochenen Nomadengruppen, seit der 2. Hälfte des 6. Jahrhunderts dann unter Herrschaft der Kök-Türken. Im Gegensatz zu Baktrien war die Fremdherrschaft für die Sogdier nicht drückend und behinderte nicht ihr wirtschaftliches und kulturelles Handeln. Vielmehr interagierten Türken und Sogdier recht intensiv und offenbar sogar weitgehend harmonisch miteinander. Sogdier spielten in der Verwaltung des Kök-Türkenreichs eine wichtige Rolle und wurden auch mit wichtigen diplomatischen Missionen betraut, wie das Beispiel des bereits erwähnten Maniakh belegt. Die türkische Militärmacht sicherte auch die weitere Entfaltung des sogdischen Handels und das Aufblühen der sogdischen Kultur, wie unter anderem archäologische Untersuchungen belegen. Von der bereits erwähnten neuen Überlandroute zwischen China und dem Westen profitierte Sogdien erheblich, zumal nun regionale Händler vor Ort den Handel weitgehend in eigenen Händen hatten. Nachdem das Kök-Türkenreich erlosch, behielten die Sogdier im Reich der Uiguren weiterhin eine führende Stellung.
In den angrenzenden Regionen Kabulistan und Zabulistan herrschte nach dem Ende der Nezak Mitte des 7. Jahrhunderts die Dynastie der Turk-Schahi, die wiederum im 9. Jahrhundert von den Hindu-Shahi abgelöst wurde, die den Buddhismus bzw. Hinduismus förderten.

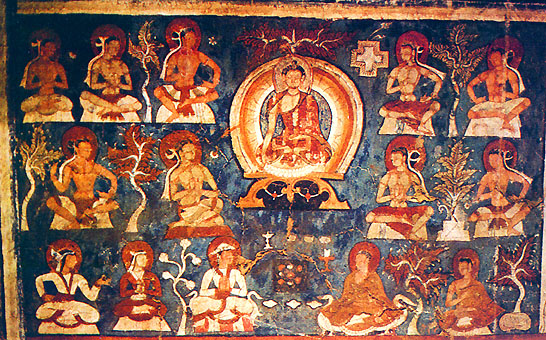
Akshobhya in seinem östlichen Paradies mit Lichtkreuz, ein Symbol des Manichäismus.

Religiöse und kulturelle Vielfalt war ohnehin ein Kennzeichen des spätantiken Zentralasiens, wo Buddhisten, Hindus, Zoroastrier, Christen, Manichäer und Polytheisten lebten. Während das Römerreich seit dem 4. Jahrhundert vom Christentum und Persien stark von Zoroastrismus geprägt wurden, war die religiöse Orientierung in vielen Teilen Transoxaniens anscheinend offen. Christliche Gemeinden der assyrischen und der nestorianischen Kirche entstanden in Zentralasien, Indien und im späten 8. Jahrhundert sogar in China (siehe Nestorianische Stele). Ebenfalls rasch verbreitete sich der Manichäismus entlang der Seidenstraße; in der zweiten Hälfte des 8. Jahrhunderts wurde er sogar dominierende Religion im Uigurenreich. Sowohl Christen als auch Manichäer setzten dabei auf eine rege Missionstätigkeit. Sogdier wiederum haben in Zentralasien eine wichtige Vermittlerrolle hinsichtlich des Buddhismus gespielt.
Als die muslimischen Araber ihre Expansion nach Zentralasien ausweiteten, trafen sie dabei auf die erbitterte Gegenwehr sogdischer Regionalherrscher (siehe Dēwāštič und Ghurak), türkischer Stammesgruppen sowie der Turk- und später Hindu-Schahi. Dieser Widerstand wurde erst nach einiger Zeit gebrochen; in der Region um Kabul leisteten die dortigen Herrscher sogar noch bis weit ins 9. Jahrhundert Widerstand. Einer der Herrscher in Kabul ging um 740 sogar so weit, seine Abwehrbemühungen gegen das Kalifat besonders hervorzuheben, indem er sich als Phrom Gesar, als römischer Kaiser, bezeichnete, während er gleichzeitig die Hilfe Chinas ersuchte. Die Islamisierung Irans und Zentralasiens war denn auch keineswegs ein schneller Prozess.

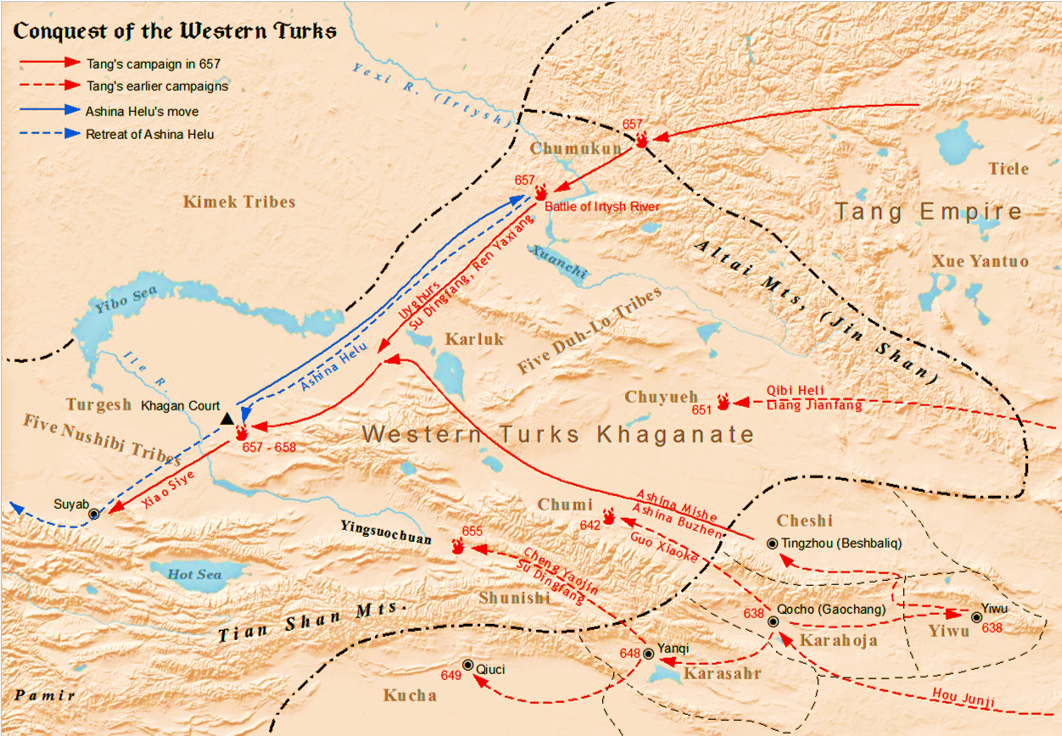
Chinesische Feldzüge gegen die Westtürken im 7. Jahrhundert.

Vom 7. bis Mitte des 8. Jahrhunderts war mit dem chinesischen Kaiserreich der Tang-Dynastie eine weitere Großmacht in Zentralasien aktiv. Die Tang-Kaiser hatten nicht nur die staatliche Einheit Chinas nach einer langen Zeit politischer Wirren infolge des Untergangs der Jin-Dynastie gesichert (nachdem die vorausgegangene, kurzlebige Sui-Dynastie sie wiederhergestellt hatte), die Tang-Zeit stellte auch politisch, wirtschaftlich und kulturell eine neue Hochphase der chinesischen Geschichte dar. Die wirtschaftlichen Verbindungen mit Zentralasien waren für China durchaus von Bedeutung; im Westen waren die Chinesen in der römischen Kaiserzeit als Seres zumindest vage bekannt („Seidenleute“, nach dem teuren chinesischen Luxusprodukt). Hinzu kam, dass die politischen Entwicklungen in Zentralasien oft auch chinesische Interessen tangierten. Dies hatte zu diplomatischen Kontakten mit Persien geführt; spätestens ab dem 5. Jahrhundert sind sassanidische Gesandtschaften zunächst an die Nördliche Wei-Dynastie und dann an die Sui- und schließlich die Tang-Dynastie bezeugt. Die chinesischen Quellen bezeichnen Persien als Bosi bzw. Po-ssu, die Verbindungen scheinen insgesamt gut gewesen zu sein.
Mit dem Fall des Sassanidenreichs und dem Vordringen der Araber änderten sich die politischen Bedingungen grundlegend. China unterhielt vielfältige wirtschaftliche und politische Kontakte nach Zentralasien und fungierte als zweite Ordnungsmacht, an die verschiedene Seiten Hilferufe sendeten. Kurzzeitig unterstützten die Chinesen den persischen Prinzen Peroz, der sich an den chinesischen Kaiserhof gerettet hatte; womöglich bestand am südlichen Hindukusch für einige Zeit sogar ein sassanidisches Restreich fort. Die Chinesen expandierten nun verstärkt direkt nach Zentralasien, um ihre eigenen Interessen zu schützen – nicht nur vor den Arabern, sondern auch vor ihrem älteren Feind, dem türkischen Khaganat, das China an der West- und Nordgrenze bedrohte. Bereits um die Mitte des 7. Jahrhunderts hatten die Chinesen ihre Position im Tarimbecken gefestigt und das „Generalprotektorat des befriedeten Westens“ geschaffen; Chinas Machteinfluss reichte bald bis nach Sogdien hinein.

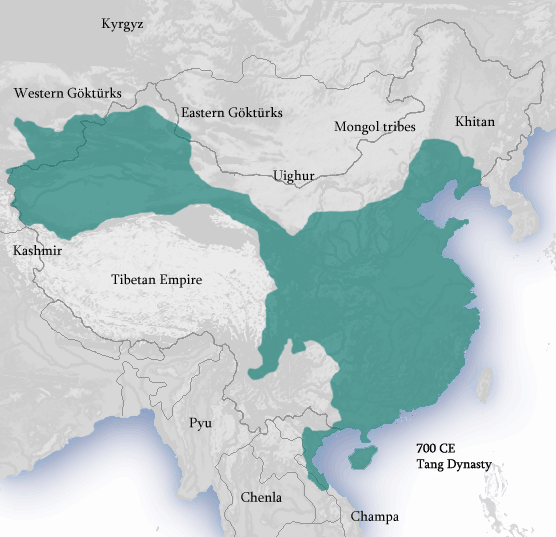
Tang-China um 700

In den chinesischen Quellen wird berichtet, wie das türkische Khaganat faktisch in sich zusammenbrach, geschwächt von arabischen Angriffen und internen Konflikten, wovon die Chinesen erheblich profitierten. Mitte des 8. Jahrhunderts kollidierte jedoch die chinesische Machtsphäre unmittelbar mit dem weiter rasch expandierenden Kalifat. 751 erlitten die Chinesen in der Schlacht am Talas eine Niederlage, die eine Umorientierung zur Folge hatte. Nunmehr konsolidierten die Chinesen ihre weiter vorhandenen westlichen Stützpunkte, griffen aber nicht mehr aktiv in Zentralasien ein. Das Kalifat wiederum war ebenfalls um Konsolidierung des neuen Weltreichs bemüht, das inzwischen vom Umsturz der herrschenden Umayyaden durch die Abbasiden erschüttert wurde (wobei die Rebellion im Osten des Iran ihren Anfang nahm), während fast zeitgleich in China die An-Lushan-Rebellion ausbrach, die beinahe zum Fall der Tang-Dynastie geführt hätte.
Neben dem Kalifat und China verfolgte das mächtige Königreich Tibet ebenfalls Interessen in Zentralasien und fungierte dabei als chinesischer Rivale. Dies führte in der 2. Hälfte des 7. Jahrhunderts zu militärischen Zusammenstößen zwischen Chinesen und Tibetern, was einen zeitweisen Rückzug der Chinesen aus dem Tarimbecken zur Folge hatte. Die militärischen Konflikte zwischen Tibet und China, denen es beide auch um die Kontrolle von Handelsrouten ging, setzten sich im späten 7. Jahrhundert fort, wobei die Chinesen teils empfindliche Niederlagen erlitten. Allerdings führten interne Machtkämpfe in den 690er-Jahren in Tibet zu einem Niedergang der errungenen Machtstellung, was die Tang-Kaiser nutzen konnten. Im frühen 8. Jahrhundert wurden die Tibeter wieder aktiv und verbündeten sich zeitweise mit den Türgesch. Mit dem Rückzug Chinas aus Zentralasien konnte Tibet seine Machtstellung wieder einige Zeit erneut ausbauen.

### Der westliche Indische Ozean in der Spätantike: Maritimer Handel und regionale Machtpolitik
Der Bereich des Indischen Ozeans stellte bereits in der Antike einen durch maritime Handelsrouten verbundenen Handelsraum dar, dessen Verbindungen weiter über das Rote Meer bis in die Mittelmeerwelt reichten. Seit dem Hellenismus bestanden recht intensive Handelskontakte zwischen dem Westen und dem Raum des Indischen Ozeans, die sich in der römischen Kaiserzeit intensivierten. Für diese römisch-indischen Beziehungen ist der Periplus Maris Erythraei von besonderer Bedeutung.

Handelswege nach dem Periplus Maris Erythraei aus dem 1. Jahrhundert n. Chr.

Die Handelsroute für griechisch-römische Händler über den Seeweg verlief in der frühen und hohen Kaiserzeit von den Häfen Myos Hormos und Berenike am Roten Meer ausgehend weiter über Adulis; es ging dann die Südküste der arabischen Halbinsel entlang bis zu den Häfen am Indus und weiter die indische Malabarküste hinab, später sogar bis nach Sri Lanka. Abzweigungen der Seehandelsrouten verliefen zudem in den Persischen Golf (dessen Bedeutung für den antiken Handel oft unterschätzt wird) sowie die ostafrikanische Küste hinunter (so wird im Periplus der Hafen Rhapta in Azania erwähnt). Von entscheidender Bedeutung für den römischen Indienhandel war somit die freie Passage durch das Rote Meer in den Indischen Ozean.
In einigen spätantiken Quellen wird der gesamte Raum südlich bzw. östlich des Roten Meeres als Indien bezeichnet bzw. als „äußeres Indien“, im Gegensatz zum eigentlichen Subkontinent, dem „inneren Indien“. Bei den importierten Handelsgütern aus dem Raum des Indischen Ozeans – neben Indien ist auch der südarabische Raum zu nennen – handelte es sich überwiegend um Luxuswaren, vor allem Gewürze (darunter schwarzer Pfeffer), Seide aus dem „Land der Serer“ (China, siehe vorherigen Abschnitt), Pflanzen, Edelsteine, Perlen und Elfenbein; nach Indien exportiert wurden unter anderem Keramikprodukte, Glaswaren und Textilprodukte. Römische Händler mussten Unsummen für die im Reich gewünschten Luxusprodukte aufbringen.
Der Indienhandel war für die römischen Händler trotz aller Unkosten und Risiken offenbar ein lukratives Geschäft. Umfang und Bedeutung des Handels sollten nicht unterschätzt werden, wenngleich die Produkte freilich in erster Linie für eine entsprechend kaufkräftige Kundschaft bestimmt waren. Trotz der großen Entfernungen stellte der antike Indienhandel mit seiner zunehmenden Vernetzung verschiedener Räume durchaus eine Frühform der Globalisierung im Rahmen der damaligen Verhältnisse dar, wie die neuere Forschung betont. Die antike Welt war in diesem Sinne stärker multizentrisch ausgeprägt, als dies in der älteren Forschung zum Ausdruck kommt.
Der recht intensive Handelsverkehr zwischen Rom und Indien war im Zusammenhang mit der Reichskrise des 3. Jahrhunderts und dem Aufstieg des neupersischen Sassanidenreichs im 3. Jahrhundert zunächst rückläufig, wobei Händler aus Palmyra im 3. Jahrhundert eine zunehmende größere Rolle spielten. Der Hafen von Berenike wurde weiter benutzt, wenngleich archäologisch auch dort ein Rückgang feststellbar ist, Myos Hormos scheint seine Bedeutung weitgehend verloren zu haben; dazu passend sind römische Münzfunde in Indien aus dem späteren 3. Jahrhundert (im Gegensatz zu früheren Münzprägungen) faktisch nicht vorhanden.

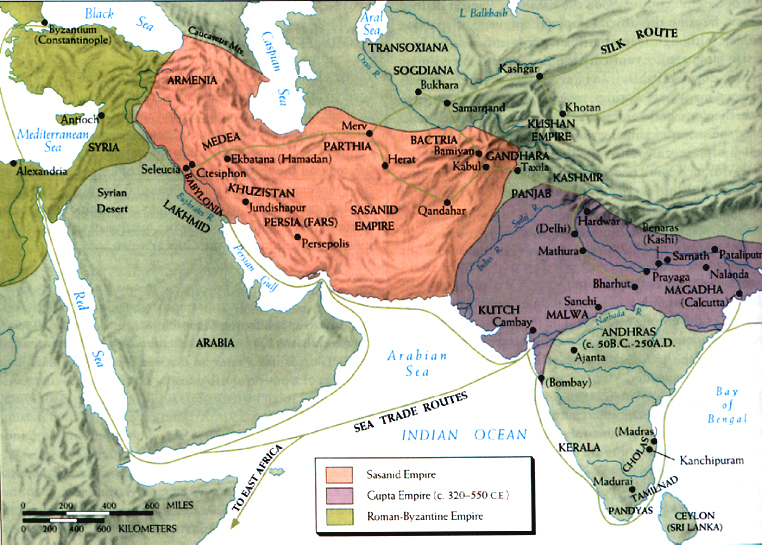
Spätantike Handelswege im westlichen Indischen Ozean

In der Spätantike erholte sich der römische Indienhandel wieder. Allerdings sahen sich römische Händler nun mit neuer Konkurrenz konfrontiert, da persische und aksumitische Händler im westlichen Indischen Ozean aktiv waren, wie entsprechende Münzfunde belegen. Das Sassanidenreich kontrollierte nicht nur die iranische Seite des Persischen Golfs, persische Truppen hatten bereits relativ früh Vorstöße nach Bahrain und bis nach Mazun unternommen, so dass sich der persische Einfluss bis nach Südarabien erstreckte. An der Wüstengrenze zwischen Rom und Persien verließen sich beide Seiten teils auf arabische Verbündete: Ostrom auf die Ghassaniden, Persien auf die Lachmiden.
Es war persischen Zwischenhändlern durch Vereinbarungen mit lokalen Händlern in Indien und Sri Lanka gelungen, den Indienhandel faktisch zu monopolisieren. Dies galt nicht nur für Gewürze, auch der Seidenhandel lag weitgehend in ihren Händen und verschaffte ihnen einen Vorteil, weshalb sich die Sassaniden weigerten, ihren Markt für sogdische Seidenhändler zu öffnen (siehe vorherigen Abschnitt).
Die persische Vorrangstellung im spätantiken Indienhandel wurden sicherlich durch die geographische Nähe begünstigt, zumal die Perser gegebenenfalls in der Lage waren, die Seeroute zum Persischen Golf (später auch zum Roten Meer, siehe unten) sowie teils die Landrouten zu sperren. Die Perser unterhielten anscheinend auch Handelsstützpunkte im indischen Raum, wobei persische Christen besonders aktiv gewesen zu sein scheinen. Persische Händler waren aber nicht nur in Südarabien und Indien aktiv, sondern bereisten auch die ostafrikanische Küste und erreichten eventuell sogar Südostasien; die spätantike Welt vom Mittelmeerraum bis nach Indien und Ostasien war im 6. Jahrhundert somit miteinander verflochten.
Die handelspolitischen Interessen Ostroms und Persiens wirkten sich konkret machtpolitisch aus, denn diese befeuerten die latent ohnehin immer vorhandenen Konfliktpunkte zwischen den beiden spätantiken Großmächten (siehe Römisch-Persische Kriege). In diesem Kontext ist das oströmische Eingreifen zugunsten des christlichen Reichs von Aksum in Südarabien um 525 zu sehen (siehe unten), da hier wichtige Handelsrouten zwischen Ost und West verliefen. Die Bedeutung des Roten Meeres wurde in diesem Zusammenhang von der Forschung lange Zeit unterschätzt, da man es oft unzureichend nur als Anhängsel des antiken Mittelmeerraums wahrgenommen hat, was sich in den letzten Jahrzehnten jedoch grundlegend geändert hat.
Politisch bedeutsam waren im westlichen Indischen Ozean um 500 neben dem Sassanidenreich drei Machtzentren: das Reich von Aksum am Horn von Afrika, Himyar in Südarabien und das Gupta-Reich auf dem indischen Subkontinent.

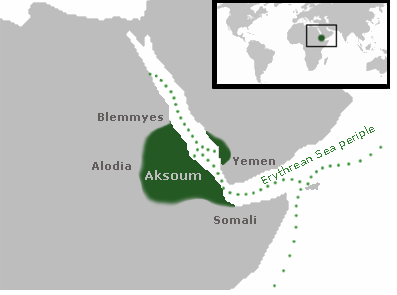
Ungefähre Ausdehnung des aksumitischen Reiches im 4. Jahrhundert.

Das Reich von Aksum im heutigen Äthiopien und Eritrea war aufgrund der Missionsarbeit des Frumentius seit der Zeit König Ezanas Mitte des 4. Jahrhunderts christlich. Die Könige Aksums ließen Münzen prägen und Inschriften als Tatenberichte aufstellen. Aksum profitierte sehr vom Indienhandel und exportierte ebenfalls Güter (so Elfenbein und Sklaven). Der Hafen von Adulis, nicht weit von der Hauptstadt Aksum entfernt, war dafür ein wichtiger Umschlagplatz und das Tor Aksums zum spätantiken Handelsnetzwerk. Dies geht etwa aus dem Bericht des Kosmas Indikopleustes hervor, der im 6. Jahrhundert in diesen Raum und eventuell sogar weiter bis nach Indien gereist war.
Die aksumitischen Herrscher, die den Titel Negus trugen, waren recht expansiv tätig und erweiterten ihren Herrschaftsbereich nicht nur in Ostafrika, sondern waren auch in Südarabien präsent, zumal beide Kulturräume in enger Beziehung zueinander standen. In Südwestarabien hatte sich im 4. Jahrhundert das Königreich Himyar mit der Hauptstadt Zafar im heutigen Jemen die Vormachtstellung gesichert, nachdem es die konkurrierenden Reiche Saba und Hadramaut erobert hatte. Aksum war bestrebt, stets politischen Einfluss im Jemen auszuüben. Hintergrund dafür waren die dort ebenfalls verlaufenen Handelsrouten, die sowohl für Aksum als auch für Himyar überaus profitabel waren. In diesem Zusammenhang kam es immer wieder zu Spannungen zwischen den beiden konkurrierenden Reichen. Hinzu kam, dass sich die Herrscher Himyars seit Ende des 4. Jahrhunderts zum Judentum bekannten und die aksumitischen Könige sich als Schutzherren der christlichen Gemeinden dort verstanden.

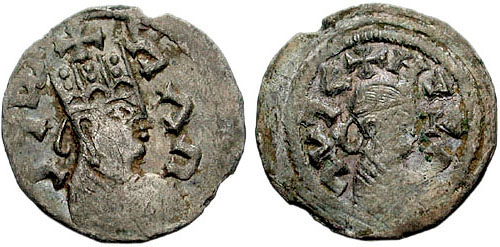
Münze König Kalebs

Der schwelende Konflikt brach 525 in einen offenen Krieg zwischen Aksum und Himyar aus. Der himyarische König Yusuf Asʾar Yathʾar war hart gegen Christen vorgegangen und hatte 518 oder (wahrscheinlicher) 523 in Najran ein Massaker unter Christen angerichtet. Zur Vergeltung bereitete der Negus Ella Asbeha (Kaleb) eine Strafexpedition vor, wobei im Hintergrund auch die oben erwähnten handelspolitischen Fragen eine Rolle gespielt haben dürften. Ella Asbeha sicherte sich auch die Unterstützung Justins I. zu, des damaligen oströmischen Kaisers. Die Oströmer stellten Transportschiffe, mit denen aksumitische Truppen im Jahr 525 in den Jemen übersetzten und die Himyaren schlugen.
Ella Asbeha ließ in Himyar eine aksumitische Garnison zurück, doch deren Befehlshaber Abraha erhob sich gegen den Negus selbst zum König in Himyar. Abraha konnte sich gegen seinen alten Herren behaupten und unternahm einige erfolgreiche Feldzüge, sein Vorstoß gegen Mekka im Jahr des Elefanten (547 oder 552) scheiterte jedoch. Er starb nach 558, woraufhin ihm zwei seiner Söhne für kurze Zeit als Herrscher nachfolgten. Um 570 besetzten jedoch die Perser den Jemen und konnten sich dort in den nächsten Jahrzehnten behaupten. Dies bedeutete eine entscheidende Machtverschiebung im südarabischen Raum, der nun unter persischer Hegemonie stand. Persien war somit in der Lage, nicht nur den Zugang zum Golf, sondern auch zum Roten Meer zu sperren. Ostrom erlitt damit einen empfindlichen Rückschlag.
Um 630 fielen die persischen Besitzungen in Arabien jedoch an die muslimischen Araber. Das Reich von Aksum konnte seine Machtstellung am Horn von Afrika vorerst bewahren, allerdings wurden seine Seeverbindungen unterbrochen und das christliche Königreich weitgehend isoliert.

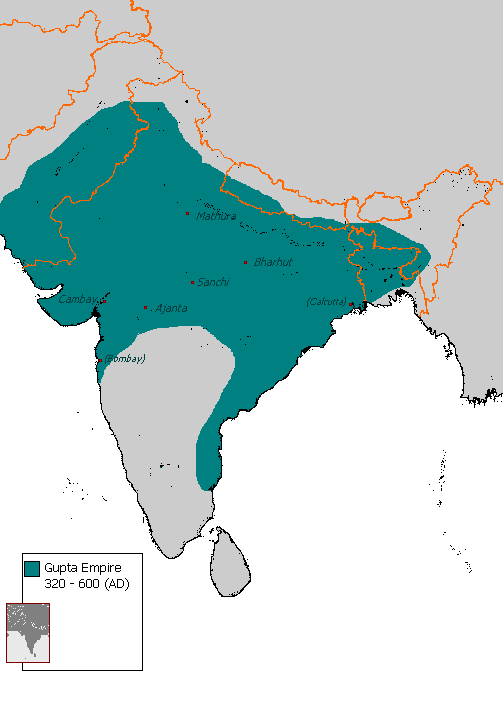
Das Gupta-Reich auf dem Höhepunkt seiner Macht

In Indien existierten in der Spätantike mehrere Reiche, das größte und bedeutendste unter diesen war das Gupta-Reich, das auf dem Höhepunkt seiner Macht den Großteil des Subkontinents außer den Süden beherrschte. Die Guptazeit gilt vielen Historikern als eine goldene Zeit Indiens, in der klassische Literaturwerke in Sanskrit geschrieben wurden und sich die Kunst entfaltete. Es gibt aber auch skeptischere Einschätzungen, da etwa archäologische Untersuchungen darauf hindeuten, dass mehrere Städte in der Guptazeit verödeten bzw. kaum Anzeichen von Bauaktivitäten aufweisen, was gegen eine allgemeine wirtschaftliche und kulturelle Blütezeit spricht. Zumindest war das Gupta-Reich für längere Zeit das letzte indische Großreich mit einem Zentrum in Nordindien, denn in der Folgezeit begann der politische Aufstieg Zentral- und Südindiens.
Die Herkunft der Guptas liegt im Dunkeln. Um 300 gelang es ihnen jedenfalls, in Magadha eine Herrschaft zu etablieren. Der erste bedeutende Herrscher war Chandragupta I., der um 330 regierte. Ihm gelang es, eine Licchavi-Prinzessin zu heiraten, was den Guptas Legitimation verschaffte und half, ihre politische Stellung zu stabilisieren; er nahm selbstbewusst den Titel Maharajaadhiraja („Oberkönig der Großkönige“) an. Sein Sohn und Nachfolger Samudragupta gilt als einer der großen Eroberer der indischen Geschichte und erweiterte in seiner 40-jährigen Regierungszeit das Herrschaftsgebiet der Guptas in mehreren Feldzügen ganz erheblich. Pataliputra wurde erobert und die Guptas stießen auch nach Süden vor. Samudragupta ahmte den imperialen Herrschaftsanspruch seines Vaters nach. So betonte er den Anspruch auf Oberherrschaft über weite Teile des Subkontinents durch die Annahme des Titels Chakravartin, womit er sich nach hinduistischer Tradition als Weltherrscher inszenierte. Ende des 4. Jahrhunderts gelang es den Guptas des Weiteren, ein Bündnis mit den konkurrierenden Vakataka-Dynastie zu schließen. Die Guptas beherrschten das Gangestal und Teile des Dekkan direkt, in anderen Teilen Nordindiens befanden sich aber noch Stämme und Kleinreiche, die teils Vasallen waren, teils aber nur die Oberherrschaft der Guptas anerkannten, während Nordwestindien (mit den Resten der Kuschanaherrschaft) und Südindien außerhalb ihres Herrschaftsbereichs lagen.

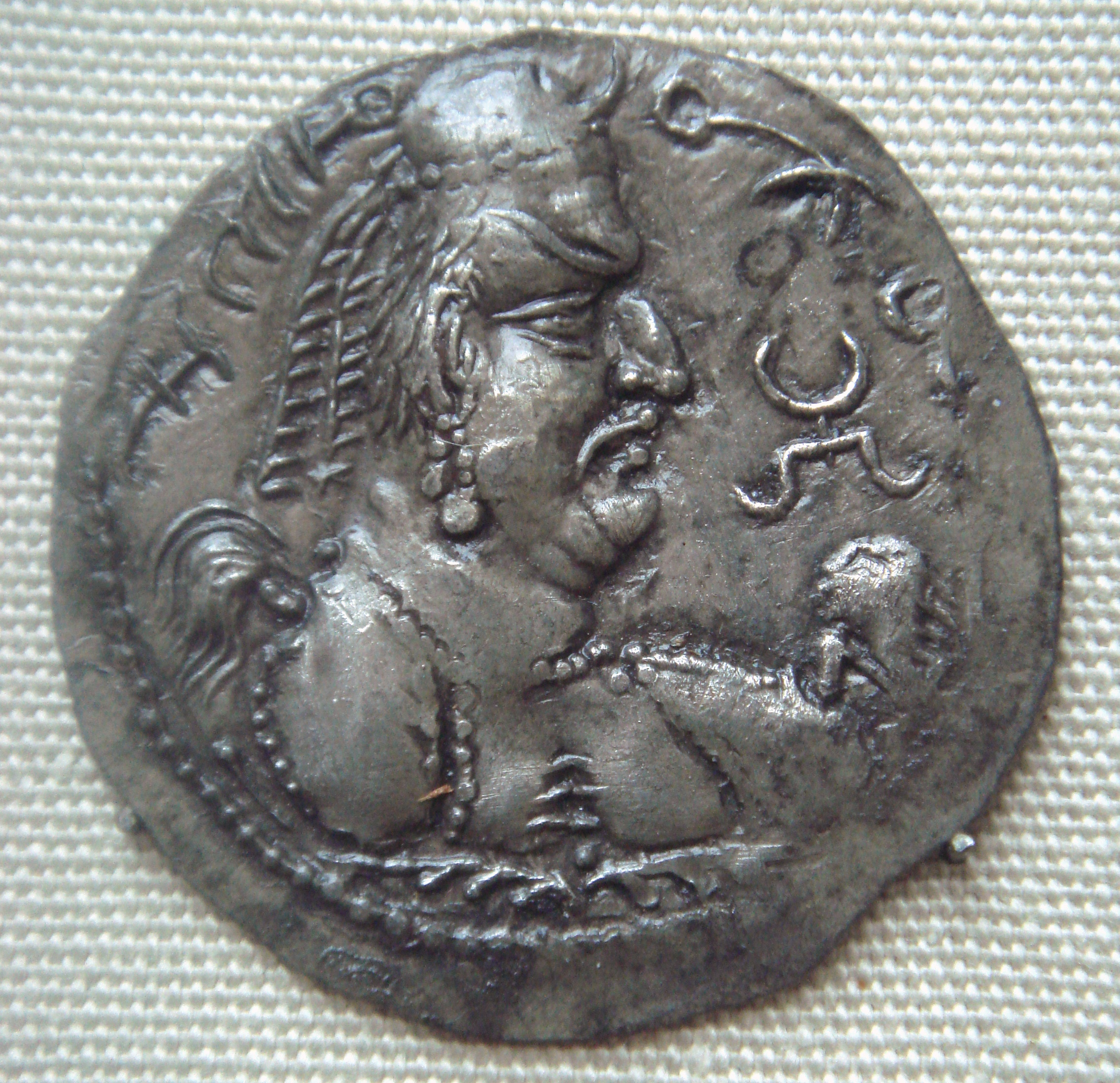
Alchonmünze mit der Darstellung König Khingilas

Ebenso wie Rom und Persien sah sich auch das spätantike Guptareich mit einer verschärften Bedrohungslage an seinen Grenzen konfrontiert. Mitte des 5. Jahrhunderts tauchten Invasoren im Nordwesten auf, die in indischen Quellen als Huna(s) (Hunnen) bezeichnet werden. Es handelte sich dabei um Teile der iranischen Hunnen (siehe vorherigen Abschnitt), die sich von ihren neuen Herrschaftszentren im heutigen Afghanistan nun nach Süden bzw. Südosten wandten.
Kumaragupta I. fiel 455 im Kampf gegen die Invasoren, sein Nachfolger Skandagupta war in seiner Regierungszeit ebenfalls in Abwehrkämpfe verwickelt. Die Hunas konnten sich Ende des 5. Jahrhunderts dennoch in Gujarat festsetzen. Bei dieser Gruppe der Hunas handelte es sich um die Alchon. Deren König Toramana unternahm zu Beginn des 6. Jahrhunderts eine erneute Invasion des Gupta-Reichs, wobei die Alchon zeitweise bis nach Magadha vorstießen, aber schließlich zurückgeschlagen wurden. Toramanas Sohn Mihirakula soll besonders brutal agiert haben und wird in indischen Quellen sehr negativ geschildert, zumal er eine Buddhistenverfolgung initiierte. In der Forschung wurde er sogar als der „Attila Indiens“ bezeichnet. Die Hauptlast der Angriffe traf die Aulikaras, ursprünglich Vasallen der Guptas, die in Malwa herrschten. Diese nutzten wie andere Lokalherrscher den zunehmenden Machtverlust der Guptas aus und erweiterten den eigenen Herrschaftsbereich. Es gelang dem Aulikaras-Fürsten Yasodharman, Mihirakula im Jahr 528 zu schlagen und zum Rückzug in den Punjab zu zwingen.
Von diesem Rückschlag sollten sich die Alchon letztlich nicht mehr erholen, doch auch die Guptas konnten ihre Herrschaft nicht mehr festigen. Der Einfall der Hunas war ein Faktor für den Zusammenbruch des Gupta-Reichs Mitte des 6. Jahrhunderts, dessen Wirtschaft, die vom Handel mit Ostrom profitierte, schwer getroffen wurde. Das Reich war aber schon zuvor durch strukturelle Mängel geschwächt und hatte seine Kräfte überdehnt.

## Soziokultureller Grundriss

### Kulturelles Leben

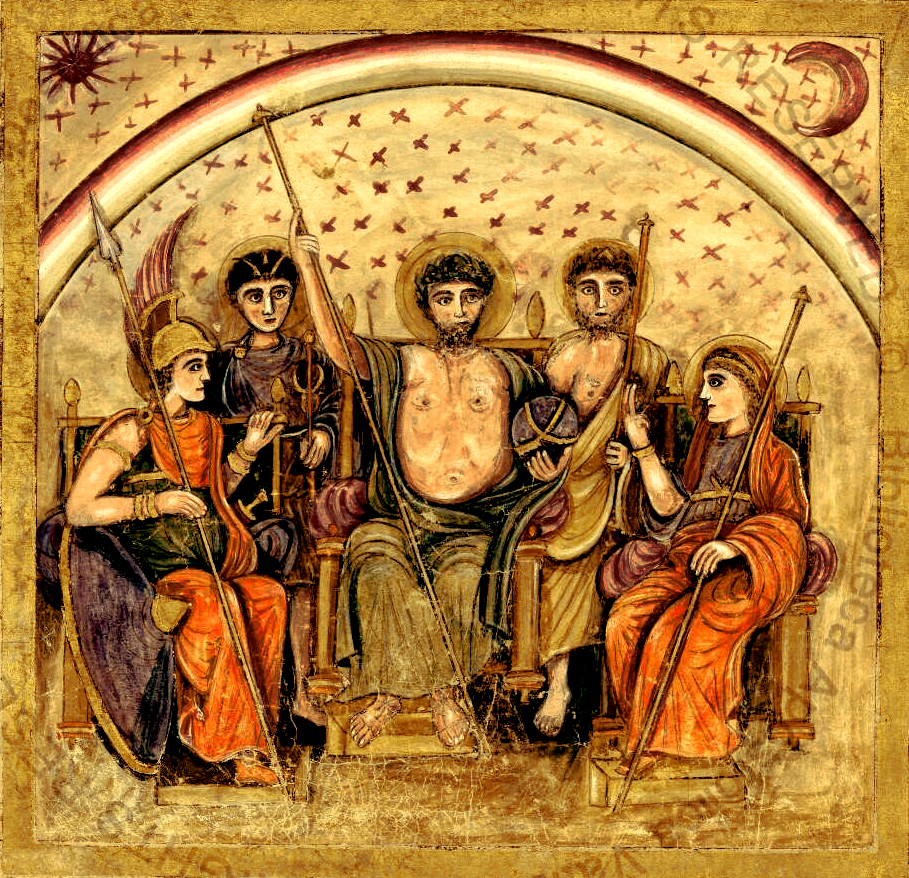
Rat der Götter. Illustration zu Vergils Aeneis in einem Codex des 5. Jahrhunderts (Vergilius Romanus).

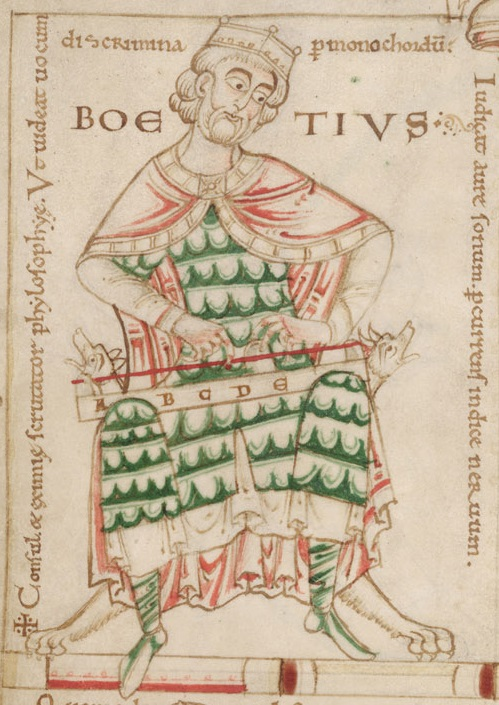
Mittelalterliche Illustration des Anicius Manlius Severinus Boethius

Anders als eine an klassizistischen Idealen orientierte Forschung früher oft annahm, zeigte die spätantike Literatur lange Zeit kaum Anzeichen eines qualitativen Niedergangs. Mit der weitgehenden Umstellung der Buchproduktion von Papyrus auf Pergament um 400 (ganz verdrängt wurde die Schriftrolle erst im späten 6. Jahrhundert) wurden zwar bestimmte Autoren, deren Werke nicht kopiert wurden, von der weiteren Überlieferung ausgeschlossen. Im Osten, der seit dem Hellenismus besonders stark von der griechischen Kultur geprägt war, brach die Kontinuität der klassischen Bildung aber auch im Frühmittelalter nie vollständig ab (siehe Bücherverluste in der Spätantike). In der spätantiken lateinischen und griechischen Literatur entstanden noch bis weit ins 6. Jahrhundert hinein bedeutende Werke. Deren Verfasser waren die Träger einer Elitenkultur, deren klassische Bildung (paideia) als Zeichen der Standeszugehörigkeit gepflegt wurde. Dies galt speziell für das griechisch geprägte Ostreich. Neben Christen schrieben in dieser Zeit auch noch pagane Autoren. Bis etwa 600 rissen antike literarische Traditionen kaum ab, und zugleich wurden neue begründet.
Geschichtsschreibung
Im Bereich der lateinischen Geschichtsschreibung ragen die Res gestae des Ammianus Marcellinus (um 395) heraus, obwohl er aus dem hauptsächlich griechischsprachigen Osten stammte. Ammianus verfasste eine Kaisergeschichte in 31 Büchern, die die Zeit von 96 bis 378 abdeckten und von denen die letzten 18 Bücher erhalten sind. Es handelt sich um das letzte große und erhaltene lateinische Geschichtswerk der Antike, das sich qualitativ absolut mit den klassischen Hauptwerken der Republik und frühen Kaiserzeit messen kann. Im Bereich der lateinischen Geschichtsschreibung hat man sich in der Zeit zwischen Tacitus und Ammianus allerdings vornehmlich auf Kaiserbiographien (im Anschluss an Sueton sind hier Marius Maximus und die wohl um 400 entstandene und sehr umstrittene Historia Augusta zu nennen) und kurze Geschichtsabrisse (sogenannten Breviarien) beschränkt. Neben und nach Ammianus verfassten aber im späten 4. und frühen 5. Jahrhundert auch Virius Nicomachus Flavianus, Sulpicius Alexander, Renatus Profuturus Frigeridus sowie noch im frühen 6. Jahrhundert Quintus Aurelius Memmius Symmachus lateinische Geschichtswerke in der klassischen Tradition, die allerdings verloren gegangen sind. Außer aus dem Werk des Flavianus sind aber zumindest kurze Fragmente erhalten. Zu erwähnen sind außerdem einige weitere lokale lateinische Geschichtswerke, die nicht ohne Bedeutung waren, so die historiola des Maximus von Saragossa und die historiola des Secundus von Trient.
Des Weiteren entstanden weitere knappere lateinische Geschichtswerke und Chroniken. Im Hinblick auf die bereits erwähnten Breviarien, die als eine wichtige Hauptquelle die sogenannte Enmannsche Kaisergeschichte benutzten, sind vor allem Aurelius Victor, Eutropius und die Epitome de Caesaribus zu nennen. Jordanes schrieb Mitte des 6. Jahrhunderts in Konstantinopel eine Historia Romana und seine bekannte Gotengeschichte (Getica, auf Grundlage der verlorenen Gotengeschichte Cassiodors). Ebenso entstanden zahlreiche Chroniken, wie die des Hydatius von Aquae Flaviae, des Prosper Tiro von Aquitanien, die Chronica Gallica, des Victor von Tunnuna und des Johannes von Biclaro sowie (das griechischsprachige) Chronicon Paschale.
Die griechische Geschichtsschreibung florierte während der gesamten Kaiserzeit und auch in der Spätantike. Selbst in der Zeit der sogenannten Reichskrise im 3. Jahrhundert sind offenbar (griechischsprachige) Geschichtswerke entstanden, wenngleich von diesen nur Fragmente erhalten sind.
Die griechischsprachigen Profanhistoriker waren – wie bereits in der hohen Kaiserzeit – zumeist klassizistisch orientiert, das heißt, sie vermieden Begriffe, die nicht bei ihren Vorbildern (vor allem Herodot und Thukydides) zu finden waren; so wurden beispielsweise Goten in Anlehnung an die klassische Ethnografie als „Skythen“ bezeichnet oder die Sassaniden oft als „Meder“. Dies führte auch dazu, dass selbst christliche Profanhistoriker möglichst auf christliche Termini verzichteten. Noch Prokopios (siehe unten) gab daher vor, seinen Lesern auch längst alltägliche Termini wie „Presbyter“ oder „Mönch“ eigens erklären zu müssen. Das Bemühen der griechischen Geschichtsschreiber, sich weitgehend an den antiken Vorbildern zu orientieren und diese sprachlich auch nachzuahmen (Mimesis), führte nicht selten zu Anachronismen und gespreizten Ausdrücken. Stilistisch bewegte sich diese Historiographie zumeist auf einem hohen Niveau, wenngleich die gewählte klassizistische Kunstprosa bisweilen den Blick auf das eigentliche Geschehen versperrte (etwa durch die gewollte Anlehnung der Beschreibung an bekannte Szenen aus Herodot oder Thukydides).
Von den Historien des Eunapios von Sardes (der auch eine Biographiesammlung von Philosophen verfasste) sowie von den als weitaus zuverlässiger eingestuften Geschichtswerken des Olympiodoros von Theben, des Priskos und des Malchus von Philadelphia sind nur (teils recht ausführliche) Fragmente erhalten geblieben. Sie und andere Autoren schrieben im 5. Jahrhundert bedeutende Geschichtswerke in der klassischen Tradition. Zosimos verfasste um 500 seine Historia Nea unter Rückgriff auf Eunapios und Olympiodoros; er kam qualitativ aber nicht an seine Vorläufer heran. Im frühen 6. Jahrhundert schrieb Eustathios von Epiphaneia eine heute verlorene Weltchronik. Der bedeutendste griechische Historiker der Spätantike war sicherlich Prokopios von Caesarea, der große Chronist der Zeit Justinians. Er verfasste 8 Bücher Historien über die Kriege Justinians sowie eine Geschichte seiner Bauten und eine polemische Geheimgeschichte. In Ostrom wurde die antike Geschichtsschreibung von Agathias, Menander Protektor und schließlich von Theophylaktos Simokates noch bis ins frühe 7. Jahrhundert gepflegt, bevor sie schließlich im Zuge des Niedergangs der antiken Kultur infolge der Abwehrkämpfe Ostroms gegen die Araber erlosch (siehe Byzantinische Geschichtsschreibung).
Hinzu kommen noch die Fragmente weiterer griechischsprachiger Werke, deren Verfasser in der klassizistischen Tradition standen, so beispielsweise von Praxagoras von Athen, Helikonios von Byzanz, Kandidos, Theophanes von Byzanz, Johannes von Epiphaneia und Johannes von Antiochia.
In der Spätantike entstanden des Weiteren mehrere Kirchengeschichten, die sich in der Schilderung teils auf wertvolle profane Quellen stützten. Neben dem „Vater der Kirchengeschichtsschreibung“ Eusebios von Kaisareia, der in der Zeit Konstantins schrieb und zudem eine Chronik verfasste (die von Hieronymus fortgesetzt wurde), sind die daran anschließenden Fortsetzungen von Sokrates Scholastikos, Sozomenos und Theodoret zu nennen. Die Kirchengeschichtsschreibung im griechischen Osten florierte noch bis ins späte 6. Jahrhundert. So verfassten etwa Philostorgios (dessen Werk nur fragmentarisch erhalten ist), (Pseudo-)Gelasios von Kyzikos sowie Euagrios Scholastikos entsprechende Werke.
Dichtung
Der bedeutendste spätantike Dichter in lateinischer Sprache war der (wie Ammianus Marcellinus) aus dem Osten des Reichs stammende Claudian, der um 400 in Italien wirkte. Der letzte antike lateinische Epiker von Rang war dann Gorippus, der im 6. Jahrhundert das stilistisch eng an Vergil orientierte Werk Johannis verfasste. In Gallien und Spanien blühte noch lange eine stark rhetorisch geprägte Dichtkunst, etwa die des Ausonius. Der aus einer vornehmen gallischen senatorischen Familie stammende Sidonius Apollinaris schrieb Lobreden und Briefe, die einen detaillierten Einblick in die Endphase der gallorömischen Kultur ermöglichen. Etwa hundert Jahre später markiert das Werk des Venantius Fortunatus dann den Übergang von der spätantiken zur frühmittelalterlichen lateinischen Dichtung.
Prosa und Philosophie
In der spätantiken lateinischen Literatur entstanden eine Vielzahl bedeutender Werke sowohl von christlichen als auch von paganen Autoren. Es ist in diesem Zusammenhang falsch davon auszugehen, dass alle christlichen Autoren die klassische Bildung, die auf den Werken paganer Autoren ruhte, verachteten oder sie diese zu unterdrücken versuchten. Vielmehr weist die Spätantike zahlreiche klassisch gebildete christliche Autoren auf, denen das alte Bildungsideal weiterhin wichtig war.
Der christliche Rhetoriker und Apologet Lactantius stand mit seinen lateinischen Werken am Beginn der Spätantike. Ihm sollten mit Hieronymus, Ambrosius von Mailand, Augustinus von Hippo und Gregor dem Großen noch vier weitere berühmte lateinischen Kirchenväter folgen. Die christliche Philosophie brachte vor allem mit den Schriften des Augustinus und dem Trost der Philosophie des Boethius Werke von weltliterarischem Rang hervor. Zu nennen sind auch die Werke des Orosius. Der berühmte und hochgebildete Rhetor Gaius Marius Victorinus konvertierte 355 unter großem Aufsehen zum Christentum und widmete sich anschließend etwa der Kommentierung des Neuen Testaments. Die Literatur setzte sich vielfach auch zum Ziel, die klassischen römischen Texte durch gleichwertige christliche Gegenentwürfe zu ersetzen, wie Prudentius mit seinem Werk Psychomachia. Man schuf aber auch neue Formen (etwa die Hymnen des Ambrosius und die Werke des Arator). Im Gegenzug versuchten Vertreter der „alten“ Bildung, diese in philologischer Arbeit zu bewahren und zu sammeln, wobei aber auch Christen daran beteiligt waren. Um 600 sammelte Isidor von Sevilla, der letzte große lateinische Gelehrte der Spätantike, das ihm noch erreichbare Wissen des Altertums und vermittelte es damit in Grundzügen der mittelalterlichen Welt.
Zu den Vertretern der alten Bildung gehörte beispielsweise Quintus Aurelius Symmachus und der Symmachuskreis, zu dem unter anderem Virius Nicomachus Flavianus (siehe aus dessen Sohn, Nicomachus Flavianus der Jüngere) und Vettius Agorius Praetextatus zu rechnen sind, Aelius Donatus, Maurus Servius Honoratus und Macrobius Ambrosius Theodosius. Der Nordafrikaner Martianus Capella unternahm nach 470 einen letzten Versuch, das pagane-römische Wissen in einer großen Götterallegorie zusammenzufassen. Der absolute Wahrheitsanspruch des Christentums hatte jedoch einen nachhaltigen Einfluss auf die Überlieferung. Im Osten des Reiches sind daneben besonders die Redner Libanios und Themistios hervorzuheben.
Im Bereich des Neuplatonismus entstanden bis weit ins 6. Jahrhundert hinein eine Fülle von philosophischen, meist griechischsprachigen Werken. Neben Plotin (der zeitlich gesehen strenggenommen noch nicht zur Spätantike zählt) seien hier Porphyrios, Proklos, Iamblichos von Chalkis, Olympiodoros der Jüngere, Isidoros und Damaskios genannt. Der große Aristoteleskommentar des Simplikios (um 550) gilt als die letzte bedeutende Leistung der antiken Philosophie. Nach der Schließung der platonischen Akademie durch Justinian I. im Jahre 529 ging auch die pagane Philosophie langsam ihrem Ende entgegen. In Harran hielt sich jedoch noch über längere Zeit eine pagan-philosophische Schule, und die Alexandrinische Schule bestand bis ins frühe 7. Jahrhundert. Als letzter spätantiker Philosoph gilt der Christ Stephanos von Alexandria.
Syrische Literatur
Gerade die syrische Literatur brachte in der Spätantike mehrere bedeutende Werke hervor (siehe beispielsweise Aphrahat, Ephräm der Syrer, Isaak von Ninive, Sergios von Resaina und Jakob von Edessa), wobei sich syrische Gelehrte auch als Übersetzer und Vermittler antiken Wissens unter den späteren arabischen Herren verdient machten. Im Hinblick auf die recht zahlreichen geschichtlichen Werken sind unter anderem die Kirchengeschichte des Johannes von Ephesos, die wertvolles Material beinhaltende Chronik des (Pseudo-)Josua Stylites und der Anonymus Guidi zu erwähnen; eine besondere Nachwirkung scheint die verlorene Chronik des Theophilos von Edessa gehabt zu haben.
Kunst und Kultur im spätantiken Transformationsprozess

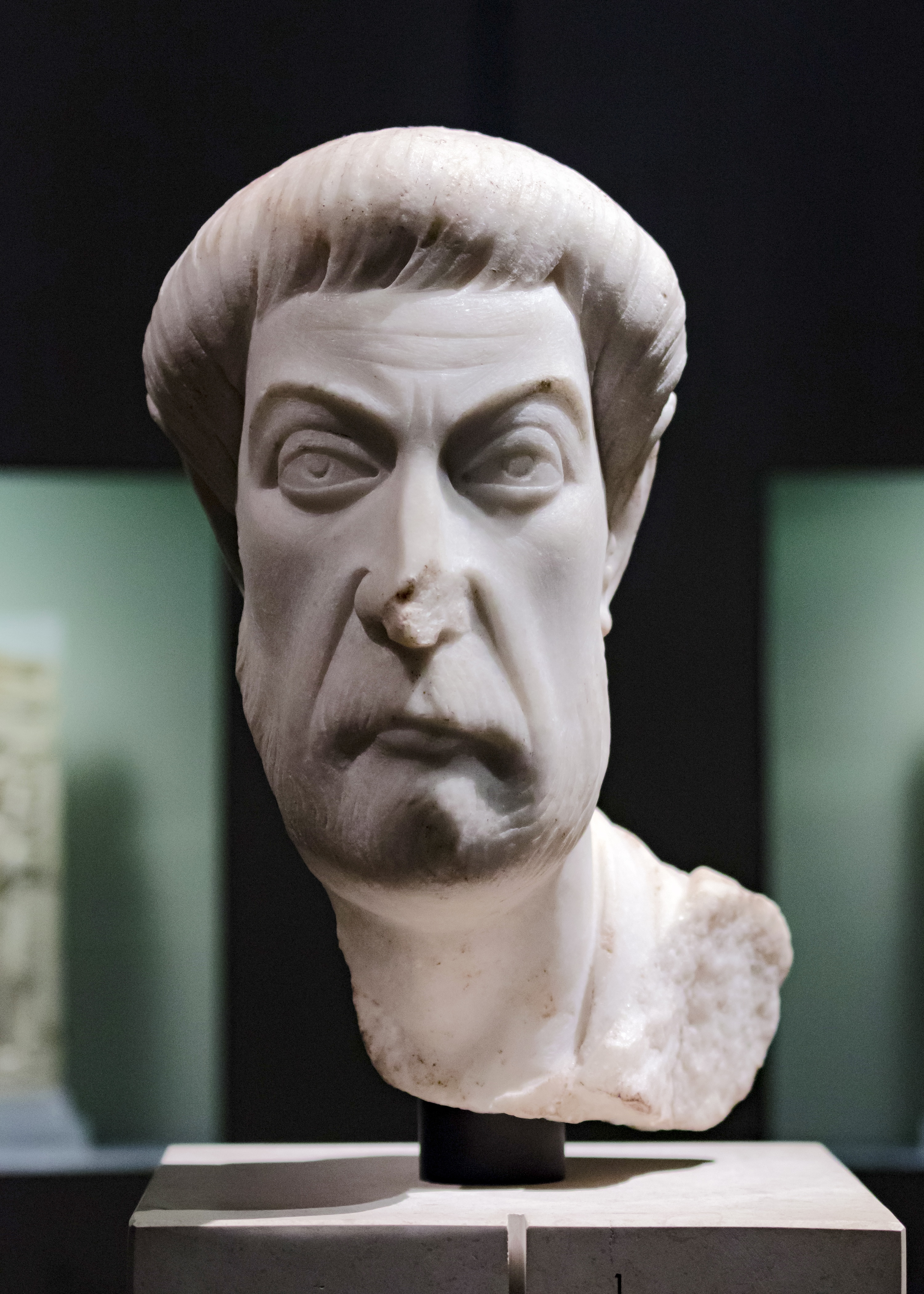
Beispiel für spätantike Porträtplastik: Büste des Eutropios, Ephesos, 5. Jahrhundert

Das Buch (Kodex) setzte sich zunehmend gegenüber der Schriftrolle durch, und es entstanden neue Bautypen wie etwa die christliche Basilika, die ältere Formen aufnahm und weiterführte. Während die Zahl der öffentlichen Neubauten insgesamt langsam zurückging (auch aufgrund des Verschwindens der lokalen Eliten, die sich früher durch Stiftungen von Nutzbauten verewigt hatten), stieg die Zahl der Kirchenbauten seit der Christianisierung des Reiches naturgemäß an. Neben lokalen Aristokraten, Statthaltern und Bischöfen traten dabei auch die Kaiser als Bauherren auf. Höhepunkt war dabei zweifellos die Hagia Sophia, deren von Justinian veranlasster Neubau mit seiner gewaltigen Kuppel die letzte große Leistung der antiken Architektur war. Von Bedeutung war auch in der Spätantike die Mosaikkunst. Auf diversen Landgütern gab die reiche Oberschicht künstlerische Arbeiten wie Mosaiken zur Verschönerung der Villen in Auftrag. Auch wenn in der Kunst insgesamt (im Vergleich zur „klassischen Antike“) einfachere Formen dominierten, herrscht unter den meisten Forschern derzeit Konsens, dass man bei diesen Veränderungen auf keinen Fall von einem grundsätzlichen „Verfall“ der künstlerischen Leistung sprechen dürfe. Für die früher in der Forschung teilweise als „hässlich“ verschmähte spätantike Porträtplastik etwa ist heute eher von einem „Stilpluralismus“ die Rede.
Der in der bildenden Kunst seit etwa 300 dominierende entindividualisierte, frontale Darstellungsstil (man vergleiche etwa die Kaiserporträts Caracallas mit denen Valentinians II. oder Leos I.) wird dabei oft mit orientalischem Einfluss erklärt. Während sich das handwerkliche Niveau der Werke in den Kaiserresidenzen und oft auch in den Provinzhauptstädten noch bis ins 6. Jahrhundert weitgehend halten ließ, ist ansonsten aus archäologischer Perspektive ein Niedergang der materiellen Kultur ab etwa 400 kaum zu leugnen. Oft war man nicht mehr in der Lage, verfallene oder zerstörte Bauwerke aus älterer Zeit in alter Schönheit zu erneuern; offenbar fehlte es auf dem flachen Land hierfür nun vielfach an den entsprechenden Kenntnissen. Und obwohl auch im 5. und 6. Jahrhunderten durchaus noch Inschriften gesetzt wurden, waren diese vor allem im Westen außerhalb der Metropolen in der Regel weit entfernt vom Standard früherer Jahrhunderte. Augenscheinlich war die gebildete, wohlhabende Elite der Spätantike im Vergleich zu früheren Jahrhunderten geschrumpft.

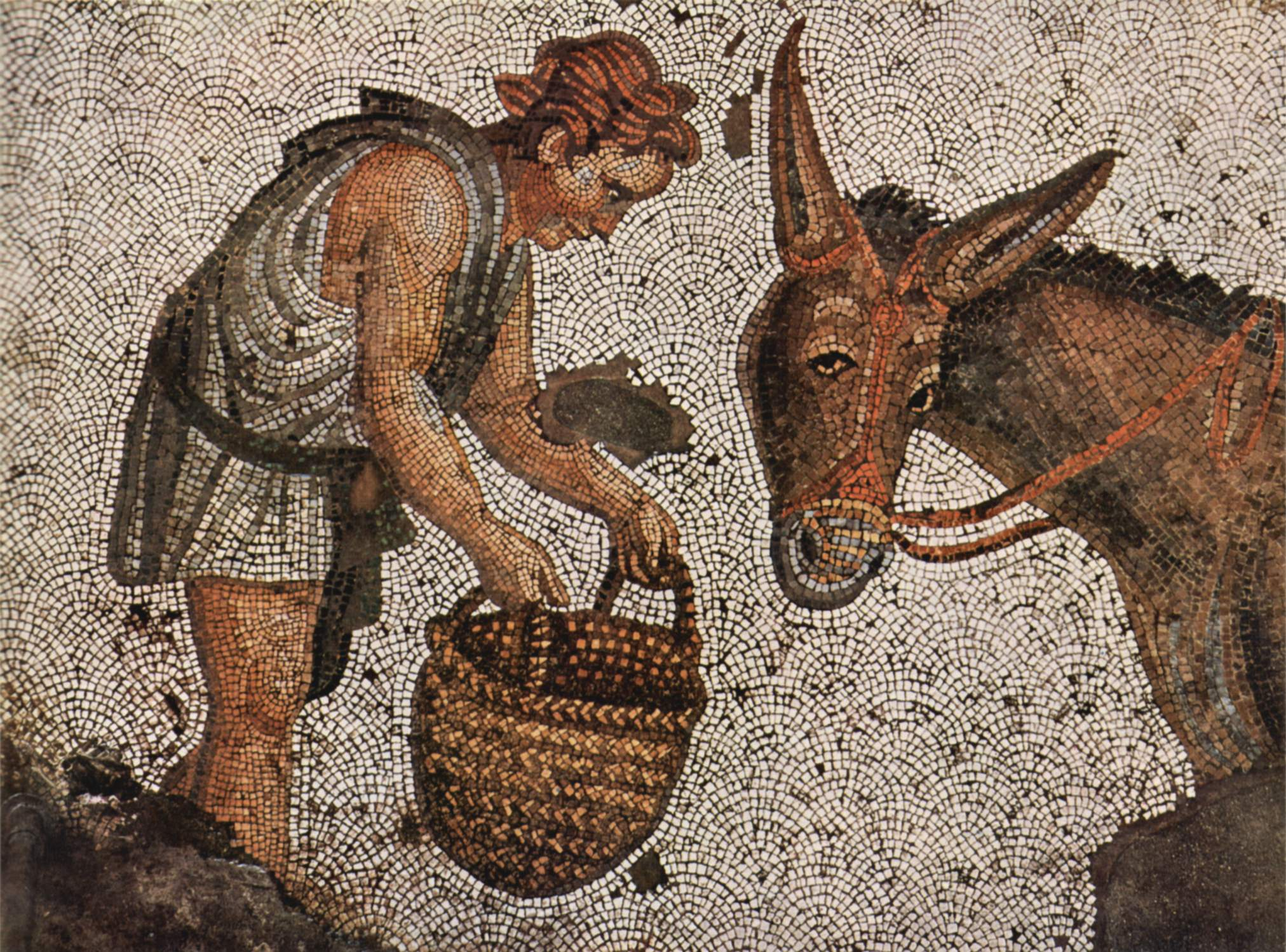
Dieses Mosaik aus dem Kaiserpalast in Konstantinopel (5./6. Jahrhundert) illustriert das hohe Niveau, das die bildende Kunst in den Metropolen noch lange halten konnte.

Im Westen setzte bereits im 5. Jahrhundert ein Transformations- und Verschmelzungsprozess ein, der langsam durch die Entstehung „barbarischer“ Reiche auf dem Boden des Imperiums zum Übergang ins Frühmittelalter führte. Dieser Prozess fand spätestens im frühen 7. Jahrhundert seinen Abschluss. Die Germanen versuchten aber keineswegs, die römische Kultur zu beseitigen, wie die römische Verwaltungspraxis Theoderichs des Großen oder die Rechtspraxis der Westgoten zeigt. Dies gilt auch für andere Bereiche: Forscher wie Philipp von Rummel, Guy Halsall oder Michael Kulikowski vertreten mittlerweile zudem die These, viele scheinbar „barbarische“ Elemente der materiellen Kultur und Kleidung seien in Wahrheit Neuentwicklungen, die aus dem Imperium Romanum selbst stammten und eine neue militärische Elite kennzeichneten, die sehr wohl auch Römer umfasste. Auf der anderen Seite gab es auch gebildete Personen, die sich im Westen mit den neuen Herren arrangierten, wie unter anderem die Beispiele des Bischofs Avitus von Vienne, des Arztes Anthimus oder des Dichters Venantius Fortunatus zeigen.
Die Grenzen waren fließend. Im Osten wurden deutlich mehr Elemente der antiken Kultur bewahrt als im Westen. Noch unter Justinian war es selbst in kleineren Städten möglich, eine fundierte rhetorische und literarische Ausbildung zu genießen. Das spätantike Bildungssystem war in der Regel dreistufig (Elementarunterricht, Grammatik und Rhetorik), wobei das Bildungsideal stark konservativ geprägt war. In diesem Zusammenhang ist auch auf die Rolle der kaiserlichen Hochschule (siehe Universität von Konstantinopel) hinzuweisen.
Insgesamt waren die regionalen Unterschiede erheblich. Für Italien etwa waren besonders der zweite Gotenkrieg (seit 541) und der Einfall der Langobarden 568 von Bedeutung, für Britannien hingegen schon die angelsächsische Invasion um 440 und für das lange Zeit sehr wohlhabende Syrien erst das 7. Jahrhundert. Spätestens der Einbruch der Perser und Araber in den römischen Orient zu Beginn des 7. Jahrhunderts zerstörte dann die kulturelle Einheit der Mittelmeerwelt (siehe Islamische Expansion), die das Altertum über die Jahrhunderte seit der Errichtung des römischen Weltreiches geprägt hatte. Antike Kultur floss aber auch in die arabisch-muslimische Welt ein und prägte diese nachhaltig.

### Sprachen in Ost und West
Im Westen hatte sich das Lateinische fast völlig durchgesetzt. Die griechischsprachigen Gebiete in Italien und auf Sizilien verschwanden, die Kenntnis des Griechischen ließ auch in der Oberschicht ab etwa 400 spürbar nach. Erst nach den Eroberungen Justinians I. kam es zu einer erneuten Gräzisierung einiger Regionen. In einigen Gebieten des Westens hatten neben der lateinischen Amtssprache andere Sprachen überlebt, zum Beispiel Britannisch und Baskisch. Ob aber der Kirchenvater Augustinus von Hippo um 400 wirklich die alte semitische Sprache der Karthager meinte, wenn er davon sprach, dass in Nordafrika noch immer Punisch gesprochen werde, ist umstritten.
Die lateinische Sprache des Westens begann sich während der Spätantike zu verändern. Während in der Literatur noch im sechsten Jahrhundert hochsprachliche Werke in klassischem Latein entstanden, entwickelte das einfache Volk Dialekte, die zur Grundlage der späteren romanischen Sprachen werden sollten.
Im Osten (wo daneben in weiten Gebieten Syrisch und Koptisch gesprochen wurde) war Griechisch schon seit dem Hellenismus die vorherrschende lingua franca. Im Heer, am Hof, in der Verwaltung sowie in Moesien und Illyrien sprach man aber hier daneben noch lange Latein (umstritten ist dagegen, ob es in Dakien eine Kontinuität der lateinischen Sprache gab). Im 4. Jahrhundert klagte Libanios sogar über die Tendenz vieler Oströmer, sich in lateinischer statt in griechischer Rhetorik ausbilden zu lassen, da dies damals bessere Aufstiegschancen verhieß. Allgemein ging allerdings ab etwa 400 die Verbreitung der jeweils zweiten Bildungssprache (im Westen Griechisch, im Osten Latein) in den Oberschichten zurück, wenngleich man im Osten nachweislich noch unter Justinian in vielen Städten eine fundierte Ausbildung in lateinischer Literatur und Sprache erfahren konnte. Unter den Einwohnern Konstantinopels gab es zudem um 550 noch eine bedeutende lateinische Minderheit, wie insbesondere Grabinschriften belegen. Durch die Eroberungen Justinians wurden damals überdies mit Italien, Nordafrika und Südspanien lateinischsprachige Gebiete zeitweilig wieder ins Imperium integriert. Damals entstanden im Osten auch noch wichtige lateinische Werke (Priscian, Gorippus, Jordanes, Maximianus). Doch als der spätere Papst Gregor der Große im späten 6. Jahrhundert als Gesandter in Konstantinopel weilte, hatte er bereits mit Verständigungsproblemen zu kämpfen: Er beklagte in seinen Briefen, dass viele seiner Gesprächspartner nur unvollkommen Latein beherrscht hätten.
In der Spätantike verschwammen nicht selten die Grenzen zwischen den beiden herrschenden Sprachen. Theophylaktos Simokates berichtet dennoch davon, dass noch um 595 unter Maurikios oströmische Generäle ihre Ansprachen vor den Truppen auf Latein hielten. Erst unter Herakleios wurde Griechisch im Osten zur alleinigen Amts- und Kommandosprache erhoben. Seit dieser Zeit vertiefte sich aufgrund der Sprachbarriere auch die Kluft zwischen Byzanz und dem Westen, zumal die Kaiser wenig später die Herrschaft über fast alle lateinischen Territorien (mit Ausnahme von Teilen Italiens) verloren hatten. Dabei unterschied sich das Griechisch der mittelbyzantinischen Zeit bereits in vielem (Aussprache wie Grammatik) stark vom Altgriechischen.

### Gesellschaftsstruktur
Seitdem Kaiser Caracalla im Jahr 212 allen freien Reichsbewohnern das römische Bürgerrecht verliehen hatte (Constitutio Antoniniana), fiel die einstmals wichtige Unterscheidung zwischen Bürgern und Nicht-Bürgern weg. Die spätantike Gesellschaft war nun grundsätzlich unterteilt in die kleine Gruppe der honestiores oder potentes (der „Mächtigen“) und den Rest der Bevölkerung, die humiliores. Insbesondere juristisch war diese Unterscheidung von Bedeutung, da die potentes weitaus mildere Strafen zu erwarten hatten.
Unter den potentes stellten die Senatoren eine besonders privilegierte Gruppe dar. Seit Constantius II. genoss der Senat Konstantinopels dabei dieselben Vorrechte wie jener Roms. Ging man dabei früher oft davon aus, dass sich die Aristokraten auf ihre Landsitze zurückgezogen hätten, so konnte inzwischen die Existenz palastartiger Stadthäuser nachgewiesen werden. Die Senatoren unterteilten sich wiederum in verschiedene Rangstufen (clarissimi, spectabiles und illustres), die noch unter Justinian von Bedeutung waren. Ihr Sozialprestige war nach wie vor enorm, und sie sahen sich selbst als „besseren Teil der Menschheit“ (pars melior humani generis). Die Auffächerung des Senatorenstands trug nicht zuletzt dem Umstand Rechnung, dass im 4. Jahrhundert mehr Personen in die senatorische Elite aufstiegen. Gleichzeitig etablierte sich etwa in Gallien ein neuer regionaler Senatsadel (siehe Gallorömischer Senatsadel), der noch bis ins 6./frühe 7. Jahrhundert lokalen Einfluss ausübte.
Auch die uralten republikanischen Ämter des cursus honorum (Volkstribunat, Praetur, Konsulat) behielten trotz ihrer realen Machtlosigkeit noch lange eine gewisse Anziehungskraft und blieben bis ins 6. Jahrhundert bestehen. Anders als früher war die Bekleidung dieser Ehrenstellen allerdings nicht mehr der Schlüssel zur Aufnahme in den Senat: In der Spätantike war die Zugehörigkeit zum Senatorenstand erblich geworden. Als die Zahl der Senatoren daher um 450 zu groß geworden war, nahm man den clarissimi und spectabiles das Recht zur Teilnahme an Senatssitzungen. Damit wurde der Senat faktisch zu einer Versammlung der höchsten aktiven und ehemaligen kaiserlichen Beamten, er zählte fortan kaum mehr als 100 tatsächliche Mitglieder und repräsentierte die weltliche Reichselite.

Diese Büste aus dem frühen 6. Jahrhundert zeigt eine oströmische Aristokratin (vielleicht Anicia Iuliana) mit einer Schriftrolle als Symbol ihrer paideia.

Ein entscheidender Schub in der Christianisierung der Amts- und Bildungsträger erfolgte bereits nach dem Tod des letzten nichtchristlichen Kaisers Julian Apostata, in der Zeit zwischen den 60er und 90er Jahren des 4. Jahrhunderts. Der Senat in Rom wurde im Verlauf des späteren 4. Jahrhunderts immer mehr „christianisiert“, auch wenn Heiden in ihm wenigstens bis zum Beginn des 5. Jahrhunderts noch eine nicht unbedeutende Gruppe stellten. In durchaus spannungsreichen Beziehungen zwischen Antike und Christentum vollzog sich Aneignung und Wandel des paganen Kulturguts durch christliche Gebildete. Offenbar wurden Grundbesitzer und städtische Oberschicht recht gezielt missioniert. Christen sind als viri clarissimi vor allem unter Aufsteigern aus den Provinzen oder unter anderen Nutznießern kaiserlicher Protektion auszumachen; wahrscheinlich sahen sich die gesellschaftlichen Aufsteiger den paganen Traditionen kaum verpflichtet. Umgekehrt gab es noch im 5. Jahrhundert in Ost und West einige hohe Würdenträger, die sich offen als Anhänger der alten Religion geben konnten; so zum Beispiel der praefectus urbi des Jahres 402, Caecina Decius Albinus, oder Messius Phoebus Severus, der consul ordinarius des Jahres 470. Dies wurde erst im 6. Jahrhundert unmöglich, als der Vorwurf des Heidentums zu einem politischen Kampfinstrument geworden war.
Im 4. Jahrhundert verschwand die Bezeichnung „Ritterstand“ und wurde durch neue gesellschaftliche Kategorien wie perfectissimi etc. ersetzt. Die lokale Aristokratie, die Kurialen (curiales), erlebte nach Ansicht der älteren Forschung seit dem 3. Jahrhundert einen langsamen Niedergang. Der Hauptgrund sei zunehmender staatlicher Druck und dadurch bedingt die hohe finanzielle Belastung dieser städtischen Eliten gewesen, die ehrenamtlich Verwaltungsposten bekleideten und für die Steuererhebung in ihren Gemeinden verantwortlich waren. Viele Kurialen versuchten sich demnach ihren Verpflichtungen zu entziehen, indem sie Kleriker wurden, in kaiserliche Dienste traten oder sich auf Landgüter zurückzogen („Kurialenflucht“). Der kleine Kreis der wirklich Mächtigen und Reichen dominierte nun die Politik der jeweiligen Heimatstädte, während die curiales auf dieser Ebene immer mehr an Bedeutung verloren. Jüngst wird in der Forschung allerdings auch eine andere Erklärung für die sogenannte Kurialenflucht angenommen: Es sei gerade der Aufstieg der wohlhabendsten curiales in die Reichsaristokratie gewesen, der andere, ärmere Grundbesitzer an ihre Stelle treten ließ. Demnach versuchten Kuriale sich nicht zunehmenden Aufgaben zu entziehen, sondern sie nutzten die Möglichkeiten eines sozialen Aufstiegs etwa in kaiserlichen oder kirchlichen Diensten. Die zunehmende Schwäche der lokalen Curien wäre dann ein Nebeneffekt des sozialen Aufstiegs ihrer reichsten Mitglieder gewesen.
Das Ausmaß des in der Hand weniger Aristokraten vereinigten Privatvermögens scheint im Westen sehr viel größer gewesen zu sein als im Osten. Das mag ein Grund für die höheren Steuereinnahmen im Ostreich gewesen sein, da die Mächtigen sich ihren finanziellen Verpflichtungen recht leicht entziehen konnten. Während das westliche Kaisertum nicht zuletzt aus Geldmangel unterging, arrangierte sich der reiche italische Senatsadel auch mit den Goten und verlor erst um die Mitte des sechsten Jahrhunderts seine ökonomische Grundlage. Die Oberschicht war stolz auf ihren Status und ihre klassische Bildung (paideia), die weiterhin als Zeichen der Standeszugehörigkeit galt und zuletzt zusammen mit ihr verschwand (im Westen im sechsten, im Osten erst im siebten Jahrhundert). Von mehreren Autoren (Christen wie Heiden) wird der Sittenverfall der Oberschicht und deren Verschwendungssucht beklagt, wobei ähnliche Vorwürfe bereits seit der spätrepublikanischen Zeit erhoben wurden. Nicht unterschätzt werden sollte zudem die zunehmende Bedeutung der Militäraristokratie, d. h. einer aus dem Militär hervorgegangenen neuen Elite, die besonders im Westen einflussreich war. Gerade der hohe Posten des Heermeisters bot die Möglichkeit, selbst aktiv den Kaiser und somit die Reichspolitik zu beeinflussen (siehe Magister militum#Der „Militäradel“).
Man versuchte in der Spätantike, die gesellschaftliche Hierarchie durch offizielle Maßnahmen zu zementieren. Zahlreiche kaiserliche Gesetze bestimmten, dass die Söhne an den Beruf und an den Stand des Vaters gebunden sein sollten. Im Prinzipat war es noch fast selbstverständlich gewesen, den Beruf der Vorfahren zu erben. Die in Wahrheit gesteigerte soziale Mobilität scheint durch diese Maßnahmen, die offenbar das Rad der Zeit zurückdrehen sollten, nicht wesentlich verringert worden zu sein, im Gegenteil: Die gesellschaftliche Mobilität war in der Spätantike sehr hoch; in der neueren Forschung wird sie sogar als die höchste in der gesamten römischen Geschichte angesehen. So war Kaiser Justin I. ein einfacher Bauernsohn, der es bis an die Spitze des Staates schaffte. Durch eine Gesetzesänderung ermöglichte er es überdies seinem Neffen Justinian, die ehemalige Schauspielerin Theodora zu heiraten (Schauspieler galten als ehrlos und wurden mit Prostituierten gleichgesetzt), die ihrerseits als Justinians Gattin 527 zur Augusta aufstieg. Trotz gesetzlicher Beschränkungen waren die reellen, in den Quellen fassbaren Auswirkungen dieser Veränderungen auf die Gesellschaft wohl weniger dramatisch, als in der älteren Forschung oft angenommen. So kannte die gesamte Antike „keine individuellen Freiheiten vom Staat, sondern nur Privilegien einzelner Gruppen im Staat“.
Die Rolle der Frauen in der spätantiken Gesellschaft war stark von ihrer Herkunft abhängig. Bis zur Heirat war diese an den sozialen Rang ihres Vaters, anschließend an den ihres Ehemanns gekoppelt. Allerdings waren Frauen den Männern zivilrechtlich gleichgestellt, sie behielten auch Eigentum und Vermögen, wenn sie eine Ehe schlossen. Das altrömisch geprägte Frauenbild hatte sich nicht zuletzt unter hellenistischem Einfluss gewandelt, wodurch Frauen stärker in der Öffentlichkeit wirken konnten. Zwar blieben staatliche Ämter und Würden selbst hochrangigen Frauen verwehrt, besonders auf kommunaler Ebene in den Städten konnten (unverheiratete) Frauen aber eine vergleichsweise wichtige und finanziell lukrative Stellung einnehmen. Nicht nur aufgrund des christlichen Einflusses wurde das Eherecht verschärft und Untreue je nach sozialer Stellung hart bestraft; Zwangsheiraten waren untersagt, während Scheidungen rechtlich erschwert wurden.
Auch in der Spätantike glich das Imperium Romanum einer Ansammlung von Städten in ihrem Umland, wobei die urbane Kultur (wie zuvor) ein zentrales Kennzeichen der römisch-griechischen Zivilisation darstellte. Civitates mit ihrem urbanen Zentrum und lokaler Autonomie umfassten den größten Teil des Römischen Reiches: Die Notitia Galliarum listet um 400 insgesamt 122 Verwaltungseinheiten in Gallien auf, von denen nur 8 keine civitates sind; und für Ostrom sind noch unter Justinian etwa 900 poleis bezeugt. Für die Städte im ganzen Reich stellte dennoch bereits das 4. Jahrhundert einen Einschnitt dar: Constantius II. enteignete die meisten civitates und poleis, um direkten Zugriff auf die zu entrichtenden Steuern zu gewinnen; die kaiserliche Kasse (res privata) verwaltete nunmehr den einstigen Besitz der Städte, die ihr Umland bis dahin selbst fiskalisch verwaltet hatten. 374 legte Valentinian I. fest, dass ein Drittel der jeweiligen Einnahmen wieder den civitates zur freien Verfügung gestellt werden sollten, die im Gegenzug erneut die Administration der Ländereien übernahmen. Einem Teil der Städte wurde in der Folgezeit auch wieder die Erhebung der Steuern übertragen. 536 versuchte Justinian, die Städte und ihre Räte wieder zu stärken, doch am Ende des 6. Jahrhunderts war der Prozess, in dem die allermeisten poleis und civitates ihre administrative und ökonomische Unabhängigkeit weitgehend verloren hatten, abgeschlossen. Dort, wo es noch curiales gab, standen sie meist unter der Aufsicht kaiserlicher Amtsträger.
Die griechisch-römische Ökumene setzte „zivilisiertes“ Leben mehr oder weniger mit dem Leben in der Stadt gleich. Zur Zeit Justinians war Konstantinopel mit gut 500.000 Einwohnern (vor dem Pestausbruch) die bedeutendste Stadt des Mittelmeerraums. Einige Gebiete des Reiches – etwa Ägypten oder Palästina – erlebten noch im 6. Jahrhundert eine ökonomische Blüte. Der Niedergang der curiales und die Erosion der lokalen Selbstverwaltung darf daher nicht einfach mit einer allgemeinen Krise der Städte gleichgesetzt werden. In vielen Städten des Ostens lassen sich noch unter Justinian private Stifter großer Gebäude nachweisen. Offenbar war die lokale Elite in den Städten nicht verschwunden, sondern sie übte ihren Einfluss nun in einer Form aus, die in den Quellen weniger Spuren hinterließ als früher.
In der Alltagskultur der größeren Städte, vor allem aber in Konstantinopel selbst, spielten die Zirkusparteien eine nicht unwichtige Rolle. Sie waren allerdings teils auch an städtischen Unruhen beteiligt. In den Städten wurden Gewerbetreibende in Kooperationen (collegia) zwangsweise zusammengefasst, die unentgeltlich öffentliche Aufgaben (munera) übernehmen mussten. Neben den Verpflichtungen der curiales (siehe oben) waren diese Aufgaben eine wichtige Grundlage der Sicherstellung der Infrastruktur im Imperium.
Wie die Rolle der Sklaverei einzustufen ist, bleibt in der Forschung umstritten, allerdings ist davon auszugehen, dass es keinen wirklichen Bruch gegenüber der vorherigen Praxis gegeben hat. Die Sklaverei scheint auch weiterhin eine nicht unbedeutende Rolle gespielt zu haben, die nach Ansicht der neueren Forschung aber auch nicht überschätzt werden darf (siehe den Abschnitt Wirtschaft).

### Wirtschaft
In kaum einem Punkt ist der Paradigmenwechsel, der sich seit etwa 1980 bei der Einschätzung der Spätantike vollzogen hat, so evident greifbar wie im Hinblick auf die Wirtschaftsgeschichte dieser Jahrhunderte. Ging man früher von einem allgemeinen Niedergang aus, so betonen die meisten Forscher, gestützt auf archäologische Feldforschungen, heute im Gegenteil die Prosperität vieler Gebiete. Neben der dominierenden landwirtschaftlichen Produktion entstanden höherwertige Waren (wie Metallarbeiten, Kleidung, Keramikwaren und andere spezialisierte Produkte) in den urbanen Zentren. Das Mittelmeer war auch in der Spätantike ein wichtiger politischer und wirtschaftlicher Verbindungsraum, wobei das Handelsnetzwerk den gesamten Mittelmeerraum umfasste und weitere Handelsrouten über Persien bis nach Zentralasien, China und Indien reichten. In der neueren Forschung wird der Aspekt der Vernetzung dieser unterschiedlichen Räume verstärkt betont.
Dem Osten erging es wirtschaftlich lange Zeit wesentlich besser als dem Westen, auch aufgrund der Tatsache, dass die wichtigen Industrien und Handelszentren im Osten lagen. Dort endete die sogenannte Seidenstraße und es gab einen regen Handelsaustausch mit Persien und weiter bis nach Zentralasien und indirekt nach China, wobei sogdische Händler eine wichtige Rolle spielten (siehe oben). Die römischen Handelskontakte reichten über das Rote Meer bis in das (im 4. Jahrhundert christianisierte) Reich von Aksum im heutigen Äthiopien, nach Südarabien und Indien (siehe oben), während die Handelsverbindungen über Persien nach Zentralasien und weiter nach China von den Sassaniden kontrolliert wurden. In der neueren Forschung wird neben dem Warenhandel (aus dem Osten kamen vor allem Luxuswaren nach Westen, so Seide und Gewürze wie Pfeffer) auch der damit verbundene Ideenaustausch über die spätantiken Handelsnetzwerke Eurasiens betont. Römische Versuche, am Horn von Afrika den persischen Einfluss zurückzudrängen bzw. neue, von den Sassaniden unabhängige Handelsrouten einzurichten (siehe dazu Theophilos der Inder und Ella Asbeha), scheiterten jedoch. Persische Händler beherrschten den Indienhandel im Indischen Ozean, wofür Ceylon ein wichtiger Umschlagplatz war. Die spätrömische Goldwährung, der Solidus, blieb im Mittelmeerraum bis ins Hochmittelalter der Standard und spielte auch im Fernhandel eine wichtige Rolle. Im spätantiken Imperium kursierten nach modernen Schätzungen mehrere Millionen dieser Münzen; ärmere Römer konnten von etwa 3 Solidi pro Jahr leben. Im Orient war daneben die sassanidische Silberdrachme weit verbreitet; sie wurde im 7. Jahrhundert von den Arabern übernommen.

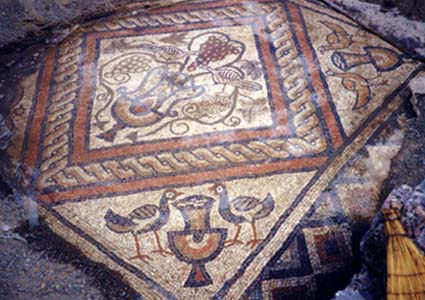
Mosaiken wie dieses aus dem 6. Jahrhundert (Lin am Ohridsee, Albanien) zeugen vom Wohlstand auch in den damaligen Provinzen.

Im Westen des Imperiums war zwar ein gewisser Bevölkerungsrückgang festzustellen, aber dieser setzte erst im 5. und 6. Jahrhundert in voller Stärke ein, während die Verhältnisse im 4. Jahrhundert vermutlich sogar günstiger waren als in der Soldatenkaiserzeit. Die großen Städte, vor allem Rom, Karthago, Trier, Konstantinopel, Antiochia und Alexandria, standen noch lange in Blüte und verfielen im Westen erst nach wiederholten Plünderungen durch germanische Krieger, im Osten noch später. Westrom erlebte allerdings, bedingt oder verstärkt durch die endlosen inneren und äußeren Kriege, im 5. Jahrhundert einen (regional sehr unterschiedlich ausgeprägten) wirtschaftlichen Niedergang. Hinzu kam, dass die reichsten Gebiete (vor allem Nordafrika) nun dem Zugriff der kaiserlichen Regierung in Ravenna entzogen waren. Für Italien markiert daneben der zweite Gotenkrieg (541–552) einen Einschnitt. Die langwierigen, gnadenlosen Kämpfe ruinierten das einstige Kernland des Imperiums. So entging etwa die Stadt Rom, die um 530 noch immerhin etwa 100.000 Einwohner gehabt haben dürfte, nur knapp der vollständigen Zerstörung. Allerdings erschien Italien trotz allem den Langobarden noch 568 als lohnendes Ziel. Dass dort nach über 30 Jahren voller Krieg und Plünderung noch immer Beute winkte, belegt vor allem, wie reich die Halbinsel zuvor gewesen sein muss.
Der Osten des Reiches prosperierte zwar stärker als der Westen (wo einige Regionen auch im 6. Jahrhundert noch florierten), im 7. Jahrhundert ist jedoch ein deutlicher Niedergang des spätantiken Wirtschaftsraums festzustellen. Die Entwicklung verlief in den jeweiligen Regionen unterschiedlich schnell, war keineswegs gradlinig und ist auf verschiedenen Faktoren zurückzuführen (militärische Konflikte, Seuchen und interne Ursachen). Die Situation im späten 7. Jahrhundert unterschied sich radikal von der um 500. Das von Chris Wickham als „mediterranes Weltsystem“ (Mediterranean world-system) beschriebene komplexe Warenaustauschsystem und das auf den wirtschaftlichen Erträgen basierende Steueraufkommen brach im Westen bereits im 5. Jahrhundert weitgehend zusammen. Der Verlust der Provinz Africa war für Westrom nicht mehr zu kompensieren.
Im Osten verlief dieser Prozess langsamer. Letztlich war die Wirtschaft am Ende der Spätantike aber anscheinend nicht mehr ausreichend, den (ost)römischen Staat nachhaltig zu stützen. Handelsrouten, die im 5. und 6. Jahrhundert den Mittelmeerraum über Land verbanden, waren Mitte des 7. Jahrhunderts gekappt; hinzu kam ein feststellbarer Rückgang des Seehandels. Die Zeit, in der große Warenmengen im Rahmen funktionierender und staatlich gesicherter Seerouten vom einen Ende des Mittelmeers zum anderen verschifft werden konnten, war vorbei, was zudem den kommunikativen Austausch einschränkte. Stattdessen dominierte nun vorerst ein kleinerer und lokaler ausgerichteter Seehandel. Nach 700 bildeten sich aber auch neue Handelsrouten heraus. Die einzelnen Regionen waren nicht vollkommen isoliert, sondern standen weiterhin in einem (zunächst allerdings beschränkteren) Handelskontakt zueinander. Entgegen der älteren Lehrmeinung kam es bereits im späten 8. Jahrhundert zu einem nicht unerheblichen wirtschaftlichen Aufschwung. Auch im Mittelmeerraum ist in dieser Zeit ein reger Warenaustausch zwischen den lateinisch-christlichen Reichen, Byzanz und dem Kalifat nachweisbar, von Luxuswaren (wie Pelzen und Seide) bis hin zu Salz, Honig und nicht zuletzt Sklaven. In diesem Sinne bildete sich nun ein neues vernetztes und weitgespanntes Handelssystem heraus. Im Westen kam es in der Merowingerzeit außerdem zu einer Handelsverschiebung in den Norden, wobei fränkische Händler schon im 7. Jahrhundert bis in das Slawenland im Osten vorstießen. Die nördlichen Regionen waren nach der arabischen Expansion also keineswegs vollständig vom Kulturraum des Mittelmeers abgeschnitten, denn es fand ein wechselseitiger Austauschprozess und eine entsprechende Kommunikation statt.
Von nicht zu unterschätzender Bedeutung für die ökonomische und demografische Entwicklung im späten 6. und im 7. Jahrhundert war die sogenannte Justinianische Pest, eine Seuche, die seit 541/42 den gesamten Mittelmeerraum heimsuchte und zahllose Opfer forderte. Es handelte sich dabei, wie erst seit jüngster Zeit feststeht, um die Beulenpest. 2019 gelang einem internationalen Forscherteam der endgültige Nachweis von Yersinia pestis in einem auf das 6. Jahrhundert datierten Grab im englischen Edix Hill, womit zugleich erstmals ein Auftreten der spätantiken Seuche in Britannien dokumentiert wurde. Die Folgen der Pest sind allerdings im Einzelnen teils nur schwer einzuschätzen, da der feststellbare Bevölkerungsrückgang aufgrund der uneinheitlichen Quellenbefunde nicht zwingend ausschließlich auf die Seuche zurückzuführen ist; es kann sich auch um Folgen politischer Krisen handeln.
In der neueren Forschung wird dank Fortschritten in der naturwissenschaftlichen Forschung auf die teils dramatischen Veränderungen in dieser Phase der Spätantike hingewiesen. Umweltgeschichtlich war bereits die Zeit von etwa 150 bis 400 von einer Klimaverschlechterung geprägt, was in der eurasischen Steppe zu verstärkter Trockenheit und Dürren führte und damit einen weiteren Grund für das Ausgreifen nomadischer Gruppen (wie der Hunnen) darstellte. Es folgte für die Zeit von ca. 536 (Klimaanomalie 536–550) bis Ende des 7. Jahrhunderts eine weitere Klimaverschlechterung (Spätantike Kleine Eiszeit bzw. Late Antique Little Ice Age) mit all den damit verbundenen Folgen (fallende Temperaturen und verschlechterte Lebensbedingungen). Daran hatten Pestwellen und Vulkanausbrüche (mit den entsprechenden Umweltfolgen) ihren Anteil, was erhebliche Folgen für die Bevölkerung und die Wirtschaft hatte.
Die in der älteren Forschung (A. H. M. Jones) teils vertretene Ansicht, die spätantike Wirtschaft habe zu wenig Produzenten und zu viele Konsumenten gehabt, ist inzwischen in Frage gestellt worden. Auch die Annahme, dass die Menschen unter einer stetig zunehmenden fiskalischen Belastung gelitten hätten, wie vor allem die Klagen in den Quellen nahelegen, scheint durch Papyrusfunde und archäologische Grabungen widerlegt zu werden. Von einer allgemeinen Wirtschaftskrise während der gesamten Spätantike kann jedenfalls nicht ausgegangen werden. Die Verhältnisse waren je nach Zeit und Ort zum Teil grundverschieden und besonders im Osten noch lange viel günstiger als im Westen. Dies lag nicht zuletzt daran, dass es hier weitaus besser gelang, den inneren Frieden zu bewahren und Angreifer abzuwehren. In vielen ländlichen Regionen Ostroms, etwa Nordsyrien, bildete das 6. Jahrhundert daher sogar einen bis heute nicht wieder erreichten Höhepunkt in Hinsicht auf Bevölkerungsdichte und Wohlstand. Die besonders wohlhabende und einflussreiche Familie der Apionen in Ägypten, deren Geschichte recht gut belegt ist, konnte offenbar sehr lukrative Geschäfte betreiben.
Das private Vermögen verteilte sich auf eine relativ kleine und wohlhabende Oberschicht (siehe oben), die sich zwar gerne auf prächtige Landgüter zurückzog, was früher fälschlich teils als ein Indiz für eine beginnende Feudalisierung gedeutet wurde, zugleich aber auch in den Städten präsent blieb. Dem gegenüber galt der Großteil der Bevölkerung als „arm“, was aber nur grundsätzlich bedeutete, dass man nicht von seinen Pfründen oder seinem Grundbesitz leben konnte, sondern für seinen Broterwerb selbst arbeiten musste. Daher wird diese Vorstellung von einer simplen Unterteilung in „Arm“ und „Reich“ der komplexen Realität kaum gerecht, wenngleich in den Quellen teils – wie zu allen Zeiten – gegenüber den sozialen Eliten der Vorwurf der Verschwendungssucht erhoben wird.
Auf dem Land galt für die Pächter der Großgrundbesitzer in der Regel die Bindung an das zu bearbeitende Stück Land, die sogenannte Schollenbindung (siehe Kolonat). Diese Maßnahme sollte die Bearbeitung des Bodens sichern und damit dem Staat stabile Einnahmen garantieren. Eine generelle, reichsweite Verarmung der Kleinbauern und ihre grundsätzliche Verdrängung durch die Kolonen lässt sich dabei nicht konstatieren. Auf dem Land, vor allem in Gallien, kam es jedoch vereinzelt zu Aufständen der Bagauden, deren Ursachen umstritten sind, ähnlich wie die Hintergründe der Circumcelliones in Africa. Insgesamt kennen wir für die Spätantike auch unter Einrechnung städtischer Revolten weniger Fälle von sozialen Unruhen als für die früheren Phasen der römischen Geschichte.
Sklaven waren weiterhin allgegenwärtig und ihr Besitz war wohl kein Privileg reicher Personen; bereits Familien mit einem mittelgroßen Einkommen setzten durchaus Sklaven ein, teils verfügten sogar Kolonen über sie. Die Bedeutung der Sklaven variierte aber stark in den unterschiedlichen Provinzen. Während in Italien, Sizilien und Hispanien Sklaven seit der frühen Kaiserzeit in großem Umfang in der Landwirtschaft eingesetzt wurden, war ihre Bedeutung etwa in Ägypten sehr viel geringer, da dort stärker freie Arbeiter beschäftigt wurden. In Africa und Kleinasien bestand die überwiegende Mehrheit der Arbeiter ebenfalls aus Freien. Insgesamt scheinen Sklaven auf großen Gütern weniger eingesetzt worden zu sein.

### Kaisertum und Verwaltung
Der Kaiser beanspruchte im spätrömischen Reich spätestens seit Diokletian eine sakrale Stellung, nicht unähnlich der eines Vizekönigs Gottes auf Erden (Näheres dazu im Artikel Kaiser). Konstantin der Große schraubte die paganen Elemente im Kaiserkult soweit zurück, so dass zwar Kultfeierlichkeiten, nicht aber Blutopfer erlaubt waren und der Zwang zur Kultausübung entfiel. Insgesamt fand eine Transformation des Kaiserkults hin zu einer christlich fundierten Kaiservorstellung statt. Seit Konstantin spielten daher christliche Elemente in der Kaiseridee eine zunehmend wichtige Rolle. Diese gezielte Verflechtung von Herrschaft und christlicher Religion wird auch als „imperialer Monotheismus“ bezeichnet.
Auf Porträts und Münzen verloren sich bereits seit Diokletian die individuellen Züge der Herrscher vielfach gegenüber der Betonung der Entrückung und Sakralität ihres Amtes. Zwischen Konstantin und Phokas waren fast alle Kaiser (mit einigen Ausnahmen wie Julian und Johannes) glattrasiert. Das zunehmend übersteigerte Hofzeremoniell erreichte seine Vollendung dann unter Justinian; dabei sind die Parallelen zum sassanidischen Hof auffällig, werden aber in der Forschung unterschiedlich interpretiert. Dennoch kann nicht von einer „orientalischen Zwangsherrschaft“ gesprochen werden, denn faktisch hatten die spätantiken Kaiser nicht mehr Befugnisse als ihre Vorgänger – eher weniger. Außerdem sollte die Beeinflussung mehrerer Kaiser durch Heermeister, einflussreiches Hofpersonal und Verwaltungspersonen sowie durch kirchliche Würdenträger speziell im Westen nicht unterschätzt werden. Manche Kaiser waren zudem in sehr jungen Jahren auf den Thron gelangt und standen somit unter dem Einfluss ihrer Berater.

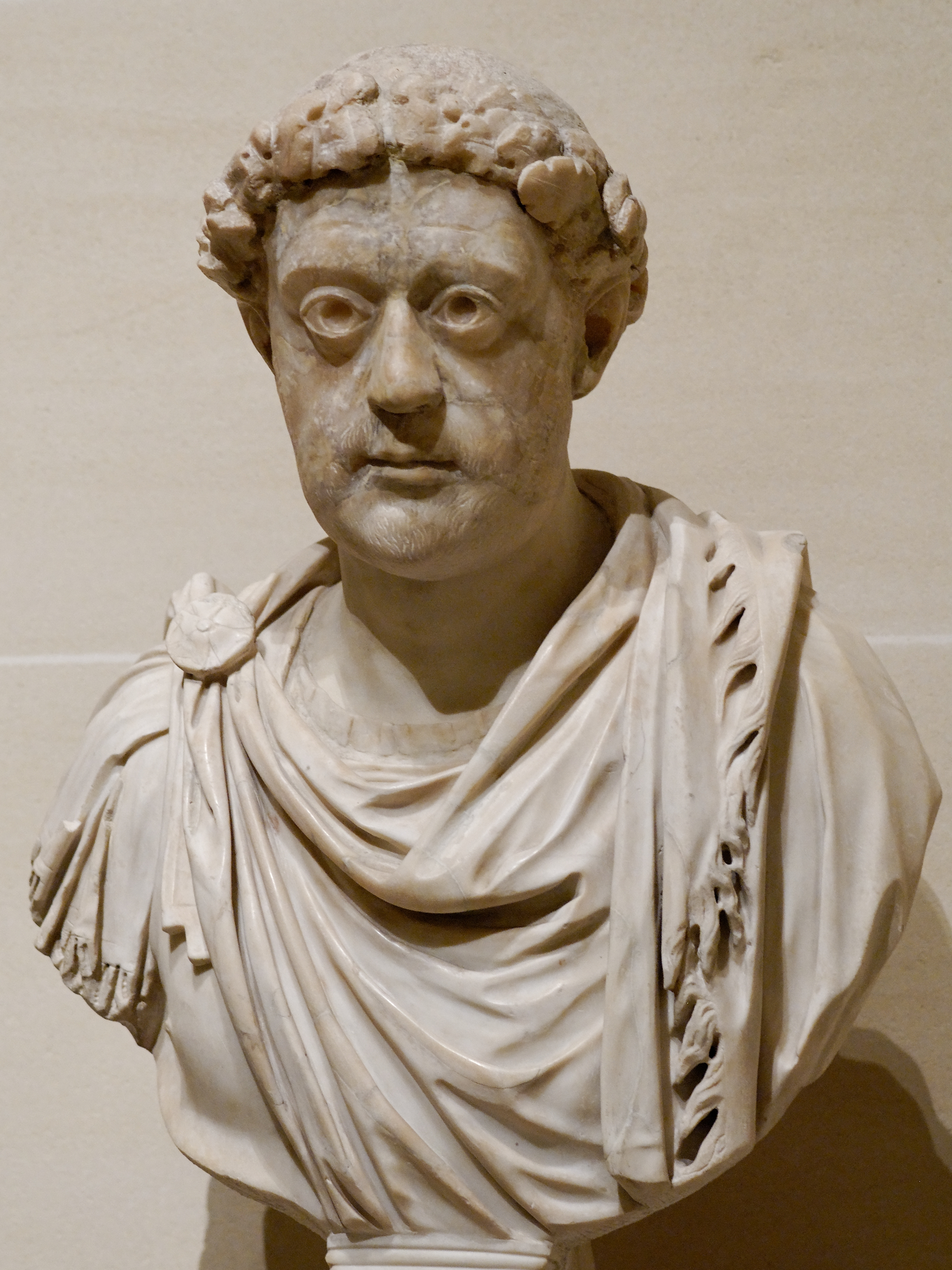
Porträtbüste des oströmischen Kaisers Leo (heute im Louvre)

Der spätantike Herrscher war immer noch an das altrömische Prinzip der Fürsorgepflicht gebunden, und neue Kaiser wurden weiterhin durch Akklamation erhoben. Auch wenn die Bedeutung des dynastischen Denkens wuchs und zumindest Kaisersöhne, sofern vorhanden, kaum übergangen werden konnten, war das Kaisertum formal nach wie vor nicht erblich. Um die Nachfolge von Verwandten zu sichern, wurde meist versucht, diese im Vorfeld bereits als Mitkaiser an der Macht zu beteiligen (zum Beispiel Justinian durch Justin I.). Zudem war die Gesetzesherrschaft keineswegs suspendiert, wie oft mit dem Begriff des Dominats in der älteren Forschung suggeriert wurde. Vielmehr zeigen zahlreiche Erlasse in den Kodizes, dass die Kaiser weiterhin an das Recht als solches gebunden waren (siehe beispielsweise die Äußerung im Codex Iustinianus, 1,14,4), da sie durch offen unrechtmäßiges Vorgehen ihre Legitimität eingebüßt und Usurpationen riskiert hätten – so wie Kaiser Phokas, der zahlreiche Aristokraten hinrichten ließ und schließlich 610 gestürzt wurde. Auffällig ist überdies, dass die Herrscher nach Theodosius I. für über zwei Jahrhunderte zu Palastkaisern (principes clausi) wurden, die – mit Ausnahme von Majorian – nicht mehr selbst Heere in die Schlacht führten. Im Osten verließen die Augusti Konstantinopel und die nähere Umgebung nun nur noch selten; so bereiste Theodosius II. im Jahr 443 Kleinasien.
Eine übliche Praxis in der Spätantike war die Ernennung eines Mitkaisers (Caesar) neben dem Hauptkaiser (Augustus) oder die Trennung des Herrschaftsbereiches zwischen zwei Augusti, wie etwa zwischen Valentinian I. und Valens. Die Einheit des Reiches blieb davon jedoch unberührt, da die Gesetze eines Kaisers auch für die andere Reichshälfte Gültigkeit besaßen. Nach zeitgenössischer Vorstellung blieb das Imperium zudem trotz des Mehrkaisertums grundsätzlich eine Monarchie, in der der höchstrangige Herrscher, der senior Augustus, die anderen lediglich an seinem Kaisertum teilhaben ließ. Nach dem Tode Theodosius’ I. im Jahr 395 wurde aus der verwaltungstechnischen Teilung zwar zunehmend eine faktische. Allerdings blieb die Vorstellung von einer Reichseinheit bis weit über das Ende des westlichen Kaisertums hinaus lebendig und wirksam, und noch bis ins 7. Jahrhundert wurde immer wieder die Erhebung eines neuen Augustus des Westens und somit eine Erneuerung des Mehrkaisertums diskutiert.

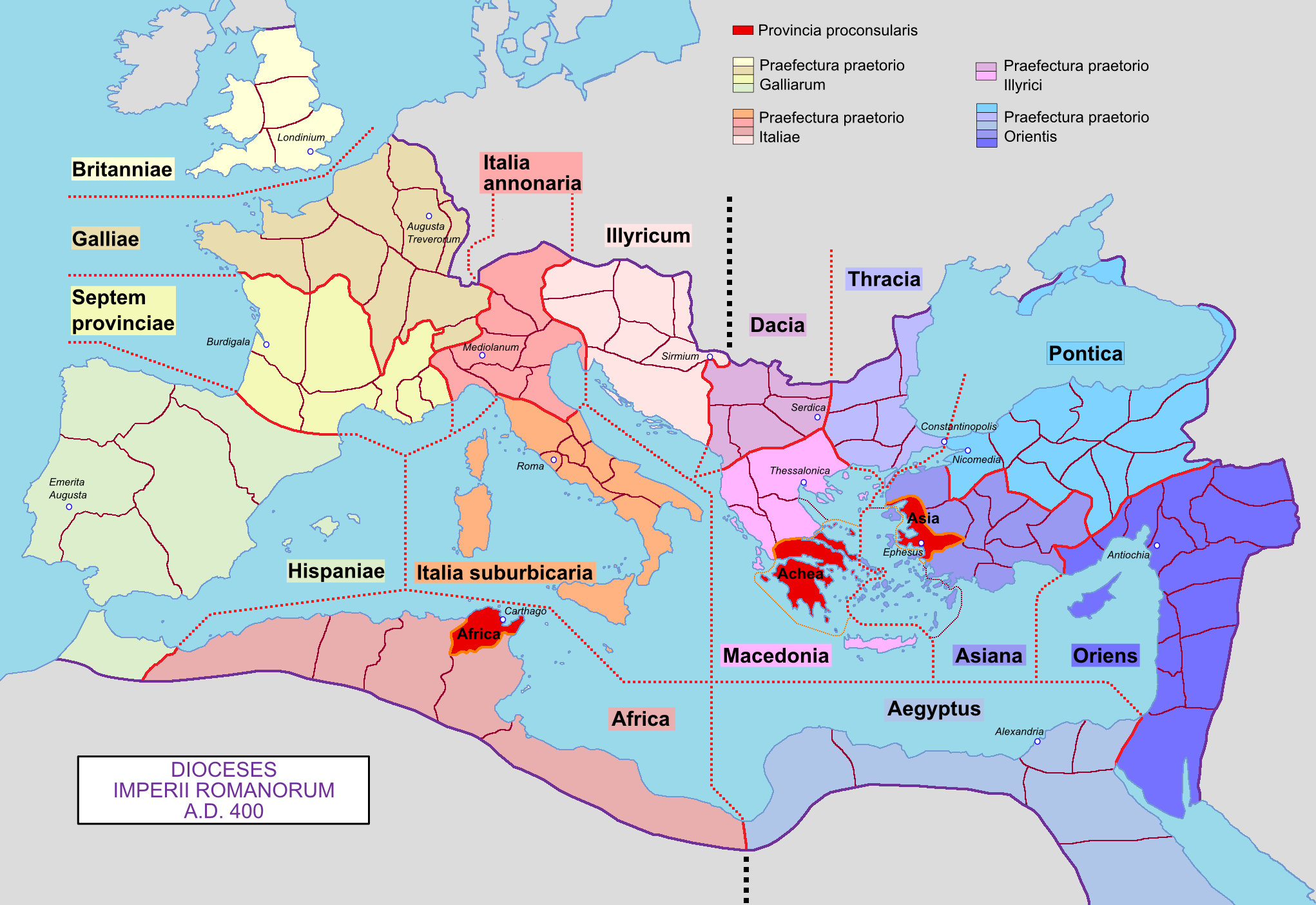
Die administrative Gliederung des Imperium Romanum nach 395.

Zentrum des herrschaftlichen Handelns war der Kaiserhof, wie auch Verwaltung und Hof kaum voneinander zu trennen sind. Der spätrömische Hof (comitatus) umfasste eine Vielzahl von Beamten (militia palatina), von denen die wichtigsten zum consistorium gehörten, dem Staatsrat. Zu den wichtigsten Hofbeamten zählten neben dem magister officiorum, dem Leiter der Verwaltung (dem auch die agentes in rebus unterstanden), der comes sacrarum largitionum, der für die Reichsfinanzen zuständig war, der comes rerum privatarum, der die kaiserlichen Güter verwaltete, und der praepositus sacri cubiculi. Letzterer war meist ein Eunuch und leitete den kaiserlichen Haushalt, wodurch er oftmals den Zugang zum Kaiser kontrollieren konnte. Der quaestor sacri palatii war der Leiter der kaiserlichen Kanzlei. Er war in der Regel ein Jurist, da er auch mit der Abfassung kaiserlicher Gesetze beauftragt war. Außerdem publizierte er kaiserliche Edikte und bewahrte die Kopien auf. Tribuni et notarii führten das Protokoll im consistorium, während referendarii zunächst für den Briefverkehr verantwortlich waren, später aber auch als Beauftragte agierten. Personen, die sich auf wichtigen Posten besonders hervorgetan hatten, wurden teils mit dem hohen Ehrentitel eines patricius ausgezeichnet.
Seit dem 5. Jahrhundert ist zudem der Spatharius als einer der Kommandeure der Leibwache am Hof belegt, wobei es sich nicht zwingend um einen Militär handelte, wie das Beispiel des Chrysaphios zeigt, dem einflussreichen Eunuchen am Hof von Theodosius II. Im Sinne eines „Schwertträgers“ existierte dieses Amt in abgewandelter und aufgewerteter Form (etwa als Befehlshaber oder Statthalter) an den germanisch-romanischen Königshöfen der Völkerwanderungszeit.
Wie bereits im Prinzipat war der Kaiser dabei stets durch die Gefahr möglicher Usurpationen bedroht. Durch die Verleihung von Posten und Ehrentiteln konnten die Kaiser versuchen, verschiedene Aristokraten gegeneinander auszuspielen, um selbst an Handlungsfreiheit zu gewinnen. In der Spätantike wurden Usurpatoren in den Quellen oft als „Tyrannen“ (lateinisch tyranni) bezeichnet.
Im Inneren zeichnete sich ein Trend zur stärkeren Zentralisierung der Verwaltung ab. Vor allem Konstantin der Große schuf zahlreiche neue Hofämter. Bereits ab Diokletian galt dabei grundsätzlich jeder, der im Dienst des Kaisers stand, formal als Soldat (miles); auch die Tätigkeit im zivilen Bereich war nun eine militia, weshalb die Amtsträger meist Militärumhang (chlamys) und Soldatengürtel (cingulum) trugen. Zudem wurden sie pro forma bei ihrer Einstellung einer militärischen Einheit zugewiesen; so wurden zum Beispiel noch unter Kaiser Justinian die Schreiber des praefectus praetorio Orientis offiziell der Legio I Adiutrix zugerechnet. Nur die Konsuln und Stadtpräfekten von Rom und Konstantinopel trugen noch im 6. Jahrhundert bei öffentlichen Auftritten grundsätzlich die Toga. Das altehrwürdige Konsulat, das schon seit Augustus kaum noch wirkliche Macht beinhaltet hatte, blieb zwar bis 542 erhalten, hatte aber keinerlei politischen Einfluss mehr.
Die faktische Teilung von ziviler und militärischer Gewalt, die in Rom zuvor unbekannt gewesen war, ist ein typisches Phänomen der Spätantike und wurde erst ab dem 6. Jahrhundert schrittweise wieder aufgegeben. Dabei war die zivile Hierarchie der militia officialis seit Diokletian und Konstantin im Wesentlichen die folgende: Direkt dem Kaiser unterstellt waren die Prätorianerpräfekten (Singular: praefectus praetorio). Es handelte sich bei ihnen seit der Zeit Konstantins um die höchsten zivilen Verwaltungsbeamten des Reiches; vor 395 existierten drei, danach vier Präfekturen (nun je zwei für das West- und das Ostreich). Die Präfekturen zerfielen wiederum in Diözesen, denen Vikare vorstanden, und die ihrerseits aus Provinzen bestanden, mit Provinzstatthaltern an der Spitze. In Italien blieb dieses System bis in die Zeit des Ostgotenreiches bestehen, im Osten sogar bis ins frühe 7. Jahrhundert. Die Basiseinheit der Verwaltung blieb bis ins 6. Jahrhundert die Stadt (polis bzw. civitas), wobei die traditionellen urbanen Ämter seit dem 4. Jahrhundert an Bedeutung verloren und die städtische Autonomie im Verlauf der Epoche zunehmend eingeschränkt wurde (siehe oben).
Die Bürokratie gewann in der Spätantike insgesamt an Umfang, ebenso (wenngleich nur vergleichsweise zur vorherigen Zeit) der Steuerdruck (im Kern die kombinierte Kopf- und Grundsteuer Capitatio-Iugatio). Dieser Faktor wurde aber von der älteren Forschung überschätzt, denn verglichen mit modernen Vorstellungen kann auch der spätrömische Staat als eindeutig unteradministriert gelten. Die Probleme entstanden öfter aus einem Zuwenig als aus einem Zuviel an Verwaltung. Zwar umfasste die Reichsadministration um 400 etwa drei- bis viermal so viele Mitarbeiter wie während des Prinzipats, doch kamen auf diese gut 30.000 „Beamten“ gut 60 Millionen Einwohner; eine nach modernen Maßstäben personell schwach ausgeprägte Verwaltung. Jedes Mitglied der Verwaltung war also im Schnitt für über 2000 Menschen zuständig. Zudem war die Verwaltung faktisch weitaus weniger hierarchisch gegliedert, als es bei oberflächlicher Betrachtung den Anschein hat, zumal nicht nur lokale Strukturen bestehen blieben, sondern auch das alte Recht jedes freien Bürgers, sich unter Umgehung aller Instanzen direkt an den Kaiser zu wenden, bis zuletzt nicht angetastet wurde. Des Weiteren wirkte die kaiserliche Verwaltung hauptsächlich in den Städten (auf die die Regierung bei der Erledigung zentraler Aufgaben wie Steuereintreibung und Polizeigewalt angewiesen war), auf dem Land hingegen war sie kaum präsent. In der Zivilverwaltung der ausgehenden Spätantike war der comes civitatis der Spitzenbeamte auf städtischer Ebene. Hinzu kamen überschneidende Kompetenzen, die eine effektive Verwaltungsarbeit behinderten, aber auch eine gewisse wechselseitige Kontrolle sicherstellen sollten.
Ziel der neuen Steuerpolitik war vor allem die Sicherstellung fließender Einnahmen zur Finanzierung von Heer, Verwaltung und Kaiserhof. In dieser Hinsicht „funktionierte“ der spätrömische Staat längere Zeit recht gut. Selbst nach 476 konnten sich im Westen die neuen germanischen Herrscher noch auf Teile der römische Verwaltungsstrukturen stützen. So griffen die Merowinger beispielsweise auf das spätrömische Besteuerungssystem zurück und nutzten die Verwaltungsstrukturen der civitates in Gallien; auch die Fernwirkung der spätrömischen Münz- und Währungsreform bis ins Mittelalter ist nicht zu unterschätzen.
Die Gesetzgebung war weiterhin exklusives Vorrecht des Kaisers, der aber von gelehrten Juristen beraten wurde (zur Entwicklung siehe auch Römisches Verfassungsrecht). Die niedere Rechtsprechung wurde von den Städten und den Statthaltern der Provinzen ausgeübt. Seit Konstantin dem Großen existierten zudem Bischofsgerichte, gegen deren Urteile keine weitere Appellation an weltliche Gerichte möglich war, doch beschnitten seine Nachfolger die Kompetenzen der Bischofsgerichte stark. Im 5. Jahrhundert entstand die historisch bis heute bedeutsame Rechtssammlung des Codex Theodosianus. Im 6. Jahrhundert folgte das später sogenannte Corpus iuris civilis. Dessen Zusammenstellung war von zentraler Bedeutung, denn Justinian ließ durch seine Palastbeamten alles verfügbare Recht einer knapp tausendjährigen Geschichte (markant sind insbesondere das Zwölftafelgesetz der frührepublikanischen Zeit und die klassische Rechtswissenschaft des Prinzipats) kodifizieren, soweit er es noch für zeitgemäß hielt. Zukunftsweisend war die Zusammenstellung zudem, weil das Gesetzeswerk Ausgangspunkt für die rezeptorische Aufarbeitung im Mittelalter und in der Neuzeit war (vornehmlich die fachlich glänzenden Bestandteile, die Institutionen und Digesten).
Einem erhaltenen Gesetz Justinians verdankt man Kenntnisse um die Kosten der zivilen Verwaltung: Der 534 vom Kaiser neu eingesetzte praefectus praetorio von Africa verfügte demnach über insgesamt 396 Mitarbeiter, die jährlich zusammen 4172 solidi erhielten, während der Präfekt selbst alleine fast doppelt so viel bekam, nämlich 7200 solidi, was einem Viertel des Gesamtetats seiner Präfektur entsprach. Demselben Gesetz lässt sich entnehmen, dass das Jahresgehalt eines nordafrikanischen Provinzstatthalters unter Justinian bei 448 solidi lag; er verfügte über jeweils 50 Mitarbeiter, die insgesamt nur 160 solidi verdienten. Zum regulären Gehalt kamen allerdings teils sehr große Summen hinzu, die Bittsteller als Schmiermittel zu zahlen hatten. Solange diese Art der Korruption ein bestimmtes Maß nicht überschritt, wurde sie nicht als anstößig empfunden, sondern galt als selbstverständlich.
Im Westen verlor Rom bald nach 300 endgültig seine zentrale Stellung als Kaiserresidenz, nicht jedoch die Stellung als symbolische Hauptstadt des Imperiums. Schon längst residierten die Kaiser näher an den gefährdeten Grenzen, etwa in Trier oder in Sirmium. Im Westen wurde zunächst Mailand, schließlich das aufgrund seiner geografischen Lage lange als uneinnehmbar geltende Ravenna Hauptstadt des Westreiches (zeitweilig residierten Kaiser wie Valentinian III. und Anthemius aber auch wieder in Rom). Im Ostreich hingegen residierten die Kaiser seit Theodosius I. nunmehr dauerhaft in Konstantinopel, nachdem dort zunächst auch Antiochia am Orontes Herrschersitz gewesen war. Sowohl Rom als auch Konstantinopel waren dabei auf externe Versorgung der Bevölkerung angewiesen; besondere Bedeutung kam in diesem Zusammenhang der Getreideversorgung zu: Rom wurde von Africa, Konstantinopel von Ägypten aus mit Korn versorgt.

### Die spätrömische Armee

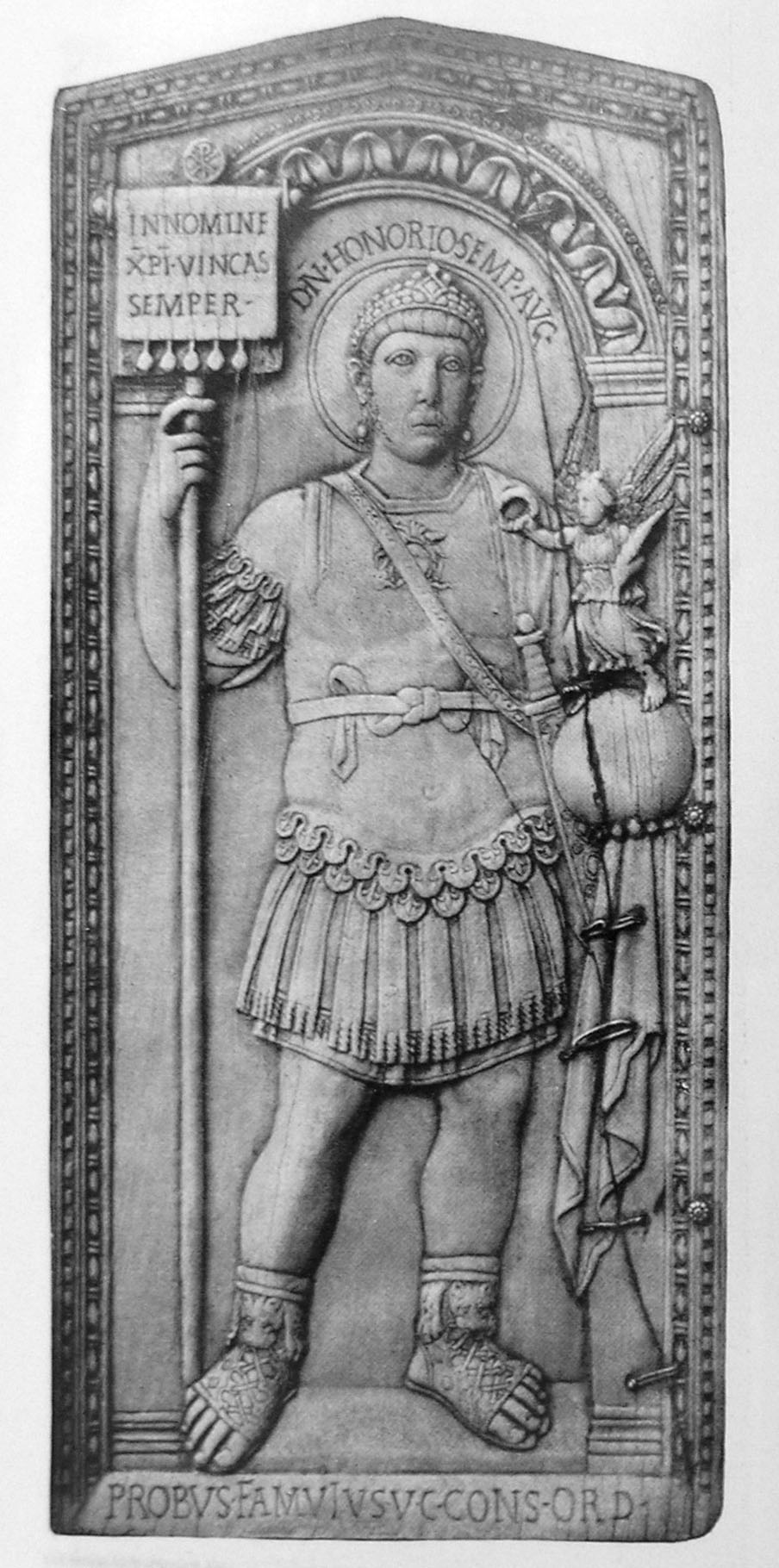
Kaiser Honorius (mit dem Labarum) in der Tracht eines spätrömischen Offiziers. Elfenbeindyptichon von 406 n. Chr.

Auch die spätrömische Armee wandelte sich. Noch unter den Severern (193–235) hatten Organisation und Ausrüstung der römischen Truppen im Wesentlichen dem spätestens seit Augustus gängigen Muster entsprochen. Die Funde auf dem 2008 entdeckten Harzhornschlachtfeld, das in die Zeit nach 228 datiert werden kann, beinhalten pila, caligae und Teile typisch kaiserzeitlicher Helme. Doch in den Niederlagen, die die römische Armee in den Jahren zwischen 244 und 260 gegen Goten und Sassaniden erlitt, sowie im Rahmen einer langen Kette von Bürgerkriegen (siehe Reichskrise des 3. Jahrhunderts), verloren viele Legionäre ihr Leben; ganze Einheiten wurden aufgerieben und nicht wieder aufgestellt. Um 260 führte darum insbesondere Kaiser Gallienus weitreichende Reformen durch: Das Kommando über die Legionen wurde nun den Senatoren entzogen, die durch Berufssoldaten ersetzt wurden, der Anteil an Kavallerie wurde deutlich erhöht und die taktischen Einheiten, in denen die Infanterie operierte, verkleinert.
Die Rüstung der Fußsoldaten wurde im Verlauf des 3. und 4. Jahrhunderts schrittweise immer leichter, um die Truppen beweglicher zu machen. Das pilum verschwand, der gladius wurde durch ein Langschwert ersetzt. Dass diese neuen Legionen den veränderten Anforderungen gewachsen waren, belegt der Umstand, dass die römische Armee ab 268 jahrzehntelang fast keine wichtige Schlacht gegen äußere Feinde verlor: Die Goten, Franken und Alamannen wurden zurückgeschlagen, abtrünnige Reichsteile gewaltsam wieder in das Imperium integriert; und schließlich gelang es 282 sogar, die sassanidische Hauptstadt Ktesiphon zu plündern. Eine Niederlage, die Galerius 297 gegen die Perser erlitt, konnte bereits im Folgejahr durch den Sieg in der Schlacht bei Satala wettgemacht werden. Gerade im Osten mussten die Römer angesichts der starken persischen Festungen dabei weitaus häufiger als zuvor Belagerungen durchführen; wie auch ihre sassanidischen Kontrahenten wurden die kaiserlichen Truppen daher zu Experten für Belagerungstechnik (Poliorketik).
Die Maßnahmen, die die Soldatenkaiser ergriffen hatten, wurden von Diokletian systematisiert und weitergeführt. Das Heer wurde um 300 endgültig in ein Marsch- (comitatenses) und ein Grenzheer (limitanei) unterteilt. Die ältere Auffassung, wonach es sich bei letzteren um militärisch fast wertlose Milizionäre gehandelt habe, wird mittlerweile zunehmend in Frage gestellt; der Unterschied zwischen Bewegungs- und Grenzheer dürfte in der Praxis geringer gewesen sein, als es die ältere Forschung annahm. Vor allem im Westen wurde das römische Heer durch die stetige Aufnahme von Germanen zunehmend „barbarisiert“ (zumindest ist dies die traditionelle Sichtweise, die inzwischen aber bestritten wird). Allerdings geben die Quellen praktisch keine Hinweise darauf, dass die Barbaren im regulären Heer illoyal gewesen wären, solange sie ihren Sold erhielten. Insgesamt kam es nun sogar seltener zu Rebellionen als während des Prinzipats, und auch die militärische Leistungsfähigkeit blieb grundsätzlich erhalten: Eine entschlossen geführte oströmische Armee konnte noch im 6. Jahrhundert auch zahlenmäßig überlegene barbarische Heere schlagen. Die zentrale Schwierigkeit bestand eher darin, die immensen Kosten, die mit dem Unterhalt der regulären kaiserlichen Truppen verbunden waren, auf Dauer zu decken. Dies gelang in Ostrom weitaus besser als im Westen. Rekrutierungsprobleme scheinen dabei die Ausnahme, nicht die Regel gewesen zu sein; die entsprechenden Gesetze wurden zumeist während plötzlicher Engpässe nach hohen Verlusten erlassen. Prinzipiell war der Soldatenberuf nun (wie viele andere auch) erblich, aber noch Justinian stellte fest, dass in der Regel genügend Freiwillige zur Verfügung stünden.
Ein Problem stellten die unter eigenen Anführern kämpfenden Foederaten dar, die vor allem im Westen immer mehr an Bedeutung gewannen, da sie weitaus billiger waren als reguläre Einheiten, aber zugleich vom Kaiser immer schlechter kontrolliert werden konnten. Vermutlich wurde schon den Westgoten bei ihrer Ansiedlung in Aquitanien zugestanden, „ihren“ Anteil am Steueraufkommen selbst einzutreiben. In Westrom mündete dieser Prozess schließlich im 5. Jahrhundert in der faktischen Selbstauflösung des regulären Heeres, da im Westen zuletzt die finanziellen Mittel zum Unterhalt regulärer Truppen fehlten, die die Foederaten hätten kontrollieren sollen. Die germanischen Truppen traten nun an die Stelle des weströmischen Heeres, und ihre Anführer übernahmen schließlich die Rolle des Staates, der aus ihrer Sicht am Ende überflüssig geworden war. Gleichzeitig entstanden ab etwa 400 in Ost und West private Haustruppen, die Feldherren oder sogar reiche Privatleute unterhielten, die sogenannten bucellarii.
Einige Forscher vermuten, dass in diesem Zusammenhang die blutige Schlacht am Frigidus 394, in der Theodosius I. den Usurpator Eugenius besiegte, einen Wendepunkt markiert habe. Damals starben nicht nur zahllose germanische Hilfstruppen beider Seiten, sondern es fanden auch die besten Einheiten des regulären weströmischen Heeres den Tod, wobei auch der Verlust erfahrener Offiziere eine Lücke riss. Diese konnten offenbar nicht mehr ersetzt werden, wenngleich die Heeresstärke zum Zeitpunkt des Todes Theodosius’ I. noch relativ hoch lag. Allerdings mussten in der darauffolgenden Zeit mehrere Einheiten im Westen neu aufgestellt werden, was wohl zu Lasten der Qualität dieser neuen Einheiten ging. Danach waren die Kaiser in Westrom viel stärker auf den Einsatz barbarischer Foederaten angewiesen als die Kaiser im Osten, was ihren Einfluss schmälerte. Spätestens seit der Mitte des 5. Jahrhunderts lag die Macht im Westen dann in den Händen von Militärs römischer wie nichtrömischer Herkunft, und aus den Anführern der verbündeten Foederaten wurden angesichts der Agonie der Zentralgewalt schrittweise faktisch unabhängige Warlords. Die alte weströmische Armee löste sich Schritt für Schritt auf.

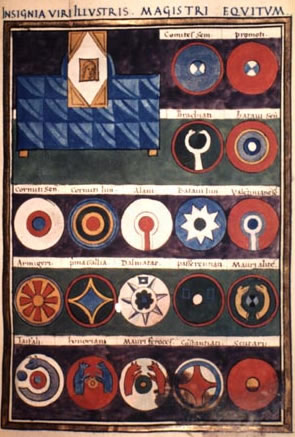
Eine Seite aus einer mittelalterlichen Kopie der Notitia dignitatum.

Während die Besoldung der Truppen den zivilen Beamten oblag, sah die militärische Hierarchie (militia armata) des spätantiken Reiches grob aus wie folgt: Nur dem Kaiser (bzw. den Kaisern) unterstellt war der Heermeister, der magister militum (bzw. die magistri militum, denn es gab zumindest in Ostrom meist mehrere). Dieser konnte durchaus über beachtliche politische Macht verfügen, wie die Endzeit des Westreiches zeigt, wo die Heermeister schließlich die Kaiser weitgehend kontrollierten, während es im Ostreich gelang, die politische Rolle des Heermeisteramts zu beschneiden.
Dann folgten die comites (Einzahl: comes) und die lokalen Kommandeure in den Provinzen, die duces (Einzahl: dux). Die Kaiser verfügten zudem über eine Leibwache; als die protectores und scholae zu einer reinen Paradetruppe herabgesunken waren, gründete man in Ostrom um 460 die excubitores als schlagkräftige Eliteeinheit. Die strikte Trennung des militärischen vom zivilen Bereich wurde erst um 600 wieder aufgegeben. In den Exarchaten, die die oströmischen Kaiser im späten sechsten Jahrhundert in Karthago und Italien einrichteten, waren beide Bereiche wieder vereint. Im Heer selbst nahm die Bedeutung der Reiterei, besonders der Panzerreiterei (kataphraktoi), immer mehr zu; dies erhöhte zwar Kosten und Aufwand für den einzelnen Soldaten, erhöhte aber die Mobilität erheblich. Panzerreiter und berittene Bogenschützen spielten daher ab dem 5. Jahrhundert sogar eine größere Rolle als die Infanterie.
Die Truppenstärke der spätrömischen Armee ist in der Forschung umstritten, da die Quellen auch nicht eindeutig sind. Insgesamt wurde die Anzahl der Legionen unter Diokletian erhöht (auf etwa 60), wobei jedoch gleichzeitig ihre Truppenstärke abnahm. Statt der alten Sollstärke von 6000 Mann dienten nun nur noch 1000 in einer Legion, und auch diese Zahl wurde faktisch selten erreicht. In der Folge verlor die Legion immer weiter an Größe und verschwand zuletzt wohl ganz, auch wenn vereinzelt noch unter Kaiser Maurikios so bezeichnete Einheiten erwähnt werden.
Lactantius schreibt, Diokletian habe die Stärke der Armee vervierfacht (De mortibus persecutorum, 7,2). Diese Darstellung ist jedoch nicht sehr glaubhaft, da Lactantius wohl einfach das Schema der Tetrarchie auf die Armee überträgt. Im 4. Jahrhundert dürfte die Heeresstärke jedenfalls in etwa bei 400.000 Mann gelegen haben, womit sie etwas höher lag als in der frühen und hohen Kaiserzeit. Nach den Angaben der Notitia dignitatum lag die Sollstärke um 400 bei etwa 600.000 Mann. Agathias errechnete dann um 570 eine Sollstärke von 645.000 (5,13,7). Wie er zu dieser Schätzung kam, ist unklar, doch dürfte er das nicht mehr existierende Westheer miteingerechnet haben. Zur Zeit Justinians dienten seinen Angaben nach jedenfalls nur noch 150.000 Mann (5,15) in der oströmischen Armee. Diese Zahl ist jedoch vermutlich deutlich zu niedrig angesetzt (wahrscheinlich zählte Agathias nur die comitatenses). In der Forschung wird eher von der doppelten Stärke ausgegangen. Damit wäre Justinians Armee in etwa ebenso groß gewesen wie die des Augustus.
Insgesamt wurde die Heeresstärke der spätrömischen Armee zwar erhöht, sie war jedoch angesichts der vielfältigen Aufgaben kaum ausreichend, zumal sie oft an den Grenzen gebunden war. Daher mutet es auch wenig verwunderlich an, wenn die meisten spätantiken Militäroperationen mit vergleichsweise wenig Männern durchgeführt wurden. Dies ist auch darauf zurückzuführen, dass ab dem späteren 4. Jahrhundert die Bedeutung der Infanterie innerhalb der comitatenses abnahm: Reiterheere waren aus logistischen Gründen grundsätzlich kleiner als vornehmlich aus Fußtruppen bestehende Aufgebote. Kaiser Julians Feldzug gegen das Sassanidenreich war mit ca. 65.000 Mann (die teils deutlich höheren Zahlenangaben in den Quellen sind weniger wahrscheinlich) eine der größten Militäroperationen der Spätantike.
Im Rahmen der Eroberungen im Westen unter Justinian ist die Armee an die Grenzen ihrer Kapazitäten gelangt. In diesen Jahren, in denen oströmische Truppen sowohl in Italien (von 535 bis in die frühen 550er Jahre) als auch ab 540 (nachdem die Perser wieder ins Imperium eingefallen waren) an der Ostgrenze in schwere Kämpfe verwickelt waren, scheint die Hofarmee (palatini) die meisten ihrer Einheiten abgetreten zu haben, denn nach 551 sind ihre Truppen nicht mehr nachweisbar. Als 559 die Kutriguren vor Konstantinopel auftauchten, musste hastig eine Verteidigung improvisiert werden.
Insgesamt wurden die größten römischen Armeen meist an der Ostgrenze eingesetzt. Stilicho operierte 40 Jahre nach Julian im Westen mit nur etwa 20.000 Mann, während Belisar 533 mit wohl etwas mehr als 15.000 Elitesoldaten gegen die Vandalen zog, nachdem er drei Jahre zuvor noch deutlich über 30.000 Kämpfer gegen die Sassaniden ins Feld geführt hatte. Kaiser Anastasios I. mobilisierte noch 503 über 50.000 Mann zur Abwehr eines persischen Angriffs, und in den 550er Jahren operierten sowohl in Italien als auch im Kaukasus römische Armeen mit jeweils gut 30.000 Soldaten. Mitunter konnten im Orient noch weitaus größere Verbände aufgestellt werden, deren Schlagkraft dann allerdings meist begrenzt war. Noch das kaiserliche Heer, das sich 636 den Arabern stellte und vernichtet wurde, dürfte mehrere zehntausend Mann umfasst haben. Erst um diese Zeit wurde in Ostrom angesichts der militärischen Krisen die Organisation der Armee grundlegend verändert, und aus dem spätrömischen wurde in der Folge das ganz anders aufgebaute byzantinische Heer.

### Die Kirche
Die über effiziente Verwaltungsstrukturen verfügende Kirche (siehe auch Alte Kirche) festigte in der Spätantike ihre Stellung. Bereits Konstantin der Große hatte die Kirche gefördert, sodass diese nun auch über wirtschaftliche Macht verfügte, die sie unter anderem auch für die Armenversorgung nutzte. Durch staatliche Privilegien wurde sie auch für die Oberschicht des Reiches interessant, und indem sich seit dem 4. Jahrhundert die Kindstaufe durchsetzte, während Apostasie (Abfall vom Glauben) bald mit dem Tod bedroht wurde, war es schließlich kaum noch möglich, sich frei für oder gegen das Christentum zu entscheiden. Es kam jedoch trotz oder wegen der steigenden Macht der neuen Religion bald zu mehreren Kontroversen innerhalb der Kirche: Weniger das Heidentum, das aber noch im 5. und 6. Jahrhundert (allerdings in immer schwächerer Form) aktiv war, als vielmehr theologische Differenzen (besonders bzgl. der Natur Christi) innerhalb der Kirche erschwerten die innere Festigung (siehe Erstes Konzil von Nicäa, Arianismus, Nestorianismus, Monophysitismus). Auch die fünf ökumenischen Konzile der Spätantike konnten hier keine Einigung herstellen.

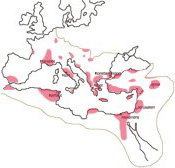
Gebiete mit starken christlichen Gemeinden um das Jahr 325 n. Chr.

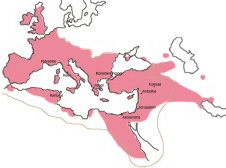
Die Ausbreitung des Christentums um 600 n. Chr.

Die Rolle des Kaisers als Schutzherr des Christentums wurde seit Konstantin betont, ebenso die sakrale christliche Aura des Kaisertums. In diesem Sinne spielte der Kaiser im spätantiken Christentum eine wichtige, aber auch nicht unproblematische Rolle. Dabei muss beachtet werden, dass in jener Zeit Religionsfragen nicht nur von einem kleinen Zirkel von Theologen besprochen wurden, sondern dass diese Diskussion mit Leidenschaft auch in den unteren Bevölkerungsschichten geführt wurde. Schließlich ging es um das persönliche Heil des Einzelnen. Wer einer falschen Lehre anhing, dessen Seele war verloren. Die Feststellung des „orthodoxen“ Standpunktes war also für alle Gläubigen von entscheidender Bedeutung. Hinzu kamen verunsichernde Ereignisse wie die kurzfristige „pagane Renaissance“ unter Kaiser Julian oder der Schock der Plünderung Roms 410, auf den Augustinus von Hippo, Orosius und andere literarisch reagierten. Bis zum Ende der Epoche (und vor allem im Osten darüber hinaus) bestimmten theologische Auseinandersetzungen, die meist untrennbar mit Machtfragen verknüpft waren, die Geschichte in entscheidendem Maße mit.

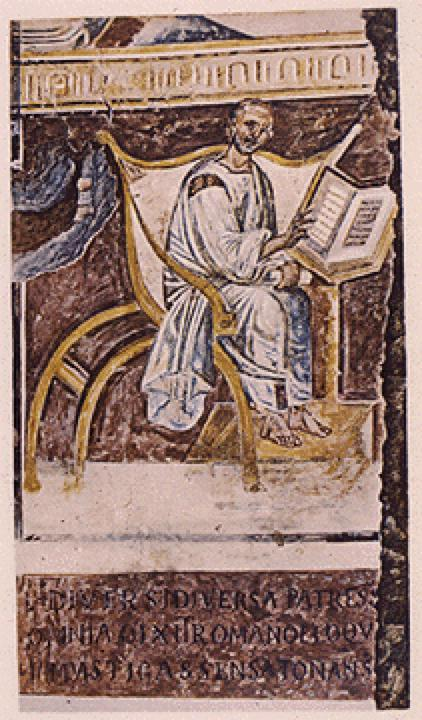
Älteste bekannte Darstellung des Augustinus in der Tradition des Autorenbildes (Laterankirche, 6. Jahrhundert).

Indem das Christentum zur Religion von Kaiser und Reich (dem Imperium sanctum) wurde und Christus zum Kosmokrator, der als eine Art himmlischer Kaiser gedacht wurde, musste es sich der Welt anpassen und erfuhr eine massive Transformation. Unter anderem wurde es notwendig, Gewalt theologisch zu begründen, da auch das nunmehr christliche Imperium weiterhin militärische Konflikte ausfocht. Besonders Augustinus entwickelte daher, aufbauend auf der alten römischen Vorstellung des bellum iustum, eine theologische Rechtfertigung des Krieges. Neben dieser Entfernung vom altchristlichen Gebot der Nächstenliebe erregte vor allem die zunehmende Verweltlichung der Kleriker und der rasant wachsende Reichtum der Kirche vielfach Befremden und Widerspruch. Erst in den letzten Jahren wird in der Forschung zudem verstärkt darauf hingewiesen, dass es im 4. Jahrhundert durchaus noch keine klaren Vorstellungen davon gab, was genau „Christsein“ eigentlich ausmache – so sei jene Richtung, die den strikten Ausschließlichkeitsanspruch des Christentums vertrat, zunächst nur eine unter vielen Strömungen gewesen, während es in der Praxis anfangs viele Menschen gab, die lediglich unter anderem Christ waren.
In der Spätantike entwickelte sich auch das Amt des Bischofs von Rom hin zum Papsttum. Den entscheidenden Schritt in diese Richtung tat Gregor der Große, der aus einer vornehmen Familie stammte und zugleich als der letzte spätantike Kirchenlehrer und der erste mittelalterliche Papst gelten kann.
Das „Heidentum“ verschwand nicht plötzlich mit der konstantinischen Wende, wenngleich es seitdem zunehmend an Einfluss verlor. Es hielt sich aber trotz der anti-pagane Gesetzgebung der Kaiser Gratian und Theodosius I. noch lange Zeit auf dem flachen Land (beide Kaiser gingen aber auch nicht ernsthaft gegen Anhänger der alten paganen Götterkulte vor), vor allem im Westen, und ihm hingen auch noch große Teile der gebildeten Aristokratie an, wenngleich jüngst Alan Cameron manch ältere Annahme in Frage gestellt hat. Um 400 dürfte es aber wohl noch ungefähr so viele Christen wie Heiden gegeben haben, wobei die Christianisierung regional unterschiedlich verlief. Die Städte waren stärker christianisiert, während auf dem Land die Entwicklung langsamer voranschritt: Mehrfach wurden in Gallien und Italien Missionare erschlagen, wenn sie Bauern an Opfern für die Erntegötter hindern wollten, und noch im frühen 6. Jahrhundert konnte der pagane Autor Zosimos ein Geschichtswerk schreiben, in dem er den Christen die Schuld am Niedergang Roms gab. Den letzten offiziell geduldeten paganen Tempel, das berühmte Isis-Heiligtum von Philae, ließ erst Justinian um 537 schließen. Unter Kaiser Tiberios I. kam es 579 zu einem Heidenaufstand in Syrien, und erst 599 ließ Papst Gregor der Große die zahlreichen Altgläubigen Sardiniens durch Folter und Kerkerhaft zur Taufe zwingen. Sogar die arabischen Eroberer im 7. Jahrhundert trafen noch auf oströmische Regionen und Städte, die weiterhin vom alten Polytheismus geprägt waren. Die überall im Reich entstehenden spätantiken Taufpiscinen für die Ganzkörpertaufe gingen ihrerseits auf die Thermen der griechisch-römischen Badekultur zurück, welche anfangs bisweilen noch umgenutzt und dann zum Vorbild für die Anlage der Baptisterien wurden.
Zugleich hingen nicht wenige Menschen sowohl dem Christentum als auch den alten Kulten an und missachteten damit den Absolutheitsanspruch der Kirche. Oft wird angenommen, dass damals Marienkult und Heiligenverehrung christliche Zugeständnisse an die polytheistischen Neigungen der Mehrheit darstellten, die nach Entsprechungen für die antiken Muttergottheiten (Isis, Kybele) und nach eigenen Göttern für bestimmte Probleme und Bereiche verlangte. Nicht wenige ehemalige Nichtchristen dürften zudem bewusst oder unbewusst Elemente und Denkweisen der alten Kulte auch nach ihrer Konversion beibehalten haben. So stellten die Heiden spätestens ab etwa 400 eine immer kleiner werdende Minderheit dar, aber die alten Religionen hinterließen deutliche Spuren im Christentum.
Im Osten, genauer gesagt in Ägypten, nahm mit Antonius dem Großen gegen Ende des 3. Jahrhunderts das Mönchtum seinen Anfang, das sich gegen Ende des 4. Jahrhunderts langsam im Reich ausbreitete. Für die Entwicklung des Klosterwesens war daneben insbesondere Pachomios bedeutsam. Die Jahre zwischen etwa 300 und 600 waren durch das Auftreten der „Holy Men“ (Peter Brown) geprägt, charismatischer Einzelner, die besonders in Ostrom als Säulenheilige und Eremiten hohes Ansehen genossen. Vermutlich stellte dieses Phänomen eine Reaktion auf die zunehmende Verweltlichung des Christentums dar, die der Preis für die Allianz mit dem römischen Staat war (siehe oben). Anders als im Westen gelang es einzelnen Heiligen Männern im Osten, die Autorität der Bischöfe zeitweise empfindlich in Frage zu stellen.
Die erstarkte Stellung der Kirche kam auch dadurch zum Ausdruck, dass sich verstärkt befähigte Personen gegen den Staatsdienst und für den Dienst in der Kirche entschieden, zumal Kleriker seit dem 4. Jahrhundert bedeutende Privilegien wie etwa Steuerfreiheit genossen. Dazu gehörten der ehrgeizige und energische Ambrosius, dem es gelang, auf die Kaiser Gratian und Theodosius I. Einfluss zu nehmen, sowie am Ende der Epoche Gregor der Große.
Außerhalb des Imperiums waren Christen im persischen Mesopotamien relativ zahlreich vertreten, ebenso im Kaukasus. Das Reich von Aksum wurde im 4. Jahrhundert christianisiert (siehe Ezana) und bildete seitdem einen der Drehpunkte der römischen Diplomatie in diesem Raum. Des Weiteren existierten christliche Gemeinden in Südarabien. Die Christianisierung der Germanen erfolgte jedoch zumeist durch deren Übernahme des arianischen Bekenntnisses (siehe etwa Wulfila), wenn auch in vielen Fällen später der Übertritt zum Katholizismus erfolgte; eine Ausnahme waren die Franken, die offenbar direkt zum katholischen Glauben konvertierten.
Dem Mittelalter rettete die Kirche, die sich im 4. Jahrhundert langsam zur Reichskirche entwickelte, wenigstens Teile des antiken Wissens (wenngleich sie zugleich auch Mitschuld am Verschwinden missliebiger Schriften trug, siehe Bücherverluste in der Spätantike). Als die römische Armee und das römische Beamtenwesen im Westen nach und nach verschwanden, blieb die Kirche bestehen und im 5./6. Jahrhundert trat sie zunehmend an die Stelle des dort nicht mehr funktionsfähigen Staates.

### Religiöse Entwicklungen außerhalb des Christentums
In der Spätantike gelang nicht nur dem Christentum der Durchbruch zur dominierenden Religion im römischen Reich, sondern auch neue Glaubensrichtungen kamen auf und bereits etablierte entwickelten sich weiter.

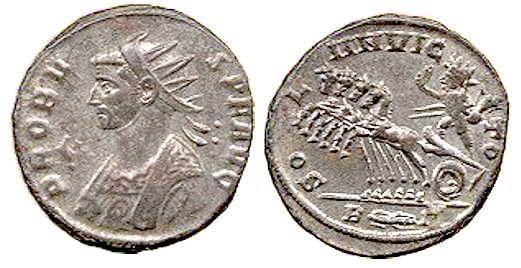
Münze des Kaisers Probus (276–282) mit Sol Invictus auf der Quadriga

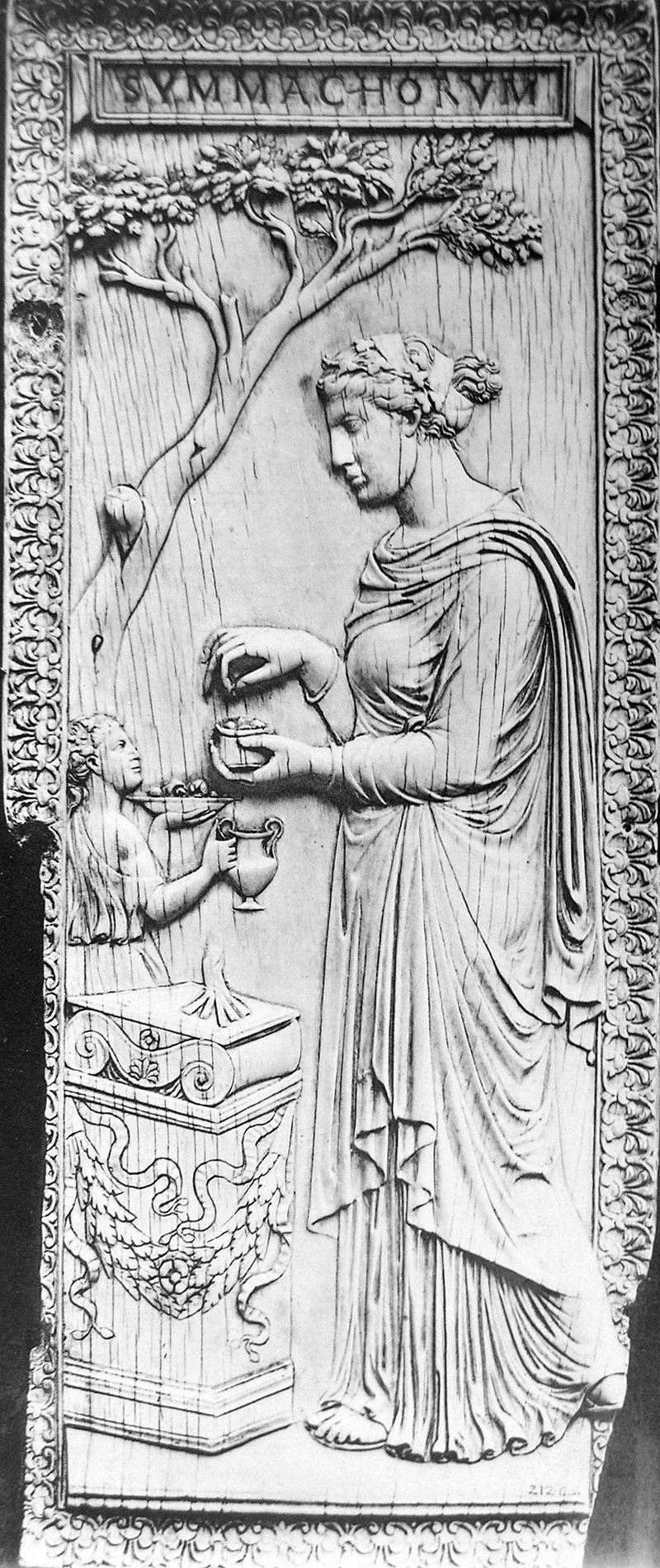
Dieses Elfenbeindiptychon mit der Inschrift SYMMACHORVM stellt um 390 n. Chr. eine Priesterin des Bacchus beim unblutigen Opfer dar.

Das „Heidentum“ (der Begriff ist problematisch, da polemisch und pauschal, in der Forschung spricht man daher oft von „paganen“ oder „traditionellen“ Kulten) blieb wenigstens bis ins späte 4. Jahrhundert eine lebendige Kraft, die noch Widerstand gegen die Christianisierung leistete. Im Streit um den Victoriaaltar, den der römische Stadtpräfekt Quintus Aurelius Symmachus und Bischof Ambrosius von Mailand im Jahr 384 austrugen, kamen die gegensätzlichen Positionen von Christen und Heiden noch einmal symptomatisch zum Ausdruck. Für die christlichen Gelehrten waren die paganen Gottheiten Dämonen, die durch das Christentum entlarvt und überwunden worden waren und keine Toleranz verdienten. 391 wurde die Ausübung paganer Praktiken endgültig verboten, und um 400 war der Sieg des Christentums dann zwar unabwendbar, doch noch im 5. Jahrhundert hofften wohl manche pagane Intellektuelle auf eine Renaissance der vorchristlichen Religion.
Allerdings hat Alan Cameron in einer umfassenden und vielbeachteten Studie mehrere ältere Thesen bezüglich der paganen Eliten im 4. Jahrhundert in Frage gestellt und die Vorstellung, es habe eine geschlossene Gruppe in dieser Elite gegeben, die sich als Vorkämpfer für die „traditionellen Werte“ (die oft genug auch für Christen von Bedeutung waren) betätigt habe, als „Mythos“ bezeichnet. Es habe, so Cameron, kein vielbeschworenes „pagan revival“ im späten 4. Jahrhundert gegeben und viele für Christen gleichermaßen wichtige kulturelle Werte hätten die Konversion der paganen Elite erleichtert. Umgekehrt haben Forscher wie Anthony Kaldellis in den letzten Jahren die These formuliert, dass sogar noch im 6. Jahrhundert viele Angehörige der oströmischen Elite, darunter auch bedeutende Intellektuelle wie Prokopios von Caesarea, in Wahrheit keine Christen gewesen seien, womit sich Kaldellis aber nicht durchsetzen konnte.
Jedenfalls waren sogar im 6. Jahrhundert die alten Kulte keineswegs überall verschwunden (s. o.), wenngleich sie nun faktisch ohne politische Bedeutung waren und nur von einer kleinen Minderheit praktiziert wurden. All diesen Religionen war gemein, dass ihnen der Ausschließlichkeitsanspruch des Monotheismus fehlte; ein Verehrer von Mithras oder Isis leugnete also nicht die Existenz anderer Götter, selbst wenn er sie nicht verehrte. Diese Religionen waren anders als die christliche Kirche nicht zentral organisiert, sondern stellten vielmehr eine synkretistische Vielfalt verschiedener Glaubensvorstellungen dar. Neben den Kulten, die man zur traditionellen römischen Religion zählen kann, waren vor allem die aus dem Osten stammenden Mysterienkulte von Bedeutung (näheres siehe dort). Ebenso erfreute sich der Sonnengottkult beträchtlicher Beliebtheit; so war auch Konstantin der Große lange Zeit ein Anhänger Sols. Daneben hatte besonders im römischen Heer Mithras eine größere Anzahl von Anhängern; Mithras und Sol wurden dabei oft miteinander verbunden: Der Haupttempel des Sol Invictus Mithras in Baalbek wurde erst unter Justinian I. durch ein Feuer zerstört. Auch der Synkretismus sowie der Neuplatonismus hatten eine besondere Bedeutung für das spätantike Heidentum, wobei oft zwischen Philosophie und Religion nicht streng unterschieden wurde.
Das „Heidentum“ hielt sich noch lange Zeit, besonders bei der Landbevölkerung. Bereits in der Antike war deshalb die (falsche) Herleitung des Ausdrucks paganus (Nichtchrist) von „Landbewohner“ üblich. Aber auch Teile der Senatsaristokratie und verschiedene philosophische Kreise blieben noch längere Zeit pagan; die Zahl der Heiden nahm ab dem 4. Jahrhundert jedoch deutlich ab (siehe den Abschnitt zur Kirche). Allerdings gab es durchaus viele Kontakte zwischen der pagenen und der christlichen Gedankenwelt, die sich auch gegenseitig beeinflussten; ein Grund hierfür war, dass neu bekehrte Christen Vorstellungen und Denkmuster aus ihrer früheren Religion in die neue einbrachten. So verwundert es nicht, dass die Christen, beeinflusst durch die sich im Sonnenkult ausdrückenden Vorstellungen, in Jesus bald die „Sonne der Gerechtigkeit“ sahen. Auch die Marienverehrung, die dem frühen Christentum noch unbekannt gewesen war, entwickelte sich in der Spätantike offenbar insbesondere unter dem Einfluss des römischen Isis- und Kybele-Kultes.
Vor Beginn der Spätantike war die Gnosis eine nicht unwichtige religiöse Strömung mit vielschichtigem Ursprung, die sich in ihrem Zenit im 2. bis 3. Jahrhundert n. Chr. über den gesamten Mittelmeerraum verbreitet hatte. Frühchristentum und Gnosis entwickelten sich zunächst weitgehend unabhängig voneinander, bis es dann im ersten Viertel des 1. Jahrhunderts zu den ersten Berührungen kam. Es kam dann im 2. Jahrhundert zu einer partiellen Synthese zwischen dem Christentum und gnostischen Positionen.

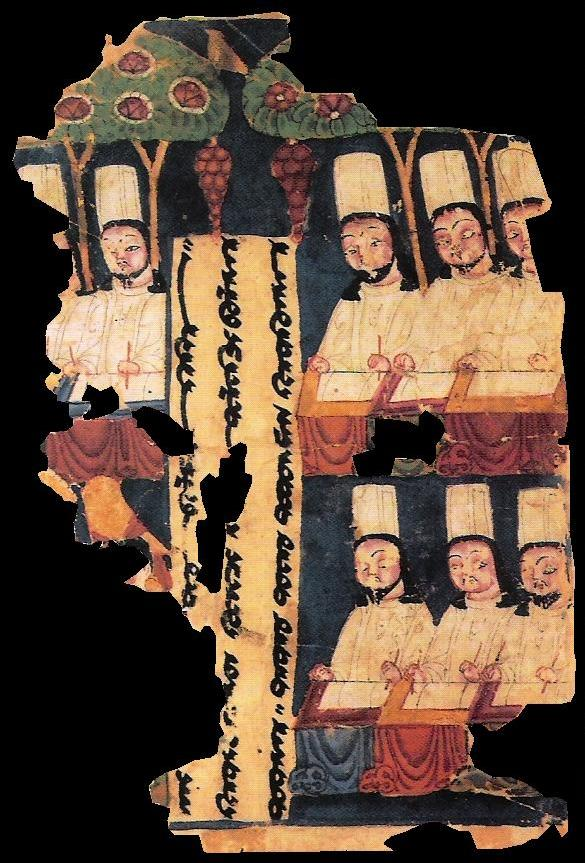
Manichäer aus einem Manuskript von Khocho, Tarimbecken.

Ein besonderes Phänomen der Spätantike stellt der Manichäismus dar. Begründet wurde er im 3. Jahrhundert vom Perser Mani, der sich Aspekte verschiedener Religionen (wie des Christentums, aber auch des Zoroastrismus (s. u.) und des Buddhismus) bediente. Beim Manichäismus handelte es sich um eine dualistische Buchreligion (Gut und Böse, Licht und Dunkelheit gelten als in einen ewigen Kampf verwickelt), die sich bald zu einer einflussreichen Glaubensrichtung entwickelte und in Persien anfangs gefördert wurde. Der neue Glaube fand von Spanien bis Zentralasien Anhänger, die aber im Römischen Reich und in Persien teils Verfolgungen ausgesetzt waren. Augustinus von Hippo hing dieser Religion an, bevor er zum Christentum konvertierte. Bald darauf wurde „Manichäer“ für christliche Theologen ein Synonym für „Ketzer“ und behielt diese Bedeutung bis ins Mittelalter.
Im persischen Sassanidenreich, wo Christen (die eine nicht unbedeutende Minderheit darstellten) ebenso wie Juden und Manichäer lebten, war die vorherrschende und von den Großkönigen bevorzugt geförderte Religion der Zoroastrismus. Allerdings sind viele Aspekte dieser Religion in der Forschung umstritten, da die meisten Zeugnisse aus nachantiker Zeit stammen. Es ist auch nicht restlos geklärt, ob man den Zoroastrismus als regelrechte „Staatsreligion“ bezeichnen kann, wie dies in der älteren Forschung oft getan wurde. In der neueren Forschung tendiert man zu einer vorsichtigeren Einschätzung, da andere Kulte von den Sassaniden in der Regel geduldet wurden. Dennoch war der Zoroastrismus (bzw. Mazdaismus) bis zum Einbruch des Islam die einflussreichste Religion im Iran. Daran änderte die Existenz zahlreicher christlicher Gemeinden im Westen des Reiches ebenso wenig wie die religiös-sozialrevolutionäre Bewegung der Mazdakiten, die das Reich in den Jahrzehnten um 500 erschütterte.
Das Judentum litt in der Spätantike weiter unter den Bedingungen der Diaspora. Die meisten römischen Kaiser waren den Juden (trotz diverser abfälliger Bemerkungen in der Gesetzgebung) nicht wirklich feindlich gesinnt, jedenfalls solange die öffentliche Ordnung nicht tangiert wurde. Es bestanden allerdings erhebliche Spannungen zwischen Juden und Nichtjuden. Mehrere christliche Kaiser beschränkten die jüdische Religionspraxis oder verboten den Neubau von Synagogen. Dennoch blieb das Judentum nach 391/92 die einzige erlaubte nichtchristliche Religion im Imperium Romanum. Auch die christlichen Kaiser stellten sich hier in die Tradition von Caesar und Augustus und bestanden auf gewissen Schutzvorschriften für Juden; diese waren aber trotzdem vereinzelten Übergriffen ausgesetzt. Bereits 429 wurde die Institution des „Patriarchen der Juden“ aufgehoben und Palästina in vier Provinzen unterteilt. Die Kirche lehnte jedoch die Aufnahme von zwangsbekehrten Juden (theoretisch) strikt ab. Ein spezielles Problem stellten die Samaritaner dar, eine jüdische Splittergruppe, die wiederholt Konflikte mit der römischen Zentralgewalt austrug und besonders unter Justinian in blutige Kämpfe mit kaiserlichen Truppen verwickelt war (siehe Julian ben Sabar).
Auch der Islam, der sich im spätantiken kulturgeschichtlichen Kontext entwickelte, hat seine Wurzeln im religiösen Denken dieser Zeit und war stark von Christen- und Judentum sowie wahrscheinlich auch vom Zoroastrismus beeinflusst. Die extreme Position einiger Gelehrter (u. a. Karl-Heinz Ohlig; Christoph Luxenberg), die den Koran im Kern für die Übersetzung eines spätantiken syrischen Lektionars und den Islam in seinen Ursprüngen daher für eine antitrinitarische christliche Häresie halten, die sich erst um 800 zu einer eigenständigen Religion entwickelt habe und auch nicht von einem Propheten namens Mohammed gegründet worden sei, wird seit einigen Jahren kontrovers diskutiert, hat sich aber nicht durchgesetzt.
Insgesamt war der allgemeine religiöse Trend in der frühen Spätantike hin zum Henotheismus bzw. Monotheismus unverkennbar, wovon das Christentum beträchtlich profitierte. Dieses bot mit seiner Erlösungsbotschaft auch eine verlockende Alternative, zumal die Kirche karitativ tätig war. Selbst der letzte pagane Kaiser des Gesamtreichs, Julian, bewunderte diesen Aspekt und versuchte vergeblich, dies auch innerhalb seiner (vielleicht) geplanten „paganen Staatskirche“ einzubauen. Dem missionarischen Impetus waren die traditionellen Kulte seit der massiven staatlichen Förderung des Christentums seit Konstantin letztendlich nicht gewachsen. Ihr langer Fortbestand als Minderheitenreligion warnt allerdings davor, den alten Kulten jede Lebenskraft abzusprechen – dies entspricht vielleicht eher der Sicht der christlichen Sieger als der Realität. Allerdings hat zuletzt Alan Cameron ausführlich die Ansicht begründet, dass das Heidentum nach Konstantin immer stärker an Einfluss verloren habe und bereits Ende des 4. Jahrhunderts, noch vor der theodosianischen Gesetzgebung, keine vitale Kraft mehr gewesen sei.

## Forschungsstand

Eines der bekanntesten Bauwerke der Spätantike: die Hagia Sophia im heutigen Istanbul (errichtet ab 532 unter Justinian). Die Minarette wurden erst nach der Eroberung Konstantinopels durch die Türken 1453 hinzugefügt.

Als problematisch galt die Erforschung der Spätantike lange, wie bereits angesprochen, schon aufgrund der relativ fließenden Grenze zum Mittelalter hin. In der älteren Forschung wurde die Auffassung vertreten, dass die Spätantike ein Zeitalter des moralischen und kulturellen Verfalls gewesen sei (Dekadenztheorie nach Edward Gibbon: The History of the Decline and Fall of the Roman Empire; auch Voltaire: Essai sur les mœurs et l’esprit des nations; Assoziation von spät mit Dahinwelken, Verfall). Diese Lehrmeinung war auch im 19. Jahrhundert vorherrschend. Noch Otto Seeck vertrat diesen Standpunkt in seinem berühmten Hauptwerk Geschichte des Untergangs der antiken Welt zu Beginn des 20. Jahrhunderts.
Diese sehr negative Bewertung der Spätantike, die nicht zuletzt einer Idealisierung der „klassischen“ Antike geschuldet war, ist jedoch nach Ansicht der meisten Forscher inzwischen obsolet geworden und wird in neueren Darstellungen seit Jahren nicht mehr angeführt; sie ist in populärwissenschaftlichen Darstellungen und im Film aber immer noch verbreitet. Dass der spätantike Staat ein „Zwangsstaat“ gewesen sei, wird in der neueren Forschung weitgehend abgelehnt. Die Studien von John B. Bury (siehe unter anderem sein Standardwerk History of the Later Roman Empire, 2 Bände, 1923), Edward A. Thompson und anderen bereiteten den Boden für eine Neubewertung dieser Epoche, die nun nicht mehr als Verfallszeit begriffen wurde. Eine wichtige Vorarbeit stellt auch A. H. M. Jones’ Later Roman Empire dar, das bis heute ein wichtiger Ausgangspunkt für die Beschäftigung mit der Epoche ist.
So wird die Ansicht, die Spätantike sei von Dekadenz und vom Untergang des Römischen Reiches geprägt gewesen, in der neueren Forschung weitgehend abgelehnt und kommt selbst in Entwürfen, die das Ende des Westreiches betonen (Heather, Ward-Perkins), nicht mehr als Faktor vor. Vielmehr wird oft die Vitalität der Epoche – vor allem, doch nicht nur im oströmischen Bereich – betont. Klagen in verschiedenen Quellen über angeblichen Sittenverfall, besonders in der Oberschicht, können hingegen kaum verallgemeinert werden, zumal es derlei zu allen Zeiten gab. Allerdings veränderten sich gegenüber der sogenannten klassischen Antike in der Spätantike viele Interessen bzw. verlagerten sich Aktivitäten in Bereiche, die eher für das Mittelalter typisch waren, was mit ein Grund für das abwertende Urteil der älteren Forschung war.
Der entscheidende Paradigmenwechsel in der Forschung zur Spätantike vollzog sich dann in den 1970er Jahren. Damals hat besonders Peter Brown in sehr einflussreichen Arbeiten auf die „Metamorphose“ bzw. „Transformation“ der antiken Welt in dieser Zeit aufmerksam gemacht, wobei er sich vor allem den kulturellen und religiösen Veränderungen sowie dem östlichen Mittelmeerraum widmete; bald folgten diesem Ansatz auch Averil Cameron und andere (siehe auch Transformation of the Roman World). Seit den späten 1980er Jahren dominiert diese Richtung weltweit die Forschungen zur Spätantike. Statt des Later Roman Empire stand nun allgemeiner die Late Antiquity im Vordergrund. Insgesamt hat das Interesse der althistorischen Forschung an der Spätantike in den letzten Jahrzehnten enorm zugenommen. Drei internationale Spezialzeitschriften – L’Antiquité Tardive (seit 1993), Journal of Late Antiquity (seit 2008) und Studies in Late Antiquity (seit 2017) – widmen sich nur der Zeit zwischen 300 und 700. Vor allem im angelsächsischen Raum sind viele früher selbstverständliche Annahmen und Urteile in Frage gestellt worden. Zentren der aktuellen Spätantike-Forschung sind daneben Frankreich und Deutschland, wobei der internationale Austausch in diesem Bereich ungewöhnlich hoch ist. Das Bild der Epoche, das sich noch immer in den meisten Schulbüchern findet („spätrömische Dekadenz“), hat nur noch sehr wenig mit dem gemein, was derzeit an den Hochschulen vertreten wird.
Allerdings darf über die berechtigte Betonung der Kontinuitäten und des kulturellen Aspekts durch die „Brown-Schule“ nicht vergessen werden, dass die Transformationen der „Völkerwanderungszeit“ in vielerlei Hinsicht eben auch mit Gewalt, Zerstörung und ökonomischem Niedergang verbunden war; dies betonten etwa Bryan Ward-Perkins und Peter J. Heather in ihren Darstellungen, die sich teils wie ein Gegenentwurf zu den Vertretern der Neuinterpretation um Peter Brown und Averil Cameron lesen. Man dürfe sich, so Ward-Perkins, nicht allein auf geistesgeschichtliche Phänomene konzentrieren, sondern müsse auch der ökonomischen Entwicklung und der materiellen Kultur Aufmerksamkeit schenken; der Wandel während des 5. und 6. Jahrhunderts sei aus archäologischer Sicht alles in allem sehr wohl eine Veränderung zum Schlechteren und ein „Verschwinden des Komforts“ gewesen (siehe oben). Beide – Ward-Perkins und Heather – räumen aber ein, dass die Antike im römischen Osten, der erst nach 600 einen ökonomischen Verfall erlebte, deutlich länger gedauert habe als im Westen, wo es im fünften Jahrhundert durch äußere Angreifer zu einem „Ende der Zivilisation“ (Ward-Perkins) gekommen sei. In neuester Zeit wird auch die Umweltgeschichte berücksichtigt, da die naturwissenschaftliche Forschung teils dramatische Veränderungen in der Spätantike feststellen konnte (wie Klimaverschlechterungen im Zeitraum von 150 bis 700 und damit einhergehend fallende Temperaturen, Dürren und schlechtere Lebensbedingungen).
In vielen Punkten konnte in der Forschung bislang keine Einigkeit erzielt werden. Zu den besonders heftig diskutierten Fragen zählt unter anderem die nach den Prozessen, die im Westen zum Erlöschen des Kaisertums führten. Auch die Pirenne-These findet inzwischen wieder Anhänger, allerdings mit neuen Argumenten. Viele der alten Erklärungen sind inzwischen unhaltbar geworden, doch ist es oft noch nicht gelungen, sie durch überzeugende Alternativen zu ersetzen. Je näher man sich mit der Spätantike befasst, desto offensichtlicher wird die Unmöglichkeit von einfachen Antworten und allgemeingültigen Aussagen.
In der Forschung werden in neuerer Zeit oft die Entwicklungen im Großzeitraum von ca. 300 bis 800 betrachtet, ohne dass dieser Zeitraum als Periodisierung für die Spätantike als solche gebraucht wird. Vielmehr soll damit der enge Zusammenhang vom Übergang am Ende der Antike zum formierenden Frühmittelalter deutlich werden, so schon Franz Georg Maier (Die Verwandlung der Mittelmeerwelt, 1968) sowie beispielsweise Peter Brown (der sogar die Zeit von 200 bis 800 betrachtet, wobei dieses Modell auch als „long Late Antiquity“ bezeichnet wurde) und nun Chris Wickham (Framing the early Middle Ages und The Inheritance of Rome).
In diesem Kontext wird in der neueren Forschung das Geschehen im eurasischen Raum im ersten Jahrtausend – die Entstehung des spätrömischen Reiches mit all den damit verbundenen Umbrüchen, die „Völkerwanderung“, die Auseinandersetzungen mit Persien, die Entstehung der islamischen Welt und der germanisch-romanischen Welt im Westen des ehemaligen Imperiums – zunehmend im zeitlichen und räumlichen Zusammenhang betrachtet.
Zwar hatte bereits Peter Brown nicht ausschließlich die Mittelmeerwelt als Bezugspunkt gehabt, sondern ebenso Persien und teils Zentralasien. Dieser Trend wurde aber erst in neuerer Zeit verstärkt. So erhalten neben dem Mittelmeerraum und dem Vorderen Orient (vor allem im Hinblick auf das neupersische Sassanidenreich) auch Zentralasien und der arabische Raum (speziell Südarabien) in der Forschung mehr Aufmerksamkeit und werden nicht mehr als bloße Randgebiete der spätantiken Welt betrachtet. Konsequent in diese Richtung geht das Überblickswerk von Johannes Preiser-Kapeller, der die Verknüpfungen im eurasisch-afrikanischen Raum im Rahmen einer langen Spätantike (300 bis 800) in den Blick nimmt. Für eine solch „globale Perspektive“ im Hinblick auf eine Betrachtung und Bewertung der Spätantike wird in der neueren Forschung verstärkt plädiert. Mischa Meiers umfassendes Überblickswerk Geschichte der Völkerwanderung. Europa, Asien und Afrika vom 3. bis zum 8. Jahrhundert aus dem Jahr 2019 zeigt die diversen direkten und indirekten Verbindungen eindrucksvoll auf. Der Trend hin zu einer „eurasischen Perspektive“ in der neueren Forschung ist zunehmend erkennbar.
Die Forschungsliteratur hat inzwischen einen kaum noch zu bewältigenden Umfang erreicht, wobei die Menge an neuen Publikationen in den letzten Jahr(zehnt)en die älteren Überblicke recht schnell veralten lässt. Einen knappen Überblick bieten die Beiträge in dem von Rousseau herausgegebenen Companion, im Oxford Handbook of Late Antiquity und der Forschungsüberblick im Handbuch von Ian N. Wood. Das im März 2018 erschienene Oxford Dictionary of Late Antiquity stellt eine Bündelung des aktuellen Forschungsstands dar. Einen personenbezogenen Überblick zur Forschung bieten die Beiträge in The New Late Antiquity.

### Fachlexika und Fachzeitschriften
Das im März 2018 erschienene Oxford Dictionary of Late Antiquity bietet zahlreiche relativ knappe, aber auf dem neueren Forschungsstand basierende Artikel zu allen Aspekten der Spätantike. Das Oxford Classical Dictionary in der 5. Auflage (Oxford Classical Dictionary Online) berücksichtigt nun stärker die Spätantike als in den vorherigen Auflagen.
Weitere wichtige Fachlexika sind vor allem das Reallexikon für Antike und Christentum, das Reallexikon der Germanischen Altertumskunde (2. Auflage) und das Oxford Dictionary of Byzantium, die entsprechenden Artikel in Paulys Realencyclopädie der classischen Altertumswissenschaft (wenngleich nicht mehr den modernen Forschungsstand reflektierend, sind viele Artikel – speziell in den neueren Bänden und Supplementbänden – nach wie vor hilfreich) und in Der Neue Pauly. Hinsichtlich weltlicher Personen ist The Prosopography of the Later Roman Empire grundlegend, ergänzend für die folgende Zeit ist die Prosopographie der mittelbyzantinischen Zeit wichtig.
An Fachzeitschriften sind speziell Antiquité tardive (1993ff.), Journal of Late Antiquity (2008ff.), Studies in Late Antiquity (2017ff.) und Journal of Late Antique, Islamic and Byzantine Studies (2022ff.) zu nennen, ebenso ist auf die Fachzeitschrift Millennium (2004ff.) hinzuweisen. Seit 2022 erscheint zudem mit Sasanian Studies: Late Antique Iranian World. / Sasanidische Studien: Spätantike iranische Welt die erste, nur dem Sassanidenreich und seiner Umwelt gewidmete Fachzeitschrift.

### Ältere Darstellungen
Lesenswert ist noch immer Edward Gibbons The History of the Decline and Fall of the Roman Empire, wenngleich dieses klassische Werk aus dem späten 18. Jahrhundert natürlich in keiner Weise den heutigen Forschungsstand wiedergibt und eher von wissenschaftsgeschichtlichem Interesse ist.
Die umfassendste deutschsprachige Darstellung stammt aus der Feder des Historikers Otto Seeck (1850–1921). Sie ist jedoch stark von dessen sozialdarwinistischer Grundanschauung geprägt und zudem in Teilen völlig veraltet.
- Otto Seeck: Geschichte des Untergangs der antiken Welt. Verbesserte Auflage. 6 Bände, Stuttgart 1921, Nachdrucke Darmstadt 1966 und 2000.

Zwei weitere, auch heute noch nützliche Werke älteren Datums, die ebenfalls ganz aus den Quellen gearbeitet wurden und, wenn auch in Teilen überholt, immer noch als Referenzwerke betrachtet werden, wurden von Ernst Stein und John B. Bury verfasst.
- Ernst Stein: Geschichte des spätrömischen Reiches. Band 1, Wien 1928.
Stein, der nach den Nürnberger Gesetzen als Jude galt und vor den Nazis fliehen musste, weigerte sich dann, sein Werk nochmals in deutscher Sprache erscheinen zu lassen. Es existiert jedoch eine französische Übersetzung, die auch einen zweiten, posthum erschienenen Teil umfasst: Histoire du Bas-Empire. Bearbeitet von Jean-Rémy Palanque. 2 Bände, Paris/Brüssel/Amsterdam 1949 (Band 2) und 1959 (Band 1), Nachdruck 1968. Eine Sonderausgabe der WBG erschien 2023, wobei es sich beim ersten Band um einen Nachdruck des deutschen Originals von 1928 handelt (mit den französischen Anmerkungen der Fassung von 1959) und der zweite Band die französische Ausgabe von 1949 darstellt.
- John Bagnell Bury: History of the Later Roman Empire. From the death of Theodosius I. to the death of Justinian. 2 Bände, New York 1958 (Nachdruck der Ausgabe von 1923). Burys Werk stellt die ausführlichste englische Darstellung der politischen Geschichte zwischen 395 und 565 dar und ist auch heute noch sehr nützlich, besonders aufgrund der Nähe zu den Quellen.

### Moderne Darstellungen
Die Sekundärliteratur bezüglich der Spätantike ist äußerst umfangreich, weshalb im Folgenden auch nur eine Auswahl genannt werden kann. Es sei nachdrücklich auf die Bibliographien der entsprechenden Werke hingewiesen und auf die Literaturangaben in den Artikeln, auf die im Text verwiesen wird.
Überblicksdarstellungen
- Douglas Boin: A Social and Cultural History of Late Antiquity. Wiley, Hoboken (NJ) 2018, ISBN 978-1-119-07681-0.
- Glen W. Bowersock, Peter Brown, Oleg Grabar (Hrsg.): Late Antiquity. A Guide to the Postclassical World. Harvard University Press, Cambridge, Mass. 1999, ISBN 0-674-51173-5.
(Ausgezeichneter, gut lesbarer Überblick über den damaligen Forschungsstand zur Spätantike [aus der Sicht der „Peter-Brown-Schule“] mit einem sehr nützlichen Lexikonteil.)
- Peter Brown: The World of Late Antiquity AD 150–750. New York 1971, mehrere Nachdrucke, ISBN 0-393-95803-5.
(Einflussreiche und gut geschriebene Darstellung, die vor allem die kulturelle Metamorphose der spätantiken Welt betont und sich besonders an interessierte Laien richtet.)
- Averil Cameron u. a. (Hrsg.): The Cambridge Ancient History. 2., neugestaltete Auflage. Bd. 12, 13 und 14, Cambridge University Press, Cambridge 1998ff.
(Wichtige moderne Übersichtsdarstellung. Dort findet sich auch weiterführende Literatur.)
- Averil Cameron: The Mediterranean World in Late Antiquity AD 395–700. 2. Auflage. Routledge, London/New York 2011, ISBN 978-0-415-57961-2.
(Verständlicher und informativer thematischer Überblick, der aber erst mit dem Tod Theodosius’ I. einsetzt.)
- Nicola Di Cosmo, Michael Maas (Hrsg.): Empires and Exchanges in Eurasian Late Antiquity. Rome, China, Iran, and the Steppe, ca. 250–750. Cambridge University Press, Cambridge 2018, ISBN 978-1-107-09434-5.
- Alexander Demandt: Die Spätantike (= Handbuch der Altertumswissenschaft. Band III.6). 2. Auflage. C. H. Beck, München 2007, ISBN 978-3-406-55993-8.
(Neu überarbeitete, relativ umfangreiche Übersichtsdarstellung, in der allerdings keineswegs immer die aktuelle Forschung mit einbezogen wird. Darauf basiert eine inhaltlich gekürzte und leicht veränderte Sonderauflage, allerdings ohne Anmerkungen: Geschichte der Spätantike. München 2008; kritische Rezension in Sehepunkte; positive Rezension bei H-Soz-Kult).
- Sylvain Destephen: L’Empire romain tardif. 235–641 après J.-C. Arnand Colin, Malakoff 2021, ISBN 978-2-200-62873-4.
- Peter Dinzelbacher, Werner Heinz: Europa in der Spätantike. WBG/Primus, Darmstadt 2007, ISBN 978-3-89678-624-1.
(Schön bebilderte Darstellung zur Geistes- und Kulturgeschichte.)
- Hugh Elton: The Roman Empire in Late Antiquity. A Political and Military History. Cambridge University Press, Cambridge 2018, ISBN 978-1-108-45631-9.
(aktueller Überblick zur politischen Geschichte)
- Scott Fitzgerald Johnson (Hrsg.): The Oxford Handbook of Late Antiquity. Oxford University Press, Oxford u. a. 2012, ISBN 978-0-19-533693-1.
(Aktuelles und recht umfassendes Handbuch mit umfangreicher Bibliographie.)
- Arnold Hugh Martin Jones: The Later Roman Empire 284–602. A Social, Economic and Administrative Survey. 3 Bände durchgehend nummeriert, Oxford 1964 (Nachdruck in zwei Bänden, Baltimore 1986).
(Die beste moderne, ganz aus den Quellen gearbeitete Darstellung. Ein moderner Klassiker, wenn auch nur schwer lesbar und nicht chronologisch gegliedert.)
- Reinhold Kaiser: Die Mittelmeerwelt und Europa in Spätantike und Frühmittelalter (= Neue Fischer Weltgeschichte. Band 3). S. Fischer, Frankfurt am Main 2014, ISBN 978-3-10-010823-4.
- Jens-Uwe Krause: Geschichte der Spätantike. Eine Einführung. UTB, Tübingen 2018, ISBN 978-3-8252-4761-4.
- Jens-Uwe Krause: Die Spätantike (284 bis 565 n. Chr.). In: Hans-Joachim Gehrke, Helmuth Schneider (Hrsg.): Geschichte der Antike. Ein Studienbuch. 4., erweiterte und aktualisierte Auflage. Metzler, Stuttgart u. a. 2013, S. 429ff., ISBN 978-3-476-02494-7.
(Knappe, ausgezeichnete Zusammenfassung der jüngeren Forschung.)
- Michael Kulikowski: Imperial Tragedy. From Constantine’s Empire to the Destruction of Roman Italy. AD 363–568. Profile, London 2019, ISBN 978-1-78125-632-9.
- A. D. Lee: From Rome to Byzantium Ad 363 to 565. The Transformation of Ancient Rome. Edinburgh University Press, Edinburgh 2013, ISBN 978-0-7486-2791-2.
- Scott McGill, Edward Watts (Hrsg.): A Companion to Late Antique Literature. Wiley-Blackwell, Hoboken (NJ) 2018, ISBN 978-1-118-83039-0.
- Mischa Meier: Geschichte der Völkerwanderung. Europa, Asien und Afrika vom 3. bis zum 8. Jahrhundert. C. H. Beck, München 2019, ISBN 978-3-406-73959-0.
(Die derzeit aktuelle und umfassendste Darstellung zur Völkerwanderungszeit; Besprechung bei Plekos; bei H-Soz-Kult.)
- Stephen Mitchell, Geoffrey Greatrex: A History of the Later Roman Empire. AD 284–700. 3. Auflage. Wiley-Blackwell, Hoboken (NJ) 2023, ISBN 978-1-119-76855-5. (Aktuelle und ausgewogene Gesamtdarstellung.)
- John Moorhead: The Roman Empire divided. 2. Auflage. Routledge, London/New York 2013, ISBN 978-1-138-14216-9.
- Rene Pfeilschifter: Die Spätantike. Der eine Gott und die vielen Herrscher. C. H. Beck, München 2014, ISBN 978-3-406-66014-6.
- Johannes Preiser-Kapeller: Jenseits von Rom und Karl dem Großen. Aspekte der globalen Verflechtung in der langen Spätantike, 300–800 n. Chr. Mandelbaum Verlag, Wien 2018, ISBN 978-3-85476-554-7.
(Globalgeschichtlicher Überblick der Verflechtungen im eurasischen und ostafrikanischen Raum im Rahmen einer „langen Spätantike“. Besprechungen bei H-Soz-Kult von Lutz Berger, Stefan Esders und Marcus Bingenheimer.)
- Friedrich Prinz: Von Konstantin zu Karl dem Großen. Entfaltung und Wandel Europas. Artemis & Winkler, Düsseldorf u. a. 2000, ISBN 3-538-07112-8.
(Gut geschriebene Darstellung eines Mediävisten, die vor allem die Kontinuitäten und Brüche der Spätantike zum Mittelalter hin herausarbeitet und sich auf den Westen konzentriert.)
- Philip Rousseau (Hrsg.): A Companion to Late Antiquity. Blackwell, Malden (Massachusetts) u. a. 2009, ISBN 978-1-4051-1980-1.
(Guter Überblick zu zahlreichen Bereichen; der Band enthält 39 relativ knappe Beiträge von zumeist jüngeren Wissenschaftlern sowie eine umfangreiche Bibliographie, die auch die nicht-englischsprachige Forschungsliteratur berücksichtigt.)
- Peter Sarris: Empires of Faith. The Fall of Rome to the Rise of Islam, 500–700. Oxford University Press, Oxford 2011, ISBN 978-0-19-926126-0.
(Einführung zur Transformation der spätrömischen und frühmittelalterlichen Welt.)
- Dieter Vieweger: Spätantike. IV. Band: Geschichte der biblischen Welt. Gütersloher Verlag, Gütersloh 2022, ISBN 978-3-579-07177-0.
- Chris Wickham: The Inheritance of Rome. A History of Europe from 400 to 1000. Allen Lane, London u. a. 2009, ISBN 0-7139-9429-0.
(Darstellung zum Wandel der Mittelmeerwelt im Übergang zum Frühmittelalter.)
- Ian Nicholas Wood: Europe in Late Antiquity. De Gruyter, Berlin/Boston 2025, ISBN 978-3-11-035265-8.

Literatur zu speziellen Aspekten
- Henning Börm: Westrom. Von Honorius bis Justinian. 2. Auflage. Kohlhammer, Stuttgart 2018, ISBN 978-3-17-033216-4.
(Aktueller Überblick zum Westen des spätantiken Imperium Romanum. Rezension der 1. Auflage bei H-Soz-Kult.)
- Glen W. Bowersock: Die Wiege des Islam. Mohammed, der Koran und die antiken Kulturen. C.H. Beck, München 2019, ISBN 978-3-406-73401-4.
- Glen W. Bowersock: Empires in collision in Late Antiquity. Brandeis University Press, Waltham (MA) 2012, ISBN 978-1-61168-321-9.
- Peter Brown: Die Entstehung des christlichen Europa. C. H. Beck, München 1999, ISBN 3-406-44023-1 (Originalausgabe The Rise of western Christendom, Oxford 1995; 2., verbesserte und erweiterte Auflage, Oxford 2003).
(Ein gut lesbares Standardwerk zur Kulturgeschichte; die zweite englische Auflage verfügt auch über einen wissenschaftlichen Apparat.)
- Peter Brown: Through the Eye of a Needle. Wealth, the Fall of Rome, and the Making of Christianity in the West, 350-550 AD. Princeton University Press, Princeton 2012, ISBN 978-0-691-15290-5.
- Alan Cameron: The Last Pagans of Rome. Oxford University Press, Oxford/New York 2011, ISBN 978-0-19-974727-6.
(Umfassende und aktuelle Studie zur Wandlung der paganen Eliten bzw. des diesbezüglichen Milieus im christlichen Imperium im 4. Jahrhundert, mit einigen neuen Interpretationen.)
- Kamil Cyprian Choda, Maurits Sterk de Leeuw, Fabian Schulz (Hrsg.): Gaining and Losing Imperial Favour in Late Antiquity. Brill, Leiden 2020.
- Generaldirektion Kulturelles Erbe Rheinland-Pfalz (Hrsg.): Der Untergang des Römischen Reiches. WBG, Darmstadt 2022, ISBN 978-3-8062-4425-0.
- Klaus Martin Girardet: Kaisertum, Religionspolitik und das Recht von Staat und Kirche in der Spätantike. Habelt, Bonn 2009, ISBN 978-3-7749-3469-6.
- John Haldon: Byzantium in the Seventh Century. The Transformation of a Culture. 2. Auflage. Cambridge 1997, ISBN 0-521-31917-X.
(Standardwerk zu den Veränderungen, die aus dem spätantiken Oströmischen Reich das Byzanz des Mittelalters machten.)
- Geoffrey B. Greatrex: Procopius of Caesarea: The Persian Wars. A Historical Commentary. Cambridge University Press, Cambridge 2022, ISBN 978-1-107-28202-5 (ausführliche Fachbesprechung bei Plekos).
- Guy Halsall: Barbarian Migrations and the Roman West, 376–568. Cambridge University Press, Cambridge 2007, ISBN 978-0-521-43543-7.
(Ausgezeichnete Gesamtdarstellung zur Völkerwanderungszeit, die aber fast ausschließlich die Geschichte des Westens in den Blick nimmt und primär innere Faktoren für das Ende dieses Reichsteils verantwortlich macht. Besprechung in Sehepunkte.)
- Kyle Harper: The Fate of Rome. Climate, Disease, and the End of an Empire. Princeton University Press, Princeton 2017, ISBN 978-0-691-16683-4.
(umweltgeschichtliche Darstellung; Rezension in Sehepunkte)
- Douglas Haug: The Eastern Frontier. Limits of Empire in Late Antique and Early Medieval Central Asia. I.B. Tauris, London/New York 2019.
- Peter J. Heather: The Fall of the Roman Empire. A New History. London 2005, ISBN 0-333-98914-7.
(Heather führt als Hauptgrund für den Untergang Westroms das Einbrechen der Barbaren (ähnlich wie Ward-Perkins) und vor allem der Hunnen an; auch betont er wieder die Bedeutung des Jahres 476 als Epochenjahr für Westrom (nicht für Ostrom). Besprechung der Bücher von Heather und Ward-Perkins (BMCR 7/2005); Besprechung bei H-Soz-Kult)
- Peter Heather: Rome Resurgent. War and Empire in the Age of Justinian. Oxford University Press, Oxford 2018, ISBN 978-0-19-936274-5.
- James Howard-Johnston: The Last Great War of Antiquity. Oxford University Press, Oxford 2021, ISBN 978-0-19-883019-1.
(Aktuelle Darstellung des letzten römisch-persischen Kriegs und dessen Folgen.)
- James Howard-Johnston: Witnesses to a World Crisis. Historians and Histories of the Middle East in the Seventh Century. Oxford 2010, ISBN 978-0-19-920859-3.
(Umfassende und wichtige Studie zu den Ereignissen im 7. Jahrhundert und den diesbezüglichen Quellen.)
- Robert G. Hoyland: In God’s Path. The Arab Conquests and the Creation of an Islamic Empire. Oxford University Press, Oxford 2015, ISBN 978-0-19-991636-8.
(Überblick zur islamischen Expansion im 7./8. Jahrhundert.)
- Arnold Hugh Martin Jones, John R. Martindale, John Morris: The Prosopography of the Later Roman Empire. 3 Bände (Band 3 in zwei Teilbänden), Cambridge 1971–1992.
(Wichtiges, die Zeit von ca. 260 bis 641 n. Chr. abdeckendes prosopografisches Nachschlagewerk.)
- Jens-Uwe Krause, Christian Witschel (Hrsg.): Die Stadt in der Spätantike – Niedergang oder Wandel? Akten des internationalen Kolloquiums in München am 30. und 31. Mai 2003 (= Historia. Einzelschriften. Heft 190). Steiner, Stuttgart 2006, ISBN 3-515-08810-5.
- Luke Lavan, William Bowden (Hrsg.): Theory and Practice in Late Antique Archaeology. Brill, Leiden u. a. 2003, ISBN 90-04-12567-1.
- A. Doug Lee Lee: War in Late Antiquity. A Social History. London 2007, ISBN 978-0-631-22926-1.
- Josef Lössl, Nicholas J. Baker-Brian (Hrsg.): A Companion to Religion in Late Antiquity. John Wiley & Sons, Hoboken (NJ) 2018, ISBN 978-1-118-96810-9.
- Gabriele Marasco (Hrsg.): Greek and Roman Historiography in Late Antiquity. Fourth to Sixth Century A.D. Brill, Leiden u. a. 2003, ISBN 90-04-11275-8.
(Umfassender Überblick zur spätantiken Geschichtsschreibung, wenngleich teils etwas problematisch.)
- Jochen Martin: Spätantike und Völkerwanderung (= Oldenbourg Grundriss der Geschichte. Band 4). 4. Auflage. Unveränderter Nachdruck der 3., überarbeiteten und erweiterten Auflage 1995. Oldenbourg, München 2001, ISBN 3-486-49684-0.
(Knappe Darstellung der Zeit bis Justinian, mit Forschungsteil und umfassender Bibliografie, inzwischen aber in vielen Teilen veraltet.)
- Jean-Marie Mayeur, Luce Pietri, Andre Vauchez u. a.: Die Geschichte des Christentums, Altertum. Bd. 2 und 3, Sonderausgabe, Freiburg i. B. 2005, ISBN 3-451-29100-2.
(Sehr detaillierte Darstellung der Geschichte und der Kultur des Christentums; die deutsche Übersetzung dieses ursprünglich in französischer Sprache erschienenen Werks wurde teils grundlegend neu bearbeitet und aktualisiert.)
- Mischa Meier: Die Hunnen. Geschichte der geheimnisvollen Reiterkrieger. Beck, München 2025 (aktuelles Überblickswerk zu den Hunnen).
- Michele Renee Salzman, Marianne Sághy, Rita Lizzi Testa (Hrsg.): Pagans and Christians in Late Antique Rome. Conflict, Competition, and Coexistence in the Fourth Century. Cambridge University Press, Cambridge 2016.
- Paul Stephenson: New Rome. The Roman Empire in the East, AD 395–700. Profile Books, London 2021, ISBN 978-1-78125-007-5.
- Roland Steinacher: Rom und die Barbaren. Völker im Alpen- und Donauraum (300–600). Kohlhammer, Stuttgart 2017, ISBN 978-3-17-025168-7.
- Bryan Ward-Perkins: The Fall of Rome and the End of Civilization. Oxford University Press, Oxford 2005, ISBN 0-19-280564-9.
(Lesenswerte Darstellung des Endes des Weströmischen Reiches, die im Gegensatz zu W. Goffart und P. Brown diesen Prozess wieder als brutalen Einschnitt, ausgelöst durch germanische Invasionen, versteht und dabei insbesondere mit dem archäologischen Befund argumentiert.)
- Michael Whitby: Rome at War. A.D. 293–696. Osprey, Oxford 2002, ISBN 1-84176-359-4.
(Eine kurze, aber informative und reich illustrierte Darstellung zum spätrömischen Kriegswesen.)
- Chris Wickham: Framing the Early Middle Ages. Europe and the Mediterranean, 400–800. Oxford University Press, Oxford 2005, ISBN 0-19-926449-X.
(Umfassende und mehrfach ausgezeichnete wirtschafts- und sozialgeschichtliche Darstellung.)
- Jeroen W. P. Wijnendaele (Hrsg.): Late Roman Italy. Imperium to Regnum. Edinburgh University Press, Edinburgh 2023, ISBN 978-1-399-51802-4.
- Herwig Wolfram: Das Römerreich und seine Germanen. Eine Erzählung von Herkunft und Ankunft. Böhlau, Wien/Köln/Weimar 2018, ISBN 978-3-412-50767-1.